# خير الدين بربروس
خَيْرُ الدِّينِ بَرْبَرُوسَ بَاشَا أو خَيْرُ الدِّينِ بَاشَا الْبَحْرِي (بالتركية: Barbaros Hayreddin Paşa)، (ميلاد: 1470 في جزيرةِ ميديللي - وفاة: 5 يوليو/تموّز 1546م في إسطنبولَ)، ناظرُ (وزيرُ) البحريَّة، قائدُ القوّاتِ البحريَّةِ، والٍ على الجزائرِ. اسمُهُ الأصليُّ خضرُ بنِ يعقوبَ وعُرِفَ باسْمِ خضرِ ريّس (ريّسٌ لقبٌ لقباطينِ البحرِ)، وتَلَقَّبَ بـخيرِ الدينِ، وعُرِفَ في أوروبا بـبارباروسا أيْ ذي اللحيةِ الحمراءِ (barba: لحية، rossa: حمراء)، إذْ إنَّ الأوروپيينَ لقّبُوا أخاه الأكبرَ منهُ عُرُوجَ ريِّس باسْمِ عُرُوجَ بارباروسا بسببِ لحيتِهِ الحمراءَ، وبعدَ استشهادِهِ أطلقُوا الاسمَ ذاتَهُ على خضرٍ شقيقِهِ منْ بعدُ.
هوَ أحدُ أشهرِ قادةِ الأساطيلِ العثمانيةِ إنْ لمْ يكنْ أشهرَهُم طُرّاً، وأحدُ رموزِ الجهادِ البحريِّ. أهمُّ مساعدِيهِ ابْناه الريّسانِ «حسنُ الكبيرُ» (بيوك حسن) و«حسنُ الصغيرُ» (كوجوك حسن). أسْهَمَ في غزواتٍ بحريَّةٍ عديدةٍ تحتَ إمرةِ أخيهِ عُرُوجَ بما فيها إنقاذُ عشراتِ الآلافِ منَ الموريسكيّينَ المضطهدِينَ من إسبانيا، ثمَّ تولَّى القيادةَ بنفسِهِ بعدَ استشهادِ أخيه. عقبَ استنجادِ أهلِهَا بهِمَا ضدَّ الإسبانِ أسَّسَ مع أخيهِ عُرُوجَ دولةً عاصمَتُها الجزائرِ ما لبثَا أنْ ضَمَّاها ولايةً إلى الدولةِ العثمانيةِ. تولَّى منصبَ حاكمِ إيالةِ الجزائرِ (1518م) بعدَ استشهادِ أخيهِ بإلحاحٍ منْ أعيانِ مدينةِ الجزائرِ. جمعَ معَ ولايةِ الجزائرِ بأمرِ السلطانِ سليمانِ القانونيِّ قيادةَ جميعِ الأساطيلِ البحريَّةِ للدولةِ العثمانيةِ (1533م)، فانتقلَ إلى إسطنبولَ حيثُ باتَ مسؤولاً عن رسمِ الاستراتيجيةِ البحريَّةِ للدولةِ وتنفيذِها، وإليهِ يعودُ الفضلُ في إرساءِ السيادةِ العثمانيةِ المطلقةِ على البحرِ الأبيضِ المتوسِّطِ لثلثِ قرنٍ على الأقلَّ عقبَ معركةِ بروزةَ (1538م) حتى باتُوا يُشيرونَ لهُ «بالبحيرةِ التركيَّةِ» (بالتركية: Türk Gölü).
ذاعتْ شُهرتُهُ بسببِ غزواتِهِ البحريَّةِ العظيمةِ، والهزائم التي ألحقَها بالدولِ الأوربيَّةِ وكانتْ ذُرْوَتُها معركةُ بروزةَ الحاسمةُ على تحالفٍ من سبع دولٍ أوروبيَّةٍ. أهمُّ انتصاراتِهِ كانتْ على الإمبراطورِ الرومانيِّ المقدَّسِ والملكِ الإسبانيِّ كارلوسَ الخامسِ (أو شارلكانَ). وضَعَ نظامَ السياسةِ البحريَّةِ العثمانيَّةِ ونظَامَ أحواضِ بناءِ السفنِ العثمانيِّ «الترسانةُ العامرةُ». تُوفِّيَ ودُفنَ في مَدْفَنٍ خاصٍّ في منطقةِ بشكطاشَ مُجاورٍ حالياً للمتحفِ البحريِّ في إسطنبولَ.

## بداياته

### أصله
اختلفَ المؤرِّخونَ في أصْلِ عائلةِ بربروسَ على أقوالٍ، فنسبَهَا بعضُهُم إلى أرْوامِ  جزيرةِ ميديلِّي في بحر إيجه وأنَّ خيرَ الدينِ وعُرُوجَ أسْلَما لاحقاً بعدما دَخَلا في خدمةِ السلطانِ محمد المتوكل الحفصيِّ في تونسَ. وتشيرُ مصادرُ أخرى إلى أصْلٍٍ ألبانيٍّ. على أنَّ أغلبَ المصادرِ تشيرُ إلى أنَّهُم منْ أصلٍ تركيٍّ وهوَ ما جاءَ في مذكراتِ خيرِ الدينِ بربروسَ حيثُ يذكرُ أنَّ والدَهُ «أبو يُوسُفَ نورُ اللهِ يعقوبُ آغا التركيُّ» كانَ أحدَ السباهيَّةِ (الفرسانِ) ممَّنِ اشْتَركُوا بفتحِ ميديلي في جيشِ السلطانِ محمدِ الفاتحِ، وبعدئذٍ استَوْطَنَها وتزوَّجَ منْ إحدى بناتِها فأنجبتْ له أربعةَ أبناءٍ، وبالرَّغْمِ منْ ذكرِ خيرِ الدينِ أنَّ أمَّهُ منْ ميديلي إلاّ أنَّ هناكَ منْ قالَ إنَّها كانتْ أندلسيَّة، وثمَّةَ أيضاً قولٌ إنَّهَا مسيحيَّةٌ منْ ميديلي وإنَّهَا كانتْ أرملةَ كاهنٍ مسيحيٍّ.

### اسمه

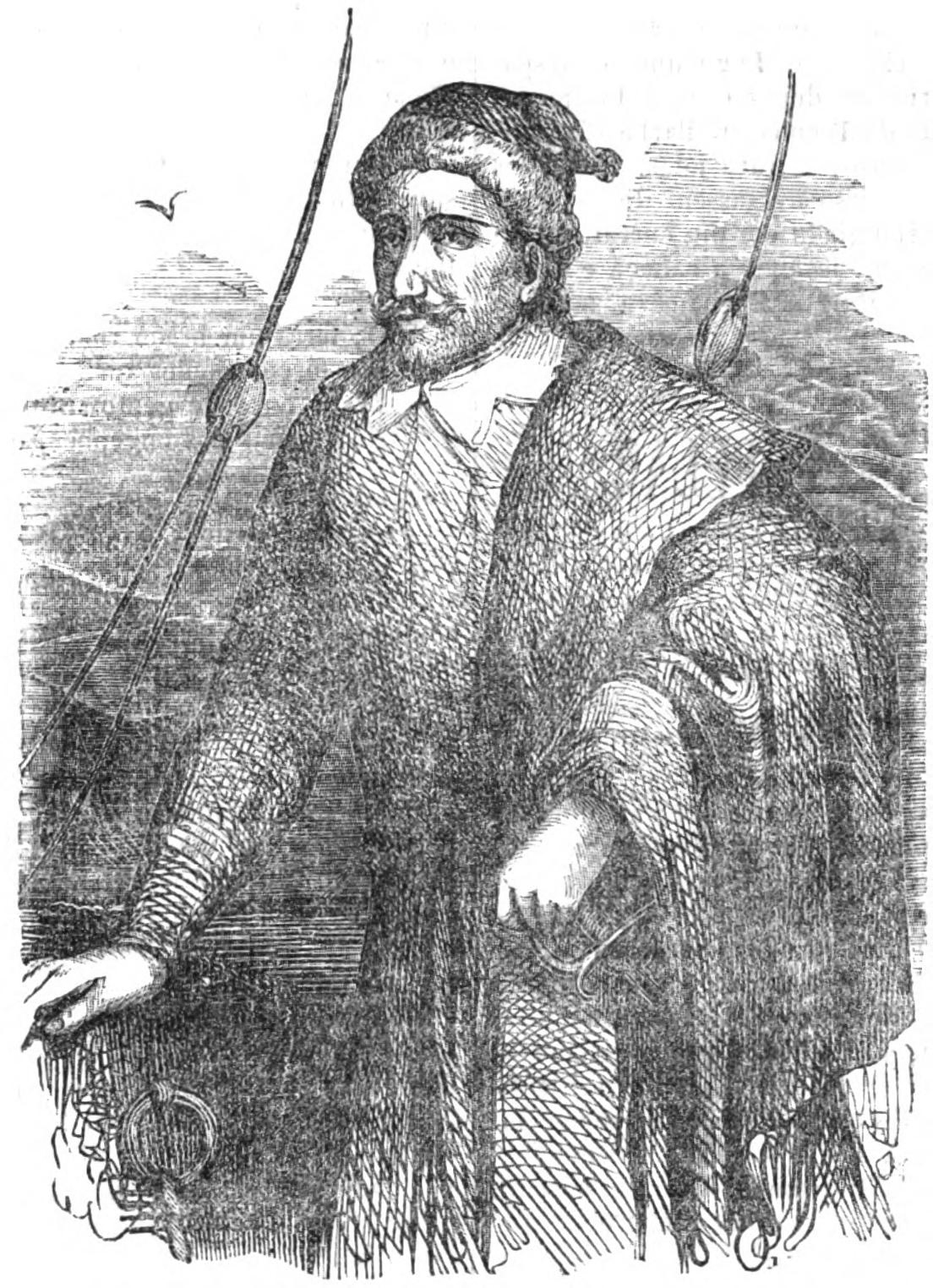
رسمٌ تخيُّليٌّ يعودُ للقرنِ التاسعَ عشرَ الميلاديِّ يصوِّرُ خيرَ الدينِ في شبابِه.

تذكرُ بعضُ المصادرِ أنَّ اسمَ خيرِ الدينِ بربروسَ الأصليِّ هوَ «خسرف أو خسرو» ولاتذكرُ اسمَهُ الذي ذكرَهُ بنفسِهِ في مذكراتِهِ «خضر». أمَّا تسميتُهُ بـ«خيرِ الدينِ» فتذكرُ بعضُ المصادرِ أنَّهُ بعدما تولَّى إنقاذَ الأندلسيّينَ اقترحَ عليهِ هؤلاءِ إلى جانبِ المغاربةِ أنْ يُغيِّرَ اسمَهُ إلى «خيرِ الدينِ». الجديرُ ذكرُهُ ما كُتبَ على لائحةِ «مسجدِ خيرِ الدينِ» الحجريَّةِ التي تؤرّخُ لبنائِهِ في إسطنبولَ: «أمرَ ببناءِ هذا المسجدِ المباركِ السلطانُ المجاهدُ مولانا خيرُ الدينِ ابنِ يعقوبَ بو تركٍ بتاريخِ جُمادى الأولى منْ سنةِ ستٍّ وعشرينَ وتسعمئةٍ (926هـ) المصادفِ نيسان/أبريلَ 1520م». تذكرُ روايةٌ أخرى أنَّ السلطانَ العثمانيَّ سليمانَ القانونيَّ قالَ لهُ: «أنتَ منْ خيرةِ أبناءِ البلادِ وقدْ سمَّيْتُكَ خيرَ الدين»، على أنَّ المؤرخَ عزيز سامح التر نفى صحَةَ هذهِ الروايةِ وذكرَ أنَّه بعدَ اختلاطِهِ بالعربِ في شمالي إفريقيا غَدَوْا يُلقِّبُونَه بخيرِ الدينِ ومُذّاكَ الوقتِ عُرفَ بهذا الاسمِ، وقد استندَ في ذلكَ على اللائحةِ الحجريةِ التوثيقيةِ لمسجدِهِ السالفِ ذِكرُها بالإضافةِ إلى النقودِ المسكوكةِ قبلَ أن يلتقيَ بالسلطانِ سليمانَ وقدْ سُكَّ عليها اسمُ «خيرِ الدينِ» معَ تلقيبِهِ بـ«السلطان».
أطلقَ الإفرنجُ لقبَ «بربروسَ» (بالإيطالية: Barbarossa) على الأخوينِ عُرُوجَ وخيرِ الدينِ وتعني هذهِ الكلمةُ «ذو اللحيةِ الحمراءِ» أو «الشقراءِ» أو «الصهباءِ» أو «الزعراءِ»، وتُكتبُ بعدَّةِ طرقٍ منْهَا (بربروس - بربروسا - باربروس - باربروسا) ونُقِلَتْ إلى اللغةِ العربيةِ بحرفيَّتِها، وشاعتْ حتى كادتْ تطْغَى على اسْمَيْهِما الأصلِيَّّيْن.

### مولده ونشأته
تنصُّ بعضُ المصادرِ العربيةِ على مولِدِ خيرِ الدينِ سنةَ 871هـ الموافقةِ لسنةِ 1466م، بينما تذكرُ بعضُ المصادرِ الأجنبيَّةِ على أنَّ ولادتَهُ كانتْ إمَّا سنةَ 1466م، وإمَّا سنةَ 1478م. والدُهُ «أبو يُوسُفَ نورُ اللهِ يعقوبُ آغا التركيُّ» أحدُ السباهيَّةِ (الفرسانِ) الذين استوْطَنُوا جزيرةَ ميديلي بعدَ فتحِها، وتزوجَ إحدى بناتِها فأنجبتْ لهُ أربعةَ أبناءٍ همْ: إسحاقُ، ثمَّ عُرُوجُ (بضمِّ العَيْنِ والرَّاءِ) (بالتركية: Oruç)، ثمَّ خَضِرُ (خيرُ الدينِ)، ثمَّ إلياسُ. يذكرُ المؤرِّخونَ أنَّ خيرَ الدينِ وإخوتَهُ نشؤُوا في ميديلي نشْأةً إسلاميَّةً جادَّةً، فاتَّجَهَ أحدُ إخوتِهِ لطلبِ العلمِ الدينيِّ ودراسةِ القرآنِ الكريمِ والفقهِ، وتذكرُهُ بعضُ المصادرِ أنَّهُ أخوهُ الأكبرُ «إسحاقُ»، فيما تذكرُهُ مصادِرُ أخرى أنَّهُ «إلياسُ». ويذكرُ خيرُ الدينِ في مذكراتِهِ أنَّ أخاهُ «إسحاقَ» كانَ مقيماً في قلعةِ ميديلي فيما كانَ هوَ وعُرُوجُ مُولَعينَ بركوبِ البحرِ، وعلى ذلكَ اقْتَنَى عُرُوجُ سفينةًً للتجارةِ بينما اتَّخذَ خيرُ الدينِ مركباً ذا ثمانيةَ عشرَ مقعداً. وأخذَ الأخوةُ يعمَلُون في التجارةِ فيتنقَّلُون ما بينَ «سلانيكَ» وجزيرةِ «أغريبوزَ» يجلِبُون البضاعةَ ويبيعُونَها في ميديلي.

## جهادهمع إخوته
«مادامَ الموتُ نهايةَ كلِّ حيٍّ، فلْيكنْ في سبيلِ اللهِ»
 -من مذكراتِ خيرِ الدينِ-

### مقتل إلياس وأسر عروج

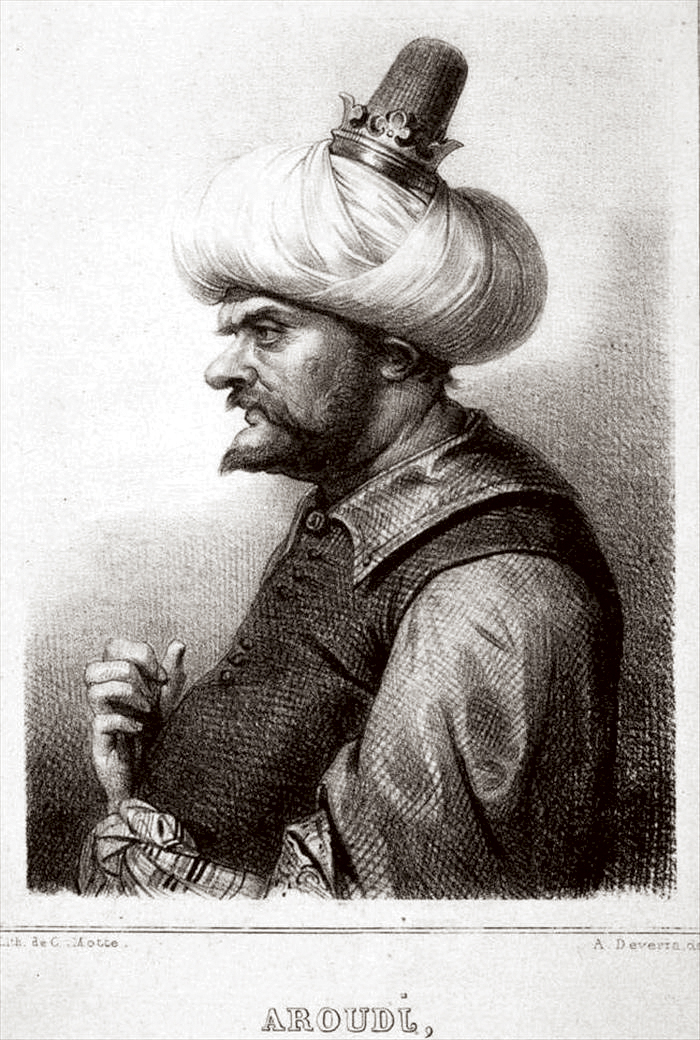
عُرُوجُ بربروسَ Oruç. رسمٌ تخيُّليٍّ منَ القرنِ التاسعَ عشرَ الميلاديِّ.

عمِلَ خيرُ الدينِ إلى جانبِ إخوتِهِ في مطلعِ حياتِهِ في التجارةِ يتنقَلُونَ بينَ جزرِ بحرِ إيجةَ يجلِبُونَ البضائِعَ ويبيعُونَهَا في مسقطِ رأسِهِم ميديلي، إلا أنَّ عُرُوجَ أرادَ التوسُّعَ في نشاطِهِ فتوجَّهَ إلى طرابُلْسَ الشّامِ معَ أخيهِ إلياسَ، وفي طريقِهِ صادفَ فرسانَ رودسَ فاشتبكُوا معهُمَا في معركةٍ كبيرةٍ استُشْهِدَ فيها إلياسُ وأُسِرَ عُرُوجُ فنُقلَ إلى جزيرة رودسَ. عندما سمِعَ خيرُ الدينِ بالخبر سافرَ إلى مدينةِ بودرومَ مع صديقٍ يُدْعى «غريغو» لهُ علاقاتٌ مع فرسانِ رودس، ودفعَ إليه مالاً كيْ يفتديَ أخاهُ، إلا أنَّ غريغو احتالَ عليهِ وأخبرَ الرُّهبانَ بوجودِهِ في بودرومَ وبمساعيهِ لإنقاذِ عُرُوجَ، ففشلتِ المساعِي وتعنّتَ فرسانُ رودسَ إذْ علِمُوا بخبرتِهِ في البحرِ وثرائِهِ وأنَّ أخاهُ يحاولُ إطلاقَ سراحِهِ، فعمِلُوا على مواصلةِ تعذيبِهِ وتشديدِ الحراسةِ عليه. وبعدَ مدَّةٍ نُقلَ ليعملَ في التجديفِ على سفينةٍ متَّجِهَةٍ إلى مدينةِ أنطاليا، وكانَ واليها الأميرُ شاهزادَه قورقودَ ابنِ السلطانِ العثمانيِّ بايزيدَ الثاني اعتادَ أنْ يفديَ (يُعتقَ) في كلِّ سنةٍ مئةَ أسيرِ تركيٍّ، وصادفَ أنْ كانَ عُرُوجُ جدَّافاً على السفينةِ التي تُقّلُ الأسرى لكنْ نظراً لقيمتِهِ لمْ يُدْرِجْهُ فرسانُ رودسَ في قائمةِ المئةِ المفرجِ عنهم، لكنَّهُ تمكَّنَ منْ فكِّ قيودِهِ بنفسِهِ والسباحةِ إلى الساحلِ حيثُ مكثَ في قريةٍ تركيَّةٍ عشرةَ أيامٍ، ثمَّ وفي طريقِهِ إلى ميديلي وصلَ أنطاليا فلقِيَ فيها «علي ريِّسَ» قبطاناً يملكُ سفينةً يتاجرُ بها بينَ أنطاليا والإسكندريةِ وقدْ بلغَتْهُ شهرةُ عُرُوجَ فرحَّبَ بأنْ يعملَ معَهُ وما لبثَ عُرُوجُ أنْ غدا قبطاناً ثانياً للسفينةِ. ومعَ وصولِ عُرُوجَ إلى الإسكندريةِ أرسلَ رسالةً لعائلتِهِ يُخْبرًها بنجاتِه. يُحتَمَلُ أنْ يكونَ خلاصُ عُرُوجَ منَ الأسرِ سنةَ 911هـ الموافقةَ لسنةِ 1506م، ودامَ غيابُهُ نحوَ ثلاثِ سنواتٍ ما بينَ أسرِهِ في رودسَ وعملِهِ في التجديفِ.

### علاقةعروجبقانصوه الغوريوالأميرقورقود
استأنَفَ عُرُوجُ بعدَ نيلِ حريَّتِهِ في العملِ في البحرِ واتَّجهَ إلى الإسكندريةِ فاستقرَّ فيها مدَّةً، وثَمَّةَ استدْعاهُ السلطانُ المملوكيُّ قانصوه الغوريّ (حَكَمَ 1500-1516م)، وكلَّفَهُ بقيادةِ أسطولِهِ، فوافقَ عُرُوجُ، وسافرَ إلى ميناءِ بيَّاسَ على خليجِ إسكندرونةِ لجلبِ الأخشابِ المطلوبةِ لصناعةِ السفنِ على أنْ يتَّجِهَ بعدَها إلى مصرَ إلاَّ أنَّ فرسانَ رودسَ أغارُوا على سفنِهِ وأحرقُوها، فسحبَ عُرُوجُ جندَهُ إلى البرِّ وصرفَهُم إلى بلدانِهِم، وتوجَهَ هوَ إلى مدينةِ أنطاليا وثمَّةَ أوصى بصناعةِ سفينةٍ أغارَ بها على سواحلِ جزيرةِ رودسَ وقفّلَ راجعاً إلى أنطاليا. بعدَها نَجَا منْ هجومٍ آخرَ قامَ بهِ فرسانُ رودسَ استوْلَوا فيهِ على سفينتِهِ الخاصَّةِ وأحرقُوا سفنَ بحَّارَتِهِ. توجَّهَ عُرُوجُ لاحقاً إلى مدينةِ مانيسا والتقى ثمّةَ بالأميرِ العثمانيِّ شاهزاده قورقودَ ابنِ السلطانِ بايزيدَ الثاني الذي أَهْداهُ سفينتَيْنِ حربيَّتَيْنِ ووَصَّاهُ أنْ يُبْحِرُ نحوَ غربِ البحرِ المتوسِّطِ لمساعدةِ المسلمينَ الذين يُضطهدُونَ ويُقتَلُونَ منْ قبلِ الإسبانِ في الأندلسِ، فخرجَ وبعدَ عدَّةِ معاركَ بحريّةٍ والاستيلاءِ على سفنٍ وغنائمَ عادَ إلى ميديلي فكانَ في استقبالِهِ في الميناءِ أخَواهُ إسحاقُ وخيرُ الدين. وفي الأثناءِ وصلَ خبرُ اعتلاءِ سليمِ الأوَّلِ (حَكَمَ 12-1520م) عرشَ الدولةِ العثمانيةِ ومعاداتِهِ لأخيهِ قورقودَ الذي كانَ مقرَّبَاً منْ البحّارةِ العثمانيّينَ وبخاصَّةٍ عُرُوجَ فقدْ كانتْ سفينتاهُ هديَّةً منهُ، فخرجَ عُرُوجُ إثرَ ذلكَ إلى الإسكندريةِ تقريباً سنةَ 918هـ الموافقةِ لسنةِ 1513م.

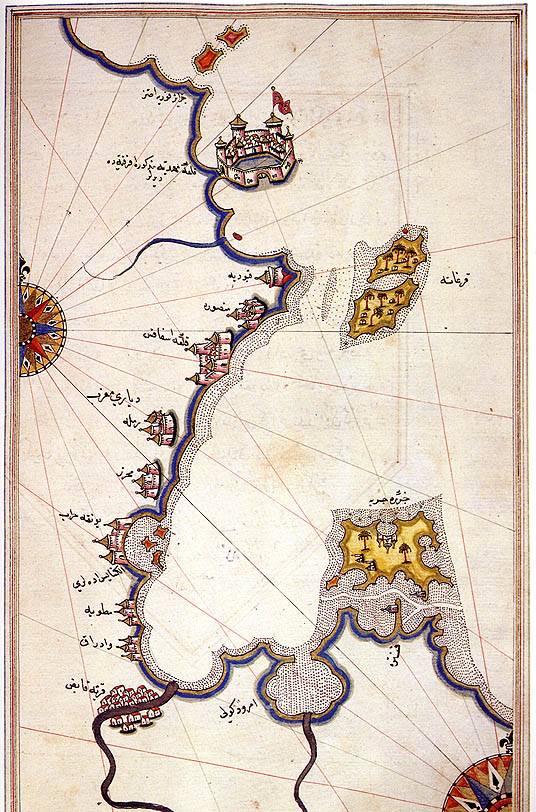
خريطةُ جزيرةِ جربةَ والساحلِ التونسيِّ. رسمُ الفبطانِ محيي الدينِ بيري ريِّس (القرنُ السادسَ عشرَ الميلادي).

### التوجه إلىتونس
سنةَ 918هـ الموافقةُ لسنةِ 1513م توجَّهَ عُرُوجُ منْ ميديلي إلى الإسكندريةِ وفي طريقِهِ استوْلَى في سواحل جزيرةِ كربةَ على سبعِ سفنٍ، ولمّا كانَ يشعرُ بالإحراجِ قِبَلَ السلطانِ قانصوه الغوريِّ -لفقدانِهِ السفنَ التي منحَهُ إيَّاهّا- قامَ بإهداءِ جزءٍ منَ الغنائمِ التي غَنِمَها له. وربيعَ سنةِ 1513م استأذَنَ عُرُوجُ منْ قانصوه الغوريّ بالخروجِ للغزوِ فأذِنَ لهُ، فتوجَّهَ إلى سواحلِ قبرصَ، ومنْ ثَمَّ اتَّجَهَ غرباً حتى جزيرةِ جربةَ جنوبيَّ تونسَ. بعدَ اعتلاءِ سليمٍ الأوَّلِ عرشَ الدولةِ العثمانيةِ أصدرَ أمراً بمنعِ الإبحارِ في سواحلِ الأناضولِ وموانِئِهَا، وللتأكُّدِ منْ تنفيذِ أوامرِهِ عيّنَ قبطاناً يُدْعَى «إسكندر باشا» كانَ يُضايِقُ البحَّارةَ بدَعْوى أنَّهُم منْ رجالِ الأميرِ قورقودَ -المُقَرَّبِ من البحّارةِ العثمانيّينَ- ولمْ يكُ يَسمحُ لهم بركوبِ البحرِ، وعندما بلغتْ أخبارُهُ خيرَ الدينِ قرَّرَ مغادرةَ ميديلي فشحَنَ سفنَهِ بالقمحِ ومضى إلى طرابُلسَ الشّامِ حيثُ استبْدَلَ بالقمحِ شعيراً، ثمَّ ذهبَ إلى بروزةَ فإلى جزيرةِ «أياموري» المقابلةِ لبروزةَ حيثُ اشترى هناكَ سفينةً أعجبتْهُ، ومنْ ثَمَّ اتَّجَهَ إلى أخيهِ عُرُوجَ في جزيرةِ جربةَ بتونسَ.

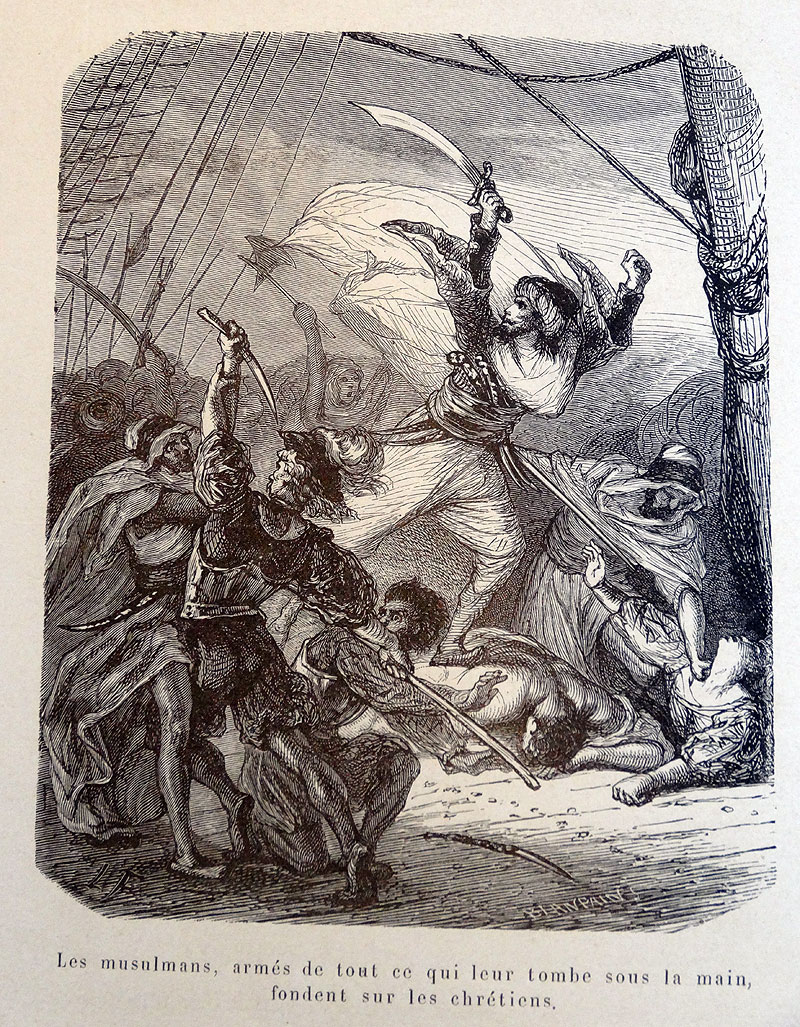
رسمٌ تخيُّليٌّ يُصوِّرُ عُرُوجَ يستوْلي على سفينةِ قادسَ (قادرغة).

### فيحلق الوادي
بينما كانَ الإخوةُ بربروسَ في جزيرةِ جربةَ اتفَّقُوا على التوجُّهِ إلى مدينةِ تونس عاصمةِ الدولةِ الحفصيَّةِ (1228م-1574م) بنيةِ الجهادِ البحريِّ الإسلاميّ. يذكرُ خيرُ الدينِ في مذكِّراتِهِ أنَّهُم قرَّرُوا عندما فكَّرُوا بالسفرِ: «مادامَ الموتُ نهايةَ كلِّ حيٍّ فلْيَكُنْ في سبيلِ اللهِ». دخلَ الأخوَانِ عُرُوجُ وخيرُ الدينِ معَ «يحيى ريِّس» على سلطانِ تونسَ الحفصيِّ أبي عبدِ اللهِ محمدٍ المتوكِّلِ وخاطَبُوهُ: «نريدُ أنْ تَتَفَضَّلَ عليْنا بمكانٍ نحمي فيه سفنَنَا بيْنَمَا نقومُ بالجهادِ في سبيلِ اللهِ وسوفَ نبيعُ غنائِمَنَا في أسواقِ تونسَ فيستفيدُ المسلمونَ منْ ذلكَ وتنتعشُ التجارةُ، كما ندفعُ لخزينةِ الدولةِ ثُمُنَ ما نحوزُ منَ الغنائِمِ»، فوافقَ السلطانَ ورحَّبَ بهِمُ، وأذِنَ لهُمُ ومنْ معهُمْ منَ البحَّارةِ الأتراكِ بالرُسُّوِ في ميناءِ حلقِ الوادي (بالفرنسية: La Goulette) واستخدامِهِ فعمِلُوا على تقويةِ مركزِهِم وحصّنُوه جيّداً، وأدركُوا أهميَّةَ تونسَ واستراتيجَّيَتِها وأهميَّةِ موقِعِها، وكانَ ميناءُ حلقِ الوادي متحكِّماً في خليجِ تونسَ، وبذلكَ صارَ لهُمُ موطئُ قدمِ على الحوضِ الغربيِّ للبحرِ الأبيضِِ المتوسطِِ حيثُ الدولُ الأوروپيَّةُ الرئيسيَّةِ والغنيَّةِ وقتذاك.

خريطةُ خليجُ تونسَ.

قضى البحَّارةُ شتاءَ ذلكَ العامِ (1513م-1514م) هناكَ وعندَ الربيعِ بدؤُوا بغزواتِهِمُ البحريَّةِ فبلغُوا جزيرةَ سِرْدانيا وثمَّةَ استوْلَوا على سفينةِ أحدِ القراصنةِ كانَ فيها مئةٌ وخمسونَ أسيراً. واستوْلَوا على أخرى محمَّلَةٍ بالقمحِ تركَهَا قراصِنَتُها ولاذُوا بالفرارِ على قوارِبِهِم، وفي الصَّباحِ التّالي استوْلَوا على سفينَتَيْنِ أخريَتَيْنِ إحداهُما مشحونَةٌ بالعسلِ والزيتونِ والجُبْنِ، والأخْرَى جنويَّةٌ محمَّلَةٌ بالحديدِ قبلَ أنْ يعودُوا إلى حلقِ الوادي. وتذكرُ بعضُ المراجعِ أنَّ الأخوةَ بربروسَ استوْلَوا على سفينَتَيْنِ تابعَتَيْنِ للبابا يوليوسَ الثّاني (حبرِيَّتُهُ 1503م-1513م) بينَ جزيرتَيْ قورسيقا وإلبَا وكانَتَا عملاقَتَيْنِ مُقارَنَةً بسفنِ الإخوةِ بربروسَ (ربَّما تكونُ هذهِ الغزوةُ هيَ إِحْدَى الغزواتِ السابقةِ)، وبعدَ الحادثةِ ذاعَ صيتُ عُرُوجَ في أرجاءِ أوروپا.

### عوامل دخول الأخوة بربروس إلى الجزائر

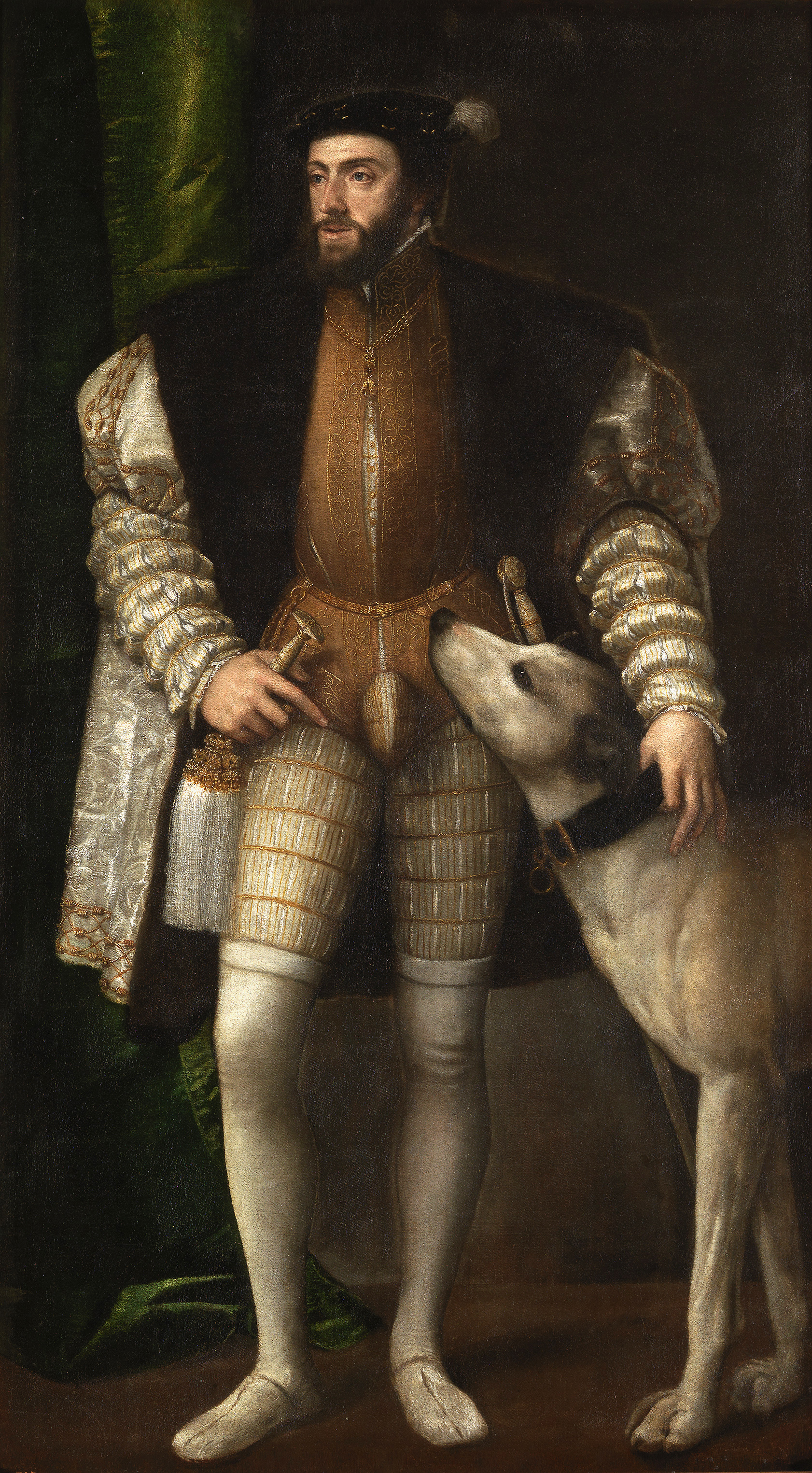
شارلكان، لوحةٌ بريشةِ الرسامِ البندقيِّ الشهيرِ تيتيان من عام (32-1533م).

ثمَّةَ عواملُ عدةٌ داخليةٌ وخارجيةٌ أوجبت على الأخوينِ عُرُوجَ وخيرِ الدينِ فتحَ جيجلَ، ثمَّ الجزائرَِ بالكاملِ، أمَّا العواملُ الداخليةُ فضعفُ وانحلالُ الدولةِ الحفصيةِ (1229م-1574م) التي كانت تحكمُ تونسَ والشطرَ الشرقِيَ منَ الجزائرِ، وفي الشطرِ الغربِيِّ -وكانت تحكمُهُ الدولةُ الزيَّانيَّةُ (1235م-1554م)- كانَ انتشارُ الظلمِ واللصوصيَّةِ والفقرِ والأوبئةِ ممَّا أرغَمَ الناسَ على هجرِ منازلِهِم وبلداتِهِم. وأمَّا العواملُ الخارجيَّةُ فأهمُّهَا سقوطُ الأندلسِ، أو بالأحْرَى ما تبقَّى من الأندلسِ؛ دولةُ بني الأحمرِ وحاضِرَتُها غرناطةُ سنةَ 1492م، وقيامُ الدولِ الأوروپيةِ باحتلالِ الكثير من المدنِ على الساحلِ الجنوبيَّ للبحرِ المتوسِّطِ، فكانَ الجنويُّونَ في جيجلَ منذُ سنةِ 1240م، والبرتغاليُّونَ في سَبْتَةٍ (شماليَّ المغربِ حالياً) منذُ سنةِ 1415م، والإسبانُ في مليليةَ (أيضاً شماليَّ المغربِ حالياً) منذُ سنةِ 1497م. وبعدَ سقوطِ غرناطةَ وبتحريضٍ منَ البابويةِ -احترازاً من عودةِ المسلمينَ للأندلسِ وهُمْ الذّينَ أقامُوا فيها أكثرَ من سبعةِ قرونٍ- وخلالَ سنواتٍ خمسٍ (من 910هـ/1505م إلى 915هـ/1510م) احتلَّ الإسبانُ في الجزائرِ وحدها «المَرْسَى الكبيرَ»، و«وَهْرانَ»، و«أَرْزيُو»، و«مِسْتِغَانِمَ»، و«شِرشالَ»، ومدينةَ «الجزائرِ»، و«بُجَّايَةَ»، و«عُنَّابَةَ»، [وأتبعوها بطرابلسَ الغربِ (في ليبيا حالياً) سنةَ 1511م]، وجعلُوا يضغطُونَ على كلٍّ منَ السلطاتِ المحليَّةِ والأهالي في البحرِ وفي الشؤونِ الداخليَّةِ لتلكَ النواحي على السواءِ.
وبذا غّدا الإسبانُ في خمسِ سنينَ القوّةَ الإقليميَّةَ المطلقةَ غربِِيَّ البحرِ الأبيضِ المتوسطِ وكانت سياسَتُهُم الضغطَ باستمرارٍ على سواحلِ شمالِيِّ إفريقيا لرصْدِ أيِّ تطوراتٍ سياسيةٍ فيها تحسباً من عودةِ المسلمينَ إلى الأندلسِ فيما كانت جاليةٌ مسلمةٌ كبيرةٌ ماتزالُ مقيمةً فيها.
وأمامَ جبروتِ شارلكانَ الإمبراطورِ الرومانيِّ المقدسِ، وبالنظر لضعفِ الدولِ الإسلاميةِ في شماليِّ إفريقيا وتقاعسِ ولاةِ أمرِهَا فقدْ كانَ الأخوةُ بربروسَ -على شُحِّ إمكاناتِهِم- القوّةَ الوحيدةَ التي حملتْ عبءَ مواجهةِ الإسبانِ والقوى الصليبيَّةِ الأخرى غربَ البحرِ المتوسِّطِ كالدويلاتِ الإيطاليَّةِ وفرسانِ مالطةَ (1530-1798م)، وقدْ قامُوا بواجبِهِم بكلِّ شجاعةٍ واحْتمالِ مسؤوليَّةٍ، لكنْ لمَّا كانُوا لا قِبَلَ لهُم بمجابهةِ دولةٍ بحجمِ إسبانيا فقدْ مارَسُوا أسلوبَ الإغارةِ على السواحلِ الأوروپية المتوسطية والسفنِ تجاريةً كانتْ أم حربيةً -ومنْ هُنا دعاهُم الأوروپيونَ قراصِنَةً- لكنَّ ذلكَ لمْ يكُ سِوى ردِّ فعْلٍ لمَا اعتادتْ الدولُ الأوروپيَّةُ عملَهُ على السواحلِ الإسلاميَّةِ، وحتّى الأخوينِ بربروسَ ما كانَ التفاتُهُما نحوَ الغزوِ إلا ردَّ فعْلٍ على مقتلِ أخيهِمَا وأسْرِ أحدِهِمَا على يدِ أخويَّةِ فرسانِ رودسَ.

### مناوشةبجايةالأولى

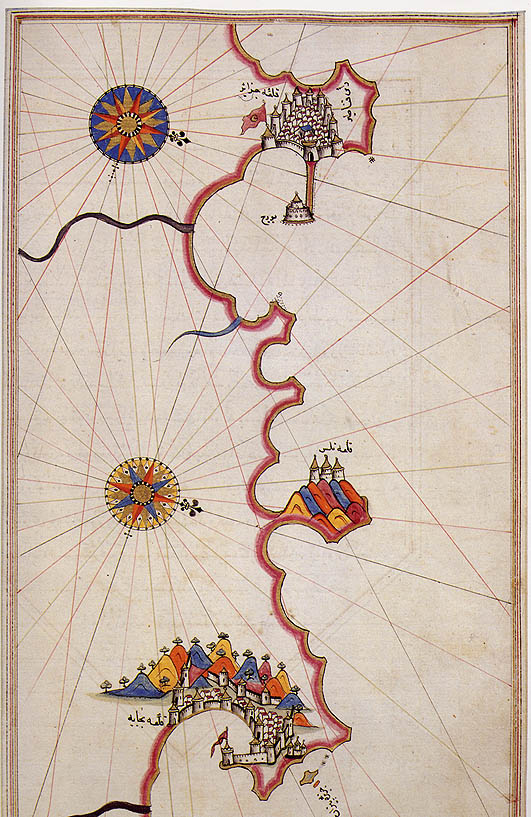
خريطةٌ للساحلِ الجزائريِّ تَظهرُ أسْفَلَها (في الشرقِ) بُجّايَةَ وقلعتُهَا، وأعلاها (في الغربِ) الجزائرُ وقلعتُهَا، وبينهما قلعةِ تنسَ. رسمٌ للقبطانِ محييِ الدينِ بيري ريِّس في القرنِ السادسَ عشرَ الميلاديّ.

حسبَ مذكراتِ خيرِ الدينِ فإنَّ الأخوةَ بربروسَ أمضَوْا شتاءَ العامِ (918هـ الموافقِ ل1513م تقريباً) في تونسَ وعندَ حلولِ ربيعِ العامِ التالي 919هـ الموافقِ ل1514م خرجُوا للغزوِ وبعدَ ثلاثةَ عشرَ يوماً وصلُوا ناپولي فصادفُوا مركباً كبيراً متَّجِهاً إلى إسبانيا فيهِ ما بينَ ثلاثمئةِ إلى أربعمئةِ مقاتلٍ فهاجمُوه وجرتْ معركةٌ كبيرةٌ استوْلَوا عليهِ إِِثْرَها، إلاَّ أنَّهُم تكبَّدُوا خسائرَ كبيرةً، مئةً وخمسينَ شهيداً وستةً وثمانينَ جريحاً. كانت السفينةُ تُقلُّ خمسمئةٍ وخمسةً وعشرينَ شخصاً أسرُوا منهم مئةً وثلاثةً وثمانينَ وقُتِلَ الآخرون وكانَ منْ بينِ القتلى والي إحدى المقاطعاتِ الإسبانيِّةِ الكبيرة. بعدَ ذاكَ استولَوْا على سفينةٍ أخرى وعادُوا بها إلى تونسَ حيثُ تمَّتْ معالجةُ عُرُوجَ -وكانَ مشهوراً بشجاعتِهِ- من جروحِهِ في إحدى المعارك.
شَهرتِ المعركةُ الأخيرةُ اسمَ الأخوةِ بربروسَ وبالأخصِّ عُرُوجَ كثيراً، فأعدَّ الإسبانُ عشرَ سفنٍ ضخمةٍ منْ نوعِ قادرغة (بالإنجليزية: Galley) (قادس) بهدفِ أسرِهِم، وكانُوا خرجُوا متَّجِهِينَ إلى جنوا لكنْ بسببِ مخالفةِ الريحِ توجَّهُوا إلى السواحلِ الجزائريَّةِ ورسُوا قُبالةَ «قلعةِ بُجّايَةَ»، أمَّا السفنُ الإسبانيَّةُ فعندما لمْ تعثرْ عليهِم في جنوا توجَّهَتْ إلى بُجّايَةَ وكانتْ بيدِ الإسبانِ يومئذٍ. كانَ للاشتباكِ مع الإسبانِ على الساحلِ خطورَتُهُ الكبيرةُ لوقوعِهِم تحتَ مرمى المدفعيّةِ الساحليَّةِ، ولأنَّ مدافعَ السفنِ الإسبانيَّةِ الضخمةِ أثقلُ وأبعدُ مدىً، لذا انطلقَ الأخوةُ بمراكبِهِم مبتعدينَ، انطلتْ الحيلةُ على الإسبانِ فقامُوا بملاحقتِهِم ظنَّاً منهُم أنَّهم هربُوا، وعلى مسافةٍ كافيةٍ من البرِّ أمرَ عُرُوجُ بالانعطافِ نحوَ السفنِ الإسبانيَّةِ التي فُوجِئَتْ بالمناورةِ، وبهجومٍ خاطفٍ تمكَّنُوا منَ الاستيلاءِ على سفينةِ القيادةِ وثلاثِ سفنٍ أُخَرَ فيما لاذتِ بقيَّةُ السفنِ بالفرارِ نحوَ بُجّايَةَ محتميةً بقلعتِها.
اختلفَ رأْيَا عُرُوجَ وخيرِ الدينِ. كانَ الأوَّلُ يريدُ مهاجمةَ المَرْسى والقلعةِ ليستوليَ على السفنِ بينما أرادَ خيرُ الدينِ الرجوعَ إلى تونسَ والاكتفاءِ بأربعةِ السفنِ التي غنِمُوا. لمْ يأخذْ عُرُوجُ برأيِ أخيهِ وأعطى أوامرَهُ بالهجومِ على قلعةِ بُجّايَةَ التي كانتْ تعُجُّ بالجندِ فضلاً عمَّنِ التحقَ بهِمْ منَ بحّارةِ السفنِ الستِّ. شرعَ عُرُوجُ بمهاجمةِ القلعةِ التي كانتْ تطلقُ وابلاً منْ قذائفِ المدفعيَّةِ، وخلالَ ذلكَ فقَدَ البحّارةُ الأتراكُ ستينَ منْ رفاقِهِم وأصيبَ عددٌ كبيرٌ، وعندما كانُوا على وشَكِ الاستيلاءِ على القلعةِ أصيبَ عُرُوجُ بقذيفةٍ في ذراعِهِ اليسرى، وإذْ رأى الإسبانُ ذلكَ فتحُوا أبوابَ القلعةِ وشرعُوا بالهجومِ، أمّا خيرُ الدينِ فبعدما رأى إصابةَ أخيهِ استثارَتْهُ الحميَّةُ وقامَ بهجومٍ ضارٍ مع ثلاثمئةٍ أو أربعمئةٍ من رجالِهِ، وأوغَلُوا حتى وصلُوا أبوابَ القلعةِ وقتلُوا في هجومِهِم ثلاثمئةِ إسبانيٍّ وأسرُوا مئةً وخمسين. ونظراً لإصابةِ عُرُوجَ البليغةِ وكانَ فقَدَ وعيَهُ اضطر البحّارةُ للانسحابِ، والعودةِ إلى تونسَ بأربعَ عشرةَ سفينةً. عَقِبَ رجوعِهِم قامَ الجرّاحونَ بتضميدِ جراحِ عُرُوجَ إلاَّ أنَّ خطورتَهَا كانتْ تتزايدُ ولذا أجمعُوا على بترِ ذراعِه.

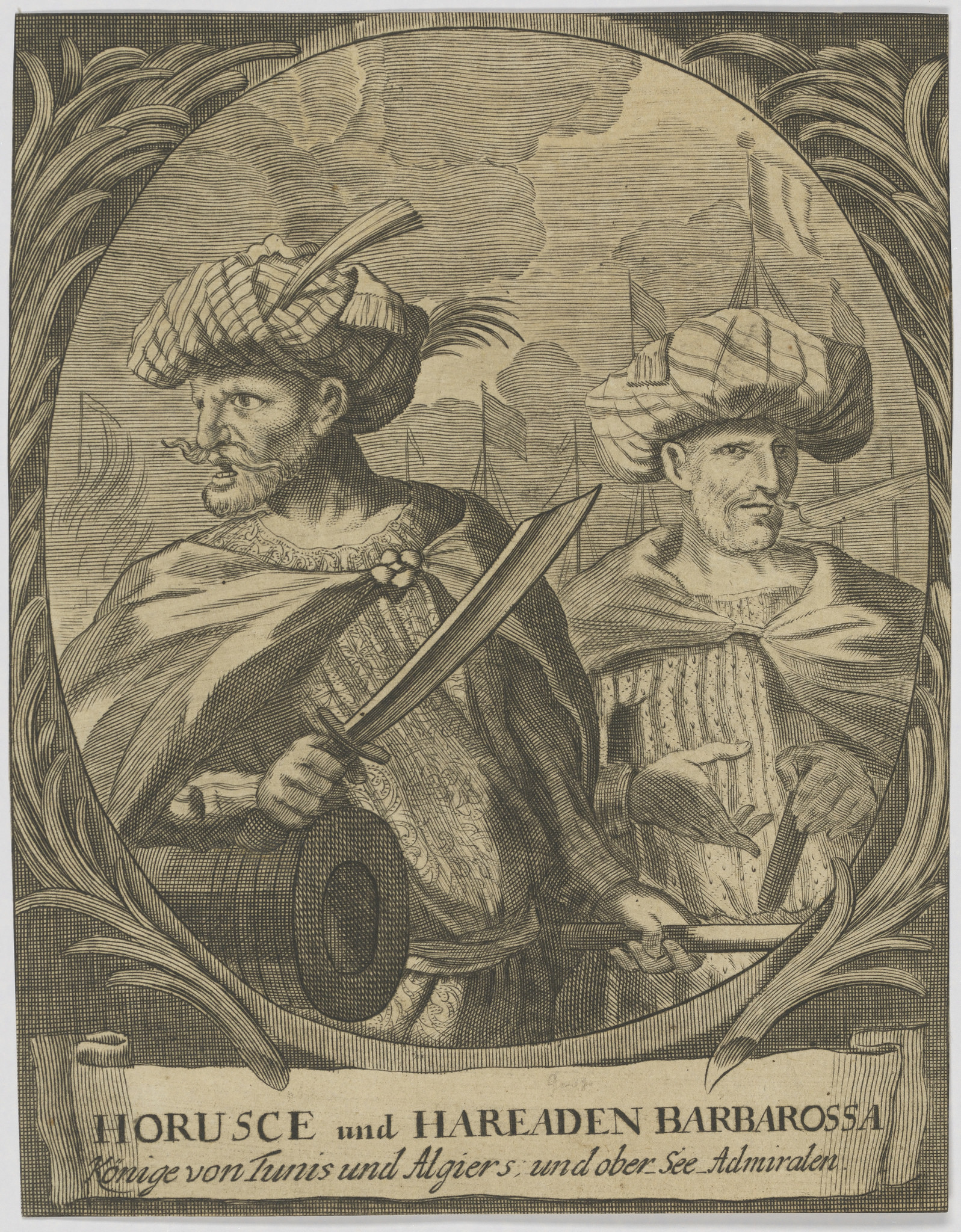
رسمٌ هولنديٌّ تخيُّليٌّ منَ القرنِ السابعَ عشرَ للأخوين عُرُوجَ (يسار) وخيرِ الدين (يمين).

تذكرُ بعضُ المراجعِ العربيةِ هذهِ المناوشةَ برواياتٍ مختلفةٍ عمّا ذكرَهُ خيرُ الدين. تقولُ إحداها إنَّ أحدَ أعيانِ بُجّايةَ طلبَ منَ الإخوةِ بربروسَ تحريرَ بُجّايَةَ منَ السيطرةِ الإسبانيَّةِ، فلبَّى عُرُوجُ وخرجَ إليها على أربعةِ سفنٍ وحوالَيْ مئةِ مقاتلٍ، ووجدَ ثلاثةَ آلافٍ من أهلِ البلادِ ينتظرونَهُ شرقَ المدينةِ، فباشَرُوا الهجومَ وحاصرُوا المدينةَ نحوَ ثمانيةِ أيامٍٍ، وفي اليومِ التاسعِ احتلُّوا الميناءَ، لكنَّ قذيفةً أصابتْ يدَ عُرُوجَ اليُسْرَى فجرحَتْها جُرْحاً بليغاً، وكانَ مشهوراً بشجاعتِهِ، فأسرعَ رفاقُهُ بنقلِهِ إلى السفينةِ ثمَّ إلى تونسَ، وبالرَّغْمِ منْ العلاجِ إلاَّ أنَّ الأطباءَ قرَّرُوا بترَ ذراعِه.
وفي روايةٍ أخرى أنَّ الملكَ «أبا بكرٍ الحفصيَّ» والي قُسَنْطينَةَ أرسلَ لهما العلماءَ والأعيانَ منْ بُجّايَةَ يستصرخُونَ لإنقاذِها منْ الاحتلالِ الإسبانيِّ، فلبّيَا النداءَ بعدَ المشاورةِ مع رجالهِما، وأعلمَا جماعاتِ المجاهدينَ حوالَيْ بُجّايَةَ ورجالَ القبائلِ بقدومِهِما، واتَّفقُوا جميعاً على ساعةٍ معينةٍ يجتمعُون بها عندَ أسوارِ بُجّايَةَ. توجَّهَ عُرُوجُ بقيادةِ ثلاثةِ آلافِ مقاتلٍ إلى بُجّايَةَ، وعندَ وصولِهِ إليها وجدَ خمسَ عشرةَ سفينةً إسبانيَّةً قدِمَتْ لتوِّها منْ إسبانيا راسيةً بمَرْسى بُجّايَةَ فاعترضتْ أسطولَ الأخوةِ بربروسَ، ولم يكُ باستطاعتِهِم مهاجمتُها لتفوُّقِها في العددِ والعدَّةِ، فقامَ الأتراكُ بمناورةٍ إذْ تظاهرُوا بالانسحابِ فراراً، فقامَتِ العمارةُ الإسبانيَّةُ بتتبُّعِهِم إلى أنْ أصبحَتْ تحتَ مرْمَى مدافعِ البحّارةِ المسلمينَ في عَرْضِ البحرِ، فأجرَوْا مناورةَ التفافٍ بحريةً استطاعُوا بها الاستيلاءَ على إحدى السفنِ، وأغرقُوا أخرى، وهربتْ بقيَّةُ السفنِ على كثرتِهَا، وهنا اختلفَ عُرُوجُ وخيرُ الدينِ في الرأيِ فقدْ كانَ الأخيرُ يرى وجوبَ حصارِ المدينةِ بحراً وقطْعَ كلِّ مددٍ عنهَا إلى أنْ تستسلمَ، بينما ارتأى عُرُوجُ النزولَ إلى البرِّ ومهاجمةِ المدينةِ منْ جهةِ البحرِ فيما يهاجِمُهَا مجاهدو أهلِ البلادِ منَ الجهةِ المقابلةِ، ولمَّا كانَ عُرُوجُ القائدَ فقدْ أُخِذَ برأيِهِ. فنزلَ عُرُوجُ بصحبةِ خمسينَ منْ رجالِهِ الأتراكِ يستطلعُون أسوارَ المدينةِ وحصونِهَا، وكانَ الإسبانُ في الوقتِ نفسِهِ يترصَّدُونَهُم حتّى أضْحَوا ضِمْنَ مَرْمى نيرانِهِم، وعندّئذٍ انهالَتْ عليهِمُ طلقاتُهُم، فأصابتْ ذراعَ عُرُوجَ رصاصةُ بندقيّةٍ فكسرتْها، واضْطُرَّ للعودةِ إلى تونسَ للعلاج، ولمْ يَجدِ الأطباءُ منْ بُدٍّ سِوَى بتْرِها.

### إنقاذالأندلسيين

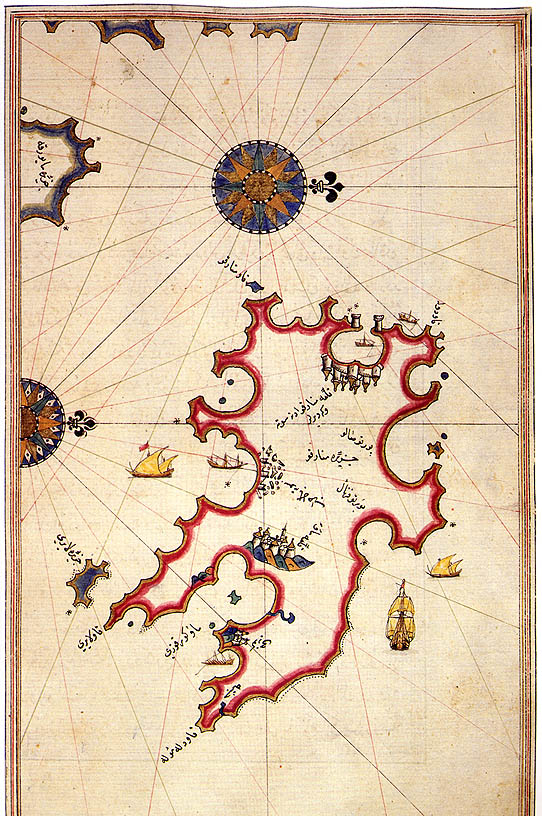
خريطةُ جزيرةِ مَنُورَقَةَ من أرخبيلِ البَلْيَارِ في حوضِ البحرِ المتوسِّطِ الغربي. رسمُ محييِ الدينِ بيري ريِّس في القرنِ السادسَ عشرَ الميلاديّ.

شتاءَ ذلكَ العامِ استعادَ عُرُوجُ عافيتَه، وبحلولِ ربيعِ سنةِ 920هـ/1515م تقريباً خرجَ البحّارةُ بقيادةِ الأخوَيْنِ بربروسَ إلى سواحلِ الأندلسِ في ثمانيةِ مراكبَ، ويقولُ خيرُ الدينِ في مذكراتِهِ يصفُ وضعَ المسلمينَ في الأندلسِ بعدَ سقوطِهَا: «كانتِ المدينةُ الإسلاميةُ غرناطةُ قدْ سقطتْ قريباً بيدِ الإسبانِ. كانَ الإسبانُ يقومُونَ بمظالمَ كبيرةٍ في حقِّ المسلمينَ الذينَ كانَ الكثيرُ منهُم يعبدُون اللهَ في مساجدَ سرِّيَةٍ قامُوا ببنائِها تحتَ الأرض. لقدْ دَمَّرَ الإسبانُ وأحرقُوا جميعَ المساجدِ وصارُوا كلَّمَا عثرُوا على مسلمٍ صائمٍ أو قائمٍ إلا وعرّضُوه وأولادَه للعذابِ أو الإحراقِ». أثناءَ ذلكَ قامَ الأخوَانِ بحملِ عددٍ كبيرٍ من المسلمينَ الأندلسيِّينَ في السفنِ ونقْلِهِم إلى الجزائرِ وتونسَ. وعندما كانُوا نواحيَ ساحلِ المُرَيَّةِ لاحتْ لهُم سبعُ سفنٍ استطاعُوا الاستيلاءَ على إحداها وكانتْ هولنديَّةً محمّلةً ببضائعَ من الهندِ ولمْ يستطيعُوا اللحاقَ بالبقيّةِ لمُخالَفَةِ الريح. ثمَّ أوغلُوا إلى جزيرةِ مَنُورَقَةَ بعدَ مضيِّ خمسينَ أو ستينَ يوماً على خروجِهِم من تونسَ فصادَفُوا مئتيْ مقاتلٍ مدجَّجِينَ بالسلاحِ قتلُوا منهُم سبعينَ أو ثمانينَ واستَوْلَوا على خمسةِ أو ستَّةِ قطعانٍ من الأغنام. كانَ هؤلاءِ الجندِ خرجُوا لملاقاتِهِم منَ البرِّ فيما خرجتْ عشرُ سفنٍ إسبانيَّةٍ لمهاجمتِهِم من البحرِ عندما عَلٍمَ الإسبانُ أنَّ الأخوَيْنِ بربروسَ رسيَا في مَنُورَقَةَ، فلمَّا علمَ خيرُ الدينِ بذلكَ فرَّقَ الأسرى على السفنِ وانطلقَ إلى جنوا، فاستوْلَى على أربعةِ مراكبَ في طريقِهِ، وأخيراً أغارُوا على جزيرةِ قورسيقا قبلَ أنْ يتوجَّهُوا إلى ميديلي. كانَ منْ أثَرِ هذهِ الحملاتِ أنْ شاعَ اسمُ بربروسَ في أنحاءِ أوروپا وخاصةً أوروپا المتوسطيِّةِ، وأصبحَ أسطورةً في نظرِ الأوروپيين.

### بينميديليوتونس

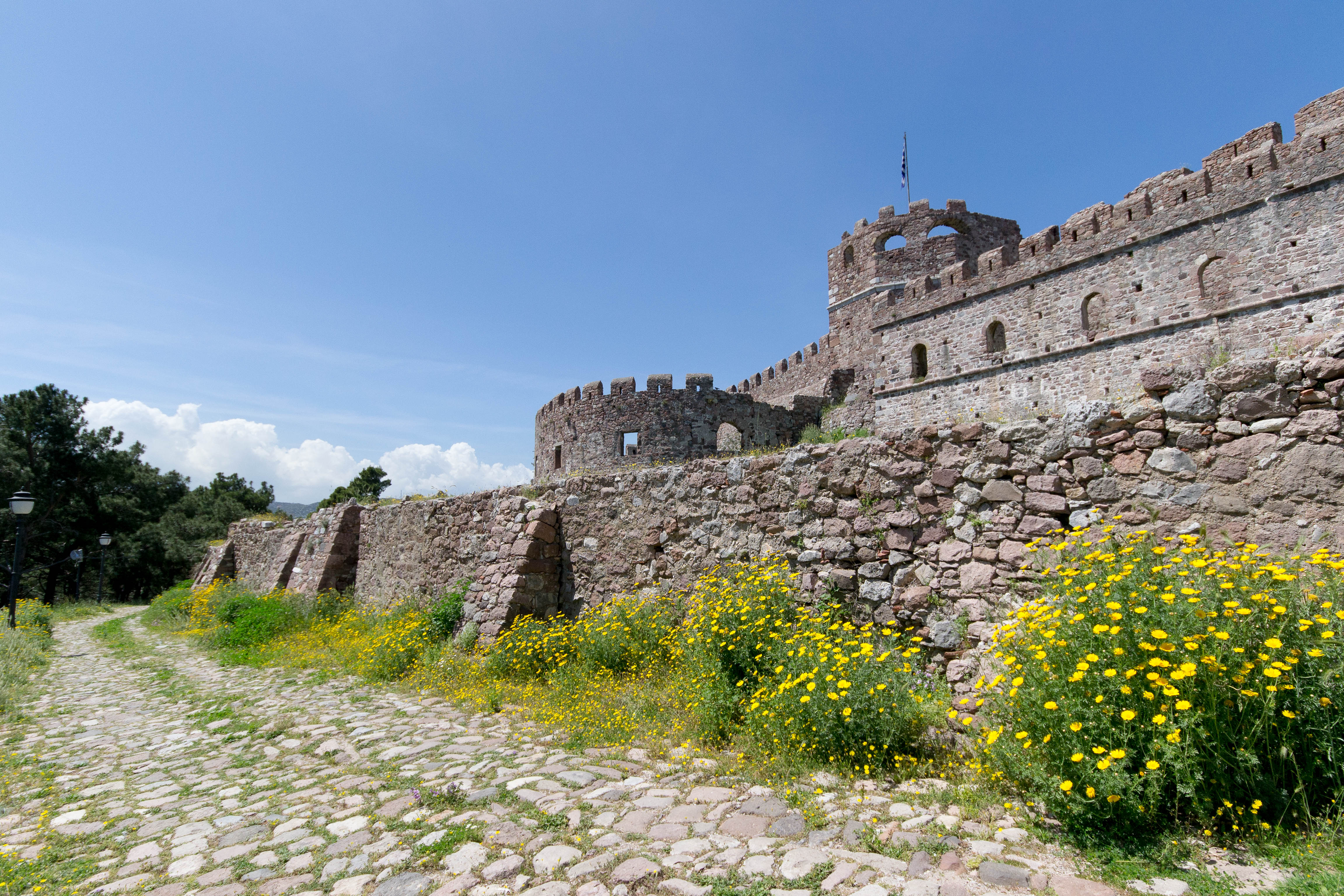
صورة حديثة لقلعة ميديلي.

توجَّهَ الأخوةُ بربروسَ إلى مسقطِ رأسِهِم جزيرةُ ميديلي بغيةَ قضاءِ شتاءِ العامِ بينَ أهليهِم وقرابتِهِم، وثمَّةَ -كما ذكرَ خيرُ الدينِ في مذكِّراتِهِ- قالَ عُرُوجُ: « لقدْ رأيتُ في الليلةِ الماضيةِ رؤيا صالحة. رأيتُ ذلكَ الشيخِ ذا اللحيةِ البيضاءِ الذي بَشّرَنِي بالنجاةِ عندما كنتُ أسيراً في رودسَ يقولُ لِي: ياعُرُوجَ توجَّهْ إلى الغربِ، إنَّ اللَّهَ قدْ كتبَ لكَ هناكَ كثيراً من الغزوِ والعِزِّ والشرفِ..».
أنفقَ الأخوةُ بربروسَ أموالَهُم التي غَنِمُوها على المحتاجينَ وفي تجهيزِ سفنِهِم. وعندَ الشتاءِ أذِنَ خيرُ الدينِ للبحَّارةِ بقضاءِ الفصلِ بينَ أهليهِم ممَّن كانُوا يُقيمُونَ قريباً في الأناضولِ والرّومِلّي. وعندَ اقترابِ الربيعِ بدأتْ أفواجُ الشبابِ الذينَ بلغتْهُم شهرةُ الأخوَيْنِ تتوافدً إلى الجزيرةِ للعملِ تحتَ إمرتِهِما كبحّارةٍ، فانطلقُوا من ميديلي في عشرةٍ من المراكبِ وفي طريقِهِم استوْلَوا على خمسَ عشرةَ أو ستَّ عشرةَ قطعةً بحريةً حازُوا الجيِّدَ منها وأغرقُوا التالفَ، كانتْ خمسُ سفنٍ ممَّا غنِمُوا محمَّلةً بزيتِ الزيتونِ وواحدةٌ محملةٌ بالعاجِ، وأمَّا البقيّةُ فكانتْ محمَّلَةً بأموالٍ وبضائِعَ مختلفةٍ، وبلغَ مجموعُ الأسرى أكثرَ منْ أربعمئةِ امرأةٍ وعدداً كبيراً منَ الرِّجال. وفي اليومِ التاسعِ والعشرينَ على مغادرَتِهِم دخلُوا ميناءَ حلقِ الوادي في تونسَ، فقامُوا ببيعِ غنائمِهِم ثمَّةَ، وأعطَوْا السلطانَ حصَّتَهُ وقدْ رحَّبَ بهِم واستقبلَهُم في قصرِهِ، وأهْدَى الأخويْنِ عُرُوجَ وخيرَ الدينِ خيولاً فارهةً مجهَّزَةً وكافَأ كلاًّ منهُمَا بحُلَّةٍ من الفراءِ وأكرَمَ من معهُمَا منَ البحّارةِ.

### الاتصالبالعثمانيِينوإنقاذالأندلسيِين
أمْضى الأخوةُ بربروسَ الشتاءَ في تونسَ وبحلولِ الربيعِ خرجُوا في اثْنَيْ عشرَ مركباً فأغارُوا على قلعةٍ في صقلَّيةَ وأسَرُوا ما يقربُ من ثلاثمئةِ أسيرٍ قامُوا بتوزيعِهِم على المراكبِ كمجدِّفِينَ، كما استولى أحدُ البحّارةِ واسمُهُ «دلي محمد ريس» على سفينةٍ تجاريةٍ كانَتْ محمَّلَةً بالسُّكَرِ. وفي اليومِ التالي استَوْلَوا على أربعةِ مراكبَ اثنانِ منهما محمَّلَتَانِ بالجوخِ، وإحداهُمَا مشحونةٌ بأعمدةٍ شراعيةٍ، وأمّا الرابعةُ فكانَتْ محمَّلةً بالبارود، ورَجَعُوا إلى تونسَ بعدَ مضيِّ ثلاثةٍ وثلاثينَ يوماً.
كانَ خروجُ الأخوةِ عُرُوجُ وخيرُ الدينِ منَ الأراضي العثمانيةِ وتركِهِم مسقطَ رأسِهِم ميديلي بعدَ اعتلاءِ سليم خان عرشَ الدولةِ العثمانيةِ، فقدْ كانَ عُرُوجُ مقرَّبَاً من الأميرِ قورقودَ الذي كانَ أخوُهُ سليمٌ الأوَّلُ يعادِيهِ، ثمَّ قتلَهُ بعدما اعتلى العرشَ، وأمَّا خيرُ الدينِ فقدْ لحِقَ بأخيهِ عُرُوجَ إلى تونسَ. بعدَ استقرارِ عُرُوجَ وخيرِ الدينِ في تونسَ طوالَ هذهِ المدَّةِ وازديادِ شهرتِهِمَا وقوَّتِهِما لمْ يعودا يخْشَيَانِ من السلطانِ سليمٍ وقدْ أدْرَكَا سياستَهُ الإسلاميةَ، وبناءً عليهِ أرادا تطويرَ علاقتِهِما بِهِ، فأرْسَلا القبطانَ «محيي الدين بيري ريِّس» إلى إسطنبولَ ومعَهُ هدايا ورسالةً كتبَهَا خيرُ الدين. غادرَ بيري ريِّس تونسَ في ستِّ قطعٍ بحريَّةٍ فوصلَ إسطنبولَ في اليومِ الحادي والعشرين من خروجِهِ، واستقبَلَهُ السلطانُ سليمٌ الأوَّلُ في محرمٍ من عامِ 922هـ الموافقِ لمارسِ/آذارِ عامَ 1516م، ويُذكَرُ أنَّ السلطانَ سليماً بعدَ قراءَتِهِ الرسالةَ رفعَ يدَهُ بالدعاءِ فقالَ: «اللّهُمَّ بَيِّضْ وَجْهَيْ عبدِيْكَ عُرُوجَ وخيرَ الدينِ في الدُّنْيا والآخرةِ، اللَّهُمَّ سَدّدْ رميتَهُما واخذِلْ أعداءَهُما وانْصُرْهُما في البرِّ والبحرِ». ولقِيَ بيري ريِّس حفاوةً كبيرةً من السلطانِ الذي أرسلَ معَهُ سفينتَيْنِ حربيَّتَيْنِ مليئتَيْنِ بالمعداتِ الحربيةِ والقذائفِ إحداهُمَا لعُرُوجَ والأخرى لخيرِ الدينِ، وسيفَيْنِ حُلّيَ مِقْبَضَاهِمَا بالألماسِ وخلعتَيْنِ سلطانيَّتَيْنِ ووسامَيْن.
في الوقتِ الذي كانَ فيهِ بيري ريّس في إسطنبولَ خرجَ عُرُوجُ وخيرُ الدينِ إلى مضيقِ جبلِ طارقٍ على أنْ يُغِيرُوا من هناكَ على الأندلسِ لإنقاذِ المزيدِ منَ المسلمينَ.
عادَ بيري ريّس إلى تونسَ برسالةٍ من سليمٍ الأوَّلِ إلى السلطانِ الحَفْصيَّ محمدٌ المتوكِّلِ وفيها: «إلى أميرِ تونسَ، إذا وصلَكَ كتابِي هذا فعليكَ أنْ تعملَ بِهِ، واحذرْ أنْ تُخالِفَهُ، وإيَّاكَ وأنْ تُقصِّرَ في خدمةِ أيِّ عَوْنٍ لخادِمَيْنا: عُرُوجَ وخيرِ الدينِ»، واجتمعَ أشرافُ تونسَ في حفلٍ كبيرٍ قامَ فيهِ بيري ريّس بتقليدِ خيرِ الدينِ سيفَ السلطانِ سليمٍ وألبَسَهُ الحِلَّةَ التي أُرسلَتْ له. يذكرُ خيرُ الدينِ في مذكِّراتِهِ أنَّ سلطانَ تونسَ بعدما رأى حفاوةَ السلطانِ سليمٍ الأوَّلَ بالأخوَيْنِ بربروسَ تغيَّرَتْ معاملَتَهُ، وقالَ لخيرِ الدينِ: «إنَّ طريقَكَ وطريقَ أخيكَ عُرُوجَ سينتهي إلى القيادةِ العامَّةِ لبحريةِ الدولةِ العثمانيةِ، فهنيئاً لكُمَا بذلك.» ومنذُ تلكَ اللحظةِ تغيَّرَ موقفُ السلطانِ الحفصيِّ من الأخوَيْنِ وتحفَّظَ عليهِمَا تخوُّفَاً أنْ يأخُذا مملكَتَهُ لصالحِ العثمانيِّينَ.

### فتحجيجل
يذكرُ خيرُ الدينِ في مذكِّراتِهِ أنَّهُم انسحبُوا بعدَ مناوشةِ بُجايّةَ الثانيةَ إلى جيجلَ كيْ يترصَّدُوا للسفنِ التي قدِمَتْ لمساندةِ الإسبانِ في قلعةِ بُجايّةَ، إلاّ أنَّهُ لا يذكرُ المعركةَ التي جرَتْ معَ الحاميةِ الجنويَّةِ فيها، فيما تُورِدُهَا أكثرُ المراجع. تختلفُ المراجعُ القديمةُ والحديثةُ في تاريخِ دخولِ الأخوَيْنِ بربروسَ إلى جيجلَ فبعضُهَا يحدِّدُهُ بسنةِ 918هـ/1513م وبعضُها بسنةِ 919هـ/1514م والبعضُ الآخرُ بسنةِ 920هـ/1515م، كما حدَّدَهَا بعضُهُم بسنةِ 921هـ/1516م، ويعودُ سببُ الاختلافِ للخلطِ بينَ المحاولاتِ الفاشلةِ للأخوَيْنِ لتحريرِ بُجايّةَ، وأكثرُ المؤرِّخِينَ على أنَّ دخولَهُم جيجلَ كانَ سنةَ 919هـ/1514م.
بعدَ انسحابِ بربروسَ ببحّارَتِهِم منْ بُجايّةَ توجَّهُوا شرقاً إلى جيجلَ فوجَدا فيها ضالَّتَهُما المنشودةَ، فقدْ كانَتْ محتلَّةً منْ قبَلِ دولةٍ أجنبيةٍ هي جمهوريةُ جنوا (منذُ 1240م) وفتحُهَا يجعَلُهُم مستقلِّينَ فيها بدونِ تبَعِيٍّةٍ لسلطانِ تونسَ، وموقِعُهَا شرقَ بُجايّةَ لتأمينِ طريقِ الإمدادِ منْ تونسَ وقريبةً منها في الوقتِ عيْنِهِ يجعلُهَا صالحةً كمنطقةِ إسنادٍ عندما يعاوُدُونَ الهجومَ على بُجايّة. ورأَوْا أنَّ حصارَ بُجايّةَ ليسَ بالأمرِ الهيِّنِ، ووجودُهُم في تونسَ يُبْعِدُهُم عنْ ساحِ المعركةِ القادمةِ، وهكذا صمَّمُوا على فتحِ جيجلَ، فقامُوا باتِّصَالاتٍ سرِّيَةٍ مكثَّفةٍ مع الأهلينَ والقبائلِ المحيطةِ بها، وبعد استكمالِ الاستعداداتِ قامُوا بالهجومِ على الحاميةِ التي استسلمَتْ بعدَ مقاومةٍ يسيرةٍ، وتمَّ للبحّارةِ الأتراكِ تحريرُ مدينةٍ من يدِ الأوروپيين فكانَتْ أوَّلَ مدينةٍ يفتَحُونَهَا في الجزائر.

### مناوشةبجايةالثانية
يذكرُ خيرُ الدينِ في مذكراته أن وفداً من بُجّايةَ طلبَ منْ عُرُوجَ وخيرَ الدينِ تحريرَها منْ الإسبان. حمل الوفدُ رسالةً جاءَ فيها: «إن كان ثمة مغيث فليكن منكم أيها المجاهدون الأبطال. لقد صرنا لانستطيع أداء الصلاة أو تعليم أطفالنا القرآن الكريم لما نلقاه من ظلم الإسبان. فهانحن نضع أمرنا بين أيديكم. جعلكم الله سبباً لخلاصنا بتسليمه إيانا إليكم، فتفضلوا بتشريف بلدنا وعجلوا بتخليصنا من هؤلاء الكفار (يقصدون الإسبان)». إثرَ ذلكَ توجّهَ الأخوانِ لتحريرِ بُجّايةَ، وفي طريقهمْ استَوْلَوْا على سفينةٍ محملةٍ بالشمعِ وعليها أربعونَ أسيراً من الموريسكيين فحرّروهمْ وأرسلوهُمْ إلى تونسَ مع «دلي محمد ريس». وصلوا بُجّايةَ معَ ألفينِ وثلاثةٍ وثلاثين بحاراً وعشرةِ سفنٍ ومئةٍ وخمسينَ مدفعاً بحرياً، وآلاف ٍمن الأسرى مِمّنْ يقومونَ بالتجديفِ (مضتِ العادةُ شدَّ وَثاقِ الأسرى منْ قبلِ الجانبينِ على السفنِ الشراعيةِ للقيامِ بالتجديفِ)، واشتبكُوا معَ الإسبانِ في معركةٍ لثلاثِ ساعاتٍ ونصفِ الساعةِ قُتلَ فيها أكثرُ الإسبانِ، ولحقَ بالبحارةِ عشرونَ ألفاً من أعراب البوادي. تحصّنَتْ بقلعة بُجّايةَ شرذمةٌ منَ الإسبانِ المتبقّينَ استمرتْ في المقاومةِ تسعةً وعشرينَ يوماً، وحالَ عدمُ امتلاكِ الأتراكِ مدافعَ ثقيلةً لقصفِ الحصونِ دونَ فتحِ ثغرةٍ في القلعةِ واستيلائِهِم عليها. [كانتِ المدافعُ البحريةُ تطلقُ منَ السفنِ ومخصصةً للمعاركِ البحريةِ وقصفِ السفنِ بالدرجةِ الأولى وبالتالي أخفَّ وزناً وأضعفَ تأثيراً في التحصيناتِ البريَّةِ].

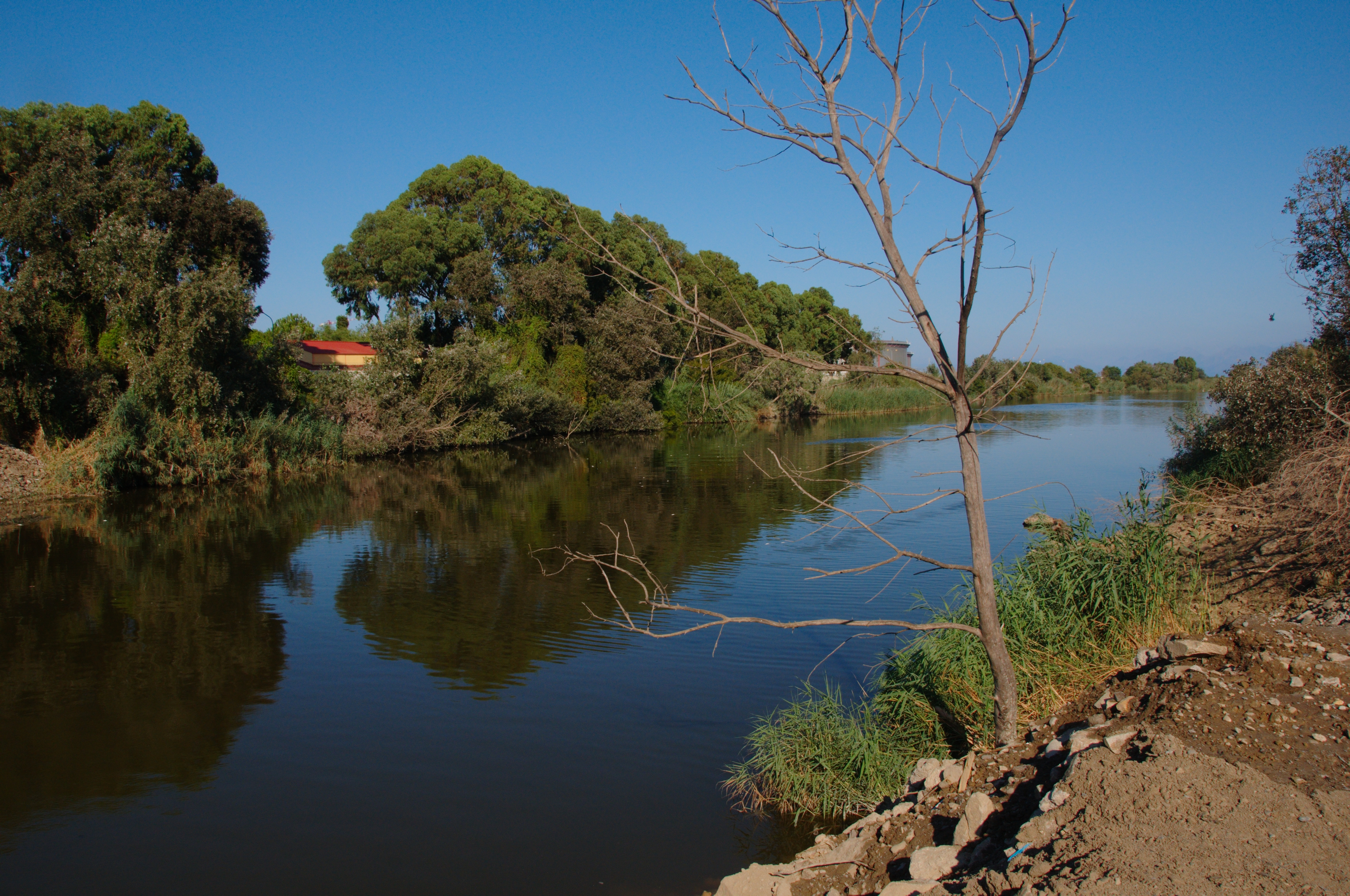
صورة وادي الصومام الذي -حسبَ بعضِ المراجعِ- جفَّ أثناءَ محاولةِ فتحِ بُجّايةَ لثاني مرةٍ ما اضطرَّ عروجَ لحرقِ سفنهِ التي دخلَ بها الوادي.

تذكرُ المراجعُ العربيةُ أنَّ الوفدَ الذي قدِمَ منْ بُجّايةَ إلى جيجلَ كانَ قبلَ مناوشةِ بُجّايةَ الأولى، إلا أنَّ خيرَ الدينِ يذكرُ قدومَهُ قبلَ مناوشةِ بُجّايةَ الثانيةِ كما أسلفنا. ويذكرُ المؤرخُ الجزائريُ «أحمد توفيق المدني» أنَّ المسلمينَ في جيجلَ والجبالِ المحيطةِ التفّوا حولَ عروجَ لِمَا رأوْا منْ إيمانِه وأخلاقِه وقوةِ شخصيتِه ما جعلهمْ يبايعونَهُ أميراً عليهم، ويعاهدونه على السير خلفه في القتال. وهكذا تمكّن عروجُ منْ إنشاءِ جيشٍ منظّمٍ درّبَه على استعمالِ الأسلحةِ الحديثةِ للرمايةِ، وقدْ وعدَهُ الشيخُ أحمدُ بنِ القاضي شيخُ منطقةِ زواوةَ الغربيةِ (إمارة كوكو) بالإعانةِ والتأييد، وأخذَ علماءُ الدينِ يستنفرونَ الناسَ للجهادِ وعمّتِ الدعوةُ وانتشرتْ. انطلقَ عروجُ إلى بُجّايةَ في جمادى الآخرةِ 920هـ-أغسطس/آب 1514م بجيشٍ من عشرين ألفاً وأحاط بالمدينةِ، واشتبكَ معَ حاميَتِها في معاركَ ضاريةٍ، وفي الوقتِ نفسِهِ يدرسُ الموقعَ ويحاولُ اكتشافَ نقاطِ الضعفِ فيهِ، وبعدَ ثلاثةِ أشهرٍ ولمَّا عجِزَ عنْ فتحِهِ رجعَ إلى جيجلَ خلالَ نوفمبر/تشرين الثاني-رمضان ليُمْضِيَ الشتاءَ ويُعِيدَ تنظيمَ جيشِهِ وتموينِه. وتذكرُ مراجعُ أخرى أنَّ البحارةَ الأتراكَ بقيادةِ عُرُوجَ خرجُوا منْ جيجلَ كرةً أخرى ربيعَ عامِ 1515 قاصدينَ بُجّايةَ (ذكرَهَا «أحمدُ توفيقِ المدنيِّ» كمناوشةٍ ثالثة). قدّرتِ المراجعُ جيشّهُ البرّي بحوالي عشرينَ ألفاً، كما أمرَ عمارتَه البحريَّةَ بالتّوجُهِ إلَيْهَا أيضاً. التقتِ الحملتانِ البريّة والبحريّةُ شرقَ بُجّايةَ عندَ مصبِّ وادي الصومامِ وكانتْ مياهُهُ مازالتْ صالحةً للملاحةِ فاقتحمتْهُ السفنُ [يمتازُ القادسُ (بالإنجليزية: Galley) (السفينةُ الرئيسيةُ المستخدمةُ في المتوسطِ) بكفاءةٍ برمائيةٍ عاليةٍ مقارنةً بغيرهِ بسببِ مرونتِهِ في المناورةِ وقلةِ عمقِ غاطسِه] لإحكامِ حصارِ المدينةِ منَ الجهاتِ كافّةً، وشرعَ بهجومٍ عامٍّ استمرتْ معاركُهُ أربعةً وعشرينَ يوماً، ولطولِ الحصارِ وشراسةِ المعاركِ نفدَ البارودُ منَ المجاهدينَ، وكانَ عُرُوجُ أرسلَ يطلبُهُ منْ سلطانِ تونسَ لكنَّ الأخيرَ ماطلَ بإرسالِهِ، ولذلكَ فكّّ الحصارَ وفشلِ تحريرُ بُجّايةَ للمرةِ الثانية. كانتِ النتيجةُ فقدانَ الإسبانِ حواليَ ألفَيْنِ بينَ قتيلٍ وأسيرٍ وجريحٍ، وفقدَ عُرُوجُ نحوَ ربعِ قوَّاتِه البريّةِ والبحريةِ واضطُرَّ إلى حرقِ سفنِهِ التي تَقَحَّمَ بِهَا وادي الصومام بسببِ جفافِ مياهِهِ، وعادَ بمنْ بقيَ من جيشِهِ برّاً إلى جيجلَ. تذكر مراجعُ أخرُ دوامَ الحصارِ ثلاثةَ أشهرٍ لأنَّ أربعةً وعشرينَ يوماً غيرُ كافيةٍ لجفافِ مياهِ النهرِ بهذا الشكلِ، لكنْ بالمقابلِ فإنَّ ثلاثةَ أشهرٍ وقتٌ طويلٌ كافٍ لكيْ يُسارعَ الإسبان لنجدةِ حامِيَتِهِمْ.

### فتحقلعةبجاية
يذكرُ خيرُ الدينِ في مذكّراتِه أنهُ بعدَ تسعةٍ وعشرين يوماً على حصارِ بُجّايةَ وعدمِ تمكّنِهِمْ منها وصلتْهُمْ أنباءٌ عنْ تحركِ قُوّاتٍ إسبانيةٍ كبيرةٍ من جزيرةِ منورقة إلى بُجّايةَ، فانسحبُوا إلى جيجلَ، ثمَّ أبحرَ خيرُ الدينِ يترصّدُ هذهِ القوّاتِ، وعندما لاحتْ لهمْ وجدَها عشرَ سفنٍ مشحونةٍ بالأسلحةِ والمعداتِ، فشنَّ هجوماً عليها في معركةٍ كبيرةٍ أسفرتْ عنْ استيلائِه على جميعِ السفنِ، ولمْ يبقَ منَ الجندِ الإسبانِ على قيدِ الحياةِ سوى ثمانيةٍ وسبعينَ أُخِذُوا أسرى وقُيِّدُوا لِيعملُوا في التجديفِ، ثمَّ قامَ خيرُ الدينِ معَ خمسمئةِ بحارٍ بكمينٍ بواسطةِ السفنِ الإسبانيةِ، إذِ اتّجَهُوا بهَا إلى بُجّايَةَ حيثُ كانَ الإسبانُ ينتظرونَ المَدَدَ منْ منورقةَ، وعندَ دُنُوِّهِمْ منَ القلعةِ فتحَ الإسبانُ الأبوابَ وتَدَفّقُوا خارجاً لاستقبالِ السفنِ النجدةِ، فأمرَ خيرُ الدينِ بحارتَهُ بالإبرارِ إلى الساحلِ مضيفاً في مذكّراتِه أنَّ الإسبانَ عندَ سماعِهِم أصواتَ التكبيرِ والتهليلِ بُغِتُوا واضطرَبَتْ صفوفُهُم وَوَلَّوا مُنْهَزِمِين، فتمكّنُوا منْ فتحِ القلعة فيما راحَ الإسبانُ يطلبونَ الأمان. بعدَ الفتحِ وفدَ شيوخُ وزعماءُ المناطقِ المجاورةِ مبايعينَ خيرَ الدينِ، وانتصبَ عروجُ وخيرُ الدينِ ملكَيْنِ على البلاد. رجعَ خيرُ الدينِ إلى جيجلَ حيثُ كانَ عروجُ وهنّأهُ بالفتحِ. استطاعَ خيرُ الدينِ في هذهِ الحملةِ الاستيلاءَ على ثمانمئةِ برميلٍ منَ البارودِ (سُرَّ البحارةُ بالبارودِ بصفةٍ خاصةٍ إذْ لمْ يعدْ سلطانُ تونسَ يُزوِّدُهُمْ بِهِ، وَأضْحَى يُعرِضُ عنهُمْ)، وشيئاً كثيراً من الغنائم.(1)
وتذكرُ المراجعُ أنَّ الإسبانَ استطاعُوا استردادَ بُجّايةَ في الحال. وبقِيَتْ حتى حرّرَهَا صالحُ ريِّسٍ عامَ 1555م أثناءَ ولايتِه.

### وفودمدنالجزائر

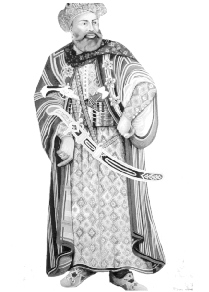
رسمةٌ لخيرِ الدين.

بينما كان الأخوة عُرُوجُ وخيرُ الدينِ في جيجلَ وصلتْ وفودٌ عديدةٌ منَ المدنِ الجزائريّةِ تطلبُ منهم تحريرَ مدنِهِمْ منَ الاحتلالِ الإسبانيِّ ومنَ الأمراءِ المحليّين المتعاونينَ معهُمْ. وكانَ أهمُّها وفدُ مدينةِ الجزائرِ التي تُمَثِّلُ مركزَ البلادِ، طلبَ هذا الوفدُ منَ عُرُوجَ القدومَ إلى مدينةِ الجزائرِ لطردِ الإسبانِ والاستيلاءَ بالأخضِّ على «حصنِ البنيون» أو «حصنِ الصخرةِ» الذي قامَ هؤلاءِ ببنائِه سنةَ 916هـ/1510م على جزيرةٍ صخريةٍ تقعُ على مسافةِ ثلاثمئةِ مترٍ أمام مدخلِ ميناءِ الجزائرِ، وكانَ مصدرَ إزعاجٍ واعتداءاتٍ مستمرةٍ ضدَّ سكانِ المدينةِ، وكانَ تمركُزُهُمْ فيهِ مكّنهمْ منَ التحكمِ بمدخلِ الميناءِ، فشلُّوا الفعاليّاتِ البحريَّة من تجارةٍ وصيدٍ وتنقُّلٍ، وضيّقُوا على السكانِ وفرضُوا عليْهِمُ الضّرائب. وعليْهِ خلَّفَ عُرُوجُ أخاهُ خيرَ الدينِ على جيجلَ، وقرّرَ المسيرَ نحوَ مدينةِ الجزائرِ في خمسمئةِ بحارٍ حسَبَ مذكراتِ خيرِ الدينِ، وتذكرُ المراجعُ العربيةُ أنّه خرجَ برّاً في ثمانمئةِ بحارٍ وشحنَ ستَّ عشرةَ سفينةً بالمدفعيةِ والذخيرةِ وأرسلَهَا معَ نصفِ جنودِهِ، وفي طريقِهِ انضمَّ إليْهِ خمسةُ آلافٍ منْ مقاتلي القبائل. وتنصُّ مصادرُ أُخَرُ أنَّه خرجَ في ثمانمئةِ بحارٍ، وأرسلَ أخاه خيرَ الدينِ بثماني عشرةَ سفينةً تحملُ ألفاً وخمسمئةِ مقاتلٍ؛ إلا أنَّ هذا القولَ يتعارضُ معْ ما أورَدَهُ خيرُ الدينِ في مُذَكّراتِهِ منْ أنَّه بقيِ في جيجلَ. وتوجَّهَ عُرُوجُ إلى شرشالَ أولاً فَفَتَحَهَا، وتركَ فيها حاميةً لحراستِهَا. ترى بعضُ المصادرِ أنَّ مسيرَهُ إلى شرشالَ أولاً كانَ بغيةَ تأمينِ مكانٍ للالتجاءِ إليْهِ وقتَ الشدّةِ، أو أنَّه كانَ ينتظرُ وصولَ بعضِ المهاجرين الأندلسيّين لضمّهم إليْهِ، أو انتظاراً لأخيهِ خيرِ الدينِ بعدما أرسلَ لهُ بضرورةِ الالتحاقِ بِهِ، وربّمَا إشهاراً لحملتِهِ حتى يلتحقَ بهِ رجالُ القبائلِ، وبكلِّ الأحوالِ يكسبُ وقتاً كافياً لدراسةِ الموقفِ بوضوح. يُجمعُ المؤرخون أنَّ عُرُوجَ حينَ دخلَ مدينةَ الجزائرِ سنةَ 921هـ/1516م استقبلَهُ أعيانُهَا ووجهاؤُهَا وأعدادٌ غفيرةٌ من أهلِهَا استقبالَ الفاتحينَ المنقذين، ورحّبُوا بهِ ترحيباً حاراً.
عندما كانَ عُرُوجُ في طريقِهِ إلى مدينةِ الجزائرِ غادرَ خيرُ الدينِ جيجلَ إلى تونسَ، وقدْ ذكرَ في مذكّراتِهِ على أنَّ سلطانَ تونسَ جاهرَ بعداوَتِهِمْ، إلاّ أنَّهُ عنْدَمَا رأى خيرَ الدينِ مقبلاً إلى عاصمتِهِ خشيَ على نفسِهِ، وتظاهرَ بالثناءِ عليْهِم، واعتذرَ عنْ تقصيرِهِ في عدمِ تزويدِهِمْ بالبارودِ، ويذكرُ خيرُ الدينِ أنّهُ تظاهرَ بانخداعِهِ بكلامِهِ، وتجوّلَ معهُ في المدينةِ، ثمَّ عادَ إلى المرسى قبلَ أنْ يقْفلَ راجعاً إلى جيجلَ برفقةِ أخيهِ إسحاقَ بعْدَمَا وجّهَ رؤساءَ البحرِ ومنهم بعضُ الرؤساءِ المشاهيرِ مثلُ: «كوردوغلو مصلح الدين ريس» و«دلي محمد ريس» بالتوجهِ للغزوِ في شرقِ المتوسطِ ونواحي قبرصَ فخرجُوا في سبعِ قطعٍ بحريةٍ، وصادفُوا في طريقِهِم بينَ قبرصَ ومصرَ الأسطولَ العثمانيَّ فتبعوهُ حتى دخلُوا ميناءَ الإسكندريةِ، وفي الأثناءِ كانَ السلطانُ سليمٌ الأولُ مُعسكِرَاً في القاهرةِ بعدَما أتمَّ فتح مصر. قابلَ السلطانُ سليمٌ بمصلحِ الدينِ واحتفى بهِ، وأمدَّهُ بعددٍ كبيرٍ من الجندِ وكميةٍ وفيرةٍ من معداتِ الحربِ، ليعودَ بها إلى الجزائر. والحقُّ إنَّ إرسالَ خيرِ الدينِ جزءاً من أسطولِهِ للغزوِ شرقَ المتوسطِ (وقد كانَ بإمكانِهِ الغزوُ غربَ المتوسطِ وبذا يبقى قريباً وجاهزاً للتدخلِ في أقربِ وقتٍ) في حين إنَّ جيشَهُ موزعٌ ما بينَ جيجلَ ومدينةِ الجزائرِ وعلى أبوابِ فتحٍ كبيرٍ مدعاةٌ للتساؤلِ، إلاّ أنْ يكونَ -وهوَ الأرجحُ- اتّفقَ معَ أخيهِ عُرُوجَ على إرسالِ بعثةٍ سرّاً إلى السلطانِ العثمانيِّ -وهو بعدُ في مصرَ- لطلبِ الإمدادِ بالعتادِ -وهو ما يحققُ لهما الاستقلالَ عن معونةِ صاحبِ تونسَ- وربّمَا ترتيبِ أمورٍ أبعدَ مدىً كإعلانِ الجزائرِ ولايةً عثمانيةً مثلاً، وذلكَ منْ دونِ إثارةِ حفيظةِ السلطانِ الحفصيِّ في تونسَ وقدْ تَوَجَّسُوا منه وتَوَجّسَ منهم وبدا منهُ الجفاءُ منذ الاحتفالِ البالغِ برسالةِ سليمٍ الأولِ وهداياه، وهذا ما يُفسِّرُ زيارةَ خيرِ الدينِ الوديَّةَ إليهِ ريثما تظهرُ نتيجةُ البعثةِ السريّةِ.

### عروجحاكماعلىمدينةالجزائر

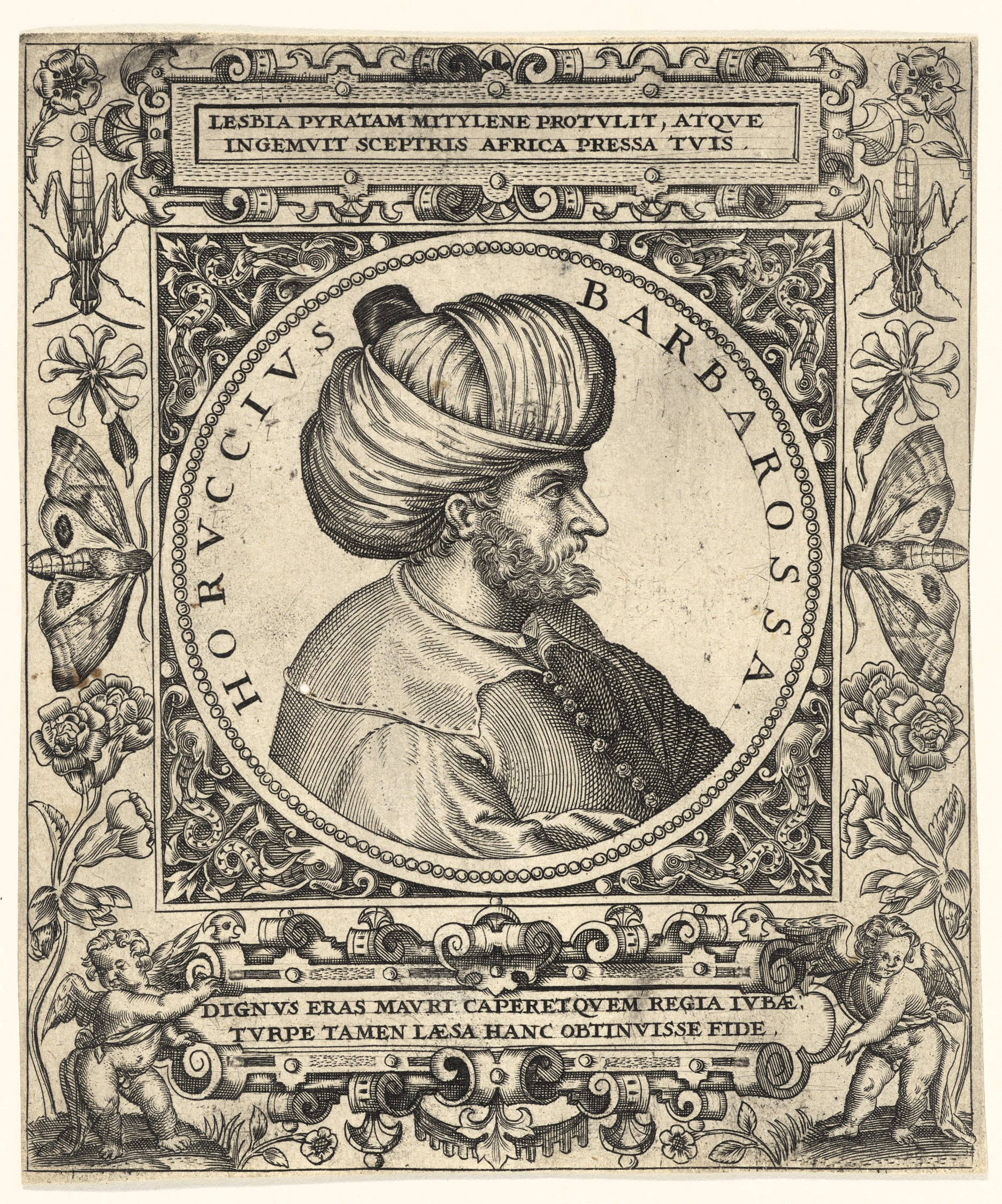
عروج بربروس. لوحةٌ تخيّليّةٌ بريشةِ «ثيودور دي بري» تعودُ للقرنِ السادسَ عشرَ.

تذكرُ المراجعُ أنَّ عُرُوجَ حالما وصلَ مدينةَ الجزائرِ أرسلَ إلى قائدِ الحاميةِ الإسبانيةِ في حصنِ البنيون يأمرُهُ بتسليمِ القلعةِ، فردَّ الأخيرُ بالنفي، فوجّّهَ عُرُوجُ مدافعَهُ نحوَ الحصنِ وبدأ بقصفِهِ واستمرَّ على ذلكَ عشرينَ يوماً إلاّ أنَّ مدافعَهُ كانتْ ضعيفةًً ولمْ تؤثِّرْ في الحصنِ ممّا أضعفَ ثقةَ الأهالي بالبحارةِ الأتراك، وتذكرُ بعضُ المراجعِ العربيةِ أنَّ البحارةَ كانوا يعاملونَ السكانَ المحليّينَ معاملةً فظّةً، فتوجّهَ «سالمٌ التومي» الحاكمُ السابقُ لمدينةِ الجزائرِ للاتفاقِ معَ الإسبانِ على طردِ الأتراكِ من الجزائرِ بهدفِ استرجاعِ سلطتهِ السابقةِ، ولمّا علمَ عُرُوجُ بالاتفاقِ اعتبرَهُ خيانةً، وأمرَ بقتلِ «سالماً التومي» ليصبحَ عُرُوجُ صاحبَ السلطةِ المطلقةِ في مدينةِ الجزائرِ وما حولها، فأعلنَ نفسَهُ سلطاناً عليها، ورفعَ رايتَهُ فوقَ أسوارِها وقلاعِها وبادرَ بسكِّ النقدِ الذي يحملُ شعارَه. وفي 2 رمضان 922هـ/30 سبتمبر/أيلول 1516م شنَّ الإسبانُ غارةً على مدينةِ الجزائرِ بعمارةٍ بحريةٍ من خمسةٍ وثلاثين إلى أربعين سفينةً محملةً بالجندِ، ودارتْ معَ عُرُوجَ وجيشِهِ من الأتراكِ والجزائريين والمهاجرين الأندلسيين معركةٌ كبيرةٌ انتهتْ بانتصارِ عُرُوجَ نصراً حاسماً.
كتب عُرُوجُ إلى خيرِ الدينِ في جيجلَ يبشّرُهُ بالنصر، وعندما وصلَهُ كتابُهُ كانَ يستعدُّ للخروجِ برفقةِ أخيهِ الأكبرِ إسحاق ريّس إلى مدينةِ الجزائرِ في عشرِ قطعٍ بحريةٍ لمساعدةِ عُرُوجَ، فلمّا لمْ تعدْ من حاجةٍ لذلكَ خرجُوا للغزوِ في البحرِ فاسْتوْلَوْا على ستَّ عشرةَ قطعةً بحريةً محملةً بالبارودِ والرصاصِ والألواح والقطران والزيت والأرز والقمح، ورجعوا إلى جيجلَ بعد تسعةٍ وعشرينَ يوماً، ثمّ وصلَه كتابٌ من عُرُوجَ بعدَ أوبتِهِ إلى جيجلَ يأمرُه فيه بالقبضِ على أحدِ الشيوخِ كانَ يشي للإسبانِ بتحركاتِ عُرُوجَ، فخرجَ خيرُ الدينِ بخمسمئةِ بحارٍ إلى الجبالِ وقبضَ عليهِ وأمرَ بضربِ عنقِهِ وعيّنَ آخرَ بدلاً منه.
بعدَ أيامٍ توجّهَ خيرُ الدينِ في أكثر من عشرينَ سفينةٍ إلى مدينةِ الجزائرِ حيثُ اجتمعَ ثمّةَ بأخويْهِ إسحاقَ وعروج. وكان عُرُوجُ يريدُ ضمَّ مدينةِ تنسَ إلى نفوذِهِ، وتذكرُ بعضُ المراجعِ أنَّ أهلّ المدينةِ أرسلُوا له وفداً يطلبُ تحريرها من حاكمِها من الأسرة الزيانية المتعاونُ مع الإسبانِ وقد جعلَ سلطتَه تحتَ حمايتِهِم، فتوجّه خيرُ الدينِ إلى مدينةِ تنس في عشرةِ سفنٍ، فصادفَ أربعَ سفنٍ إسبانيةٍ راسيةٍ في الميناءِ، وعندما رأى الإسبانُ عمارةَ خيرِ الدينِ هُرِعُوا إلى القلعةِ محتمين بأسوارِها، فاستولى خيرُ الدينِ على سفنِهم وعتادِهم، ثمّ نزلَ بألفٍ وخمسمئةِ جنديٍّ وعسكرَ أمامَ القلعةِ متوقعاً مقاومةً شديدةً غيرَ أنّه وجدَ أبوابَ القلعةِ مفتوحةً فيما خرجَ لاستقبالِهم بضعُ مئاتٍ من السكانِ مرحّبينَ وبايعُوا عُرُوجَ سلطاناً عليهم وأخبروهم أن أميرَ تنس الزياني ورجالَه هربُوا مع الإسبان، فأرسلَ خيرُ الدينِ خلفَهم ألفَيْ مقاتلٍ حتى أدركوهم ودارتْ بينهمْ معركةٌ انتهتْ بأسرِ ثلاثمئةٍ وخمسينَ جندياً إسبانياً وأما بقيّتهم فقُتلُوا في حين فقدَ خيرُ الدينِ من مقاتليه سبعين أو ثمانين. قامَ خيرُ الدينِ بتعيينِ أحدِ الضباطِ نائباً على المدينةِ وتوجهَ في ستَّ عشرةَ قطعةً بحريةً إلى الجزائرِ. ماإن عادَ خيرُ الدينِ حتى تمكّنَ أميرُ تنسَ السابقَ من الرجوعِ إلى المدينةِ بمساعدةِ الإسبانِ وعمُّه سلطانُ تلمسانَ، فثارتْ حميّةُ عُرُوجَ لسماعِهِ الخبرَ وقرَّرَ السيرَ إلى تنسَ بنفسِهِ واستصدرَ فتوىً من علماءِ مدينةِ الجزائرِ بإباحةِ دمِ الأميرِ لتعاونِهِ مع الإسبانِ، وبعد وصولِهِ في جمادى الأولى 923هـ-يونيو/حزيران 1517م قامَ أهالي تنسَ بتقييدِ الأميرِ الزياني وسلّمُوه لعُرُوجَ فأمرَ بضربِ عنقِهِ، ودعا بعددٍ من الرؤساء ممّنْ بايَعُوه للمثولِ بين يديْهِ وأمرَ بضربِ أعناقِهِم، وهكذا دخلتْ تنسُ تحتَ نفوذِه. ودخلَ عددٌ من المدنِ الجزائريةِ تحتَ نفوذِهِ كذلكَ وهي المديةُ ومليانةُ والبليدةُ. يذكرُ المؤرخون أنَّ عروجَ عاملَ أخاه خيرَ الدينِ كمعاملتِهِ لنفسِهِ فقامَ بتقسيمِ دولتِهِ الجديدةِ إلى مقاطعَتَيْنِ شرقيةٍ يشرفُ عليها خيرُ الدينِ ومقرُّها مدينةُ دلس، وغربية يقومُ عليها بنفسِهِ ومقرُّها الإداري مدينةُ الجزائرِ، وكلُّ مقاطعةٍ تضمُّ خمسَ بلدياتٍ.

### معركةتلمسانواستشهادكل من إسحاقوعروج
| «كنّا أربعةَ إخوةٍ، شهدْتُ استشهادَ ثلاثةٍ منهم. ماأعظمَ حكمةَ اللهِ تعالى فأنا الوحيدُ الذي لمْ تُقَّدرْ له الشهادةُ، ممّا يعني أنّ إخوتي الثلاثةَ أفضلُ منّي عندَ اللهِ. جعلَ اللهُ مقامَهُم جميعاً في الجنةِ، آمينْ بحرمةِ سيدِ المرسلينَ {{صلّى اللهُ عليهِ وسلّم}}. عندما وصلَ خبرُ استشهادِ أخي إلى الجزائرِ قرّرْتُ أنْ أعيشَ لغايةٍ واحدةٍ هيَ المضيُّ في نفسِ الطريقِ الذي سارَ فيهِ أخي، تلكَ الغايةُ التي كانتْ تتمثلُ في التضييقِ على الكفارِ في إفريقيا والبحرِ الأبيضِ المتوسطِ، فما قيمةُ الحياةِ بعدَ مقتلِ أخي؟» |
| — خير الدين بربروس |

كانت مملكةُ تِلِمْسانَ غربيَّ الجزائرِ يحكمُها بنو زَيَّان الذينَ قبِلُوا بالرضوخِ تحتَ الحمايةِ الإسبانيةِ، وسنةَ 923هـ/1517م ثارَ الأهالي على السلطانِ أبو حمو موسى الثالثُ فولَّى هارباً، وأرسلُوا إلى عُرُوجَ يبايعُونَه ويدعونَهُ إلى تِلِمْسانَ. سُرّ عُرُوجُ لانضمامِ أهالي تِلِمْسانَ له دونما قتالٍ، مثلما أحدثتْ دعوتُهمْ لعُرُوجَ هلعاً كبيراً للإسبانِ لأنها عنتْ مدَّ نفوذِهِ إلى حدودِ مملكة فاس. أرسلَ عُرُوجُ يأمرُ بقطعِ جميعِ العلاقاتِ معَ وهرانَ حيثُ كانتِ الحاميةُ الإسبانيةُ الرئيسةُ، وفيها يقيم القائدُ الإسبانيُّ الأعلى في إفريقيا، ثمَّ توجَّهَ إلى تِلِمْسانَ بقواتهِ بعدما تركَ خيرَ الدينِ ينوبُ عنهُ في الجزائرِ. في طريقِهِ واجهَ جيشاً من ثلاثةِ آلافِ جنديٍّ وستةِ آلافِ خيالٍ بقيادةِ السلطانِ الزيانيِّ «أبي حمو موسى الثالث» إلاّ أنّهُ انتصرَ عليهِ وأكملَ طريقَهُ، وما لبثَ عُرُوجُ أنْ أعلنَ نفسَهُ حاكماً على تِلِمْسان. حشدَ الإسبانُ جيشاً عرمرماً انضمَّ لهُ السلطانُ الهاربُ بجيشِهِ بهدفِ استعادةِ عرشِهِ، فخرجَ عُرُوجُ لملاقاتِهمْ (حسبَ خيرِ الدينِ في مذكرّاتِهِ فإنَّ عُرُوجَ وافقَ -لقلّةِ قوّاتِهِ- على عرضِ الإسبانِ بتركِ المدينةِ والعودةِ للجزائرِ فلمّا خرجَ منْهَا غدرُوا بهِ وهاجمُوه)، ودارتْ بينَهُم معركةٌ كبيرةٌ عندَ نهرِ الملح (بالإسبانية: Rio Salado) انتهتْ باستشهادِهِ في جمادى الأولى 924هـ الموافقِ لأيار/مايو 1518م، وحزَّ الإسبانُ رأسَهُ وأرسلُوه إلى شارلكانَ. وكانَ «إسحاقُ ريِّس» اسْتُشْهِدَ قبلَ ذلكَ في قلعةِ بني راشدٍ (قلعةِ القلاعِ) أواخرَ شهرِ المحرمِ/كانون الأول/يناير من العامِ نفسِهِ.

## خيرُ الدينِوالياًعثمانياً

### بكلربكالجزائر

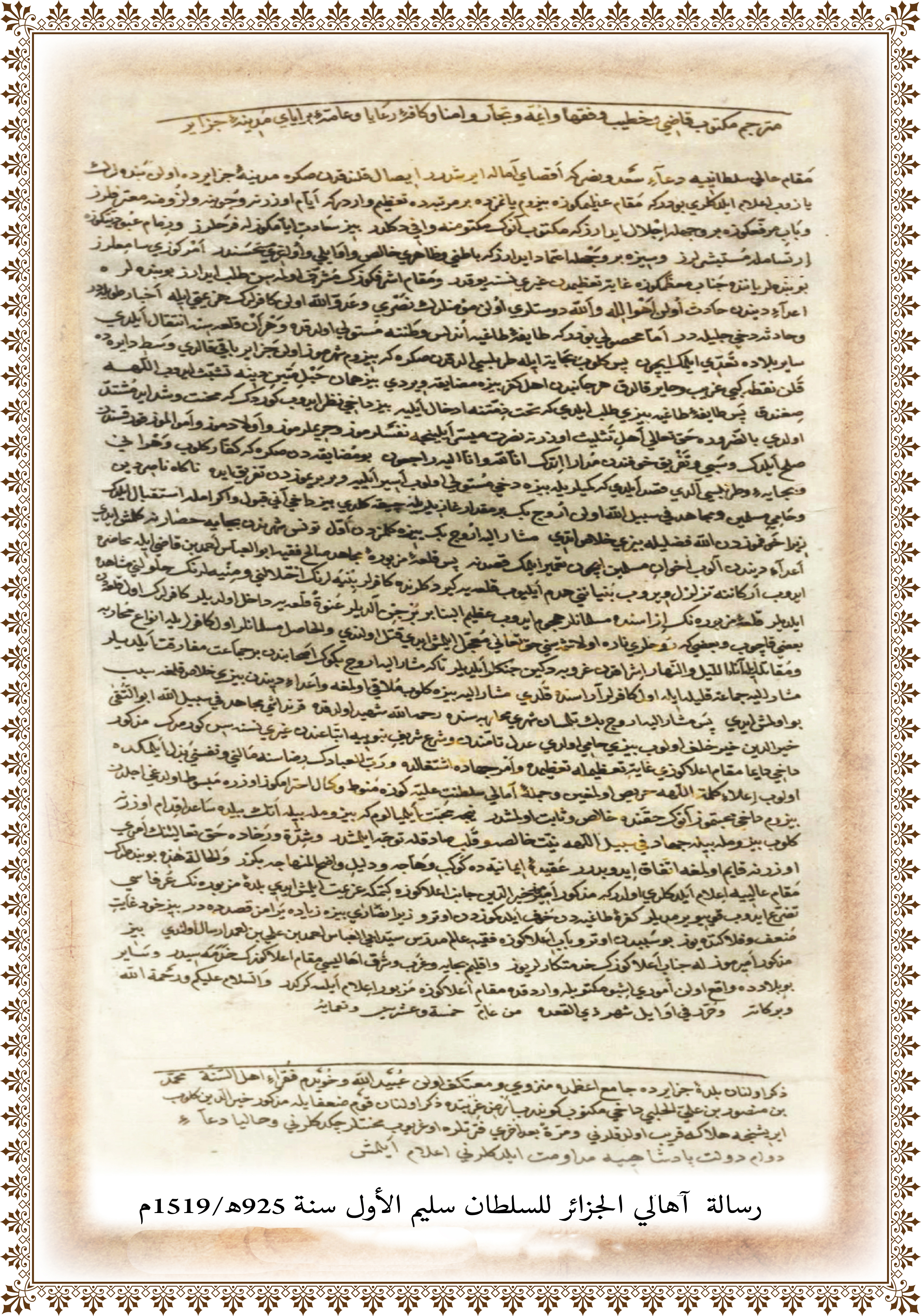
رسالةُ أهالي الجزائرِ إلى السلطانِ سليمٍ الأوّلِ سنةَ 1519م باللغةِ العثمانيةِ (التركيةِ القديمة).

بعد استشهادِ عُرُوجَ (1468-1518م) أجمعَ البحّارةُ على تسليمِ القيادةِ إلى خيرِ الدينِ وذلكَ سنةَ 924هـ/1518م. تأثّرَ خيرُ الدينِ كثيراً لاستشهادِ أخيه مع أفضلِ العساكرِ، علاوةً فقدْ تخلّى عنهُ بعضُ أصدقائِهِ من قادةِ البحّارةِ لشعورِهِم بأنّه لنْ يستطيعَ أنْ يكونَ بديلاً عنْه. في الوقتِ نفسِهِ واجهَ موقفاً عصيباً ودقيقاً فقدِ انتفضَ عددٌ من النواحي على حكمِ الأتراكِ بعدَ استشهادِ أخيه، فثارتْ قبيلةُ زواوةَ بقيادةِ أحمدَ بنِ القاضي، واستغلَّ سلطانُ تونسَ الفرصةَ فأرسلَ طالباً منْهُ أنْ يعترفَ بسلطةِ الحفصيينَ ويخضعَ لهُ، إضافةً لتوقّعِهِ بمسيرِ الإسبانِ إلى الجزائرِ للقضاءِ عليهِ بعدما تمكّنُوا منْ أخيه. اجتمعتْ هذهِ الظروفُ العسيرةُ كافّةً على خيرِ الدينِ وراودتْهُ الفكرةُ بالرحيلِ عنِ الشمالِ الإفريقيِّ والتوجّهِ إلى إسطنبولَ. ولو أرادَ لأمَّنَ لنفسِهِ تقاعداً مريحاً وعملاً في التجارةِ بما تحصَّلَ لهُ منْ مالٍ، لكنَّ إباءَهُ وأنَفَةَ نفسِهِ وعلُوَّ هِمّتِهُ أبتْ عليهِ الاستكانةَ وتركَ الجهاد.
أثناءَ هجومِ الإسبانِ على تِلِمْسانَ تمرّدَتْ تنسُ وشرشالُ مع عودةِ حُكّامِهما القُدامى، وباتَ أحمدُ بنِ القاضي يحرِّضُ الأهالي والقبائلَ لتخلوَ الساحةُ له. إزاءَ ذلكَ وجّهَ خيرُ الدينِ جندَهُ إلى تنسَ وشرشالَ لتأديبهما بينما أجّلَ تأديبَ القبائلِ القويةِ لظروفٍ لاحقةٍ أنسبَ. اتَّبَعَ خيرُ الدينِ سياسةً حكيمةً ما جعلَ العلماءَ يقفُونَ بجانبِهِ، ويعاهدُونَهُ على طردِ الأجنبيِّ منَ البلادِ، كما دفعتْ سياسَتُهُ قسماً كبيراً من الأهالي لمساندِتِهِ وتأييِدِهِ علناً والتخلي عنْ معاداتِه. كانَ ممّا عانى منهُ أيضاً تأمينَ السلاحِ والبارودِ، أمّا أبو حمو الزيَّانيّ فبعدما تسنَّمَ عرشَهُ ثانيةً في تِلِمْسان بعدَ استشهادِ عُرُوجَ مدَّ نفوذَهُ حتى مليانةَ، فغدا بذا على مقرُبَةٍ منَ الجزائرِ.
يذكرُ المؤرخُ «أحمدُ توفيقِ المدنيّ» أنَّ أهلَ الحلِّ والعقدِ اجتمعُوا في الجزائرِ وعرضُوا -بشديدِ إلحاحٍ- على خيرِ الدينِ تولّي الإمارةِ بعدَ أخيه ومواصلةِ جهادِهِ في سبيلِ اللهِ منها، لكنّهُ اعتذرَ وصرَّحَ لهمْ بعزمِهِ على استئنافِ الجهادِ على متنِ البحرِ، وعزمِهِ السفرَ إلى إسطنبولَ يطلبُ منها أسطولاً للجهادِ، فأجابَهُ العلماءُ: «إنّ اللهَ يوجبُ عليك البقاءَ في هذهِ المدينةِ الإسلاميةِ ولا يسمحُ لكَ الدينُ بتركِها نهبةً للمفترسِ». نقلَ المؤرخُ التونسيُّ أحمدُ بنِ أبي الضيافِ (03-1874م) ما دارَ بينَ خيرِ الدينِ وبينَ أعيانِ الجزائرِ إذْ قالَ لهُمْ بأنّه: «بقيَ منفرِدَاً دونَ إخوتِهِ.. وقدْ رأيتُمْ ما فعلَهُ بنا صاحبُ تِلِمْسانَ من بني زيّانٍ، واستعانتُهُ علينا بغيرِ ملّتِنَا حتى كفانا اللهُ أمرَهُ، وصاحبُ تونسَ الحفصيِّ لا رأيَ لهُ في نصرتِنَا وإعانتِنَا، وأسلمَنا للعدوِّ بمنعِ البارودِ عنا أثناءّ حملةِ بُجّايَةَ لولا لطفِ اللهِ، فالرأيُ هو أنْ نصلَ أيدينا بالقوةِ الإسلاميةِ -وهو السلطانُ سليمُ خان- ونعتمدَ عليهِ في حمايةِ هذهِ المدينةِ، ولا يكونُ ذلكَ إلاّ ببيعتِهِ والدخولِ في طاعتِهِ، بالدعاءِ لهُ في الخطبِ على المنابرِ، وضربِ السكةِ باسمِهِ لنتفيأَ ظلَّ حمايتِهِ...»
هكذا كانَ الواقعُ السياسيُّ المتشرذمُ في شمالِ إفريقيا -كما خبِرَهُ خيرُ الدينِ وعايَشَهُ- هوَ ما فرضَ مدَّ اليدِ للعثمانيين وليستْ شهوةُ أولاءِ للتوسعِ والنفوذِ. أدركَ خيرُ الدينِ بمعاينَتِهِ للواقعِ حاجتَهُ لدولةٍ قويةٍ يُعتَمَدُ عليها وقتَ الشدةِ والضّيقِ، وكانَ آنذاكَ نجمُ الدولةِ العثمانيّةِ يسطعُ أقوى ما يكونُ، وحكومتُها أفضلُ منْ يمكنُهُ من خلالِ دعمِها ضمانُ وجودِ دولتِهِ وتقويةِ نفوذِها، فضلاً عن أنّها دولةٌ إسلاميةٌ إطارُها العالمُ الإسلاميُ وتهدفُ لحمايةِ الإسلامِ، لذا قرّرَ الانضواءَ تحتَ حمايتِها. أرسلَ خيرُ الدينِ «حاجي حسين آغا» أحدَ أوثقِ رجالِه إلى السلطانِ سليمٍ الأولَ في إسطنبولَ الذي استقبلَهُ بقبولٍ حسنِ وأكرمَ وِفادتَهُ ومنْ يصحبُهُ منَ البحّارةِ، وبعد مُكثه في الأستانةِ واحداً وأربعينَ يوماً وقبلَ مغادرتِهِ وفي زيارةِ وداعٍ للسلطانِ سليمٍ، سلمه السلطانُ فرمانَ تعيينِ خيرِ الدينِ «بكلربك» (تُلفظُ «بَيْلربَي» بالتركيّةِ العثمانيّةِ وتعني أميرَ الأمراءِ) على الجزائرِ، وبذا غدتِ الجزائرُ ولايةً عثمانيةً كاملةً (كانتْ يومَ ضمّها عُرُوجُ بمنزلةِ قضاءٍ أو سنجقٍ)، ثمّ سلّمَهُ سيفاً مُرَصَّعَاً وخِلعةً مُذَهّبَةً ورايةَ الإمارة. ولمّا أزفتْ ساعةُ الرحيلِ أمرَ السلطانُ أنْ تُبحرَ السفنُ الجزائريةُ بقربِ قصرِ طوبْ قابي (مقرِّ السلطانِ) كي يراها، فقامتْ السفنِ باستعراضٍ بينَ يديْهِ وهي تُطلقُ القذائفَ تحيةً له.
يذكرُ المؤرخون وثيقةً (محفوظةً اليومَ في متحفِ قصرِ طوبْ قابي) عبارةً عن رسالةٍ من سكانِ الجزائرِ على اختلافِ سويّاتِهِم مؤرخةً أوائلَ ذي القعدةِ عامَ 925هـ ما بينَ 26 أكتوبر/تشرينَ الأولِ إلى 3 نوفمبر/تشرينَ الثاني عامَ 1519م كُتبتْ بأمرِ خيرِ الدينِ إلى السلطانِ سليمٍ الأولِ في إسطنبولَ، والغرضُ منها تأكيدُ ربطِ الجزائرِ بالدولةِ العثمانيةِ، وفيها أنَّ خيرَ الدينِ كانَ شديدَ التّوْقِ لأنْ يَمْثلَ بنفسِهِ بينَ يدَيْ السلطانِ ليعرضَ عليهِ شخصياً أبعادَ قضيةِ الجزائرِ، ولكنَّ زعماءَ الجزائرِ توسّلُوا إليهِ البقاءَ ليستطيعَ مواجهةَ الأعداءِ إذا ما تحركُوا، وطلبُوا أنْ يرسلَ سفارةً نيابةً عنه. كانتِ الرسالةُ التي حملتْها البعثةُ موجهةً باسمِ القضاةِ والخطباءِ والفقهاءِ والأئمةِ والتجارِ والأعيانِ وعمومِ سكانِ مدينة الجزائر. ولاشكَّ أنّ موافقةَ الأعيانِ عليها بعدَ كتابتِها منْ قبلِ خيرِ الدينِ باللغةِ العثمانيةِ -المجهولةِ من قبلِهم- دليلُ ثقتِهم بهِ وتوكيلِهِ أمرهِم.
بعدَ رجوعِ حسينِ آغا معَ الوفدِ قبِلَ خيرُ الدينِ هدايا السلطانِ سليمٍ باحترامٍ، ثمّ جمعَ ديوانَهُ والأهالي وأعلنَ تبعيّتَهُ رسمياً للدولةِ العثمانيةِ. حلَّ السلطانُ مسألةَ الحاجةِ للسلاحِ، فأرسلَ له ستةَ آلافِ جنديٍّ منهم ألفَيْ إنكشاريٍّ مسلحينَ بالبنادقِ وعدداً من المدافعِ مع سَدَنَتِها، وعدداً آخرَ من المتطوِّعَةِ، وأعلنتْ الدولةُ تأمينَ نفقاتِ السفرِ للمتطوعةِ الراغبينَ بالذهابِ إلى الجزائرِ للجهادِ، ووعدتهم بالامتيازاتِ التي يحصلُ عليها الإنكشارية. تذكر مراجع أخر عدد الجنود والمتطوعة الذين أرسلهم السلطان أربعة آلاف.
يذكرُ المؤرخونَ أنّ خيرَ الدينِ اتّصَفَ بالحنكةِ السياسيةِ فضلاً عنِ الشجاعةِ والإقدامِِ، فحسنُ تقديرِهِ ورباطةِ جأشِهِ قِبَلَ الأزمات مكنّتاهُ من تحقيقِ أعمالٍ لمْ يُحققْها عُرُوجُ، فلمْ يكُ يُعرِّضُ نفسَهُ للمخاطرَ إلاّ بعدَ درسِها والتمعّنِ فيها وبالحدودِ التي تُرهبُ أعداءَهُ، ولا يُقدمُ على أيِّ عملٍ قبلَ أنْ يدركَ أبعادَه ومحصلةََ نتائجِهِ، وكانَ ينْأى بنفسِهِ عن أيِّ خطرٍ لا طائلَ منه، في الوقتِ ذاتِهِ كانَ إذا اتّخذَ قراراً ما عملَ على إنجازِهِ كاملاً فلمْ يعتدْ أنْ يُفرِّطَ في أمرٍ طالما اعتقدَ ضرورتَهُ وفوائدَهُ، وحينما يعزمُ على تنفيذِ خطةٍ أو توجيهِ ضربةٍ فقلّما يستطيعُ أحدٌ آخرُ إدارتَها مثلَه.

### قيامثورةالأهالي وإخمادها
يذكرُ المؤرخانِ «عزيز سامح التر» و«مبارك الميلي» أنَّ أهاليَ الجزائرِ حينَما لَمَسُوا أنَّ الأتراكَ يسعَوْنَ جادِّينَ إلى تثبيتِ وجودِهم تآمرُوا تأليباً منَ القبائلِ المجاورةِ على سحقِهم في يومِ البازارِ (سوقُ البيعِ). فدخلتْ القبائلُ التي تقطنُ السهولَ المجاورةَ مدينةَ الجزائرِ خفيةً معَ أسلحتهم، وقضتِ المؤامرةِ بذهابِ قسمٍ منهمْ إلى الساحلِ حيثُ ترسو سفنِ الأتراك لحرقِها، وحينما يشاهدُ البحّارة النارَ تشتعلُ في سفنِهم سيُهْرعُون لإخمادِها، وحالما يخرجُون من المدينةِ يقومُ الأهالي بإغلاقِ بوّاباتها ويهاجمُون لقتلِ منْ تبقّى منهم، لأنَّ أعدادَهم ستكونُ قليلةً عندئذٍ، وبذا يتخلّصُون من الأتراكِ، لكنَّ جواسيسَ خيرِ الدينِ أفْشَوْا إليه بالمؤامرةِ، فألقَى القبضَ على المخططينَ، وقطعَ رؤوسَهُم وعلّقَها على بابِ القصرِ بعدما مثّلَ بجثثِهم، فخمدتْ ثورةُ الأهالي، وباتوا يحسِبُونَ حسابَ أيِّ تمردٍ منْ بعدُ.

### الهجومالإسبانيعلىالجزائر
«لم يكنِ الوقتُ وقتَ إظهارِ الخَوَرِ والضعفِ بل لمْ يكنْ لنا وقتٌ للبكاء، فنحنُ في إفريقيا لسنا سوى حفنةٍ من الأتراكِ يمكنُ القضاءُ علينا في رمشةِ عين... لقد قضيتُ ذلكَ الشتاءِ في الاستعدادِ ولم أكنْ أُعطي لنفسي لحظةَ فراغٍ لكي لا أجدَ وقتاً للتفكيرِ في أخي»
 -من مذكراتِ خيرِ الدينِ عقب استشهادِ عُرُوجَ-

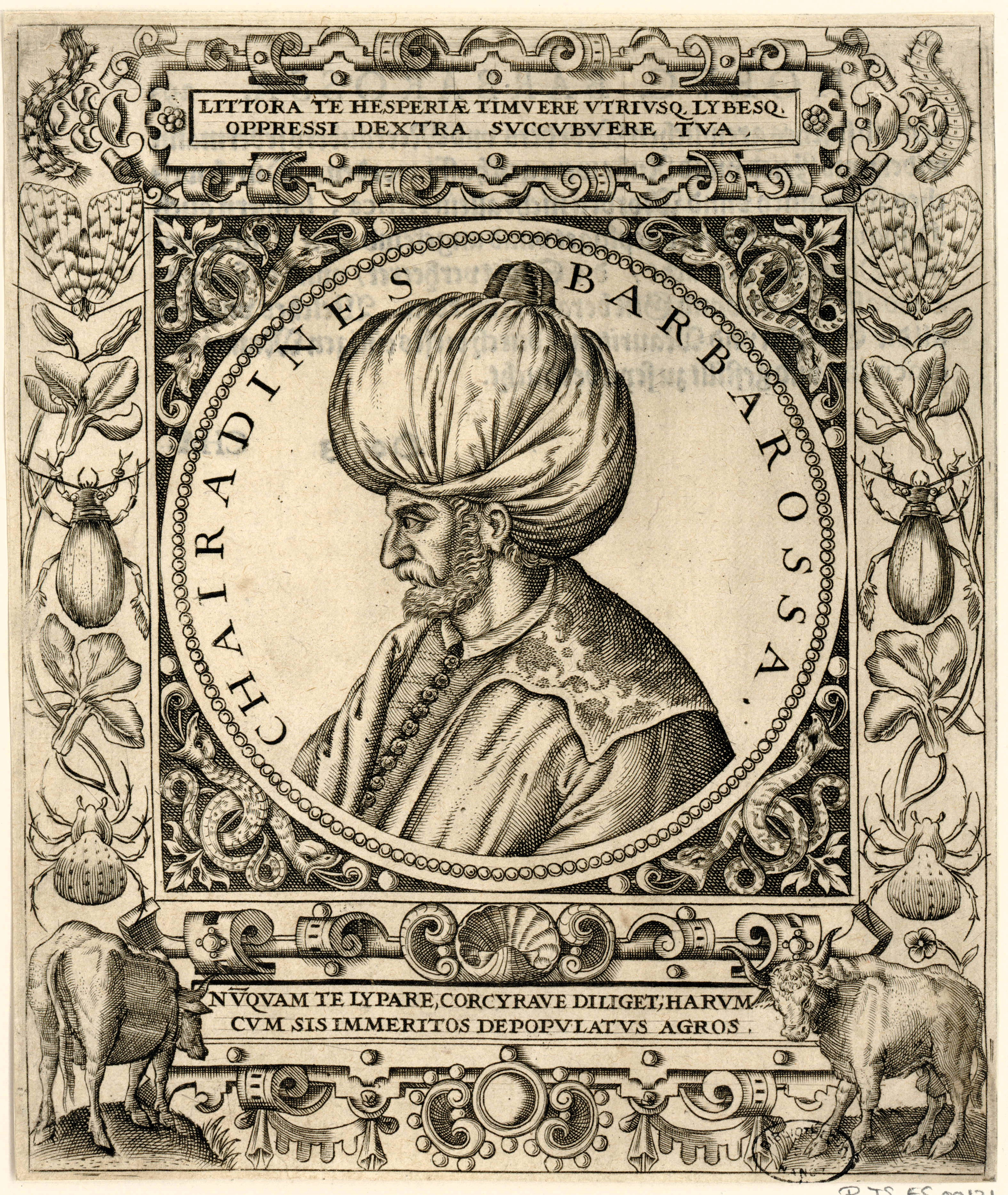
لوحةٌ تخيّليَّةٌ أوروپيةٌ من القرنِ السادسَ عشرَ تصوِّرُ خيرَ الدينِ بربروس.

يذكرُ خيرُ الدينِ في مذكّراتِهِ أنّه عندما وصلَهُ نبأُ استشهادِ أخيه عُرُوجَ قررَ أنْ يعيشَ لغايةٍ واحدةٍ هي المضيُّ في الطريقِ الذي سلكهُ أخوهُ، وتتمثلُ تلك الغايةُ في التضييقِ على الأوروپيينَ في إفريقيا والبحرِ الأبيضِ المتوسطِ، فاتّخذَ العديدَ منَ الاحتياطاتِ والتدابيرَ، وقضى ذلكَ الشتاءَ في الاستعدادِ، فقامَ بإصلاحِ سفنهِ ومدافعِهِ ومعداتهِ وتجديدِها. يُذكرُ أنَّ مبعوثَ الإمبراطورِ شارلكانَ (كارلوسَ الخامسَ) جاءَهُ قائلاً:
«لقد ماتَ أخوكَ وقُتِلَ أكثرُ جنودِه فكُسِر جناحُكَ. منْ تحسبُ نفسَكَ حتى تقفَ في وجهِ أقوى ملكٍ مسيحيٍّ بدونِ أخيك؟ ماذا يمكنكَ أنْ تفعل؟ خذْ سفنكَ ورجالَكَ واخرجْ منَ الجزائرِ فوراً، وإيَّاكَ وأنْ تطأ قدماكَ إفريقيا مرةً أخرى. إنَّ هذا آخرُ إنذارٍ أوجّهُهُ إليكَ، سوفَ أملأُ البحرَ بالسفنِ وأعودُ إلى الجزائرِ قريباً، فإذا تمكّنْتُ منكَ هناكَ، فَلْتَعْلَمْ بأنَّ عاقبتَكَ ستكونُ وخيمة».
في ذاكَ الوقتِ كانَ خيرُ الدينِ يُعرفُ في أوروپا باسمِ «ملك الجزائرِ» ويشغلُ منصبَ بَيْلَرْبَايْ لدى الدولةِ العثمانيةِ ورأى أنَّ مخاطبةَ شارلكانَ له بهذا الاستخفافِ تستلزمُ منه موقفاً، فكتبَ لهُ جواباً شديدَ اللهجةِ، فلمّا تسلّمَ شارلكانُ ردَّه أرسلَ أساطيلَ سدّتِ الأفقَ اشتركَ بها أمراءٌ تابعونَ له من نابولي وصقليّةَ وألمانيا والأراضِي المُنخفِضَةَِ. رستْ سفنُهُمْ قُبالَةَ الجزائرِ. كانَ خيرُ الدينِ مستعدّاً جيِّداً إذْ توقّعَ ردةَ فِعلِهِ وأرادَ تلقينَه درساً، فما إنْ أنزلُوا قواتِهِمْ إلى البرِّ حتى فاجأهُم وجنودَهُ بهجومٍ أدّى إلى مقتلةٍ كبيرةٍ فيما استسلمَ سبعمئةٍ إلى ثمانمئةٍ منهُم من أصلِ عشرين ألفاً، أمّا الباقونَ فلاذُوا بالفرارِ إلى سُفنِهِمْ، وعادَ قادةُ شارلكانَ يجرّون أذيالَ الخيبة.
تذكرُ بعضُ المراجعِ هذهِ المعركةَ برواياتٍ مُسْهَبَةٍ عن روايةِ خيرِ الدينِ السالفةِ في مذكراتِهِ والذي لم يُفصّلْ في أحداثِها. يذكرُ المؤرخان «أحمدُ توفيقٍ المدنيّ» و«عزيزُ سامحٍ ألتر» أنَ الإسبانَ لم يحتمِلُوا ما أصابَهُم من هزيمةٍ عند أسوارٍ الجزائر السنةَ الماضيةَ على يدِ عُرُوجَ فشرَعُوا يستعدُّونَ للثأرِ، وزادَهم هلعَاً إعلانُ انضمامِ الجزائرِ للدولةِ العثمانيةِ ومن ثَمَّ وصولُ الخطرِ العثمانيَِ إلى الحوضِ الغربيِّ من المتوسطِ الذي كانَ تحتَ السيطرةِ الإسبانيةِ تماماً -فقد كانَ الإمبراطورِ الرومانيِّ المقدسِ شارلكانَ ملكاً على مملكتَيْ ناپولي وصقليّةَ فضلاً عن إسبانيا وكانتْ أهمُّ المدنِ الساحليةِ الجزائريّةِ من ضمنِ ممتلكاتِه-. انتهزَ الإسبانُ مقتلَ عُرُوجَ، وانتصارَهم في تِلِمْسانَ، وما أحدثاه من حزنٍ وأسىً، فاتفقُوا مع أبي حمو صاحبِ تِلِمْسانَ على التخلصِ من خيرِ الدينِ ودولتِهِ الناشئةِ، وذلك بأنْ يهاجمُوا بحراً في الوقتِ الذي يتقدَّمُ فيه نحوَها من البرِّ جيشُ أبي حمو. شملتِ الحملةُ الإسبانيةُ أربعينَ سفينةً كبيرةً تُقلُّ خمسةَ آلافِ مقاتلٍ. وصلَ الإسبانُ الجزائرَ يومَ 19 شعبان 925هـ الموافقِ ل17 أغسطس/آب 1519م، واختارُوا الساحلَ الممتدَّ يسارَ وادي الحراشِ ميداناً لإبرارِهِمْ. كانتْ خطةُ خيرِ الدينِ تجعلُ المعركةَ تكادُ تكونُ طبقَ الأصلِ لمعركةِ السنةِ الماضيةِ؛ أيْ تركُ الجيشِ الإسبانيِّ ينزلُ إلى البرِّ في النقطةِ التي يختارُ فيضعُ سلاحَه وعتادَه، ثمَّ مناوَشَتُهُ في كمينٍ محاولةً للإحاطةِ به من كلِّ جهةٍ حتى يُنْهِكَهُ التعبُ قبلَ الالتحامِِ بهِ في معركةٍ فاصلةٍ في الساعةِ التي يرتئِي، وهكذا كان.
أنزلَ الإسبانُ جندَهُم وعتادَهُم ومن خلفِهِم وادي الحراشِ جنوبَ شرقِ مدينةِ الجزائرِ بعدَ مناوشاتٍ يسيرةٍ، ولم يكُ بخَلَدِ خيرِ الدينِ النقطةُ التي سيركِّزُونَ هجومَهُم عليها إلى أن تحرّكَ الجيشُ بكاملِ قوّاتِه ليرْقَى صُعُداً المرتفعاتِ المحيطةِ بمدينةِ الجزائرِ فوصلُوا «كديةَ الصابونِ» المشرفةَ على المدينةِ من الجنوبِ، وأخذُوا بسرعةٍ ببناءِ قلعةٍ فوق الكديةِ دعَوْها «قلعةَ الإمبراطورِ»، وجهّزُوها بالمدافعِ الثقيلةِ لوضعِ الجزائرِ تحتَ تهديدِ نيرانِهم غيرَ أنَّ مهارةَ خيرِ الدينِ وتكتيكاتِهِ الحربيةِ -حسبَ المؤرخينَ- لم تُمكّنْهُم، فلم تُصِبْ مدافعُهُم إلا الأسوارَ الخلفيةَ دونما ضررٍ كبيرٍ. ومع انشغالِ الإسبانِ ببناءِ القلعةِ كانُوا يترقّبُونَ الجيشَ الزيّاني التِلِمْسانيَّ وكانَ طرفاً أساسيّاً في المعركةِ المقبلةِ، لكنَّ انتظارَهم دامَ ستةَ أيامٍ وتمَّ بناءُ القلعةِ، وأرهقتِ المناوشاتُ الجيشَ الإسبانيَّ، ولم يظهرْ أثرٌ لجيشِ بني زيّانَ فقرّرتِ القيادةُ الإسبانيةُ المبادرةَ بالهجومِ. خلالَ يومينِ بدتِ علاماتُ الإعياءِ والإنهاكِ على الإسبانِ، فبدؤوا بالانسحابِ، وفي اليومِ الثالثِ شنَّ خيرُ الدينِ بفرقةٍ من خمسمئةِ مقاتلٍ هجوماً من خلفٍ على معسكرِ الإسبانِ لتدميرِهِ وحرقِ قواربِهم، خُدعَ الإسبانُ بحركةِ الالتفافِ هذهِ فهُرعُوا نحوَها تاركينَ مواقعَهُمُ الدّفاعيةَ، فاغتنمتْ قواتُ خيرِ الدينِ الفرصةَ، وانقضّتْ بكلِّ قوتِها مُحدِثَةً خللاً وإرباكاً في صفوفِ الإسبانِ ممّا اضطرَّ بعضَهُم لتسليمِ نفسِهِ دونما قتالٍ، وغدتِ القواتَ الإسبانيةُ وسطَ ذهولٍ كبيرٍ محاصرةً من البرِّ وليس أمامها سوى البحرِ، فاندفعتْ نحوَه مخلّفةً عتادَها في ساحِ القتالِ. في هذا الوقتِ ثارَ البحرُ واشتدَّ هيجانُهُ ما جعلَ اقترابَ السفنِ الإسبانيَّةِ من الساحلِ خطِراً وغيرَ متاحٍ، فلمْ يستطعِ الوصولَ إليها من الجندِ إلا القليلُ وبقيَ معظمُ الجيشِ على الساحلِ فقتلَ من قُتِلَ، وغرقَ حوالَيْ أربعةِ آلافٍ، واستسلمَ ما يزيدُ على ثلاثةِ آلافٍ قُتِلُوا أيضاً -يذكرُ بعضُ المؤرخينَ أنَّ قتلَهُم كانَ انتقاماً لمقتلِ إسحاقَ بنِ يعقوبَ أخي خيرِ الدينِ الأكبرِ الذي قُتلَ بعدَ استسلامِه-. انتهتِ المعركةُ في 26 شعبان 925هـ الموافقِ ل24 أغسطس/آب 1519م أيْ إنّها دامتْ ثمانيةَ أيامٍ، ويُذكَرُ أيضاً أنَّ أربعةً وعشرينَ سفينةً من الأسطولِ الإسبانيِّ جرفتْها الأمواجُ إلى الساحلِ بكلِّ ما فيها.
يذكرُ «عزيزُ سامح ألتر» أن خيرَ الدينِ في ربيعِ سنةِ 927هـ/1520م أرسلَ قوةً إلى تنسَ لإعادتِها إلى نفوذِهِ، فطلبَ صاحبُها النجدةَ من الإسبانِ، فقدمتْ خمسَ عشرةَ سفينةً لمساندتِهِ، ولكنَّ خيرَ الدينِ أرسلَ ثمانيَ عشرةَ سفينةً دعماً للقوةِ التي أرسلَها وقادَ بنفسِهِ عمارةً بحريةً أخرى، وتوجّهَ مباشرةً إلى تنسَ وضمَّ قلعتَها، وغنِمَ خمسَ سفنٍ إسبانيةِ، وعادِ بعدَها إلى الجزائر.

### صراع الزيانيين على تلمسان
﴿نَصْرٌ مِنَ اللَّهِ وَفَتْحٌ قَرِيبٌ وَبَشِّرِ الْمُؤْمِنِينَ﴾
«لا إلهَ إلا اللهَ محمدٌ رسولُ اللهِ»
أوردَ خيرُ الدينِ في مذكّراتِهِ أنَّ أحدَ أمراءِ بني زيَّانَ وهو «الأميرُ مسعودٍ» قدِمَ إليهِ طالباً مساندتّهُ ضدَّ أخيهِ الأكبرِ «مولاي عبدَ اللهِ»، فقامَ بإرسالِ قوةٍ من ثلاثةِ آلافِ فارسٍ وألفِ راجلٍ معه. وكانَ السببُ حسْبَما ذكرَ علمَهُ من جواسيسِهِ أنّ صاحبَ تِلِمْسان «مولاي عبدَ اللهِ» بدأ يُثيرُ النّاسَ ضدّهُ ويتكلمُ عنه بسوء. ماإنْ علمَ مولاي عبدَ اللهِ بقواتِ خيرِ الدينِ حتى لاذَ بالفرارِ إلى وهرانَ مستغيثاً بالإسبانِ، أمّا مسعودُ فحقّقَ انتصاراً بارداً دونما قطرةِ دمٍٍ، ودخلَ تِلِمْسانَ وتربّعَ على عرشِهَا. وكافَأ جندَ خيرِ الدينِ والمتطوعينَ العربَ ممّنْ شاركَ معهُ، وبعثَ لخيرِ الدينِ خمسينَ ألفاً قيمةَ الخراجِ السنويِّ إضافةً لعددٍ كبيرٍ من الهدايا، وكتبَ خيرُ الدينِ خطاباً له جاءَ فيهِ: «الآنَ بفضلِ سلطانِنا جلستَ على عرشِ أجدادِك، فاحذرْ ممّا كانَ سبباً في حرمانِ أخيك من عرشهِ، وإيّاكَ وظلمَ المسلمينَ، ولاتخالفْ أوامري قيدَ أُنْمُلَةٍ، ولاتتأخرْ عن دفعِ الخراجِ السنويّ يوماً واحداً، ولاأسمعُ عنك أنّك أقمْتَ أيّ علاقةٍ بالإسبان، فهُمْ سوفَ يقضونَ عليكَ عندما يتمكّنُونَ منك. وتذكرْ بأنَّ أخوَيْك الكبيرينِ في وهرانَ لاجئيْنِ عندَ الإسبانِ. وإذا كنتَ لاتريدُ أنْ ترى أحداً منهُما جالساً على عرشِك فخذْ ما يلزمُ من تدابيرَ لحمايةِ نفسِكَ وعرشك».
لكنَّ مسعوداً كما يذكرُ خيرُ الدينِ ماإنْ جلسَ على العرشِ حتى شرعَ في ظلمِ الناسِ ونهْبِ أموالِهم بغيرِ حقٍّ، ومزّقَ كتابَ خيرِ الدينِ بعدَ قراءَتِه، فسمعَ أخوهُ اللاجئُ لوهرانَ بفعلِه فاتّصلَ بخيرِ الدينِ طالباً المساعدةَ واعداً بأنْ يكونَ طوعَ أمرِهِ، فانتهزَها خيرُ الدينِ فرصةً فعفا عنه فيما كانَ راسياً في مستغانمَ القريبةِ من وهرانَ والتي فتحَها بدونِ عناءٍ وكانتْ بيدِ الإسبانِ، فقدمَ إليهِ «الأميرُ عبدِ اللهِ الزيّاني»، وأرسلَ معهُ ألفاً من رجالِهِ إلى تِلِمْسانَ. في الوقتِ نفسِهِ كانَ خيرُ الدينِ منشغلاً بإسكانِ ألفيْنِ ومئتيْنِ وخمسةٍ وثمانينَ مهاجراً موريسكياً في نواحي مستغانمَ كانَ حملَهُم على سفنِهِ من الأندلسِ، فوهبَهُم أراضيَ لاستصلاحِها والعملِ بها.
وصلَ «الأميرُ عبدُ اللهِ الزيّاني» إلى تِلِمْسانَ، وتربّعَ حاكماً عليها فيما تحصّنَ أخوه «مسعودٌ» بالقلعةِ خمسةً وعشرينَ يوماً. فلجأ البحّارةُ الذين أرسلَهُم خيرُ الدينِ عوناً لعبدِ اللهِ لخدعةٍ حربيةٍ لعدمِ امتلاكِهِم المدافعَ إذْ رفعُوا الحصارَ وتظاهرُوا بالفرارِ، فلمّا شاعَ بينَ أنصارِ مسعودٍ فرارُهم دفعَهُم الاستيلاءُ على الغنائمِ لتعقّبِهِم، فارتدَّ البحّارةُ إليهِم واستوْلَوا على القلعةِ وسلّمُوها للأميرِ عبدِ الله. عقبَ سقوطِ القلعةِ فرَّ مسعودٌ مع خمسةٍ أو عشرةٍ من رجالِهِ دونَ معرفةِ مصيرِهم متخلياً عن ستةِ آلافٍ من المقاتلينَ البدوِ الذين تحصّنَ بهم في القلعةِ وهربَ منها دونَ إخبارِهِم حتى إنَّهُم استمرُّوا بقتالِ بحّارةِ خيرِ الدينِ وهم لايعلمونَ أنَّ أميرَهم هرب، حتى إذا علمُوا أعلنُوا استسلامَهُم. في معركةِ تِلِمْسانَ هذهِ قامَ بحّارةُ خيرِ الدينِ بقتلِ خمسةِ آلافِ بدويِّ وعفا عمّن ألقى سلاحَه واستسلم. وويومَ الجمعةِ قُرِئَتْ الخطبةُ باسمِ السلطانِ العثمانيِّ سليمٍ الأولِ دلالةَ التّبعيّة. وبعدَ ذلكَ غادرَ البحّارةُ وقدْ تركُوا مئةً منهم بطلبٍ من السلطان.

### أسرسلطانتونسوالعفو عنه
يذكرُ خيرُ الدينِ في مذكراتِهِ أنَّه منذُ استقرارِهِ في الجزائرِ كانَ مضْطرّاً للانشغالِ بالأمراءِ المحليِّينَ وأشباهِهِم في الجزائرِ وتونسَ والمغربِ الذين اسْتاؤوا من وجودِ الأتراكِ في الشمالِ الإفريقيِّ. فشرعَ الملوكُ والأمراءُ في تونسَ وتِلِمْسانَ بالتحالفِ معَ الإسبانِ وحبكِ المؤامراتِ ضدَّهُم سراً وعلانيةً، ويذكرُ أنَّ سببَ ذلكَ يعودُ إلى أنَّ سلطانَ تونسَ كانَ مُتَوَجِّساً منهم قبلَ الانضواءِ تحتَ رايةِ العثمانيّينَ، وكانَ يشكُّ أنَّ السلطانَ سليماً الأولَ يرغبُ بضمِّ تونسَ، وهكذا ازدادتْ الفجوةُ بينَ خيرِ الدينِ وأبي عبدِ اللهِ محمدٍ المتوكِّلِ سلطانِ تونسَ. وزادَ البوْنُ اتِّساعاً عندما وقعتْ بيدِ خيرِ الدينِ رسالةٌ أرسلَها الحفصيُّ لصاحبِ تِلِمْسانَ الزيَّانيِّ وفيها ما ملخَّصُهُ: «إنَّ هذا خيرُ الدينِ قَوِيٌّ جداً، بلْ هوَ أشدُّ بلاءً من أخيهِ عُرُوجَ. هاهوَ الآنَ قدْ استندَ إلى السلطانِ سليمٍ خانْ، ولذلكَ فلا حدَّ لغرورِهِ. لقدْ وضعَ في ذهنِهِ التطلّعَ لدولةِ عالميةِ تشملُ حتى إسبانيا. إنَّ السلطانَ سليماً يظنُّ أنَّ خيرَ الدينِ رجلُ دولةٍ حقاً، فجعلَهُ بايلربياً وباشا، وقلَّدَهُ السيفَ المُرَصَّعَ والخلْعَةَ والسنجقَ السلطانيَّ، وسمحَ لهُ أنْ يجمعَ من الأناضولِ ما يحتاجُ إليْهِ منَ الرجالِ والسلاحِ وغيره منَ التجهيزاتِ العسكريَّةِ. الأحوطُ لنَا هوَ أنْ نكونَ معاً يداً واحدةً، فلاندعْ أيَّ تركيٍّ في إفريقيا، فهمْ عشرُ سنواتٍ منْ دخولِهِم شمالَ إفريقيا صارُوا أسياداً عليْنا».
ويذكرُ خيرُ الدينِ في مذكراتِهِ أنَّ بعضَ القبائلِ استجابتْ لتحريضِ سلطانِ تونسَ، فأرسلَ إليْهَا قوةً مكوّنَةً منْ ستةِ آلافِ راجلٍ وستةِ آلافِ فارسٍ وأدّبَهَا.
بعدما فرغَ خيرُ الدينِ من أمرِ تِلِمْسان وجَهَ حهدَهُ لحلَّ مسألةِ «أحمدِ بنِ القاضي» الذي أوجزَ خيرُ الدينِ في مذكّراتِهِ الحديثَ عنهُ فذكرَ أنَّ والدَهُ أحدُ عظماءِ العربِ في الجزائرِ، وأنَّهُ كانَ يُكِنُّ لهُ قدْراً كبيراً من الصِّدْقِ والمودَّة. وقدْ حاولَ سلطانُ تونسَ الحفصيِّ تحريضَهُ على الخروجِ على خيرِ الدينِ إلا أنَّهُ لمْ يوافِقْهُ، وبعدَ وفاتِهِ حلَّ محلَّهُ ابنُهُ «أحمدُ» الذي كانَ أولُّ ما قامَ بهِ أنِ اتّفَقَ معَ سلطانِ تونسَ على إخراجِ الأتراكِ منْ بلادِ العربِ، ويذكرُ خيرُ الدينِ رسالةً بعثَهَا أحمدُ بنِ القاضي إلى سلطانِ تونسَ الحفصيِّ قبلَ وفاةِ والدهِ بشهرَيْنِ وقعتْ بيدِهِ وجاءَ فيها: «لِنَكُنْ أنا وإيَّاكَ يداً واحدةً لاستئصالِ شأفةِ الأتراكِ، ونطردَ خيرَ الدينِ منَ الجزائرِ، فأكونُ أنا سلطاناً عليها في مكانِهِ، وقتَهَا سوفَ أُغْدِقُ عليْكَ أموالاً طائلةً، لقدْ كانَ والدي يحبُّ الأتراكَ كثيراً، أمّا أنا فلايوجدُ قومٌ أبغضَ إليَّ منهُم». وعندَ وقوعِ هذهِ الرسالةِ بيدِ خيرِ الدينِ خرجَ لحربِ سلطانُ تونسَ باثْنَيْ عشرَ ألفاً من رجالِهِ، ونزلَ بأحدِ السهولِ، وعندما رآهُ سلطانُ تونسَ الحفصيِّ «أبو عبدِ اللهِ محمدٌ المتوكِّلُ» من بعيدٍ ظنَّ أنَّهُ حليفُهُ ابنُ القاضي، فباغتَهُ خيرُ الدينِ بوابلٍ من القذائفِ جعلتْ قواتِهِ تتشتّتُ، ووقعَ السلطانُ في الأسرِ، ويذكرُ خيرُ الدينِ أنَّهُ قامَ بنصْحِهِ وحذَّرَهُ منْ تكرارِ فعلتِهِ، ثمَّ أمرَ بإطلاقِ سراحِه. وفي هذهِ المعركةِ استوْلَى جيشُ خيرِ الدينِ على ثلاثمئةِ خيمةٍ أمرَ بإرسالِهَا إلى الجزائرِ بينما أقامَ في تلكَ المنطقةِ خمسةَ أيامٍ أو عشرة.

### ثورةابن القاضي
أوردَ خيرُ الدينِ في مذكِّراتِهِ أنَّه بعدَ انتهائِهِ من الحربِ معَ السلطانِ الحفصيِّ أمرَ بالعودةِ إلى الجزائرِ، وفي طريقِهِ استطاعَ «أحمدُ ابنِ القاضي» اعتراضَهُ حيثُ كَمَنَ لهُ في مكانٍ ضيِّقٍ فأدهشَ هذا خيرَ الدينِ، ووقعت بينَهُم معركةٌ دامتْ ثلاثَ ساعاتٍ ونصفَ الساعةِ تمكَّنَ فيها سبعمئةٍ وخمسونَ بحَّاراً مِن تجاوزِ الكمينِ واستطاعَ خيرُ الدينِ وجيشُهُ الوصولَ إلى الجزائر. بدأت حركاتُ العصيانِ تتوالدُ، وعمِلَ «ابنُ القاضي» على جمعِ عددٍ كبيرٍ من الأهلينَ حولَهُ، وغدا يراسلُ النواحيَ كافَّةً داعياً لتمردِ على حكمِ الأتراكِ، وكانَ ممَّنْ استجابَ لدعوتِهِ أحدُ بحَّارةِ خيرِ الدينِ ويُدْعى «قَرَه حَسَن» طمِعَ في أخذِ مكانِهِ والانقلابِ عليه فراسلَ «ابنَ القاضي»، وماإِنْ علِمَ خيرُ الدينِ بذلكَ حتى قامَ بطردِهِ. استطاعَ «ابنُ القاضي» نهايةَ الأمرِ جمعَ جيشٍ قَوَامُهُ أربعونَ ألفَ رجلٍ، وفي الوقتِ نفسِهِ كانَ خيرُ الدينِ مستعدَّاً إذْ كانتْ تبلُغُهُ أخبارُ «ابنِ القاضي» عن طريقِ جواسيسِهِ، فقامَ بإرسالِ عشرةِ آلافِ بحّارٍ للتصدِّي للثائرينَ، واشتبكُوا معهُم في معركةٍ كبيرةٍ فقدَ فيها خيرُ الدينِ ألفَيْ بحارٍ وسقطَ لهُ ألفا جريحٍ، ولكنَّ المعركةَ انتهتْ بالقضاءِ على العصاةِ عنْ بكرةِ أبيهِمْ، ولمْ ينْجُ منهُمْ سوى سبعمئةٍ، والبقيَّةُ بينَ قتيلٍ أو أسيرٍ، وجمعَ مئةً وخمسةً وثمانين من قادةِ التمردِ مقيَّدِي الأيْدِي، وجمعَ علماءِ الجزائرِ طالباً منهُمُ الحكمَ الشرعِيَّ فيهِم، فأخبرُوه بأنَّ حكمَهُمُ الموتُ لخروجِهِمْ عليهِ، غير أنَّ بينَهُم كثيراً مِمَّنْ تصَدَّوا للإسبانِ فإنْ كانَ ثمَّةَ مجالٌ للعفوِ فلْيَعْفُ عنهُم. ثمَّ سألَ رؤساءَ البحَّارةِ فأجابَهُ أحدُهم بأنَّ الوقتَ ليسَ وقتُ العفوِ والتّلَطُّفِ وأنَّه يجبُ قتلُهُم ليكُونُوا عبرةً لغيْرِهِم. فتَرَجَّحَ لخيرِ الدينِ قولُ البحّارِ وأمرَ بضربِ أعناقِهِم.

### تبعاتالثورةوانتقاله إلىجيجل

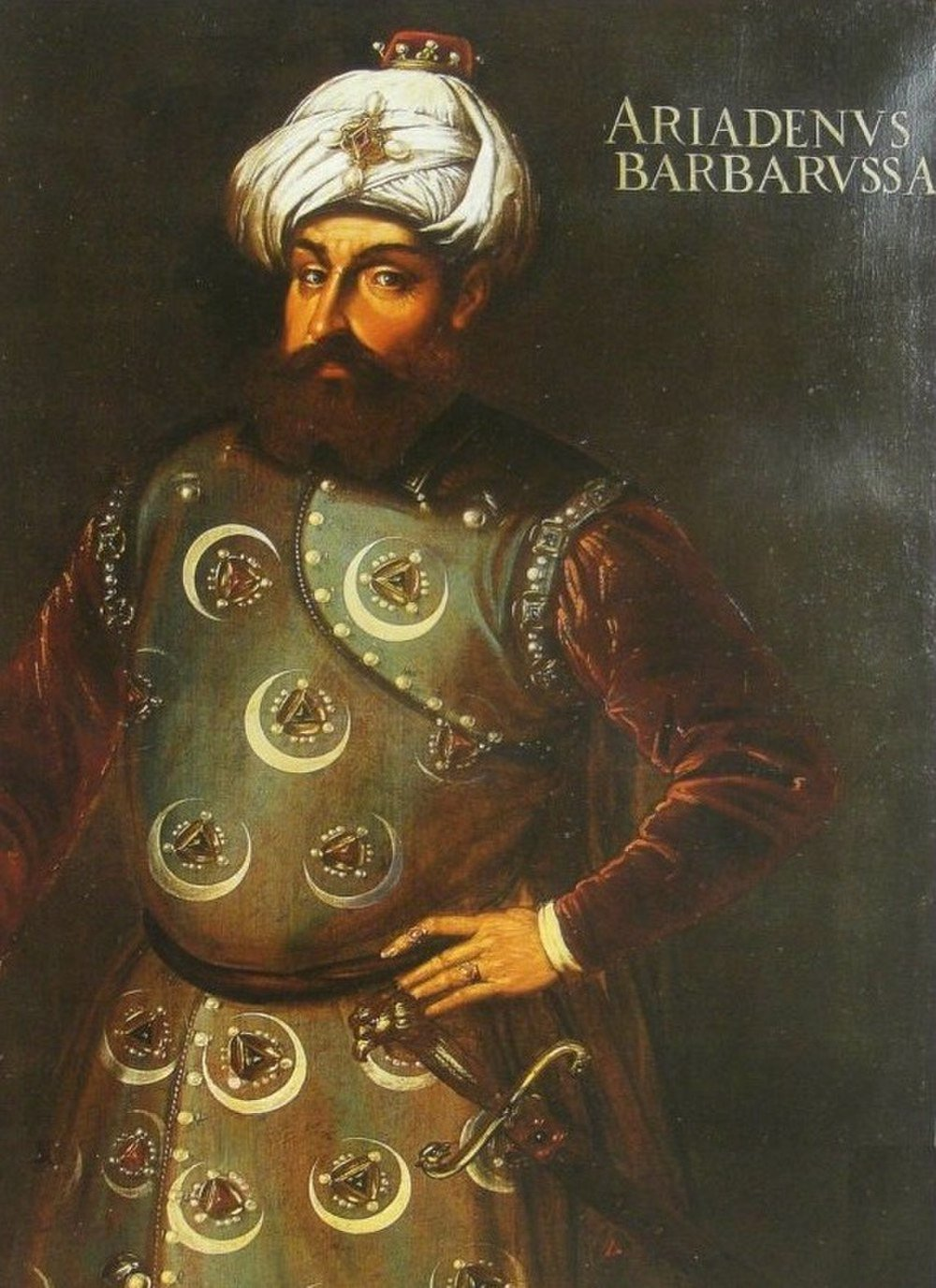
خيرُ الدينِ بربروسَ، لوحةٌ معاصرَةٌ من القرنِ السادسَ عشرَ، متحفُ اللوفرِ، باريس.

أشارَ خيرُ الدينِ في مذكراتِهِ أنَّ أهالي مدينةِ الجزائرِ لم يكونُوا راغبينَ بحكمِ الأتراكِ، بلْ كانُوا غيرَ سُعَداءٍ بوجودِهِم، ولِذا فَكَّرَ في الانسحابِ منها ليعرفَ أهلُها قيمتَهُ على حدِّ تعبيرِهِ، وذكرَ أيضاً أنَّ انسحابَهُ سيلْحِقُ أضراراً بالغةً بالحركةِ التجاريَّةِ في البلادِ، وأنَّ السّكانَ لنْ يستطيعُوا إدارةَ الجزائرِ فضلاً عنِ التصدّي للإسبان، ثمَّ سيرجعُون إليهِ كرَّةً أخرى طالبينَ منهُ العودةَ للمدينةِ، ومَكَثَ فترةً يُقلِّبُ الأمرَ من جميعِ أوجُهِهِ حتى قرَّرَ يوماً أنْ يحملَ بحّارتَهُ وعائلاتِهِم وأموالَهُم في السفنِ الخمسةِ والعشرينَ الراسيةِ في الميناءِ، وأرسلَ إلى بقيَّةِ السفنِ التي خرجتْ للغزوِ أو كانتْ في عَرْضِ البحرِ أنْ تتَّجِهَ إلى جيجلَ بدلاً منَ الجزائرِ، ويذكرُ أنَّ أهالي المدينةِ تدفَّقُوا إلى المَرْسَى بعدما علِمُوا برحيلِهِم عن الجزائرِ، وأرسلُوا وفداً كبيراً من العلماءِ إلى سفينتِهِ طالبينَ صرفَ النظرِ عنِ الارتحالِ لكنَّهُ صمَّمَ على رَأيِهِ، وذكرَ أيضاً أنَّ أحمدَ بنَ القاضي أصيبَ بالذُّعْرِ فكتبَ إليهِ يعتذرُ عنْ عصيانِهِ غيرَ أنَّ خيرَ الدينِ لمْ يقبلِ اعتذارَهُ ومَضى في طريقِه. وصلَ جيجلَ -أولُ مدينةٍ يفتحُهَا هوَ وأخوه عُرُوجُ- بعدَ رحلةِ يومٍ كاملٍ، ويذكرُ أنَّ الأهالي أقامُوا احتفالاً كبيراً لمَّا علِمُوا بمَقْدَمِهِم، لأنَّ الغنائِمَ التي كانتْ تتدفَّقُ على مدينةِ الجزائرِ ستتدفَّقُ الآنَ على جيجلَ، وفي اليومِ التالي وصلَ جيجلَ شيوخُ القبائلِ وأعيانُهَا من الجزائرِ وحتى منْ تونسَ وأعلنُوا خضوعَهُم للعثمانيّينَ. ودفعُوا الخَراجَ السنويَّ وأعْلَمُوا خيرَ الدينِ بأنَّهُم حاضرُونَ لإمدادِهِ بما يحتاجُ منْ رجال.
على عادتِهِ لمْ يُطِلْ خيرُ الدينِ المكوثَ في جيجلَ بلْ عجَّّلَ وبحّارَتََهُ بالإبحارِ، فأغارُوا على بلرمَ عاصمةِ صِقِلِّيَةَ وقصفوُها، واستَوْلَوا على تسعِ قطعٍ بحريَّةٍ كانتْ تحوي أربعينَ مخزناً مشحوناً بالقمحِ وزيتِ الزيتونِ والخبزِ الجافِّ والألواحِ والفولِ والأرُّزِّ والقهوةِ والقماشِ والرصاصِ. ثمَّ إنَّ خيرَ الدينِ أقامَ في جيجلَ عدداً من الثكناتِ والمنازلَ، وقامَ ببيعِ ستَّةٍ وثلاثينَ ألفَ كَيْلِ قمحٍ بأسعارٍ رخيصةٍ للخبَّازِينَ. كما أقامَ حوضَ بناءِ سفنٍ صغيراً. وفي الصيفِ نفسِهِ أرسلَ سفنَهُ للغزوِ ثانيةً، فاتَّجَهَتْ إلى خليجِ البندقيَّةِ واستولتْ على ثلاثِ سُفُنٍ تحملُ كلٌّ منها عشرةَ آلافِ دوقةٍ ذهبيَّةٍ فضلاً عنِ المئاتِ منَ الأسرى منْ بينهِم ستونَ أسيراً مسلماً أطلقَ سراحَهُم فوراً، وفي اليومِ الرابعِ والعشرينَ منَ الإبحارِ رستِ السفنُ في جيجلَ، فأمرَ بتوزيعِ حمولةِ إحدى السفنِ على الفقراءِ وبيعتْ حمولةُ البقيَّةِ، وقامَ بتوزيعِ حصصِ البحّارةِ عليهم. في الربيعِ التالي خرجَ في خمسَ عشرةَ سفينةً فدخلَ أولاً خليجَ جنوا ومكث أربعةَ عشرَ يوماً يُغيرُ على سواحِلِها مستولياً على إحدى وعشرينَ سفينةً بعثَ بهَا إلى جيجلَ. اجتازَ بعدَ ذلكَ «مضيقَ مسينا» ودخلَ خليجَ البندقيةِ (الأرجحُ خليجُ أوترانتَ) وثمَّةَ الْتقى بصديقِهِ «سنانِ ريِّس» وسفنِهِ فرجعَ معَهُ إلى جيجلَ وفي طريقِهِم استوْلَوا على تسعِ قطعٍ بحريَّةٍ أخرى.
تذكرُ بعضُ المراجعِ سببَ انتقالِ خيرِ الدينِ منَ الجزائرِ إلى جيجلَ برواياتٍ مختلفةٍ قليلاً، فيذكرُ المؤرخُ «أحمدُ بنُ أبي الضيَّافِ» في كتابِهِ «إتحافُ أهلِ الزمانِ بأخبارِ ملوكِ تونسَ وعهدِ الأمانِ» أنَّ السلطانَ الحفصيَّ أبا عبدِ اللهِ محمداً المتوكِّلَ داخلَتْهُ الغيرةُ منْ خيرِ الدينِ بعدَ انتصارِهِ في معركتِهِ الأخيرةِ على الإسبانِ، واشتدَّ حذرُهُ منهُ وتحقَّقَ أنَّهُ إذا ماوصلَ يدَهُ بالدولةِ العثمانيةِ سَهُلَ عليهِ الاستيلاءُ على الدولةِ الحفصيَّةِ، وندِمَ على إضاعةِ الحزمِ، فركبَ متنَ الفسادِ والفتنةِ بينَ نوَّابِ خيرِ الدينِ، وكاتبَ صاحبَ تِلِمْسان يحذِّرُهُ منْ غائلةِ خيرِ الدين. ويذكرُ المؤرِّخُ «أحمدُ توفيقِ المدنيِّ» بعدَما اقتبسَ قولَ ابنِ أبي الضيَّافِ السابقِ أنَّ خيرَ الدينِ قسَمَ مملكتَهُ في الجزائرِ إلى قسمَيْنِ، شرقيٍّ يشمَلُ البلادَ القبائليَّةَ الجبليَّةَ منْ شرقيِّ العاصمةِ الجزائريَّةِ إلى حدودِ المملكةِ الحفصيَّةِ وعاصمتُهَا تونسَ ووضعَ على رأسِهِ أحمدَ ابنَ القاضي سلطانَ كوكو وقدْ وصفَهُ بأنَّهُ صديقَهُ ورفيقَهُ في الجهادِ على عكسِ ما يذكرُ خيرُ الدينِ منْ العداوةِ التي بينَهُمَا. أمَّا القسمُ الغربيُّ الممتَدُّ منْ مدينةِ الجزائرِ إلى حدودِ الدولةِ الزيَّانيَّةِ فوضعَ عليْهَا «السيِّدَ محمداً بنَ عليٍّ»، وظنَّ خيرُ الدينِ أنَّهُ يستطيعُ أنْ يعتمدَ على الزعيمَيْنِ المحليَّيْنِ في حكمِ البلادِ مباشرةً بيدِ أبنائِهَا، تاركاً لمدينةِ الجزائرِ السلطةَ العُلْيا ومباشرَةِ أمورِ الحربِ والسياسةِ، غيرَ أنَّ الأمراءَ المحليِّينَ والإسبانَ كانُوا لهُ بالمرصادِ، فمثلاً كانَ صاحبُ قلعةِ بني عبَّاسٍ «عبدُ العزيزِ» مُعادِياً لأحمدَ بنِ القاضي، وقدْ جعلَهُ النِّظامُ الإداريُُ الجديدُ تحتَ إمرةِ هذا الأخيرِ، وهوَ بعْدَمَا كانَ يحملُ لواءَ العصيانِ ويعلنُ الطاعةَ والولاءَ للحفصيِّينَ بتونسَ تغيَّرَ فجْأةً عندَما أعلنَ أحمدُ بنُ القاضي الثورةَ. وابنُ القاضي انفصلَ عنْ خيرِ الدينِ بعدَمَا أساءَتْ الدسائسُ للعلاقاتِ بينَهِمَا، وانصاعَ لوساوسَ محمدِ بنِ الحسنِ الملكِ الحفصيِّ معتمداً على مددِهِ ورجالِهِ، فماوَسِعَ خيرُ الدينِ إلاَّ الخروجَ لهُ ومقاتَلَتَهُ بضراوةٍ في جبالِ زواوةَ، حتى اضطَّرَهُ للالتجاءِ إلى عُنّابَةَ، ثمَّ تلقَّى ابنُ القاضي مَدَدَاً منَ السلطانِ الحفصيِّ، فعادَ للحربِ واستفزازِ سكَّانِ الجبالِ ضدَّ خيرِ الدينِ، فلمَّا ساءتْ الحالةُ قرَّرَ خيرُ الدينِ الخروجَ بنفسِهِ ثانيةً لقتالِ صديقِهِ القديمِ المُنْشَقِّ. ذكرَ المؤرِّخُ الفرنسيُّ «دي قرامون» أنَّ سلطانَ تونسَ عزمَ على إخضاعِ الجزائرِ لسلطتِهِ لأنَّ شرقيَّ الجزائرِ كانَ نظريَّاً تابعاً لدولةِ بني حفصٍ، وتآمرَ معَ ابنِ القاضي على أنْ يلتحِقَ بهِ أثناءَ اختراقِهِ بلادَ القبائِلِ، وأنْ يجتمِعَا على مقاتلَةِ خيرِ الدينِ. خرجَ خيرُ الدينِ معتَقِداً أنَّه سيردُّ غارةَ الحفصيِّينَ معتمداً على جيشِ الأتراكِ ومساندةِ جيشِ ابنِ القاضي، وماكادتِ المعركةُ تلتحِمُ في «فليسة أم الليل» حتى أدارَ جنودُ ابنِ القاضي سلاحَهُمُ ضدَّ خيرِ الدينِ والأتراكِ فوقعُوا بينَ نارَيْنِ، وقُتِلُوا عن آخِرِهِمْ تقريباً، ونجا خيرُ الدينِ بنفسِهِ وبعضِ رجالِهِ إلى جيجلَ وأرسلَ يطلبُ منَ الجزائرِ سلاحَهُ وأسطولَهُ وكنوزَهُ، ويُكْمِلُ المؤرخُ الفرنسيُّ فيقولُ إنَّ أحمدَ بنَ القاضي استمرَّ يتقدمُ في سهلِ متيجةَ شرقيَّ مدينةِ الجزائرِ حتى دخلَ الجزائرَ فسلَكَ فيها سيرةً أدْهَى وأمَرَّ منْ سيرةِ الأتراكِ.
ويذكرُ المؤرخُ «عزيزُ سامحِ التر» أنَّ الأتراكَ بعدَ تمركُزِهِمُ في الجزائرِ أحسُّوا أنَّ الخطرَ سيأتيهِم منْ قِبَلِ تونسَ وتِلِمْسان لذلكَ بدأَ خيرُ الدينِ يخطِّطُ لإخضاعِهِما لسيطرتِهِ، وبما أنَّ شرقَ الجزائرِ كانَ حينها مرْتبِطَاً بتونسِ فقدِ اعْتَبَرَ سلطانُ تونُسَ خيرَ الدينِ عاصِيَاً ومغْتَصِبَاً فبدأ هوَ الآخرُ يحاولُ إعادةَ الجزائرِ إلى دائرةِ نفوذِهِ وطردِ خيرِ الدينِ منها. ويعَقِّبُ الترُ أنَّ صفاءَ قلبِ خيرِ الدينِ دفعَهُ إلى تسليمِ نصفِ البلادِ إلى أحمدَ بنِ القاضي معتقداً أنَّ ذاكَ سيساعدُ على استقرارِ الأمورِ واستتابِ الأمْنِ، لكنَّ ابنَ القاضي كانَ يُكِنُّ الحقدَ والبغضاءَ لخيرِ الدينِ فاتَّفَقَ معَ حاكمِ تونسَ وجمعَ القبائِلَ حولَهُ وحرَّضَهُم ضدَّهُ، وحينما اطْمَأنَّ إلى تأييدِهَمْ جَهّزَهُمْ بالسلاحِ، وتحرَّكَ حسْبَ الاتّفاقِ معَ الجيشِ التونسيِّ باتِّجَاهِ الجزائرِ، وأعلنتِ القبائلُ المجاورةُ لمدينةِ الجزائرِ تمرُّدَهَا، فاضْطُرَّ خيرُ الدينِ إلى تأديبِهَا، واستمرَّتْ عمليةُ التأديبِ قُرابَةَ ستَّةِ أشهرٍ، فقامَ أحمدُ بنُ القاضي بتأجيلِ الهجومِ بسببِ حلولِ الشتاءِ، وعَقَدَ صُلحاً معَ خيرِ الدينِ ثمَّ توجَّهَ إلى تونسَ، فاسْتَغَلَّ أخوه فرصةَ غيابِهِ وعقدَ تحالفاً معَ الجزائرِ بعدما أفْشَى لخيرِ الدينِ عنِ الاتفاقِ الذي عقدَهُ أخوه معَ أبي عبدِ اللهِ محمدٍ المتوكلِ حاكمِ تونسَ. ثمَّ إنَّ أحمدَ بنَ القاضي عادّ إلى تحالفِهِ معَ خيرِ الدينِ، وجهَّزَ قوّاتِهِ وانضمَّ لهُ خديعةً منهُ، وحينما كانَ خيرُ الدينِ يحاربُ القوّاتِ الحفصيَّةَ، انقلبَ ابنُ القاضي وجنودُهُ على خيرِ الدينِ وجنودِهِ، فوجدَ خيرُ الدينِ نفسَهُ بينَ نارَيْنِ، ولحِقَتْ بِهِ جرَّاءَ هذا التآمرِ خسائرُ فادحةٌ، فلمْ يَنْجُ إلاَّ هوَ وقلَّةٌ منْ رجالِه. وإثْرَ هذهِ الهزيمةِ فَقَدَ نفوذَهُ خارجَ مدينةِ الجزائرِ، وأعلنَ الجزائرِيُّونَ التمرُّدَ على الأتراكِ غير أنَّهُم لمْ يُهاجِمُوا القلعةَ التي يوجَدُون فيها، وبما أنَّ علاقةَ الأتراكِ لمْ تكُ حسنةً معَ المناطِقِ المجاورَةِ فقدْ بقَوْا بدونِ تموينِِ ومستلزماتٍ مهمَّةٍ، وغدا خيرُ الدينِ شِبْهَ مُحاصَرٍ، وبعدَ تفكيرٍ طويلٍ قرَّرَ تركَ المدينةِ والرحيلِ عنها، ولكنَّهُ تخوَّفَ منْ مهاجمَةِ أعدائِهِ لهُ عندَ تنفيذِ قرارِهِ وقيامِهِم بمنعِهِ منْ أخذِ أموالِهِ وعائلتِهِ، فتظاهرَ بتسليمِ البلادِ لقَرَه حسنٍ وكلَّفَهُ بإدارتِهَا، وبحركةٍ جماعيَّةٍ أَخْلى القصرَ، وحملَ أموالَهُ وَمَتَاعَهُ على متنِ تسعِ سفنٍ، ثمَّ نادى الأشرافَ والأعيانَ وألقى بمفاتيحِ القلعةِ لهُم وقالَ: «ليكُنْ أهالي الإسلامِ وديارُهُم أمانةً في أعناقِكُم»، ثمَّ ركِبَ سفينَتَهُ وتوجَّهَ إلى جيجلَ. وقدْ أورَدَ المؤرخُ الجزائريُّ «مباركٌ الميلي» روايةَ «الترِ» نفسِهَا.

### عودته إلىالجزائر
كانَ انسحابُ خيرٍ الدينٍ منَ الجزائر إلى جيجلَ سنةَ 927هـ/1520م، وبعدها دخلَ أحمدُ بنُ القاضي الجزائرِ معَ جنودِهِ، ويذكرُ المؤرِّخُونَ أنَّه ارتكبَ مظالمَ كبيرةً بحقِّ الأهالي، فغدا سكَّانُ الجزائرِ أكثرَ حُبَّاً وتقرُّبَاً منَ للأتراكِ، بالإضافةِ إلى اختلالِ النِّظامِ الأمنيِّ الذي كانَ قائماً بوجودِ الأتراكِ وتدهورِ الأوضاعِ في المدينةِ فزادَ التذمُّرُ من ابنِ القاضي. أثناءَ فترةِ انسحابِهِ عمِلَ خيرُ الدينِ على استعادةِ قوَّتِهِ القديمةِ على الرَّغمِ منْ أنَّ الدولةَ العثمانيَّةَ لمْ تقدِّمْ لهُ خلالَ هذهِ الفترةِ الحرجةِ أيَّ مساعداتٍ، وكلُّ ما أنجَزَهُ كانَ بفضلِ جهودِهِ وحسنِ إدارتِهِ وسياستِهِ للأمورِ حسبَما يذكرُ المؤرخونَ، فأسَّسَ قوةً عسكريةً جيِّدَةً منَ المتطوعينَ الذينَ انضمُّوا إليهِ منْ أهلِ البلادِ، واتَّفَقَ معَ صاحبِ قلعةِ بني عبَّاسٍ وكانَ مُعادِيَاً لابنِ القاضي، وكانتِ الوفودُ منَ الجزائرِ ما فتِئَتْ تَتْرَى عليهِ تطلبُ منهُ العودة. وفي النهايةِ وبعدَ سنواتٍ خمسِ على خروجِهِ تحرَّكَ بجيشٍ عُدَّتُهُ اثنا عشرَ ألفَاً منَ المتطوِّعةِ والبحَّارَةِ منهُم أربعةُ آلافِ فارسٍ وثمانيةِ آلافِ راجلٍ وفي طريقِهِ انضمَّ لهُ آلافُ الفرسانِ منَ الأريافِ المجاورة. عندَ اقترابِ خيرِ الدينِ منَ المدينةِ تعرَّضَ لهُ بعضُ رجالِ ابنِ القاضي في معركةٍ أسفرَتْ عنْ مقتلِ ثمانمئةٍ منهم. كانَ لدى ابنِ القاضي اثنَا عشرَ ألفَ فارسٍ وثمانيةُ آلافِ راجلٍ إلاَّ أنَّهُ كانَ مشْكوكُاً بإخلاصِهِم في التّصدّي لجيشِ خيرِ الدينِ، ويالرَّغْمِ منْ ذلكَ فقدْ حاولَ المقاومةَ ما وَسِعَهُ الجهدُ، فقامَ في إحدى اللّيالي بالإغارةِ على ثلاثِ معسكراتٍ لجيشِ خيرِ الدينِ، فكانَ أنْ فقَدَ مئةً وخمسةً وثمانينَ منْ رجالِهِ وسبعةً وتسعينَ منْ خيولِهِ بينما لم يخسرْ خيرُ الدينِ أحداً منْ رجالِه، وفي الصَّبَاحِ أعادَ الهجومَ كرةً أخرى إلاَّ أنَّ رجالَهُ كانُوا يفِرُّون إلى أعالي الجبالِ كما يذكرُ خيرُ الدينِ في مذكّراتِهِ. ودامَ القتالُ على هذهِ الحالِ إلى أنْ قُتِلَ «قره حسن» -وكانَ أحدَ بحّارةِ خيرِ الدينِ انضمَّ لابنِ القاضي- فلمْ يَبْقَ لابنِ القاضي مجالٌ للنجاة. إثْرَ ذلكَ قامَ أحدُ شيوخِ العربِ بقطعِ رأسِ ابنِ القاضي وأرسلَهُ لخيرِ الدين. وبمقتلِ «قَرَه حسن» وأحمدِ بنِ القاضي لمْ تبْقَ حاجةٌ للحربِ فقدْ شُرِعَتْ أبوابُ الجزائرِ ودروبُهَا أمامَ خيرِ الدينِ، فدخلَهَا بغيرِ مقاومة.

### استمرارالصراعالزيانيعلىتلمسان
بعدما قرَّ تِ الأوضاعُ لخيرِ الدينِ في الجزائرِ تفرَّغَ للشؤونِ الداخليةِ عامِلاً بدأبٍ على استعادةِ نفوذِهِ السابق. كان صاحبُ تِلِمْسانَ «الأميرُ عبدُ اللهِ الزيَّانيِّ» -الذي أجْلَسَهُ خيرُ الدينِ على عرشِهَا- قدِ انْتهزَ خروجَ خيرِ الدين من الجزائرِ إلى جيجلَ ليُلْغِيَ العملةَ التي كان يسُكُّهَا باسمِ السلطانِ العثمانيِّ ويقومَ بضربِ عملةٍ باسمِهِ ما دَعَا خيرَ الدينِ بعدَ إيَّابِهِ ليكتبَ لهُ بوجوبِ إعادةِ السِّكَّةِ القديمةِ، وإرسالِ الضرائبِ المتأخِّرَةِ، وهدَّدَهُ بالقتلِ إنْ لمْ يفعلْ. لكنَّ «الزيَّانيَّ» قامَ بتمزيقِ رسالةِ خيرِ الدينِ حينَمَا استلمَهَا ورمْيَهَا، فقرَّرَ خيرُ الدينِ أنْ يساندَ ابنَهُ الأميرَ «محمداً الزيَّانيَّ» -وكانَ خرجَ على أبيهِ ليخلَعَهُ ولجَأ إلى الجبالِ في ألفَيْ فارسٍ-، ولمّا سارَ خيرُ الدينِ بجيشِهِ إلى تِلِمْسانَ انضمَّ لهُ في الطريقِ الأميرُ محمدٌ معَ أتباعِه. سارَ «عبدُ اللهِ الزيَّانيُّ» من تِلِمْسانَ إليهِمُ، فالتَقُوا في مازونةَ وتمكَّنَ جيشُ خيرُ الدينِ منْ تشتيتِ قوَّاتِ عبدِ اللهِ وأسرِهِ، فأمرَ بضربِ عنقِهِ على الفورِ وألبَسَ ابنَهُ الخلعةَ السلطانيَّةَ وأمرَ أربعمئةِ بحَّارٍ بمرافقتِهِ إلى تِلِمْسانَ، وقامَ الأخيرُ فورَ وصولِهِ بتسليمِ البحَّارةِ الضرائبَ المتأخِّرَةَ والذينَ قامُوا بدورِهِمْ بإرسالِهَا إلى الجزائرِ.
إثْرَ عودتِهِ قامَ خيرُ الدينِ بتقسيمِ أسطولِهِ إلى وِحْداتٍ صغيرةٍ أرسلَهَا للغزوِ تحتَ إمرةِ «سنانِ ريِِّس»، وقدْ عادَ الأخيرُ بستِّ سُفُنٍ تجرُّ ستَّ سفنٍ أُخَرَ غنِمَهَا في البحرِ كانتْ إِحداها مشحونةً بالبارودِ والرَصاصِ وقذائفِ المدفعيةِ إضافةً لستينَ قذيفةٍ منَ البرونزِ، وكانتْ أخرى مشحونةً بالنفطِ والقَطِرَانِ والأعمدةِ والألواحِ، وثالثةً كانتْ تشْحنُ زيتوناً وزيتَ زيتونٍ وجبناً وعسلاً، ورابعةً مشحونةً بالسُّكَرِ، فيما كانتْ ثنتانِ أخرَيَتانِ تحملانِ الأموالَ. عادتِ العمارةُ الأولى مشحونةً بالغنائمِ أكثرَ منْ غيرِها، لكنْ لمْ تُصَبْ أيُّ سفينةٍ من السُّفُنِ الخمسِ والثلاثينَ بأيِّ أذىً.

### تحريرحصنالصخرة

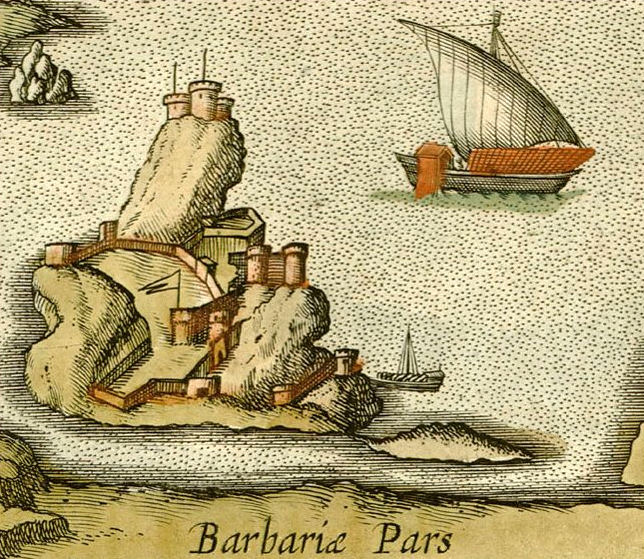
لوحةٌ لحصنِ الصخرةِ (البنيون) وهي قلعةٌ على جزيرةٍ صخريةٍ تبعدُ ثلاثمئةِ مترٍ عن مَرْسى الجزائرِ.

بعدَ عودتِهِ من جيجلَ إلى الجزائرِ عمِلَ خيرُ الدينِ فوراً على إعادَتِهَا إلى وضعِها السابقِ حينما كانت تحتَ حكمِهِ، فبدأَ أولاً بالضربِ على أيدي المتمردينَ بشدَّةٍ، ودأبَ خلالَ سنَتَيْ 932هـ-933هـ /(26-1527)م على ملاحقةِ العصاةِ، فألْقَى القبضَ على حاكِمَِيْ تنسَ وشرشالَ وقتلَهُما، وفرضَ سيطرتَهُ مجدَّدَاً على الساحلِ من جيجلَ حتى وهرانَ. وفي سنةِ 1528م (934هـ-935هـ) تمرَّدَتْ قُسَنْطينَةَ وقُتِلَ عاملَ خيرِ الدينِ عليها حتى كادتْ تسقطُ بيدِ المتمردينِ، فاضْطُرَّ خيرُ الدينِ ذلكَ العامِ لتوجيهِ ضربةٍ قاسيةٍ للمدينةِ والقبائلِ المجاورةِ لها، وغدتِ المنطقةُ وما جاوَرَها خاليةً من السُّكَّانِ لشهورٍ وأضحتْ مأوىً للوحوشِ والأشقياءِ. وبعدَ مقتلِ أحمدَ ابنِ القاضي سلطانِ إمارةِ كوكو لمْ يعُدْ يواجِهُ أيَّ خطرٍ أو اعتراضٍ منْ أيِّ جهَةٍ، ولمْ يعدْ يخشى منْ جيرانِهِ أحداً إلاَّ أنَّ وجودَ الإسبانِ في حصن الصخرة (بنيون) بقيَ يُشَكِّلُ تهديداً ماثِلاً. شَيَّدَ الإسبانُ سنةَ 916هـ (1510)م قلعةً حصينةً على أرضٍ صخريَّةٍ تُدْعَى «البنيون» (بالإسبانية: Peñón) أي «حصنَ الصخرةِ» في عَرْضِ البحرِ على بعدِ ثلاثمئةِ مترٍ من مرسى الجزائرِ، وشَكَّلَ تمركُزُهُم فيها خطراً كبيراً ومباشراً على مدينةِ الجزائر، كما كانَ وجودُهُم -عدا عمَّا كانتِ السفنُ تواجِهُهُ من صِعَابٍ في غُدُوِّها ورَواحِها- يُعتَبَرُ بحقِّ الأهلينَ إهانةً كبيرةً، فضلاً عنْ أنَّهُم قبلَ قدوم الأخويْنِ بربروسَ كانُوا يُمْطِرُونَ مرسى الجزائرِ بقذائِفِهِمْ، فيُضطرُّ الأهلونَ للخضوع لهُمُ وقبولِ إملاءاتِهِمْ. ومعَ استقرارِ خيرِ الدينِ في الجزائرِ نهائيَّاً غدا طردُ الإسبانِ من القلعةِ ضرورةً محتَّمَةً لتعزيزِ سلطانِهِ من جهةٍ وضماناً للأمنِ لسفنِهِ وللميناءِ من جهةٍ أخرى، [وجاءتْ اللحظةُ المناسبةُ بإعلانِ السلطانِ سليمانَ القانونيِّ الحربَ على الإمبراطوريةِ الرومانيةِ المقدَّسَةِ مُبْتَغِياً غزوَ ڤيينّا، وأرادَ إشْغَالَ الإسبانِ وشارلكانَ عن إمدادِ النِّمْساٍٍ وصرفِ أنظارهِمْ عنها]. أرسلَ خيرُ الدينِ في مايو/أيار 1529 (935هـ) خطاباً لقائدِ القلعةِ «دون مارتن دي فرڠاس» (بالإسبانية: Don Martín de Vargas) يعلمُهُ بضرورةِ تسليمِهَا ومغادرتِهَا معَ جندِهِ دونَمَا أذىً يُصيبُهُمْ، لكنَّ القائدَ ردَّ بالرفض. شرعَ خيرُ الدينِ بقصفِ القلعةِ لعشرينَ يوماً وتمكَّنَ منْ اقتحامِهَا في 17 رمضان 935هـ/26 مايو /أيَّارَ 1529م، وبعد معركةٍ كبيرةٍ أعلنَ القائدُ استسلامَهُ معَ سبعمئةٍ منْ رجالِه. يذكرُ خيرُ الدينِ في مذكِّراتِهِ أنَّ الإسبانَ كانُوا يقومُون بقصفِ المَآذِنَ عندما يسمعُونَ الأذانَ من بابِ التسليةِ لكنَّهُمْ أقلعُوا عنْ فعلتِهِمْ الشنيعةِ تلكَ بعدَ استقرارِ الأخوَيْنِ بربروسَ في الجزائرِ. عَقِبَ استيلاءِ خيرِ الدينِ على القلعةِ جِيءَ إليه بقائدِ المدفعيةِ الذي كانَ دمَّرَ العديدَ منَ المَآذِنَ وقتلَ كثيراً من المؤذِّنينَ، فأمرَ بوضعِهِ في فُوَّهَةِ مدفعٍ وقَذَفَهُ إلى البحرِ، وضربَ عُنُقَ مساعدِهِ معَ عشرةٍ منْ جنودِ المدفعيةِ، أمَّا الباقُونَ فأُلْقُوا في الزنازين. أمرَ خيرُ الدينِ بتلغيمِ الصخرةِ وتفجيرِها، وحشدَ ثلاثينَ ألفَ أسيرٍٍ كانُوا يقْبَعُونَ في السجونِ فاستخدمُهُمْ لجمعِ صخورِ القلعةِ وبناءِ كاسرِ أمواجٍ يربُطُ الجزيرةَ بالميناءِ. بعدَ عشرةِ أيامٍ منْ سُقوطِها قدِمَتْ -بناءً لطلبِ قائدِ القلعةِ- تعزيزاتٌ منْ تسعِ سفنٍ إسبانيةٍ محمَّلَةٍ بالمؤنِ والأسلحةِ والمعدّاتِ فلمْ تجدْ لهَا أثَرَاً، ولمَّا اقتربتْ أكثرَ ولمْ ترَها ظنَّت أنَّها ضَلَّتِ الطريقَ، وفيما هيَ تُحاوِلُ تلمُّسَ طريقِها إذْ بخمسَ عشرةَ سفينةً منْ سفنِ خيرِ الدينِ تحاصِرُهَا منْ كلِّ جهة. تمَّ القضاءُ على معظمِ جندِ السفنِ فيما استسلمَ ثلاثمئةٍ وخمسة وثلاثون. تركتِ الحادثةُ انطباعاً عميقاً لدى الإسبانِ بأنَّه لمْ يعُدْ في مُكْنَتِهِمُ الاقترابُ من سواحلِ الجزائرِ.

### حملة خير الدين على السواحل الإسبانية وإنقاذ الأندلسيين
بعدَ فتحِ حصنِ الصخرةِ اتَّجَهَتْ أنظارُ خيرِ الدينِ قٍبَلَ السواحلِ الإسبانيَّةِ، فقامَ سنةَ 936هـ/1529م أو 937هـ/1530م بإرسالِ كبيرِ قباطنَتِهِ «آيدينَ ريّس» إلى غربِ المتوسطِ، وأمرَهُ بالتّوَغُلِ حتى مضيقِ جبلِ طارقٍ، وتمشيطِ السواحلِ الإسبانية والإغارةِ عليها دونَ أنْ يَدَعَ فرصةً للنّيْلِ منهُ بغيةَ تخليصِ أكبر عددٍ منَ المسلمينَ اللاجئينَ إلى جبالِ غرناطةَ والسواحلِ وحملِ كلِّ منْ يقدرُ عليه. غادرَ آيدينُ ريّس الجزائرَ في عشرِ سفنٍ، فصادَفَ في طريقِهِ خمسَ قوادسَ (قادرغة) عملاقةٍ اشتبكَ معَهَا في معركةٍ ضاريةٍ انتهتْ باستيلائِهِ عليها جميعاً فشحَنَهَا بطواقِمَ أتراكاً وأرسلَهَا للجزائر، ثمَّ تابعَ غاراتِهِ على المدنِ والبلداتِ المطلّةِ على الساحلِ وقصْفَهَا بالمدافعِ، وحمْلِ منْ يعثرُ عليهِ منَ المسلمينَ حتى لم يبْقَ في سفنِهِ موطئٌ لقدمٍ.
حالما علِمَ شارلكانُ بالعمارةِ الجزائريَّةِ أرسلَ أكبرَ أميرالاتِهِ «رودريغو دو بورتوندو» (بالإسبانية: Rodrigo de Portuondo) ليقطعَ عليها طريقَ العودةِ ووعدَهُ بمكافأةٍ عشرةَ آلافٍ دوقةٍ إذا نجح. اعترضَ بورتوندو بأسطولٍ منْ ثمانيةِ قوادسَ آيدينَ ريّس الذي تشاورَ معَ صالح ريس -أحدُ رياسِ البحرِ من مرافقيهِ- في كيفيَّةِ التصدّي للإسبانِ، فتوصَّلا إلى وجوبِ إنزالِ الأندلسيّينَ إلى البرِّ ليتمكّنَا منْ إدارةِ المعركةِ بفعّالِيَةٍ (كانَ للحمولةِ الزائدةِ أثرَهَا في بطْءِ حركةِ السفنِ وتقييدِ إمكانيّةِ المناورةِ)، وعندما يفرَغُونَ من أمرِ لإسبانِ يعودونَ إليهِم ويُقِلّونَهُم. حالما علمَ الأندلسيّونَ أُصيبُوا بالهَلَعِ، وتعالَتْ أصواتُهُم بالنحيبِ رافضينَ النزولَ وأكثرُهُم من النّساءِ والأطفالِ وقد أيقنُوا أنَّ عاقِبَتَهُم إذا قُبِضَ عليهِم السَّبيُ أوِ القتلَ، فاضطرَ الريِّسَانِ لإجبارِهِم على النزول. استدْرَجَ الريِّسَانِ بورتوندو إلى الخروجِ من جزيرةِ فورمينتيرا حتى دنا منهُمَا كثيراً، ثمَّ عاجَلاهُ بهجومٍ مُبَاغِتٍ وسريعٍ واشتبَكَا معَه في معركةٍ شَرِسَةٍ انتهت بالاستيلاءِ على سبعِ سفنٍ عملاقةٍ وقُتلَ بورتوندو وقباطنَتِهِ كافةً فضْلاً عن أسرِ ثلاثمئةٍ وخمسةٍ وسبعين، وقضى بقيةُ الجندِ نحبَهُم في المعركةِ، كما أُنْقِذَ الأسرى المسلمونِ ممَّن كانُوا مقيَّدينَ إلى المجاديفِ، أمّا الموريسكيّون الذين أُنْزِلُوا منَ السفنِ فوقفُوا يَرْقُبُونَ سيرَ القتالِ ويبتهلُونَ إلى اللّهِ بالدعاءِ بالنصرِ حتى انتهتِ المعركةُ وأُقِلّوا مجدَّداً. تمكّنَ آيدين ريِّس من تحقيقِ انتصارٍ حاسمٍ بمساعدةِ صالحِ ريِّس الذي اشْتُهِرَ بدهائِهِ الباهر، ومنذُ هذي المعركةِ المسمّاة معركةِ البليارِ (28 أكتوبر/تشرين الأول 1529) أطلقَ الأوروپيونَ لقبَ «الشيطانِ الضاربِ» و«الكافرِ الضاربِ» على الأتراكِ. في هذه الفترةِ توفِّي «سنانُ ريِّس»، فعيَّنَ خيرُ الدينِ بعدَهُ بأيامٍ قلائلَ آيدين ريِّس قائداً للأسطولِ مكانَهُ، وصالحَ ريِّس نائباً له.
بحسبِ المصادرِ بلغتْ أعدادُ الموريسكيينَ الذين أُنْقِذُوا على يدِ خيرِ الدينِ وقادتِهِ من براثنِ الإسبانِ ومحاكمِ التفتيشِ سبعينَ ألفاً، وفي بعضِ الغاراتِ كانَ البحّارةُ الأشاوسُ يتوغَّلُونَ في الأراضي الإسبانيةِ وُصولاً إلى مناطقَ ازدلافِ أولئكَ المساكينِ المضطهدينِ -قادمينَ من قُراهُم ومدنِهِم- والمُتّفَقِ عليها لإجلائهِم نحوَ الجزائرِ.

### الهجومالإسبانيعلىشرشال
تذكرُ المصادرُ أنَّهُ إثْرَ فتْحِ حصنِ بنيون وهدْمِهَا عَمَّ الغضبُ والهياجُ مختلفَ المناطقِ الإسبانيَّةِ، فاندفَعَ أهالي السواحلِ بشكلٍ مِلْحاحٍ إلى المجلسِ الأعلى للدولةِ يشْتَكُونَ أوضاعَهُم وما يُعانُون منْ رعْبٍ جرّاءَ هجماتِ خيرِ الدينِ وبحّارتِهِ، وطالَبُوا باتخاذِ تدابيرَ. وبناءً على طلبِ الأهالي الحثيثِ قرَّرَ المجلسُ غزوَ الجزائرِ وإرسالَ حملةٍ ووافقَ شارلكانَ على القرارِ، وفي مصادرَ أخَرَ أنَّ الإسبانَ ابْتَغَوْا ضربَ الجزائرِ ضربةً مُوجِعَةً حاسمةً بعدَ ما لَحِقَهُم من خزْيٍ إثْرَ هزيمتِهِم في الجزائر سنةَ 1519م وما بعدَها، وراوَدَهُم ضلالُهُمُ القديمُ أنْ يجعلُوا الساحلَ الجزائرِيِّ بأكملِهِ تحتَ سيطرَتِهِمُ إذْ إنَّهُم ذاكَ الوقتِ كانُوا يسيطِرُونَ على شرقِهِ بواسطةِ مركزِ بُجّايَةَ، وعلى غربِهِ بواسطةِ مركزَيْ وهرانَ والمرسى الكبيرِ. والجديرُ ذِكْرُهُ أنَّ الإمبراطوريةَ الرومانيَّّةَ المقدَّسَةَ التي كانَ شارلكانَ على رأسِهَا كانتْ أكبرَ وأغْنَى دولةٍ أوروپيةٍ في حينِهِ إذْ كانتْ تضمُّ في إيطالْيا لومبارديا والصقليّتين (مملكَتَيْ ناپولي وصِقِلِّيَةَ) والنِّمْسا وغربِ هُنْغاريا وبُوهيمِيا وبورڠونديا والأراضي المنخفِضَةِ وكانتْ الدُوَيْلاتِ الألمانيةِ تَدينُ لإمبراطورِهَا بالولاءِ، وجمعَ شارلكانُ إلى ذلك كلِّهِ مملكةَ إسبانيا بما فيها مُمْتلكاتِهَا الشاسعةِ فيما وراءَ البحارِ (في الأمريكتين).

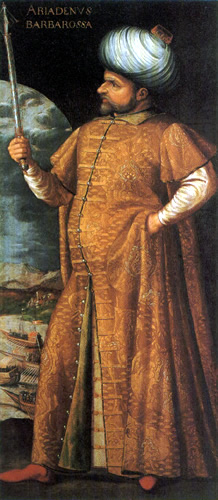
خيرُ الدينِ بربروسَ. رسمٌ أوروپيٌّ تخيّليٌّ منَ القرنِ السادسَ عشرَ الميلادي.

عيَنَ شارلكانُ القبطانَ الجنوِيَّ أنْدِرْيا دورْيا قائداً للحملةِ، فأخذَ الأخيرُ يجمعُ أسطولَهُ في جنوا لقُرابةِ عامٍ. وفي 938هـ/يوليو/تمّوزُ 1531م تحرَّكَ بعمارةٍ من ثلاثينَ أو أربعينَ سفينةً من جنوا نحوَ الساحلِ الجزائريّ، وأغارَ على شرشالَ (تسعونَ كيلومتراً غربيَّ الجزائرِ) ولمْ يكُ يحرُسُها سوى بضعِ مئاتٍ منَ البحّارةِ الذين حينما رأوا الأسطولَ تحصَّنُوا في القلعةِ، وفيما كانَ رجالُ دوريا مُنْهَمكينَ بنهبِ المرسى والمدينةِ انتهزَ البحّارةُ الفرصةَ وفتحُوا البوّاباتِ وفي هجومٍ خاطفٍ تعقَّبُوا الإسبانَ في أزِقَّةِ المدينةِ ودروبِهَا وتمكَّنُوا منْ قتلِ مئاتِ الجندِ مُستغليّن تفرُّقَهُم وعجزِهِم عن الاجتماعِ بسرعةِ في صعيدٍ واحدِ، وفرَّ الآخرونَ إلى سفنِهِم فيما وقعَ ألفٌ وسبعمئةٍ في الأسرِ. وإذْ بلغَ خيرُ الدينِ هجومُ دوريا على شرشالَ خرجَ إليهِ في أربعينَ قطعةً غيرَ أنَّ دوريا ما إنْ علمَ بخروجِهِ حتى غادرَ شرشالَ ولمْ يُدركْ خيرُ الدينِ سوى جُزْءٍ منَ الأسطولِ وسُرعانَ مادارتْ معركةٌ عنيفةٌ، وفيما المعركةُ على أشدِّهَا ثارَ الأسرى المسلمونَ المُقيَّدونَ بالسلاسلِ في السفنِ الإسبانيَّةِ وكسرُوا أغلالَهُم، انجلتِ المعركةُ عن استشهادِ أكثرَ منْ ثلاثمئةٍ منْ رجالِ خيرِ الدينِ والاستيلاءِ على جزءِ الأسطولِ الذي باغته خيرُ الدينِ. بلغتْ سفنُ خيرِ الدينِ ستينَ قطعةً دخلَ بها جميعاً مرسى شرشالَ وبلغَ عددُ الأسرى المسلمينَ المحرّرينَ ألفانِ ومئتا أسيرٍ اختارَ بعضَهُم الدخولَ في خدمةِ خيرِ الدينِ، بينما أعطى الآخرينَ ما يحتاجونَ منْ مالٍ وأرسلَهُم لبلادِهِم. أمّا الأسرى فبلَغُوا ألفاً وتسعمئةٍ أحدُهُم برتبةِ «أميرالٍ» إضافةً إلى قبطانٍ كبيرٍ آخرَ فأمرَ خيرُ الدينِ بربْطِهِمْ جميعاً بمجاديفِ السفنِ ليعملُوا عليها، ولمْ يمكثْ في شرشالَ سوى ساعاتٍ قبلَ أنْ يؤوبَ إلى الجزائر.

### الحوادث حتى سنة939هـ/1533م
يشيرُ خيرُ الدينِ في مذكراتِهِ إلى أنَّهُ كانَ يريدُ أسرَ أنْدِرْيا دوريا ولذلكَ أمرَ «آيدينَ ريِّس» على رأسِ أسطولٍ كبيرٍ بتعقُّبِهِ. خرجَ «آيدينُ ريِّس» فبلغَ سبتةَ، وكانتْ بيدِ البرتغالِ منذُ 1415، ثمَّ إلى جبلِ طارقٍ جنوبي إسبانيا، وعبرَهُ إلى المحيطِ الأطلسيِّ ولمّا لمْ يَقْفُ لدوريا على أثَرٍ قَفَلَ راجعاً، وانْعطفَ إلى أرخبيلِ البَلْيَارِ شرقي إسبانيا فقَصَفَ جزيرةَ ميورقةَ والسواحلَ الإسبانية المتوسطيَّةِ، وتمكَّنَ من أسْرِ ثلاثةِ آلافٍ، وأوْغلَ مقترباً منْ الأراضي الإسبانية حتى إذا شارفَ على برشلونةَ -وكانَ على مَقْرُبَةٍ منها ديرُ كبيرٌ اعتادَ ملوكِ إسبانيا زيارتَهُ كلَّ سنةٍ- أغارَ «آيدينُ ريِّس» عليهِ وأسرَ ثمانينَ راهبٍ، واستولى على ستةٍ وثلاثينَ صندوقاً من كنوزِ خزائِنِهِ. يشيرُ خيرُ الدينِ إلى أنَّ هذا الهجومَ كانَ ضربةً أليمةً لكبرياءِ شارلكانَ. بلغَ عددُ ما استولى عليهِ «آيدينُ ريِّس» خمساً وخمسينَ قطعةً بحريةً ما بينَ سفينةٍ كبيرةٍ وصغيرةٍ سحبَهَا إلى الجزائرِ، وبهذا يكونُ خيرُ الدينِ قدْ أعطى ردَّهُ لدوريا بعد غارتِهِ على شرشالَ.
وصلَ عددُ الأسرى المحبوسينَ في الزنازينِ في الجزائرِ إلى ستَّةَ عشرَ ألفَ أسيرٍ عدا من وُضِعُوا للتجديفِ على السفنِ أو خُصِّصُوا للخدمةِ في المنازل. قامَ خيرُ الدينِ باختيارِ خمسمئةِ أسيرٍ منَ المجدّفينَ وأرسلَهُمْ إلى إسطنبولَ كيْ يعملُوا في الأسطولِ العثمانيِّ، وندبَ «آيدينَ ريِّس» في بعثةٍ للسلطانِ ولنقلِهِم في خمسَ عشرةَ سفينة. وصلَ «آيدينُ ريِّس» إلى إسطنبولَ ومثلَ بينَ يدَيْ السلطانِ سليمانِ القانونيِّ وقَرَأ عليهِ رسالةَ خيرِ الدينِ بنفسِه. وقامَ «آيدينُ ريِّس» بزيارةِ الوزراءِ وغيرِهِم من أركانِ الدولةِ وحظِيَ منهُم بتقديرٍ وإكرامٍ كبيرَيْن، كما طلبَهُ السلطانٌ سليمانٌ القانوني للمثولِ بينَ يديْهِ مرَّةً أخرى، وأخبرَهُ بقَبولِ جميعِ الأعمالِ التي يقومُ بها خيرُ الدينِ بصفتِهِ بايلربك (أمير الأمراءِ) على إيالةِ الجزائرِ، وأمرَ لهُ بخمسِ سفنٍ ملأى بالمستلزماتِ من قذائفَ وآلاتِ الحربِ، وأيضاً عدداً منْ مهندِسِي المدافعِ. انطلقَ «آيدينُ ريِّس» عائداً إلى الجزائرِ وفي طريقِهِ استولى على سبعِ سفنٍ أغارَ بها جميعاً على عددٍ من المدنِ وتمكَّنَ في غاراتِهِ تلكَ من أسْرِ سبعمئةِ أسير. في الأثناءِ كانَ شارلكانُ منْشغِلاً عنِ الجزائرِ بعدما أرسلَ لهُ أخوه ونائبُهُ فرديناندِ الأولِ من فيينا يطلبُ المدَدَ منه، فاكتفى بتحريضِ صاحبِ تِلِمْسانَ على الثورةِ مُرْسِلاً إليهِ أموالاً كثيرةً ووعْدَاً بجعلِهِ سلطاناً على الجزائرِ. كانَ صاحبُ تِلِمْسانَ يعتبرُ نفسَهُ السلطانَ الشرعيِّ على الجزائرِ فاستجابَ لشارلكانَ وراحَ يوزِّعُ وعودَهُ على المحيطينَ بهِ، وأعلنَ عصيانَهُ. عندَ ذاكَ أمرَ خيرُ الدينِ «دلي محمد ريس» بالخروجِ إلى البحرِ تحسُّبَاً منْ أيِّ مساندةٍ إسبانيّةٍ بينما سارَ بنفسِهِ إلى تِلِمْسان، وإذ وصلَهَا لمْ يلقَ إلا مقاومةً هزيلةً لاذَ بعدَها صاحبُ تلمسانَ بالفرارِ، وأرسلَ للعلماءِ يٌوسِّطُهُم بطلبِ العفو. فوافقَ خيرُ الدينِ شرْطَ أنْ يأتيَ بنفسِهِ ويعتذرَ منهُ، فقدِمَ واعتذرَ ودفعَ الخراجَ المتأخِّرَ عليه. أمّا «دلي محمد ريس» فصادفَ بأسطولِهِ ذي الأربعينَ قطعةً الإسبانَ في خمسٍ وثلاثينَ سفينةً، وسُرعانَ ما اشتبكَ معهُم وما إنْ حمِيَ الوطيسُ حتى أعلنتْ تسعٌ وعشرونَ منها استسلامَها، بينما لاذتْ الست الباقيةُ بالفرار.
يشيرُ خيرُ الدينِ في مذكراتِهِ إلى أنَّ مسلمي الأندلسِ قدْ قويَتْ قلوبُهُم بعدما بلغتْهُم انتصاراتُ المسلمينَ في الجزائرِ، فنزلَ ثمانونَ ألفاً ممَّنْ كانُوا معتصمينَ بالجبال فألحقُوا بالإسبانِ هزائمَ فادحةً، وما إنْ وصلتْ أخبارُ الثورةِ لخيرِ الدينِ حتى أمرَ محمدَ ريّسٍ بالخروجِ على رأسِ أسطولٍٍ من ستٍ وثلاثينَ سفينةً لنصرةِ الثائرينَ، وشرعَ محمدُ ريَس على الفورِ بإمدادِ الثوارِ على السواحلِ الإسبانيّةِ. بلغتْ حملاتُ أسطولِ خيرِ الدينِ على الإسبانِ إحدى وعشرينَ حملةً كانَ يقومُ في كلٍّ منهَا بإنقاذِ آلافِ المسلمينَ الأندلسيّينَ من اضطهاداتِهِمْ وأهمٌّها وأخطرٌها محاكمٌ التفتيشِ ونقلَهُم إلى شمالي إفريقيا. تولّى خيرُ الدينِ قيادةَ معظمِ هذهِ الحملاتِ بنفسِهِ، كما تولّى «آيدين ريِّس» و«سنان ريس» قيادةَ بعضها.

## خير الدين أميراً للأسطول العثماني

### قبطانُ باشا الأسطولِ العثمانيِّ

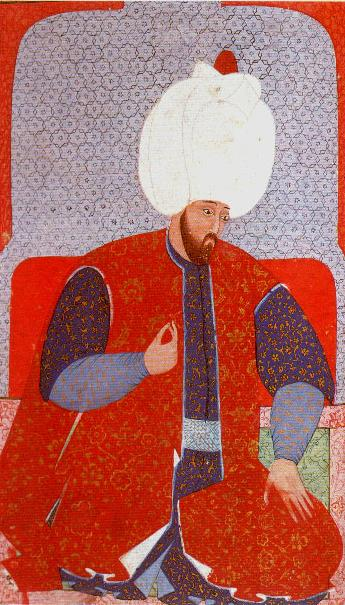
السلطانُ العثمانيُّ العاشرُ سليمانُ القانونيُّ (حَكَمَ 1520-1566م)، سليمانُ المعظَّمُ كما لقَّبَهُ الأوروپيون Suleyman the Magnificent

سنةَ 939هـ/1533م وجّّهَ السلطانُ سليمانُ القانونيُّ فَرَماناً سُلطانِيَّاً إلى خيرِ الدينِ يأمرُهُ أنْ يستخلِفَ منْ يُعتَمَدُ عليهِ نائباً في إيالةِ الجزائرِ والقدومَ إلى إسطنبولَ. شرعَ خيرُ الدينِ يتأهَّبُ للسفرِ. تذكرُ المصادرُ أنَّ أنْدِرْيا دوريا حاولَ قطْعَ الطريقِ عليهِ والحيلولةِ دونَ خروجِهِ بأمرٍِ منْ شارلكانَ لكنَّهُ فَشِلَ. خرجَ خيرُ الدينِ منَ الجزائرِ في عمارةٍ كبيرةٍ من ستٍّ وعشرينَ سفينةِ قادرغَةَ أو قادساً (وهوَ نوعٌ يُعَدُّ السفينةَ الرئيسيَّةَ في الأساطيلِ الحربيَّةِ في البحرِ المتوسِّطِ) تاركاً بقيَّةَ القطعِ في الجزائرِ وغربِ المتوسِّطِ ومُسْتخلِفَاً ربيبَهُ (ابنَهُ المعنوِيِّ) حسنَ آغا على الجزائرِ. وفي طريقِهِ أغارَ على سواحلِ جنوبِ إيطالْيَا وسواحلِ جزيرةِ سِرْدانيا ثمَّ أوغَلَ شمالاً حتى مشارِفِ جنوا. وذلكَ لأنَّ الدولةَ العثمانيَّةَ كانتْ في حربٍ مفتوحَةٍ معَ إسبانيا بسببِ اضطهاداتِ الموريسكيِّينَ ولِيُتَوِّجَ دخولَهُ إسطنبولَ بالنصرِ والغنائِمِ. ومنْ ثَمَّ واصلَ طريقَهُ مُحَاذِيَاً الساحلَ الإيطاليَّ حتى مسّينَا (مضيقُ مسّينَا هوَ الفاصلُ بينَ صِقِلِّيَةَ والبرِّ الإيطاليِّ) فألْفَى عِمَارَةً إسبانيَّةً منْ ثمانِي عشرةَ قطعةً استوْلى عليْها بعدَ معركةٍ عنيفةٍ في عَرْضِ البحرِ ورَبَطَها إلى سفنِهِ. أمّا أنْدِرْيا دوريا فكانَ يجوبُ سواحلَ شبهِ جزيرةِ المورةِ فلمّا بلغَهُ انتصارُ مسّينَا هرَبَ إلى أيونيا فتعقَّبَهُ خيرُ الدينِ لكنْ لمْ يتمكَّنْ منْ إدراكِهِ، فأرسلَ خمساً وعشرينَ سفينةً لمطاردتِهِ فصادَفَتْ في طريقِهَا عِمارةً صغيرةً لدوريا منْ سبعِ قطعٍ استسلمَتْ ثِنْتَانِ منْها بعدَ الاشتباكِ معَها ولاذتْ خمسٌ بالفرار. أمّا خيرُ الدينِ فخرجَ منْ جُزُرِ أيونيا مُتَّجِهاً نحوَ الجنوبِ فقدِمَ سواحلَ المورة. كانَ «كامنكاشُ أحمدُ باشا» قبطانُ باشا الأسطولِ العثمانيِّ راسِياً بقسمٍ منَ الأسطولِ في نافارين جنوبَ غربِ المورة، فتوجَّها مَعاً إلى إسطنبولَ وعندَ وصولِهِ قامَ باستعراضٍ كبيرٍ أمامَ سكانِ إسطنبولَ، ونزلَ في قصرِ «أحمدَ باشا» مع ثمانيةَ عشرَ ريِّساً منْ رِيَاسِ البحرِ المشاهيرِ، وفي اليومِ التّالي دُعِيَ معَ بحّارتِهِ للمثولِ في مجلسِ الديوانِ الهَمايُونِيّ أمامَ السلطانِ الذي بالغَ في الثناءِ عليهم.

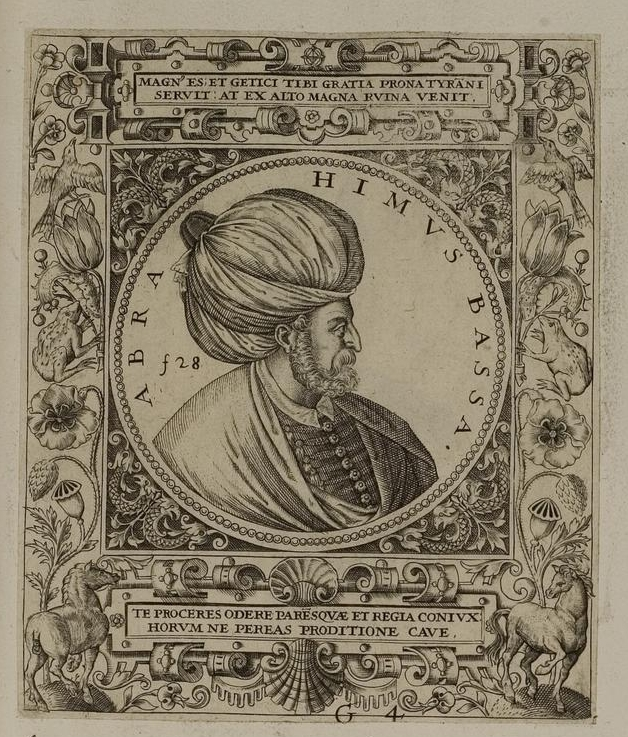
اقترحَ خيرُ الدينِ على الصّدرِ الأعظمِ إبراهيمَ باشا تنظيمَ حمَلاتٍ إلى العالمِ الجديدِ (أمريكا) لكنَّ إبراهيمَ باشا اعتبرَ ضرورةَ الاكتفاءِ بالسيطرةِ على البحرِ المتوسطِ والمحيطِ الهنديِّ.

عيَّنَ سليمانُ القانونيِّ خيرَ الدينِ في منصبِ قبطانِ دارِيَا (بالتركية: Kapudan-i Derya) على الأسطولِ العثمانِيِّ أيْ أميراً على الأسطولِ، واستبْقاهُ في منصبِهِ على إيالةِ الجزائرِ بصفتِهِ «بايلربك» (أميرِ الأمراءِ) عليها، وطلبَ منهُ اختيارَ منْ يراهُ مُناسِباً لإدارتِها باسْمِه. بعدما انتهى السلطانُ منْ اجتماعِهِ معَ خيرِ الدينِ أمرَهُ بالسَّفَرِ إلى حَلَبَ (في سورِيَا حالياً) ليلْتَقِيَ الصدرَ الأعظمَ إبراهيمَ باشا للتباحثِ بشأنِ المنْصِبَيْنِ، وفي حَلَبَ مكثَ يومَيْنِ ناقشَ فيها معَ الصدرِ الأعظمِ الأوضاعَ السياسيَّةِ في أوروپا ومَهَمَّاتِ الأسطولِ العثمانيِّ، ثمَّ أصْدَرَ إبراهيمُ باشا فرمانَ تعيينِ خيرِ الدينِ في منصبِ قبطانِ دارِيَا وألْبَسَهُ الخلعةَ في 21 رمضان 940هـ الموافقِ لـ4 أبريل/نيسان 1534م.
وبوصفِهِ قبطانَ الأسطولِ غَدا عُضْوَاً في الديوانِ الهمايونِيِّ (ديوانُ السلطانِ) أو مجلسُ وزراءِ الدولةِ العثمانيةِ، ومنحَهُ السلطانُ صَلاحِيَّاتٍ واسعةً فيما يتعلَّقُ بصناعةِ السفنِ وتنظيمِ الأسطولِ، وتذكرُ المصادرُ أنَّه غَدا منْ أقربِ مستشارِي السلطانِ سليمانَ. بَدَأ خيرُ الدينِ معتَمِداً على خبرتِهِ فأرْسى في الترسانةِ العامرةِ (مصانعُ بناءِ السفنِ في إسطنبولَ) واحداً وستينَ هيكلِ سفينةٍ في مدَّةٍ وجيزة، وكان السلطانُ سليمانُ باستراتيجِيَتِهَ البحريَّةِ خير سندٍ لخير الدينِ فقدْ تلخَّصَتْ سياستُهُ بتعزيزِ الأسطولِ العثمانِيِّ بحيثُ يكونُ أقوى منْ مجموعِ بقيَّةِ الأساطيلِ في المتوسطِ، وفي حالةِ احتمالِ تعذُّرِ ذلكَ منْ حيثُ عددُ السفنِ، فقدْ تعهَّدَ بربروسُ بتأمينِ ذلكَ منْ حيثُ تفوُّقُ مرْمى المدافعِ وتدريبِ الأفرادِ، وتقرَّرَ استبدالُ السفنِ والمدافعِ وتجديدِها خلالَ بضعِ سنواتٍ وبيعِ القديمِ منها، وتجهيزِ السفنِ تجهيزاً متفوِّقَاً.

### غزوُالسواحلِالإيطاليةِ
لمْ يلبثْ خيرُ الدينِ أنْ خرجَ للغزوِ في العامِ نفسِهِ 940هـ/1534م في ثمانينَ سفينةً، وفي أبريل/نيسان استخلصَ كوروني (احتَلَّهَا دوريا عامَ 1532) وباتراس وليبانت على الساحلِ اليونانيِّ الغربيِّ منْ أيدِي الإسبانِ، ثمَّ مُيَمِّماً صوبَ إيطاليا حتى إذا بلغَ مضيقَ مسِّينا في يوليو/تموز هاجمَ ودمَّرَ مدينةَ ريدجو المُطِلَّةِ على المضيقِ منَ البرِّ الإيطاليّ، واستوْلى على قلعةِ «سانت أوسيدو» وأحرقَها، ثمَّ هاجمَ سانْ لوكا التابعةَ لريدجو ودمَّرَها هيَ الأخرى، ومنها إلى مدينةِ جيتْرارُو حيثُ أحرقَ ثماني عشرةَ سفينةً راسِيَةً، وتابعَ طريقَهُ نحوَ ناپولي فاستوْلى على قلعتِهَا وأسْرِ منْ فيها، وفي أغسطس/آب هاجمَ فوندي (إيطاليا) منتصفَ الطريقِ بينَ ناپولي وروما، وسبرلونجا وتيراسينا جنوبَ شرقِ روما بـ56 كم، وأوستيا جنوبَ غربِ روما بـ25 كم (مرفأ روما على مصبِّ نهرِ التيبرِ) ما أدَّى لقرعِ أجراسِ الكنائسِ في روما إنذاراً هلعاً منْ غزوِها صُعُداً عبرَ التيبرِ، وغيرِها. تمكَّنَ خيرُ الدينِ في هذهِ الحملةِ منْ أسْرِ ستَّةَ عشرَ ألفاً، وفَتَحَ ثماني عشرةَ قلعةً أرسلَ مفاتحها معَ الأسرى والجرحى وأربعمئةٍ وخمسةٍ وعشرينَ صندوقاً كبيراً من الغنائِمِ على مَتْنِ أربعينَ سفينةً إلى إسطنبولَ، وأبْقَى أربعينَ مَعَهُ. اتَّجَهَ منْ ثَمَّ إلى سِردانيا فهاجَمَها وأنْزَلَ جندَهُ فيها، وبعدما أثْقَلَتْ سفنَهُ الغنائِمُ والأسرى توجَّهَ إلى الجزائرِ، لكنَّهُ بسببِ سوءِ الأحوالِ الجويَّةِ حَوَّلَ إلى بنزرتَ (غربَ تونسَ)، وما إنْ شاهدَ حاكِمُها ضخامةَ عمارةِ خيرِ الدينِ حتى سَارَعَ يُخْبِرُ السلطانَ الحفصيِّ مولاي الحسن. تنصُّ المصادرُ على أنَّ خيرَ الدينِ قصدَ منْ ضربِ السواحلِ الإيطاليَّةِ وتدميرِها بَثَّ الرعبِ في نفوسِ الإسبانِ [والأرجَحُ صَرْفاً لأنظارِهِم عنْ مهاجمتِهِ تونسَ]، فبعمَلِهِ أجبرَهُم على استنْفارِ قوَّاتِهِم في أراضيهِمْ وخاصّةً السواحلِ وتوزيعِها للتصدِّي لخيرِ الدينِ حالَ عودتِهِ مجدَّداً، فيما ينُصُّ بعضُها الآخرُ على أنَّ القصْدَ كانَ استدراجَ أنْدِرْيَا دورِيا ومنازَلَتِهِ، إلا أنَّ الأخيرَ لمْ يُحَرِّكْ ساكناً. لكنَّ المُؤَكَّدَ أنَّهُ كقائدٍ للأسطولِ لايُمْكِنُهُ مهاجمةُ تونسَ دونَ إذْنٍ وتخطيطٍ مسْبَقَيْنِ -والأرجحُ أنَّهُ جمعَ معلوماتٍ استخباراتيَّةً عسكريةً منْ قبْلِ مغادرتِهِ الجزائرِ- على أنَّهُ يُمكنُ القولُ إنَّهُ حقَّقَ هدفَيْنِ استراتيجيَّيْنِ مُهِمَّيْنِ لنجاحِ حملتِهِ على تونسَ: أُولاهُما المفاجأةُ التامَّةُ بالإيحاءِ أنَّ هدفَهُ الإغارةَ على إيطَاليا، خاصَةً وأنْ تونسَ ليسَتْ في حالةِ حربٍ معَ الدولةِ العثمانيةِ، وثانِيهِما تأمينُ مؤخِّرَتَهُ منِ انقضاضِ الأساطيلِ العدوّةِ ريْثما يفْرُغُ منْ حملةِ تونسَ.

### فتحُتونسَ، وفقدانُهَا

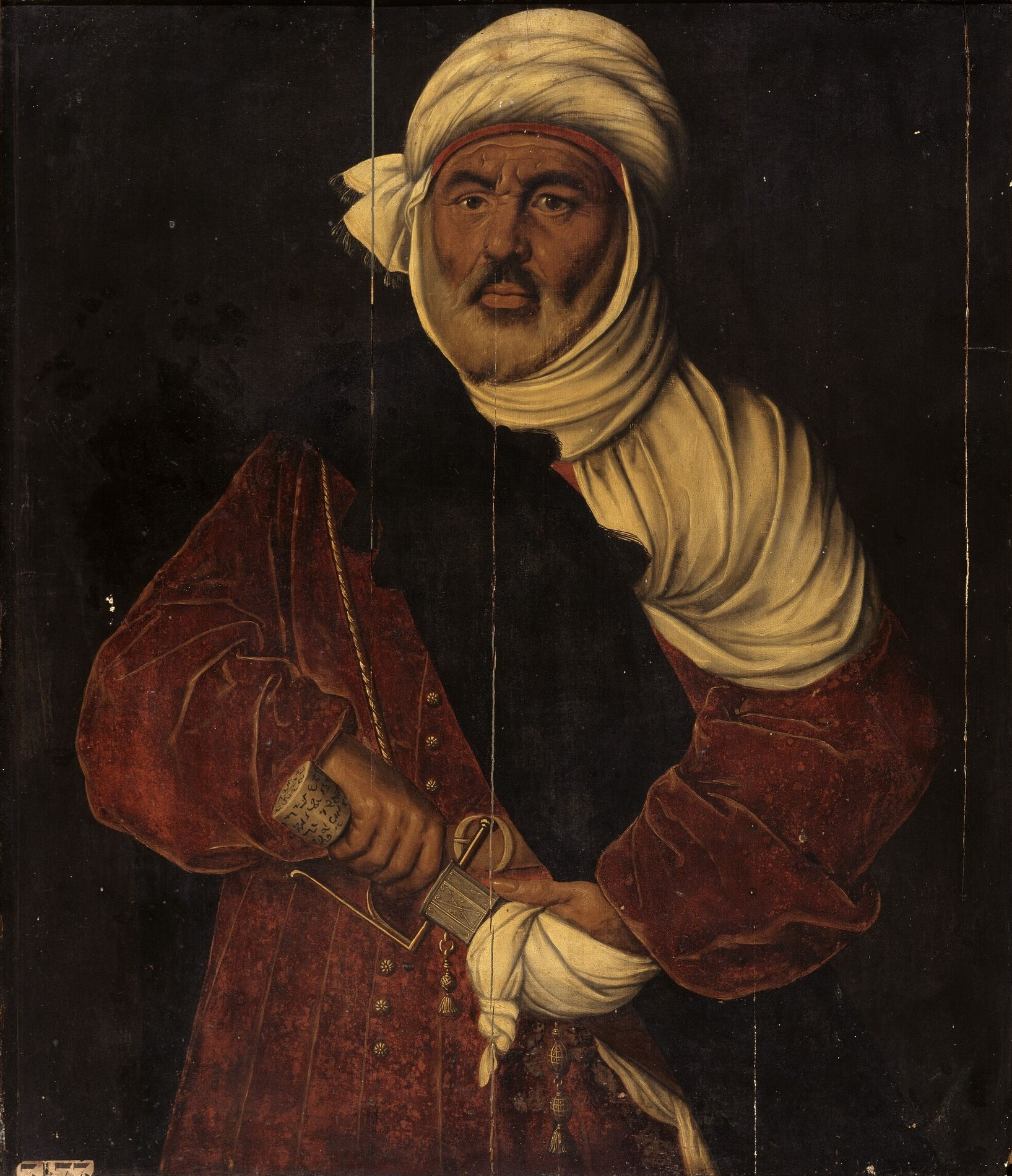
أبو عبد الله مولاي الحسن السلطان الحفصي.

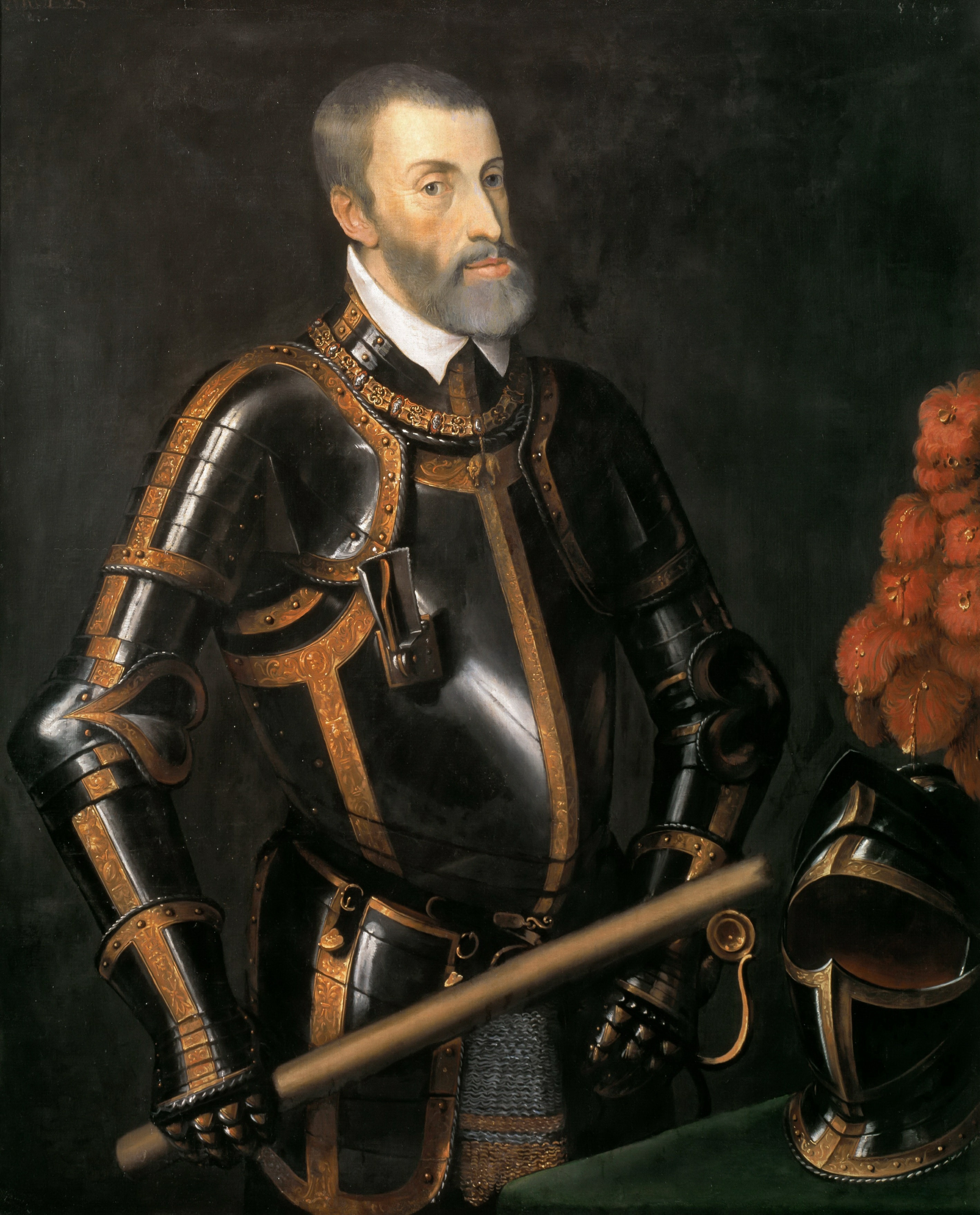
شارلكان.

كانَ خطُّ سيرِ الأسطولِ بعدَ أوْبَتِهِ منْ إيطالْيَا التوجُّهَ إلى الجزائرِ وبسببِ سوءِ الجوِّ توجَّهَ إلى بنزرتَ التونسيةِ، ومنها إلى تونسَ عاصمةِ الحفصيين [على مايبدو كانتْ هذهِ هيَ المُقارَبَةُ التي هدفَ منها خيرُ الدينِ تحقيقَ المفاجأةِ لفتحِ تونسَ بسرعةٍ وبأقلِّ الخسائِرِ]. ما إنْ وصلَ المدينةَ حتى خرجَ الأهالي لاستقبالِهِ، وفي الوقتِ نفسِهِ استطاعتْ قوَّاتُهُ دخولَ حلقِ الوادي، أنزلَ جنْدَهُ إلى البرِّ، ودخلَ تونسَ بخمسةِ آلافِ خيّالٍ، وتمكَّنَ منَ الاستيلاءِ على القلعةِ، وذكرَ في مذكراتِِهِ أنَّهُ توَغَّلَ جنوباً حتى بلغَ القيروانَ وقفَلَ عائداً إلى تونسَ، وفي 6 صفر 941هـ/16 أغسطس/آب 1534م هربَ السلطانُ الحفصيُّ أبو عبد الله مولاي الحسن منْ تونسَ، أمّا منْ قاومَ منْ أنصارِهِ فأُلقيَ القبضُ عليهِ وسُجِنَ في القلعةِ فيما قُتِلَ بعضُ الشيوخِ ممَّنْ وضعُوا ترتيباتِ المقاومةِ.

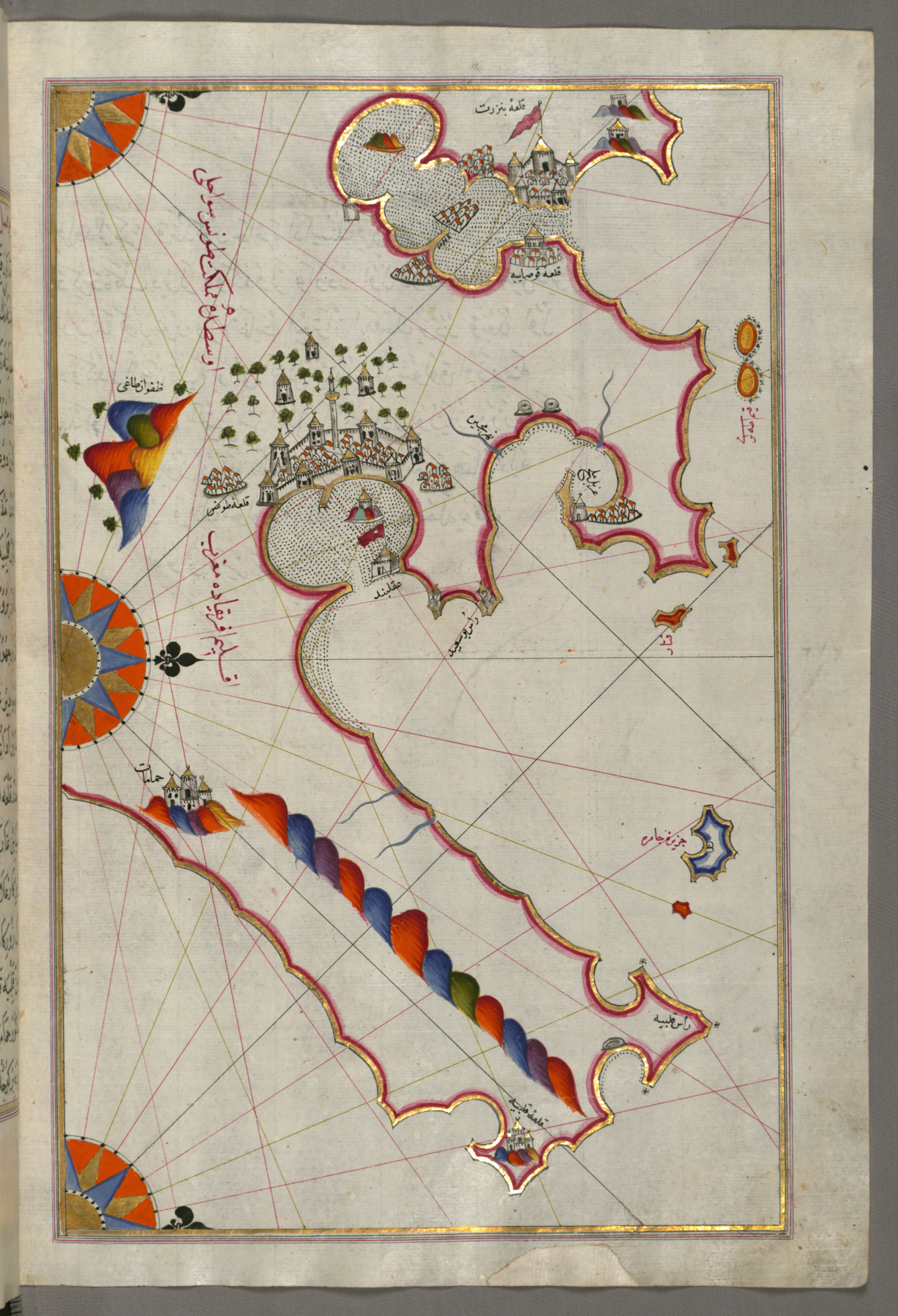
خارطةٌ لمدينةِ تونسَ وخليجِهَا. [(الاتجاه: شرق-غرب (من الأسفل إلى الأعلى)، وتبدو بِنْزِرْتُ وقلعتُهَا في الأعلى]. رسمُ القبطانِ محيي الدين بيري ريِّس. منْ مقتنياتِ متحفِ والترز للفنونِ في بلتيمورَ-ولايةُ ميريلاند الأمريكيةُ.

استنجدَ السلطانُ الحفصيُّ بالإمبراطورِ شارلكانَ لاستعادةِ عرشِهِ. خفَّ شارلكانُ الذي لمْ يكنْ ينتظرُ فرصةً خيراً منْ هذهِ ليثأرَ منْ خيرِ الدينِ الذي بدورِهِ شرعَ يستعدُّ. كانتِ العادةُ الخروجَ ربيعاً أو صيفاً لكنْ على غيرِ عادتِهِ شتاءَ ذلكَ العامِ أرسلَ بربروسُ بعضَ السفنِ لضربِ السواحلِ الإسبانيَّةِ، [يبدو أنَّهُ أرادَ تشتيتَ بحْريَّةِ العدوِّ بهجومٍ استباقيٍّ]، وجّهَ أسطولَهُ للإغارةِ على سواحلِ سِردانيا فعادَ محمَّلاً باثنتَيْ عشرةَ ألفَ دوقةٍ ذهبيةٍ وأربعمئةٍ وخمسةٍ وسبعين أسيراً معَ غنائِمَ أخرى.

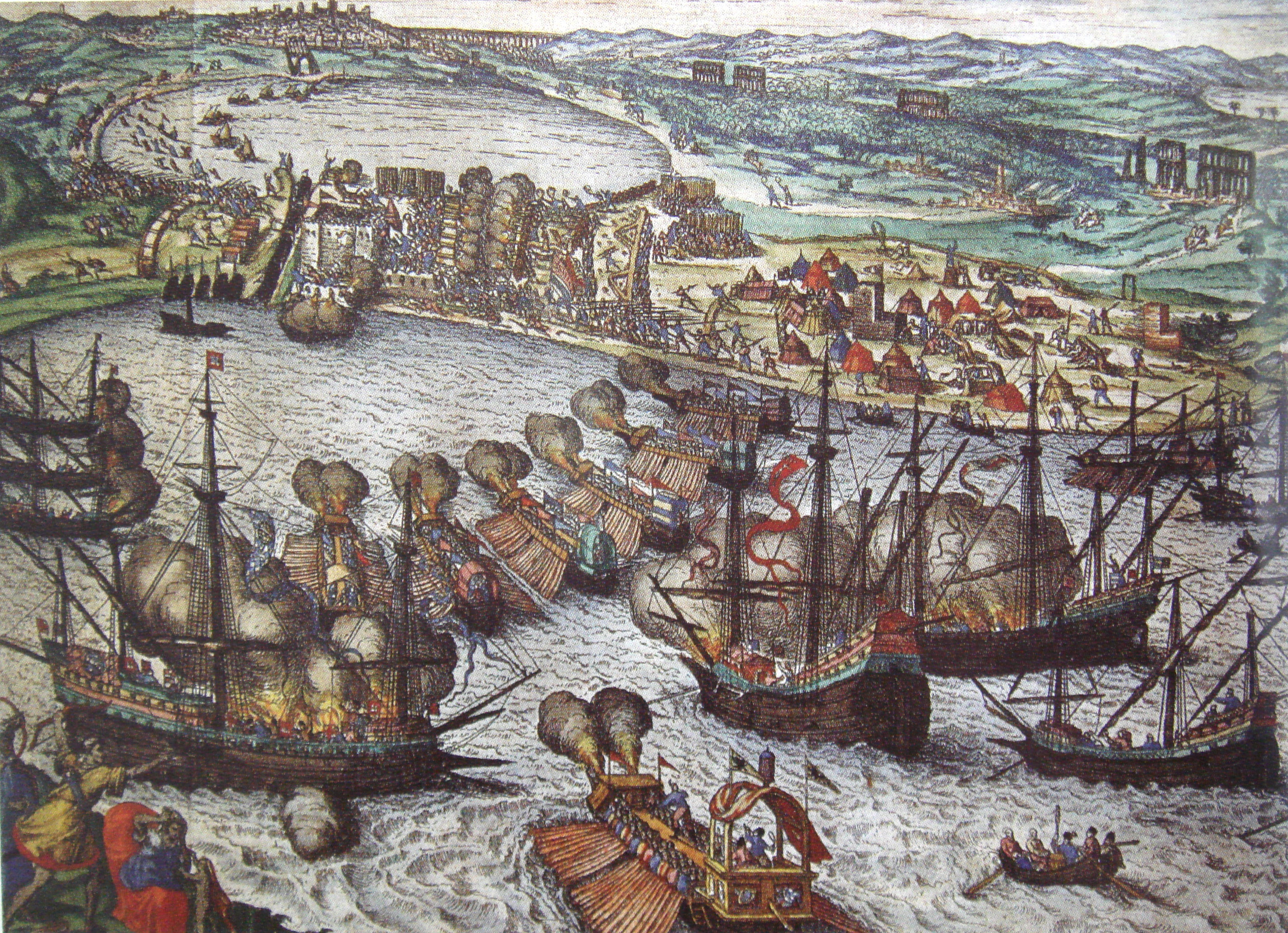
الهجومُ الإسبانيُّ على حلقِ الوادي.

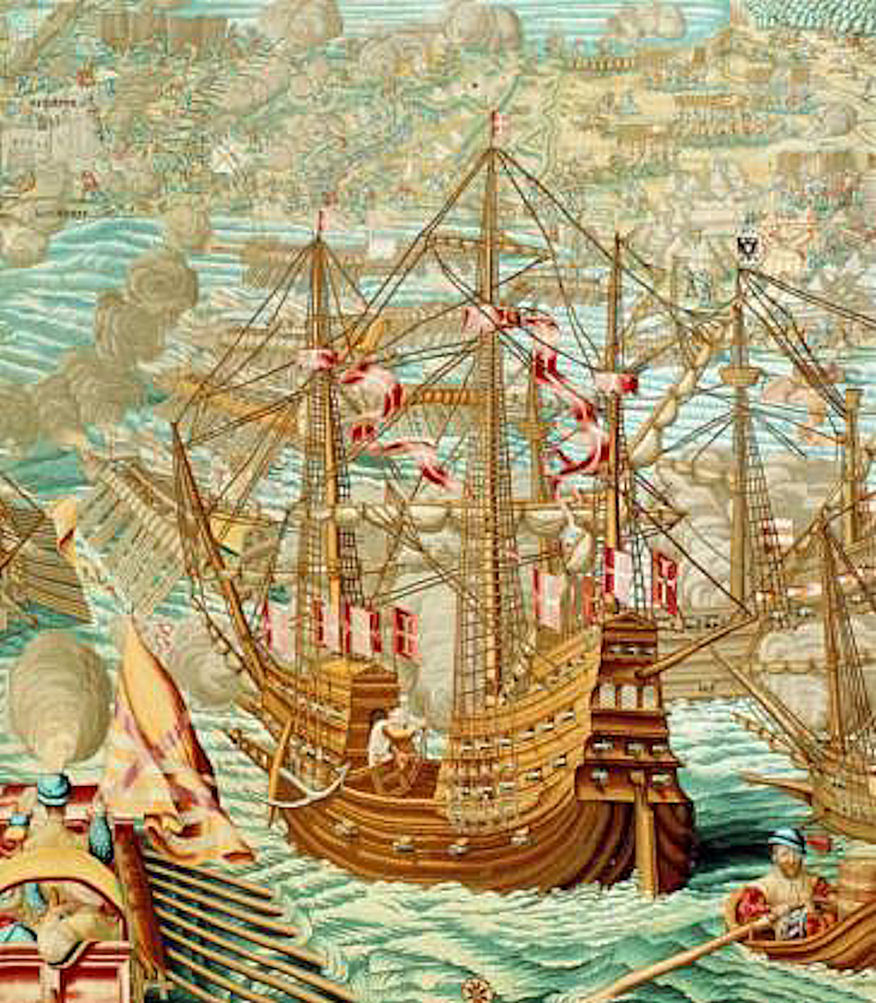
استمر القصفُ الإسبانيُّ على حلقِ الوادي قُرابةَ شهرٍ كامل.

خرجَ شارلكانَ منْ برشلونةَ في 1 ذو الحجة 941هـ/2 يونيو 1535م معَ عشرينَ ألفاً منَ المشاة وألفَيْنِ من الخيّالةِ حُشِدُوا منْ مناطقِ الإمبراطوريَّةِ الرومانيَّةِ المقدّسَةِ المختلفةِ إضافةً لفرسانِ مالطا [بعدَ فتحِ رودسَ (1522م) على يدِ سليمانَ القانونيِّ أقْطَعَ شارلكانُ «فرسانَ رودسَ» مالْطَا وطرابُلْسَ الغربِ (1530م) بمصادقةِ البابا وتلقَّبُوا بفرسانِ مالطا، وقدْ داوَمُوا على نشاطِهِمُ المعهودِ بالقرصنةِ على السفنِ المسلمةِ ومهاجمةِ سواحلِ شماليّ إفريقيا على الخصوص]. اصطحبَ شارلكانُ عتاداً كبيراً من المدافعِ، وتنصُّ بعضُ المصادرِ أنَّ عدَّة سفنِهِ بلغتْ مئتي سفينةً بينما يذكرُها خيرُ الدينِ في مذكراتِهِ خمسمئةِ قطعةٍ ما بينَ حربيَّةٍ وناقلةٍ للجندِ. وصلَ شارلكانُ بعدَ سبعةَ عشرَ يوماً منْ مغادرتِهِ برشلونةَ، وكانَ الاستيلاءُ على تونسَ يستلْزِمُ احتلالَ قلعةِ حلقِ الوادي المتحكِّمَةِ بخليجِ تونسَ والتي كانَ «سنانُ ريِّس» يدافعُ عنها معَ تعليماتٍ بالصمودِ لأطولِ مدَّةٍ ريثما يصلُ الأسطولُ العثمانيُّ الذي أرسلَ بربروسُ يستدعيهِ (بحسبِ مذكراتِ خيرِ الدين). حالما اقتربَ شارلكانُ أمرَ غالياتِهِ المرافقةِ الأربعَ (الغاليةُ: أكبرُ السفنِ البحريَّةِ حجْماً -تعادلُ البارجةَ اليوم-، وكانتْ إسبانيا منَ الدولِ القليلةِ التي تمتلكُ أسطولاً منها للإبحارِ بعيدِ المدى في أجواءِ المحيطاتِ العاتيةِ) بقصفِ القلعةِ بشكلٍ مستمرٍّ، ثمَّ أنزلَ جيشَهُ إلى البرِّ بمدافعهِ الثقيلةِ وباشرَ الهجومَ معَ قصفٍ مدفعيٍّ، ومعَ ذلكَ بقيتِ القلعةُ صامدةً قُرابةَ شهرٍ، وبرغْمِ القصفِ المكثَّفِ نظَّمَ سنانُ ريِّس ثلاثَ هجماتٍ خاطفةً على الإسبانِ قُتل خلالَها ستةُ آلافِ جنديٍّ منهم.

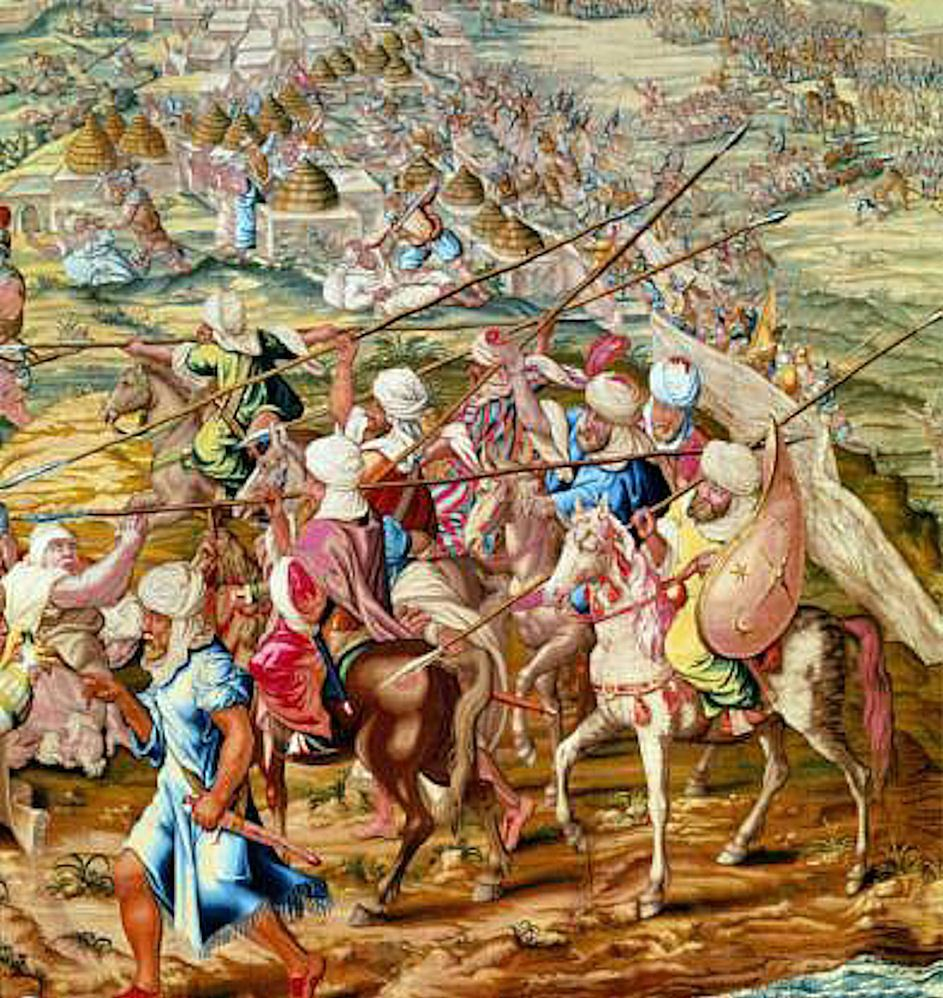
قوّاتُ خيرِ الدينِ في معركةِ تونسَ (1535). لوحةٌ منَ القرنِ السادسَ عشر.

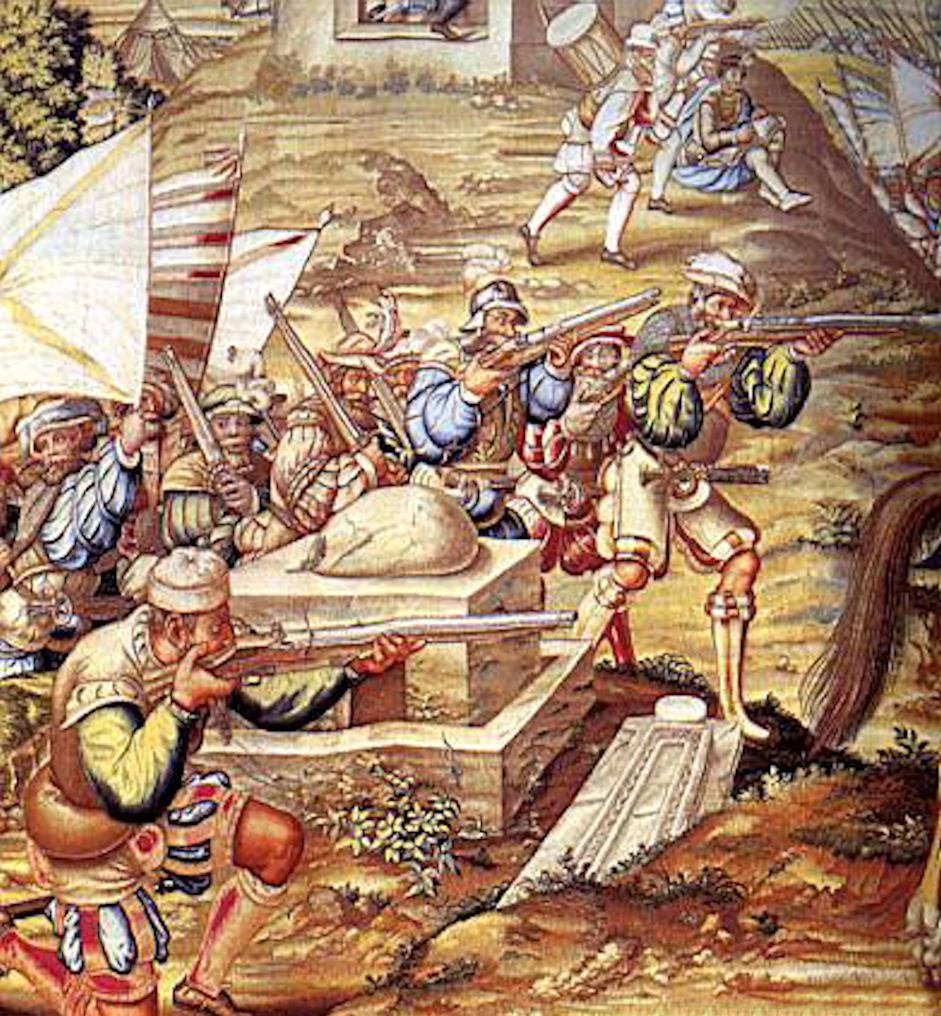
قوّاتُ الإمبراطورِ شارلكان.

أمّا خيرُ الدينِ فأقامَ في تونسَ يتربَّصُ لما سيقومُ بهِ السلطانُ الحفصيُّ، ولمْ يهاجمِ الإسبانَ حتى لا يدعْ لهُ فرصةَ مهاجمتِهِ منَ الجنوبِ فيقعُ بينَ فكَّيْ كماشة. كانَ معَ خيرِ الدينِ اثنا عشرَ ألفَ جنديٍّ نصفُهُم منَ المتطوعينَ البدوِ الذين لا خبرةَ لهمْ كثيراً بقتالِ الجيوشِ، أمّا مولايَ الحسنُ فكانَ في طريقِهِ إلى تونسَ في ألفٍ وستمئةِ فارسٍ وثمانيةِ آلافِ جملٍ محمَّلٍ بالطعامِ ولوازمِ الحربِ.
وإذْ بدتْ علاماتُ سقوطِ حلقِ الوادي بيدِ الإسبانِ ظهرتْ أمَاراتُ التذمرِ والثورةِ في تونسَ، ويشيرُ خيرُ الدينِ في مذكراتِهِ أنَّ خيانةَ الكثيرينَ جاءتْ نتيجةَ دعايةِ السلطانِ الحفصيِّ عبرَ جواسيسِهِ فقدْ أشاعُوا بينَ الناسِ أنَّهُ اتّفَقَ معَ شارلكانَ لإنقاذِ تونسَ منَ الأتراكِ، وأنَّهُم لنْ يريقُوا قطرةَ دمٍ منْ مسلمٍ. وبذا وجدَ خيرُ الدينِ ورجالُهُ أنفسَهُم وسطَ محيطٍ معادٍ، وفي الأثناءِ سقطتْ قلعةُ حلقِ الوادي إلا أنَّ سنانَ ريّس بكفاءةٍ لاتخلو منْ شجاعةٍ تمكَّنَ منْ تنفيذِ انسحابٍ بارعٍ إلى تونسَ في 14 محرم 942هـ/14 يوليو-تمّوزَ 1535م بمنْ بقيَ معَهُ منَ البحارةِ الأتراك. بقيَ خيرُ الدينِ يدافعُ عنْ تونسَ ستةَ أيامٍ بعدَ سقوطِ حلقِ الوادي، وكبَّدَ شارلكانَ خسائرَ فادحةً.
بالتحاقِ سنان ريّس وبحّارتِهِ ارتفعَ عديدُ قوّاتِهِ إلى تسعةِ آلافٍ وسبعمئةِ جنديٍّ. في المقابلِ كانَ جيشُ العدوِّ مؤلَّفَاً منْ ثلاثينَ ألفاً معَ خمسمئةِ سفينةٍ ومجهَّزاً بمئاتِ المدافعِ يعاضِدُهُ السلطانُ الحفصيُّ الذي سارَ بجيشِهِ من الجنوبِ. جعلَ هذا كلّهُ التصديَّ لهذهِ القوّاتِ بحكمِ المستحيل. علاوةً فإنَّ أربعينَ مدفعاً ثقيلاً منْ عتادِ خيرِ الدينِ استوْلى عليها الإسبانُ في حلقِ الوادي.

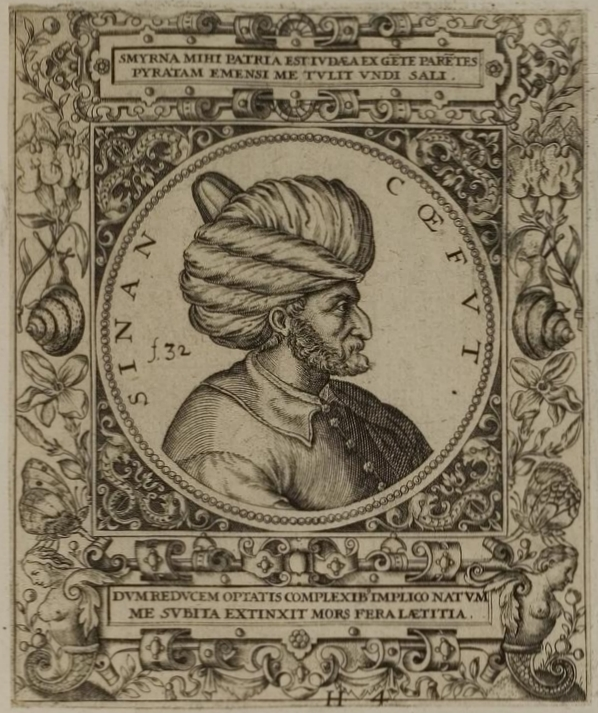
سنان ريس.

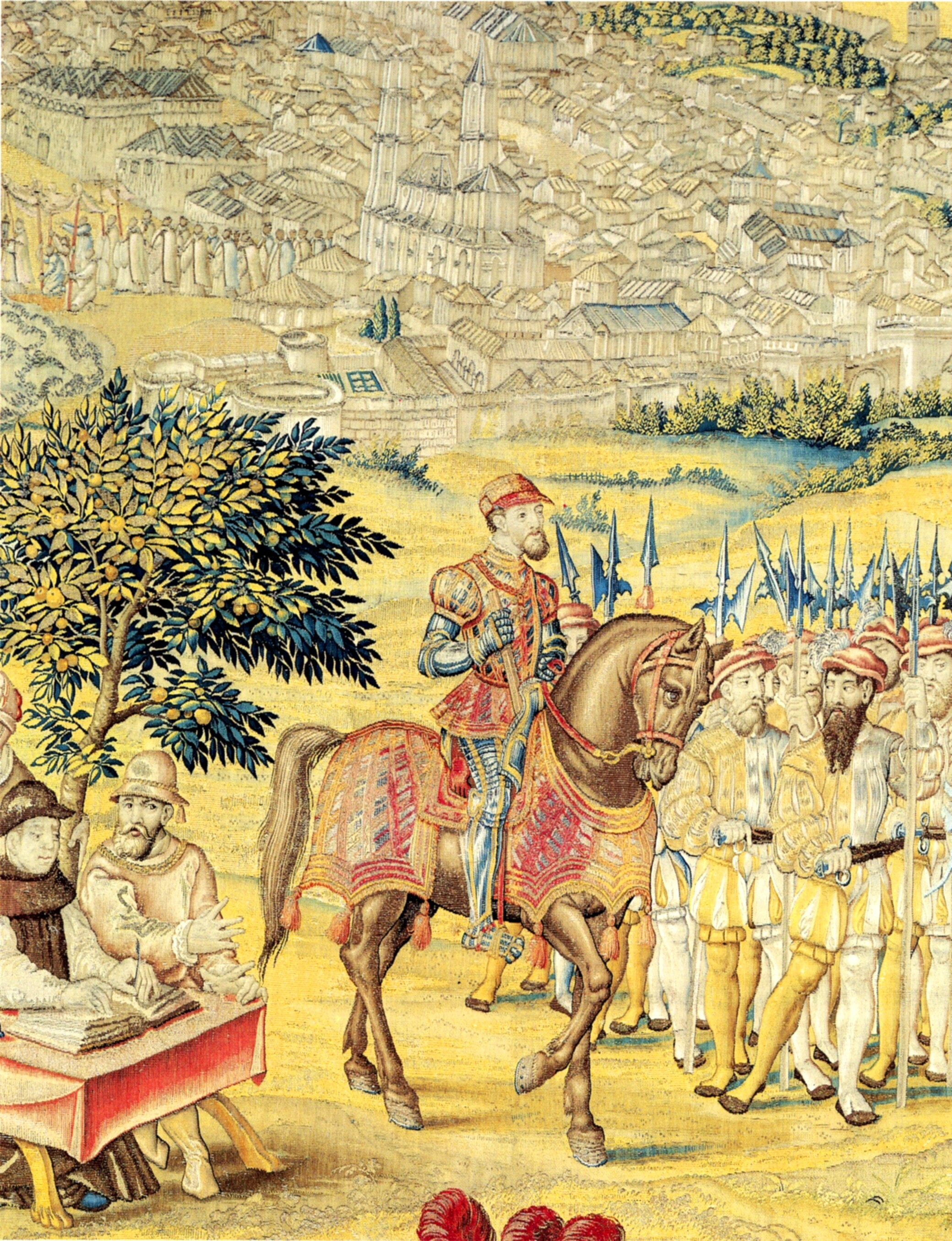
ارتكب جيشُ شارلكانَ بعدَ دخولِهِ مدينةَ تونسَ مذابحَ مرَوِّعَةً، فوصلَ عددُ القتلى إلى ثلاثينَ ألفاً، واستُرِقَّتْ عشرةُ آلافِ امرأةٍ وطفلٍ حتى قيلَ إنَّ قوائِمَ فرسِ شارلكانَ اصطَبَغَتْ بالدَّمِ منْ أشلاءِ الضَّحايا المتناثرةِ في شوارعِ المدينةِ وأزقَّتِها.

وَفَدَ السلطانُ الحفصيُّ إلى معسكرِ شارلكانَ، وتذكرُ المصادرُ أنَّهُ خرَّ على قدميْهِ وقبَّلَ رجليْهِ، وشرعَ يحشُدُ قوَّاتٍ كبيرةً للنّزال. في أولِ اشتباكٍ لخيرِ الدينِ معَ الأعداءِ فَقَدَ ألفيْنِ وخمسمئةِ جنديٍّ. كانتْ جميعُ المؤشِّراتِ تشي بأنْ ليسَ بوسْعِهِ الاستمرارُ بمنْ تبقَّى معَهُ منْ جندٍ وعددُهُم سبعةُ آلافٍ ومئتينِ فضلاً عن شدَّةِ الحرِّ إذْ كانتِ المعاركُ في عزِّ الصيفِ. بعدَ آخرِ هجومٍ على العدوِّ أرادَ خيرُ الدينِ الانسحابَ إلى المدينةِ إلا أنَّهُ فوجِئَ بإغلاقِهَا أبوابَها في وجهِهِ، لقدْ انقلبَ عليهِ المتطوِّعُونَ البدوُ وعددُهُم ستةُ آلافٍ وقامُوا بينما كانَ خيرُ الدينِ يقاتلً ورجالُهُ أمامَ الأسوارِ بفتحِ أبوابِ السجونِ لينطلقَ منها عشرةُ آلافِ أسيرٍ أجنبيٍّ كانَ على رأسِهِم لفتحِ الأبوابِ أسيرٌ نصرانِيٌّ تحوَّلَ حديثاً إلى الإسلامِ يُدعى جعفرُ فاندفعَ الأسرى منْ زنازينِهِمْ متفرّقينَ في أنحاءِ المدينةِ وسيطرُوا عليها، وهكذا وقعَ خيرُ الدينِ ورجالُهُ بين ناريْن. حزمَ خيرُ الدينِ أمرَهُ وفي هجومٍ كبيرٍ أخيرٍ بهدفِ تشتيتِ صفوفِ جيشِ شارلكانَ والنجاةِ من الحصارِ استطاعَ بجنودِهِ البواسلَ تمزيقَ صفوفِ الأعداءِ بمنتهى الشجاعَةِ، وشقَّ طريقَهُ حتى عُنّابةَ شرقَ الجزائرِ حيثُ كانتْ تنتظرُهُم أربعَ عشرةَ سفينةً حربيةً. في هذهِ المعركةِ الضاريةِ سقطَ الآلافُ منْ جنودِهِ، لكنَّهُ نجا ولمْ يبْقَ معَهُ سوى آيدينِ ريَس وسنانِ ريّس وبضعةِ آلافٍ منَ البحّارةِ المثخنينَ جراحاً. وفي الطريقِ تُوفِّيَ قائدُهُ المتمرسُ آيدينُ ريّس غرقاً.
وإذْ دخلَ شارلكانُ تونسَ قامَ بمذبحةٍ مُرَوِّعَةٍ [على الرَّغْمِ منْ أنَّ الملكَ الحفصيَّ دخلَهَا قبلَهُ بيومٍ أو بضعةِ أيامٍ وأمَّنَ الناسَ على أرواحِهَمْ وأملاكهِمْ]. فقُتِلَ ثلاثونَ ألفاً، واستُرِقَّتْ عشرةُ آلافِ امرأةٍ وطفلٍ، وخُرِّبَتْ المساجدُ والمدارسُ وحتى المقابرُ ونُهِبَتْ محتوياتُ القصورِ والدّورِ، وحُرِّقَتْ آلافُ المخطوطاتِ والكتب. [يذكرُ المؤرخُ التونسيُّ ابنُ أبي الضيافِ أنَّ ثُلُثَ سكّانِ تونسَ أُبيدُوا وثُلُثُهُم أُسِرُوا، وطُمِسَتْ معالمُ المدينةِ تماماً]. كانتْ نتيجةُ الحملةِ تنازُلَ الحفصيِّ عن حلقِ الوادي وبنزرتَ وعُنَّابَةَ للإسبانِ، والسماحَ لهُمُ بالسُّكْنى في أنحاءِ البلادِ، وأتاوةً سنويَّةً اثنا عشرَ ألفَ دوقةٍ ذهبيّة.
بانسحابِ خيرِ الدينِ منْ تونسَ -التي بقيتْ تحتَ سيطرتِهِ أحدَ عشرَ شهراً- وسقوطِها بيدِ شارلكانَ خضعَ الحفصيُّونَ للإسبانِ فيما بقيتْ مناطقُ تونسَ الجنوبيَّةِ وسواحِلُها الشرقيَّةُ خاضعةً لبربروس. انسحبَ خيرُ الدينِ من عُنَّابَةَ إلى الجزائرِ، ومنْ ثَمَّةَ خرجَ في ثِنْتَيْنِ وثلاثينَ قطعةً بحريَّةً حتى أرخبيلِ البليارِ وتمكَّنَ منْ أسْرِ خمسةِ آلافٍ وخمسمئةٍ منْ ميناءَيْ ماهون وبالما. بعدئذٍ أوغلَ إلى المحيطِ الأطلسيِّ وطافَ في خليجِ قادشَ (كديز Cádiz) جنوبَ غربِ إسبانيا، ثمَّ قامَ بتخريبِ ميناءِ فارو جنوبَ البرتغالِ، واستولى في سواحلِ فارو على سفينةٍ برتغاليَّةٍ كبيرةٍ ذاتِ ستةٍ وسبعينَ مدفعاً وعلى متْنِهَا ثلاثمئةِ بحارٍ ويدفَعُها مئاتُ الجدّافينَ، كانتْ قادِمةً منَ الهندِ محمَّلَةً ببضائعَ قيّمةٍ إضافةً إلى ستةٍ وثلاثينَ ألفَ دينارٍ ذهبيٍّ. عقبَ إقامةٍ قصيرةٍ في الجزائرِ عيَّنَ ربيبَهُ (ابنَهُ المعنوي) حسنَ آغا نائباً لهً على إيالةِ الجزائرِ وتوجَّهَ إلى الأستانةِ في 13 ربيع الآخر 942هـ/10 أكتوبر/تشرينُ الأوَّلُ 1535م، وبخروجِهِ منَ الجزائرِ هذهِ المرَّةِ أضحتْ حياتُهُ غيرَ مرتبطةٍ بالشمالِ الإفريقي، لكنْ بالتاريخِ العثمانيّ.

### الحربُعلىالبندقيةِ
خرجَ خيرُ الدينِ إلى الأستانةِ فيما غدتْ تونسُ محميةً إسبانيةً. بعدَ وصولِهِ مَثُلَ بينَ يدَيْ السلطانِ وقدَّمَ لهُ تقريراً مفصَّلاً بما حَصَلَ، وقامَ بعددٍ منَ الزياراتِ الرسميَّة. اتَّجَهَ بعدَ ذلكَ إلى الترسانةِ العامرةِ (مصانعِ بناءِ السفنِ) لمتابعَةِ ما جَرى منْ تطوُّراتٍ في غِيابِهِ، وأمرَ كبيرَ المهندسينَ ببناءِ ثلاثينَ قادِساً لتكونَ جاهزةً معَ موعدِ الخروجِ برفقةِ السلطانِ سليمانَ في حملتِهِ الهمايونيَّةِ السابعة.

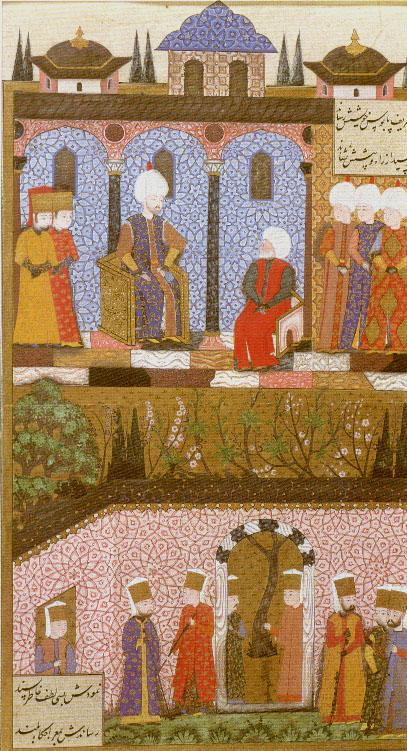
السلطانُ يقابلُ خيرَ الدينِ في قصرِ طوب قابي سراي. منمنمةٌ منْ «سليمانْ نَامَه» Suleymanname، الكتابُ الذي يؤرخُ لحكمِ سليمانِ القانونِيّ.

كانتْ مياهٌ كثيرةٌ قدْ جرتْ تحتَ الجسورِ منذُ عقْدِ معاهدةِ الصلحِ بينَ الدولةِ العليَّةِ والبندقيّةِ عامَ 1502م. جاءَ انتصارُ سليمٍ الأوَّلِ على الصفويّينَ (1514م)، وضمِّ الشامِ (1516م) ومصرَ (1517م) وانضمامِ الحجازِ -تحتَ سلطةِ الأسرة الشريفيَّةِ- (1517م)، والجزائرِ -تحتَ سلطةِ الأخوَيْنِ بربروسَ- (1517م) إلى الدولةِ العثمانيَّةِ -التي امتدَّ نفوذُهَا إلى المحيطِ الهنديِّ ما جعَلَها في مواجهةٍ مباشرةٍ معَ البرتغاليّينِ- والفتوحاتُ التي تكادُ لا تتوقَّفُ في أوروپا (إقليمُ الرومَلِي)، جاءَ كلَّهُ ليجعلَ منَ الدولةِ العثمانيَةِ إمبراطوريةً عالميَّةً وأكبرَ قوَّةٍ بريَّةٍ في أوروپا. وُلِدَتْ استراتيجيَّةُ سليمانَ القانونيِّ منْ مبدأِ ضرورةِ فرضِ نفوذٍ بحريٍّ عثمانيٍّ يتناسَبُ والوضعَ الدولِيَّ الجديدَ الذي فرضَهُ التوسُّعُ العثمانِيُّ شرقيَّ البحرِ المتوسِّطِ وجنوبِيَّهُ وشرقَ أوروپا، واستغلالِ الوضعِ السياسيِّ العامِّ في أوروپا المنْقَسِمَةِ على ذاتِها بسببِ الحركةِ البروتستانتيَّةِ التي أشعلَها مارتنُ لوثرِ (1517م) فضلاً عنْ الصراعاتِ بينَ ملوكِها (كالعداءِ الطويلِ شديدِ اللَّدَدِ بينِ شارلكانَ الإمبراطورِ الرومانيِّ المقدَّسِ وفرنسوا الأوَّلِ الملكِ الفرنسِيِّ)، وحقيقةِ تقلُّصِ نفوذِ إسبانيا البحرِيِ كثيراً غربَ المتوسِّطِ بعدَ ما قامَ بهِ الأخوانُ بربروسُ في تونسَ والجزائرِ.
كانتْ جمهوريَّةُ البندقيَّةِ لقرونٍ متطاولَةٍ القوَّةَ البحريَّةَ الأولى شرقَ المتوسِّطِ، وكانَ وجودُها راسِخاً منْ خلالِ قواعدِها المنتشرَةِ في البحرِ الأيونيِّ وبحرِ إيجَه وشرقِ المتوسِّطِ وأهمُّها قبرصَ (سقطتْ عامَ 1571م) وإقريطِشَ أو كريتَ (سقطتْ عامَ 1645م). والأهمُّ سيطرتُها على بحرِ إيجَه بوّابَةِ الدخولِ إلى بحرِ مرمرة ما يجعلُ الطريقَ البحريَّ إلى الأستانةِ مهدِّداَ حالَ الحربِ ويضعُ شبهَ جزيرةِ المورةِ (أو البيلوبونيزَ البرَّ اليونانيَّ الرئيسيَّ) تحتَ تهديدِ الأسطولِ البندقيِّ (فُتِحَ آخرُ معْقِليْنِ للبندقيةِ في المورةِ صيفَ العامِ 1538م). عَزَمَ العثمانيُّونَ على إنهاءِ هذهِ السيطرةِ أو على الأقلِّ تقليصَها قدْرَ المستطاعِ وذاكَ هدفُهُم الاستراتيجيَّ الأوَّلَ منَ شنِّ الحربِ على البندقيَّةِ. يجدرُ القولُ إنَّ سياسةَ البندقيَةِ كدولةٍ قائمةٍ على التجارةِ الدوليَّةِ ابتغتِ السلامَ والحفاظَ على أمانِ الطرقِ البحريَّةِ، وهدَفَ أسطولُها إلى الرَّدعِ عنْ تهديدِ قوافِلِها البحريَّةِ، فلمْ تتّبعْ سياسةً عِدائيَّةً تجاهَ المسلمينَ بعكسِ فرسانِ رودسَ (1310-1522م) (أوْ فرسانِ مالطا بَدْءَاً منْ 1530) وإسبانيا في المتوسِّطِ، والبرتغالِ في المحيطِ الهنديِّ، وهيَ لنْ تُسهمَ في العصبةِ المقدَّسَةِ (بالإنجليزية: "The Holy League-1538") ضدَّ الدولةِ العثمانيَةِ إلا بعدَما أعلنتْ هذهِ الأخيرةُ الحربَ عليها وبدأتْ بتجريدِها منْ ممتلكاتِها البحريَّةِ، وعقِبَ كثيرٍ منَ المداولاتِ والنّقاشِ في مجلسِ الشيوخِ (السيناتو) (بالإنجليزية: The Venetian Senate).
بعدَما تمَّ توسيعُ الأسطولِ وتحديثِهِ أعلنتْ الدولةُ العثمانيَّةُ سنةَ 1537م الحربَ على البندقيَّةِ بعدَ صلحٍ دامَ خمساً وثلاثينَ سنةً بدعوى تقديمِ البندقيَّةِ المساعدةَ المستمرَّةَ خُفْيَةً لإسبانيا، ورفضِها دعوةَ الديوانِ الهمايونيِّ للدخولِ في التحالفِ الفرنسيِّ العثمانيِّ، لكنَّ سببَها الرئيسَ تقليصُ النفوذِ البندقيِّ شرقَ المتوسِّطِ لصالحِ ترسيخِ النفوذِ البحريِّ العثمانيِّ. وفي الواقعِ فإنَّ الفترةَ (33-1537م) بما فيها حملةُ خيرِ الدينِ على تونسَ ما كانتْ إلا مرحلةً وسيطةً ريثما تنتهي تهيئةُ الأسطولِ استعداداً لهذهِ الحربِ.

### حملةُأوترانتووكورفووبحرِإيجه

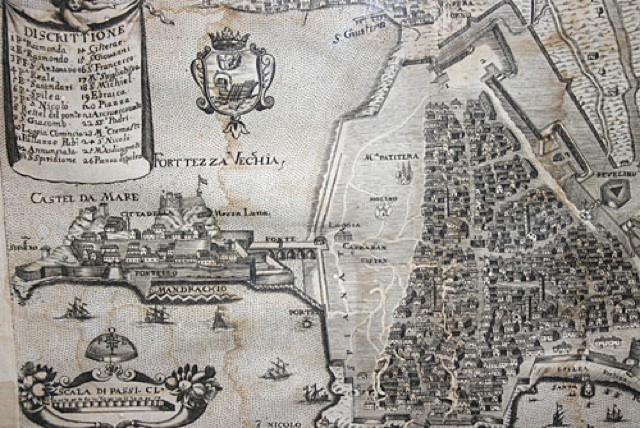
الأسطولانِ العثمانيِّ والفرنسيِّ في حصارِ جزيرةِ كورْفو، أوائلَ سبتمبر/أيلول 1537م.

في 1 ذو الحجة 943هـ/11 مايو/أيَّارَ 1537م خرجَ خيرُ الدين بعمارةٍ بحريَّةٍ نحوَ أوترانتو وجزيرةِ كورْفو الاستراتيجيَّةِ غربَ اليونانِ والمشرفةِ على مضيقِ أوترانتو (بينَ ألبانْيَا وإيطالْيا بعرضِ 72 كم)، وكانَ سقوطُهَا يعْني تقييدَ حركةِ الأسطولِ البندقيِّ -ولاسيَّما التجاريِّ- بينَ البندقيَّةِ (كانَ البحرُ الأدرياتيكيِّ يُعَدُّ بحرَ البندقيَّةِ بامْتيازٍ لسيطرتِها على سواحِلِهِ؛ ويسمَّى بحرَ البنادقةِ) والبحرِ المتوسِّطِ، ولَحِقَهُ السلطانُ سليمانُ بالجيشِ بعدَ ستَّةِ أيامٍ في 7 ذو الحجة/17 مايو/أيار. تألّّفَتِ العمارةُ منْ مئتيْنِ وثمانينَ قطعةً بحريَّةً عليها ثلاثونَ ألفَ جدَّافٍ، وعشراتِ الألوفِ منْ جنودِ البحريَّةِ، وأربعةَ آلافِ جنديٍّ إنكشاريٍّ، وستمئةِ مدفعٍ برّيٍّ، وعدةِ آلافٍ منْ السباهيَّة (الفرسانِ). في 11 يوليو/تمُّوزُ دخلَ الأسطولُ العثمانيُّ خليجَ آفلونيا قبْلَ السلطانِ بيومَيْنِ، ثُمَّ اجتازَ مضيقَ أطرانط أوْ أوترانتو المدخلُ إلى بحرِ الأدرياتيكِ. كانتْ مُهِمَّتَهُ تأمينَ الحصارِ البحريِّ ونقلَ الجندِ والمساندةَ بالقصفِ البحريِّ فيما يُنْجِزُ الجيشُ الفتحَ. احْتُلَّتْ أوترانتو في 23 يوليو/تمُّوز 1537م (التابعةَ لمملكةِ ناپولي على البرِ الإيطاليِّ) لمدةِ شهرٍ، لكنَّ الحصارَ البحرِّيَ العثمانيَّ-الفرنسيَّ على كورْفو لمْ يُفْلِحْ في احتلالِها لمناعةِ دفاعاتِها. يذكرُ خيرُ الدينِ في مذكراتِهِ معركةًً عقِبَ دخولِهُ الأدرياتيكَ إذْ لمَحَ عمارةً بندقيَّةً كبيرةً، فَشَنَّ هجوماً عليها، فأغرقَ أربعةَ عشرَ قادِسَاً، واستوْلى على ستَّةَ عشرَ قادِسَاً آخرَ، فيما لاذَتِ البقيَّةُ بالفرار.
قضتِ الخطةُ الموضوعَةُ بأنْ يغزُوَ العثمانيُّونَ إيطالْيا منَ الجنوبِ فيما يدخُلُهَا فرانسوا الأوَّلُ منَ الشمالِ الغربيِّ، لكنَّ الفرنسيِّينَ حقَّقُوا نجاحاً باهتاً عندَ التنفيذِ وأوْقَفَتْهُمُ القوَّاتُ الجنويَّةُ، فلمْ يلبثْ السلطانُ طويلاً وقفَلَ راجعاً إلى الأستانةِ برَّاً، وأوكلَ خيرُ الدينِ القسمَ الأكبرَ منَ الأسطولِ للُطْفي باشا ليعودَ بِهِ، وتوجَّهَ هوَ للغزوِ.
كانَ على خيرِ الدينِ متابعةُ الصراعِ بينَ الدولةِ العثمانيَّةِ والبندقيَّةِ في البحرِ. فغادرَ كورْفو على رأسِ ستِّينَ أوْ سبعينَ سفينةً وقامَ بغزوِ جزيرةِ «كيفالونيا» (غربَ اليونانِ والتابعةِ لها حاليّاً)، ثُمَّ هاجمَ جزيرةَ «كيثيرا» مابينَ كريتَ والمورةِ، وغَنِمَ منها غنائِمَ كثيرةً، ثُمَّ حاصرَ بعضَ الجزرِ عندَ خليجِ أجانيطس لثلاثةِ أيامٍ قبلَ أنْ يحوزَها. ثُمَّ هاجمِ جزرَ «مرتد» و«باروس» و«أنتيباروس» (اليونانيَّةَ اليومَ) في بحرِ إيجه واستولى عليها. ثُمَّ «جزر كيكلاد» في سبتمبر/أيلولَ 1537م الاستراتيجيَّةِ جنوبَ بحرِ إيجه وكانتْ تُحْكَمُ منْ قِبَلِ «دوقيّةِ الأرخبيلِ» التابعةِ للبندقيَّةِ. تَجوّلَ خيرُ الدينِ في الجزرِ واحدةً تلْوَ أخرى وأجبَرَ الدوقَ "جيوفاني الرابع كريسبو" على إعلانِ تبعِّيَتَهُ للعثمانيّينَ وتسديدِ خمسةِ آلافِ ليرةٍ ذهبيَّةٍ ضريبةً سنويَّةً، كما تمكَّنَ منَ السيطرةِ على عددٍ منَ الجزرِ مثلَ «سيروس» و«نيوس» و«تينوس» و«بطمس» و"جياروس" و«أستيباليا».

### الحلف الصليبي، ومعركة بروزة

#### الخلفيةُالسياسيَّةُ

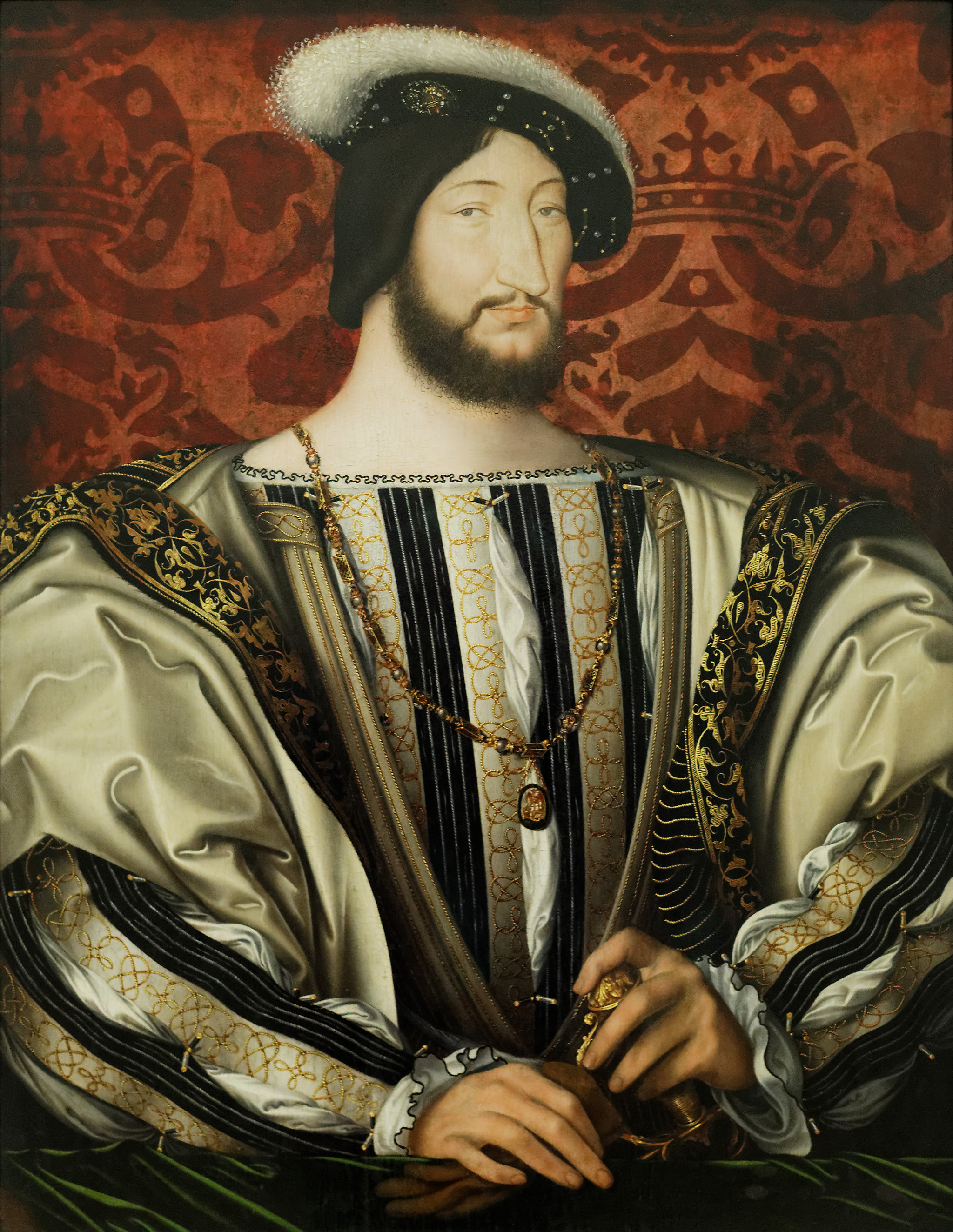
فرانسوا الأوَّلُ عامَ (1530م). ريشةُ جان كلُوِه.

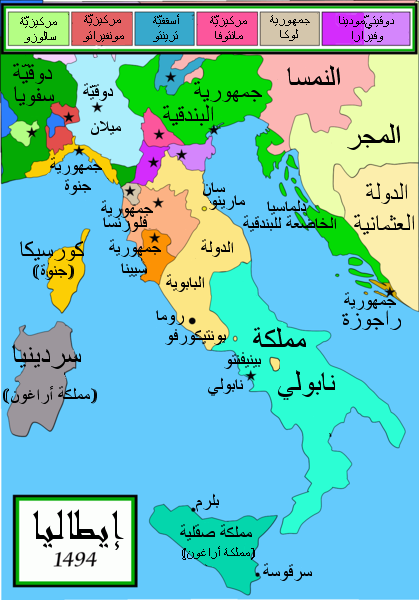
الفسيفساءُ السياسيَّةُ الإيطاليَّةُ إِبَّانَ عصرِ النهضةِ.

اندلعتِ الحربُ الإيطاليَّةِ (36-1538م) بينَ افرانسوا الأوَّلِ (حَكَمَ 15-1547م) وشارلكانَ بسببِ وفاةِ افرنشيسكو اسفورزا دوقِ ميلانَ (1535م) دونَ وريثٍ وانتقالِ الدوقِيَّةِ الغنيَّةِ إلى ابنةِ أختِهِ زوجةِ شارلكانَ. اهْتَبَلَ العثمانيُّونَ الفرصةَ فأعلنُوا حرباً -كانُوا يحضِّرونَ لها منذُ زمنٍ- على البندقيَّةِ (1537م)، وقامُوا بغزوِ البرِّ الإيطالْيَ منَ الجنوبِ الشرقِيِّ فيما كانَ على الفرنسيّينَ غزوُها منَ الشمالِ الغربيِّ، الحملةُ التي لمْ تُحقِّقْ كاملَ النَّجاح. في ظلِّ وجودٍ عثمانيٍّ ضاغطٍ شرقَ أوروپا وعلى أمْواهِ المتوسِّطِ، وبوجهِ مدٍّ بروتستانتيٍّ متصاعِدٍ في ألمانْيا، واسكنديناڤيا، وفرنْسا، وسويسرا، والأراضي المنخفضةِ، وفصْلِ [[إنجلترا عنِ الكنيسةِ الكاثوليكيةِِ (1534م) على يدِ هنري الثامنِ بموجبِ «قانونِ السيادةِ» الذي قرَّرَ أنَّ الملكَ أعلى سلطةٍ كنسِيَّةٍ وجدتِ البابويَّةُ نفسَهَا معَ شارلكانَ أقوى عاهلٍ كاثوليكِيٍّ. سعى البابا بولسُ الثالثُ لعقدِ حلفٍ مقدَّسٍ أوِ العصبةُ المقدَّسَةُ (1538م) (بالإنجليزية: "The Holy League-1538") ضدَّ العثمانيّينَ ضمَّ إسبانيا والبندقيَّةَ والدولةَ البابويَّةَ وجمهوريةَ جنوا وفرسانَ مالطا ومملكتَيْ ناپولي وصِقِلَّيَةَ التابعتَيْنِ للإمبراطورِ. هذا الحلفُ الذي انْعقدَ في فبرايرَ/شباطَ (1538م).
أمْلتِ الحلفَ ضروراتٌ سياسيَّةٌ. كانَ كلُّ طرَفٍ في حاجةٍ لا غنى عنْها للآخرِ، كانَ موقفُ البندقيَّةِ حرِجَاً فمِنْ ناحيةٍ هيَ بحاجةٍ لكلِّ عوْنٍ -ومنْ شارلكانَ خصوصاً- في مواجهةِ العثمانيّينَ، ومنْ ناحيةٍ لا تريدُ خسارةَ تجارتِها الشرقيَّةِ في المتوسِّطِ التي تبْدَأ منْ مواني مصرَ والشامِ، وهيَ لم تبذلِ الأموالَ عبرَ رجالِها في دهاليزِ المؤسسة البابوية لحثِّ البابا لإنشاءِ الحلفِ إلا مُكْرَهةً بعدما أعلنَ العثمانيُّونَ الحربَ عليها، ولكنْ كانَ عليها الإسراعُ لأخْذِ المبادرةِ منْ أيديهِم، وخاصَّةً بعدما استوْلى الجيشُ العثمانيُّ بالتعاونِ معَ الأسطولِ على سلسلةِ حصونٍ في دالماشيا (صيفَ 1538م) تابعةٍ لآلِ هابسبورڃ (النِّمْسا) فزادتْ خشيةُ البنادقَةِ من تطلُّعاتٍ للسيطرةِ على الأدرياتيكِ الذي يعتبرونّهُ بمنزلةِ مياهِهِم الإقليميَّةِ.

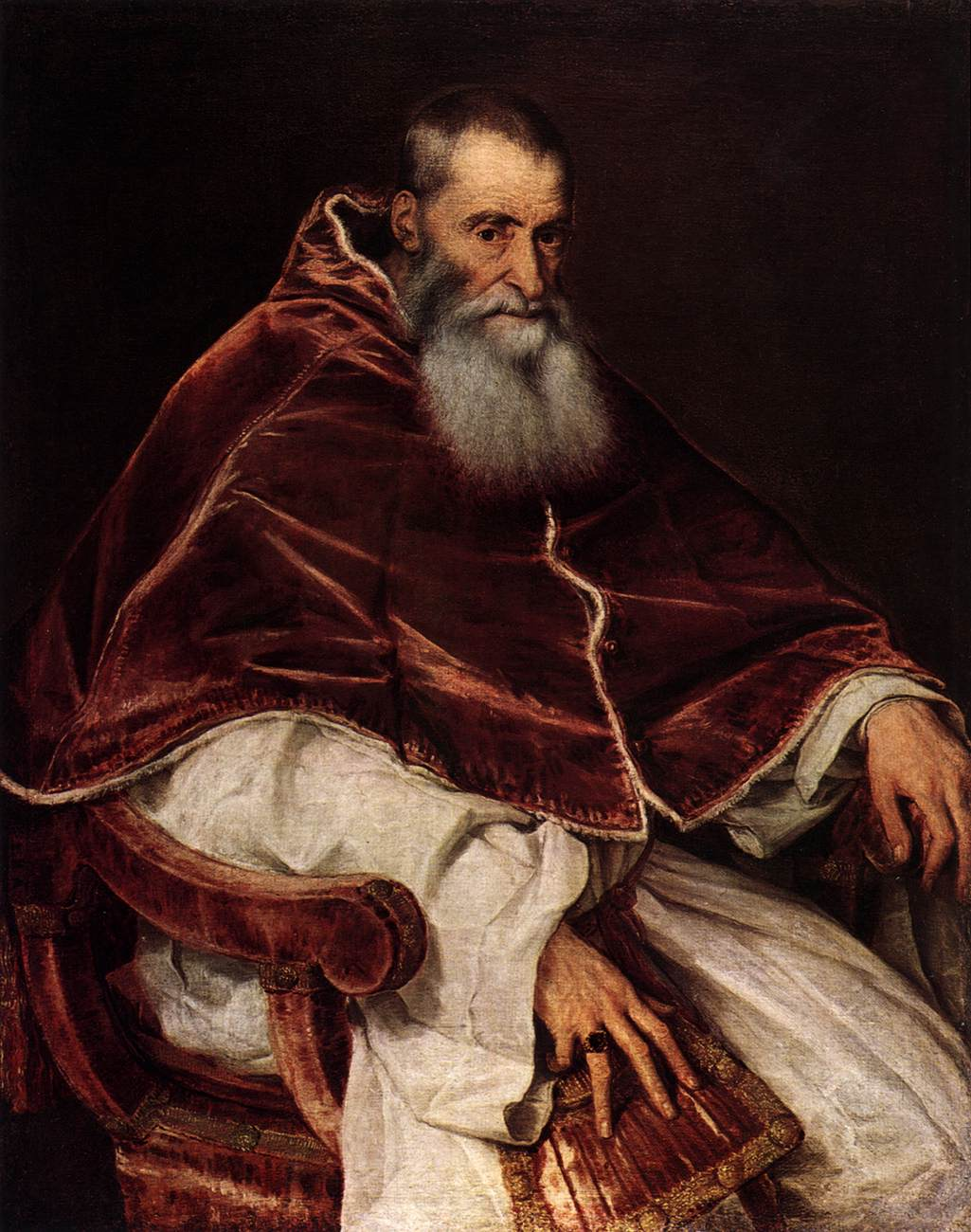
بولسُ الثالثُ بريشةِ الرسّامِ البندقِيِّ الشهيرِ منْ عصرِ النهضةِ «تيتيان».

كانَ شارلكانُ في عداءٍ على طولِ الخطّ معَ الدولةِ العليَّةِ وهوَ الذي ما فَتِئَ منذُ ربعِ قرنٍ يخسرُ مواقعَ لصالحِها في المتوسِّطِ والجزائرِ على يدِ الأخويْنِ بربروسَ، وفي شرقِ أوروپا ووسطها (حصارُ ڤيينَّا عامَيْ 1529، و1532م مَثلاً) وكانتِ الحدودُ العثمانيّةُ تبعدُ أقلَّ من مئةِ ميلٍ عن ڤيينا التي بقيَ بلاطها يؤدي جزيةً سنويّةً للأستانةِ حتى عامِ 1606.
أملَ شارلكانُ منْ هزيمةِ العثمانيّينَ -فضلاً عنْ تكريسِ زعامَتِهِ كأكبرِ مدافعٍ عنِ العالمِ الكاثوليكِيِّ- تحجيمَ حليفِهِمْ الفرنسِيّ، ولكنْ توجَّبَ عليه تأمينُ ظهرِهِ منْ جهةِ الفرنسيّينَ وتهديدِهِمْ لومبارْدِيا وشمالِيَّ إيطالْيا، وكانَ جليّاً أنْ لا أحدَ يمكنُهُ التوسُّطَ في ذلكَ سوى البابا فكانتِ هدنةُ نيسَ (بالإنجليزية: Truce of Nice) في 18 يونْيو/حُزَيْرانَ 1538م بينَ الخصْمينِ اللّدودَيْنِ والتي مُرِّرَتْ بمساعٍ دبلوماسيّةٍ حثيثةٍ ومكثَّفةٍ من البابا شخصِيّاً (معَ رفْضِ فرنسوا الأوَّلِ الاجتماعَ بشارلكانَ كانَ على بولسَ الثالثِ الذي ناهزَ السبعينَ أنْ ينتقلَ مراتٍ منْ غُرفةٍ لأخرى جيئةً وذِهاباً لإتمامِها)، الأمرُ الذي أتاحَ لشارلكانَ التفرُّغَ لحربِهِ المقبلةِ، ولنلاحظْ أنَّ إسراعَ خيرِ الدينِ بالإقلاعِ كانَ بعدَ عِلْمِ الأستانةِ بمفاوضاتِ الهدنةِ أو عقِبَ إبرامِها بأيامٍ.

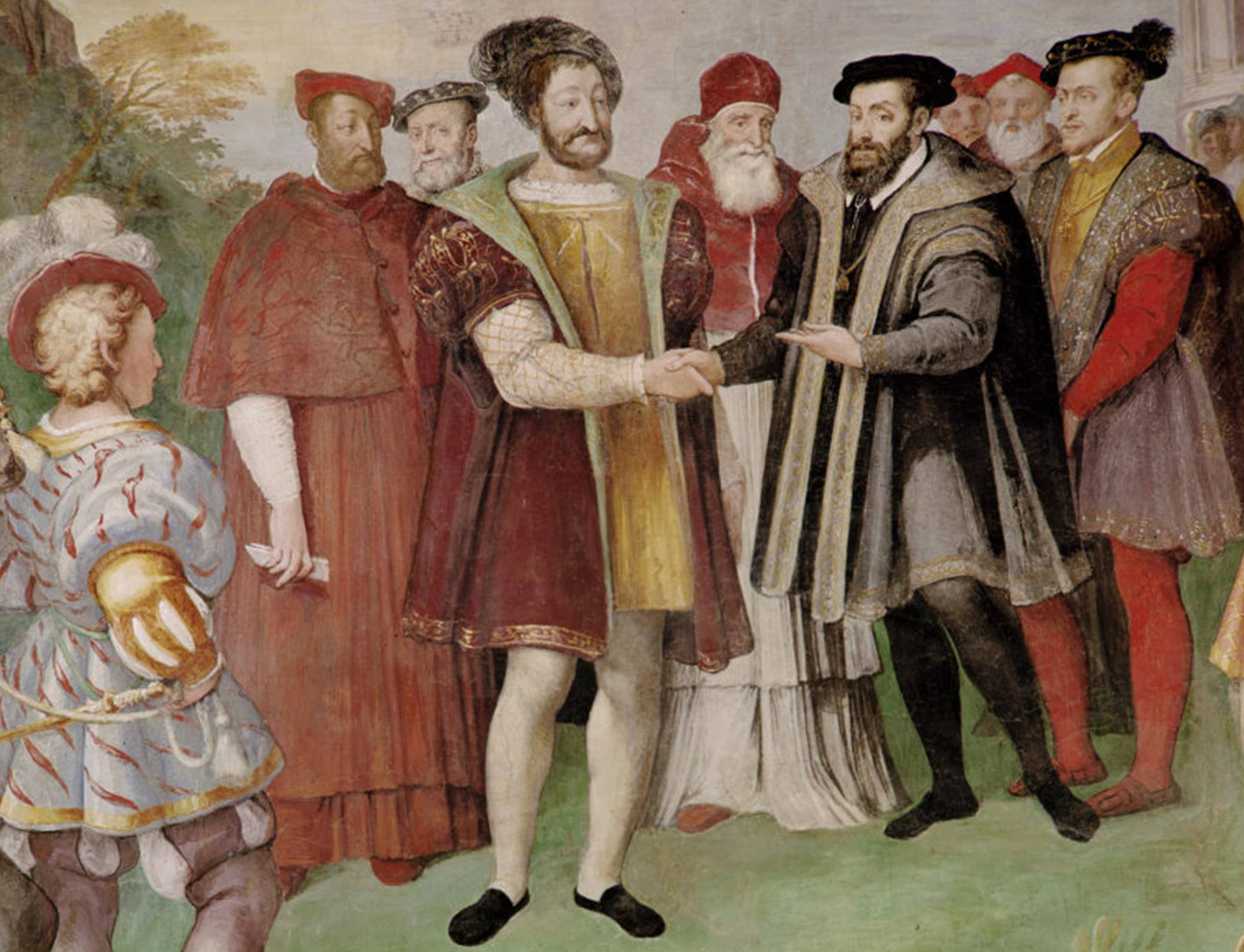
لوحةٌ تخيّليّةٌ تُصوِّرُ عقدَ «هدنةِ نيسَ» بينَ فرانسوا الأوَّلِ وشارلكانَ ويبدو بولسُ الثالثُ بينَهُما. في الواقعِ رَفَضَ فرانسوا الأوَّلُ مقابلةَ شارلكانَ ووُقِّعَتِ الهدنةُ في غرفٍ منفصلة.

كانَ بولسُ الثالثُ (بالإنجليزية: Paul III) (حَبْريّته 34-1549م) بحاجةٍ للحلفِ ليسَ لإيقافِ المدِّ العثمانِيِّ الذي بدا جائِحاً فحسبُ، ولكنْ لتأمينِ السواحلِ الإيطاليَّةِ أيضاً (حيثُ التهديدُ مباشَرٌ للدولةِ البابويَّةِ)، وبما أنَّهُ لا يستطيعُ عقدَهُ ضدَّ دولةٍ كاثوليكيّةٍ كفرنسا فقدْ أملَ منَ النَّصرِ على العثمانيّينَ بفسخِ عُرى الشراكةِ بينَهُمْ وبينَ فرنْسا وربّما تطويرُ هدنةِ نيسَ -التي وقَّعَها فرانسوا الأوَّلُ على مضضٍ- إلى صلح. كانتْ صفةُ «القداسَةِ» ومنْحُها البركةَ منَ البابا إيقاداً للروحِ الصليبِيَّةِ التي ظلتْ جمْراً تحتَ الرَّمادِ منذُ أيامِ الصليبيّات (بالإنجليزية: Crusades)، على أنَّ توجُّهاتِ كلِّ طَرَفٍ وسياساتِهِ بقيتْ -كالعادةِ- تحكُمُها المصالحُ (قصيرةُ النظرِ أحياناً كثيرة).
سعى الحلفُ المقدَّسُ بزعامةِ البابويَّةِ والبندقيَّةِ وشارلكانَ لتحجيمِ الدورِ البحريِّ العثمانِيِّ المتنامِي في المتوسِّط، وأجمعَ الحلفاءُ أمرَهُمْ على هدفيْنِ رئيسَيْنِ؛ عَزْمُ البندقيَّةِ على استعادةِ ممتلكاتِها التي فتحَها العثمانيّونَ مؤخَّرَاً، واستعادةُ شارلكانَ سيطرتَهُ على الجزائرِ، أو -أقلُّهَا- استعادةُ نفوذِهِ البحريّ غربَ المتوسِّطِ.
كانتِ الاستراتيجيَّةُ العثمانيَّةُ البحريَّةُ بناءَ أسطولٍ يوازي منْ حيثُ الكفاءةُ مجموعَ أساطيلِ الدولِ المتوسطيَةِ الأخرى، وسواءٌ كانَ ذلكَ اقتراحَ السلطانِ سليمانَ أوْ خيرِ الدينِ فقدْ أثبتَتْهُ الأحداثُ صحَّةً وبُعدَ نظرٍ، فأتتْ معركةُ بروزةَ كما معركةُ ليبانتَ (1571م) منْ بعدُ برهاناً عليهِ [تلكَ أيضاً غدتِ الاستراتيجيَّةَ البحريَّةَ لبريطانيا حتى الحربِ العالميَّةِ الأولى]، مثلما أثبتَتِ اسْتراتيجيَّةُ اللعبِ على الصّراعاتِ بينَ الملوكِ الأوروپيينَ نجاعَتَها كما في التحالفِ مع فرنسا الذي يُقالُ إنَّ خيرَ الدينِ كانَ منْ مؤيِّديه.

#### الإغارةُعلىكريتَ
صيفَ عامِ 945هـ/1538م خرجَ خيرُ الدينِ مجدَّداً إلى بحرِ إيجه لكنَّ الرحلةَ هذهِ المرَّةَ كانتْ محفوفةً بمصاعبَ غير مسبوقةٍ. كانَ يدركُ ضرورةَ زيادةِ عددِ السفنِ وتحديثِ القديمِ منها، ففي كلِّ حملةٍ ينبغي تركُ جزءٍ منَ الأسطولِ على السواحلِ للحمايةِ فيما يكونُ جزءٌ آخرُ خارجَ الخدمةِ خاضعاً للصيانةِ، وزيادةُ الفتوحِ البحريَّةِ تتطلَّبُ زيادةَ عددِ قطعِ الأسطولِ العاملةِ وزيادةُ سفنِ الإمدادِ والتموينِ (للمهامِّ التعبويَّةِ واللوجستيَّةِ). كانَ قدْ وجّهَ لبناءِ سفنٍ جديدةٍ وتحديثِ السفنِ العاملةِ على الفورِ وأملَ بالانتهاءِ منْ مئةِ سفينةٍ في أسرعِ وقْتٍ، لكنْ وبينا كانتِ السفنُ تقاربُ الانتهاءَ طُلِبَ منْهُ الخروجُ على وجهِ السرعةِ، ويبدو أنَّهُ أبْدى اعتراضاً لأنَّ السفنَ لمْ تجهزْ بعد. تزعُمُ بعضُ المصادرُ أنَّ بعضَ وزراءِ الديوانِ لجؤوا لحيلةٍ لحثِّهِ، فأشاعُوا خبراً مفادُهُ أنَّ أنْدِرْيا دوريا وصَلَ إقريطشَ (كريتَ) وهوَ يتربَّصُ معَ أربعينَ سفينةً لبعثةِ صالحِ ريِّس (عشرونَ قطعةً) في أوْبَتِهِ منْ مصرَ (وكانَ في بعثةٍ لحملِ هدايا سلطانِ كوجاراتَ الهنديِّ للسلطانِ سليمانَ والتي أرسلَهَا إلى مصرَ)، لكنَّ هذا التفسيرَ واهٍ إنْ لمْ يكُ ساذَجاً لبعدِهِ عنِ الرَّبْطِ معَ مستجدّاتِ الأحداث. أمّا الأرجحُ فإنَّ العثمانيّينَ قدْ علمُوا بطبيعةِ الحالِ عنْ طريقِ استخباراتِهِم في أوروپا ومنْ حليفِهِمُ فرانسوا الأوَّلِ بأمرِ الحلفِ المقدَسِ (سبعِ دولٍ) ضدَّ الدولةِ العثمانيَّةِ (فبرايرُ/شباطُ 1538م) بمساعِي بابا روما هادِفَاً لاتحادِ أكبرِ قوَّتَيْنِ أورپّيَتَيْنِ بحريَّتَيْنِ في المتوسِّطِ البندقيَّةِ وإسْبانيا بغيةَ تدميرِ الأسطولِ العثمانيِّ قبلَ أنْ يستفحِلَ خطرُهُ أكثرَ وخاصَّةً معَ دخولِ القطعِ الحديثةِ والمحدَّثَةِ الخدمةَ، ولاشكَّ أنَّهُ نَمَا إلى الأستانةِ نبأ «هدنةِ نيسَ» (18 يونْيو/حُزَيْرانَ 1538م) بينَ فرانسوا الأوَّلِ وشارلكانَ ما يعني خروجَ فرنْسا منْ تحالُفِهَا معَ العثمانيّينَ وأنَّ على الدولةِ العليَّةِ متابعةُ صراعِهَا وحدَها الآن. دليلُ ذلكَ عدمُ رغبةِ خيرِ الدينِ بالخروجِ قبلَ استكمالِ السفنِ الجديدةِ لعلمِهِ أنَّ خروجَهُ هذهِ المرَّةَ سيكونُ لملاقاةِ أسطولِ التحالفِ الضخم. كانتْ غيومُ معركةٍ مصيريَّةٍ فاصلَةٍ تتلبَّدُ في الأفُقِِ، أمّا إسراعُهُ بالإبحارِ فربّما كانَ حقَّاً لورودِ معلوماتٍ عنْ إبحارِ دُوريا كمَا توجَّبَ الأخذُ بالحسبانِ احتمالِ أنَّ شارلكانَ كانَ جهَّزَ أسطولَهُ للإقلاعِ نحوَ شرقِ المتوسِّطِ بمجردِ عقدِ الهدنةِ معَ الفرنسيَينَ، ولمّا كانتْ حملةُ صالح ريس في طريقِهَا منْ مصرَ فقدْ شكَّلتْ هدَفَاً سهلَ المنالِ وكريتُ أقربُ قاعدةٍ حيثُ يمكنُ انتظارُها ومفاجأتُهَا منْها، ومنْ هُنا جاءَ التوقُّعُ بوصولِهِ إلى كريتَ. وفي عصرٍ تقتضي المعلوماتُ فيهِ زمنَاً طويلاً للوصولِ -حيثُ السفنُ التجاريَّةُ الشراعيَّةُ تُعَدُّ أسرعَ السّبلِ لنقلِ الأخبارِ- فمنَ الطبيعيِّ أن يكونَ للتوقُّعِ والتخمينِ دورٌ كبيرٌ في استكمالِ الصورة.
هُرِعَ بربروسُ بما أمْكَنَهُ منْ سفنٍ في 9 محرم 945هـ/7 يونيو/حزيران 1538 وتشيرُ مصادرُ أُخَرُ أنَّ ذلكَ إنَّما كانَ في 9 صفر/7 يوليو/تَمّوزَ. بلغتْ عمارَتُه البحريِّةُ أربعينَ سفينةً، وكانَ منتظراً أنْ تلحقَ بهِ تسعونَ فورَ انتهائِهَا. وَدَّعَه السلطانُ إلى البحرِ، كما وَدَّعَه رجالُ الدولةِ حتى الميناءِ [ما يدُلُّ على عظمِ مهمّتِهِ هذهِ المرَّةَ]. عندما علِمَ خيرُ الدينِ أنَّ دوريَا لمْ يكُ في كريتَ عمَدَ إلى فتحِ بعضِ الجزرِ الإيجيَّه، وفي جزيرةِ "إمروز" أخرَجَ سبعةََ عشرَ مدفعاً قابلاً للاستخدامِ من سفينةٍ غارقةٍ عندَ سواحلِهَا، ثمَّ فتحَ جزيرةَ «سكياثوس» بعدَ حصارِ ستةِ أيامٍ، وأسْرِ ثلاثة آلافٍ وثمانمئة. في الأثناءِ وصلتْ من الأستانةِ تسعونَ سفينةً انضمّت معَ عمارةِ صالحِ ريِّس إلى أسطولِ خيرِ الدينِ، فارتفعَ عديدُ سفنِهِ إلى مئةٍ وخمسينَ، أُعيدتْ منها ثِنْتا عشرةَ سفينةً إلى «جاليبولي» لنقصِ تجهيزاتِها، وأُرْسِلَتِ البقيَّةُ صوبَ جزيرةِ «وابيةَ» (أغريبوز). قامَ خيرُ الدينِ بفتحِ جزيرةِ «سكيروسَ» وأرسلَ الغنائِمَ إلى إسطنبولَ. ثمَّ بسَطَ سيطرتَهُ على جُزُرِ «أندروسَ» و«تينوسَ» و«سيريفوسَ» و«سكوربينتا» على التوالي منَ الشمالِ إلى الجنوبِ.

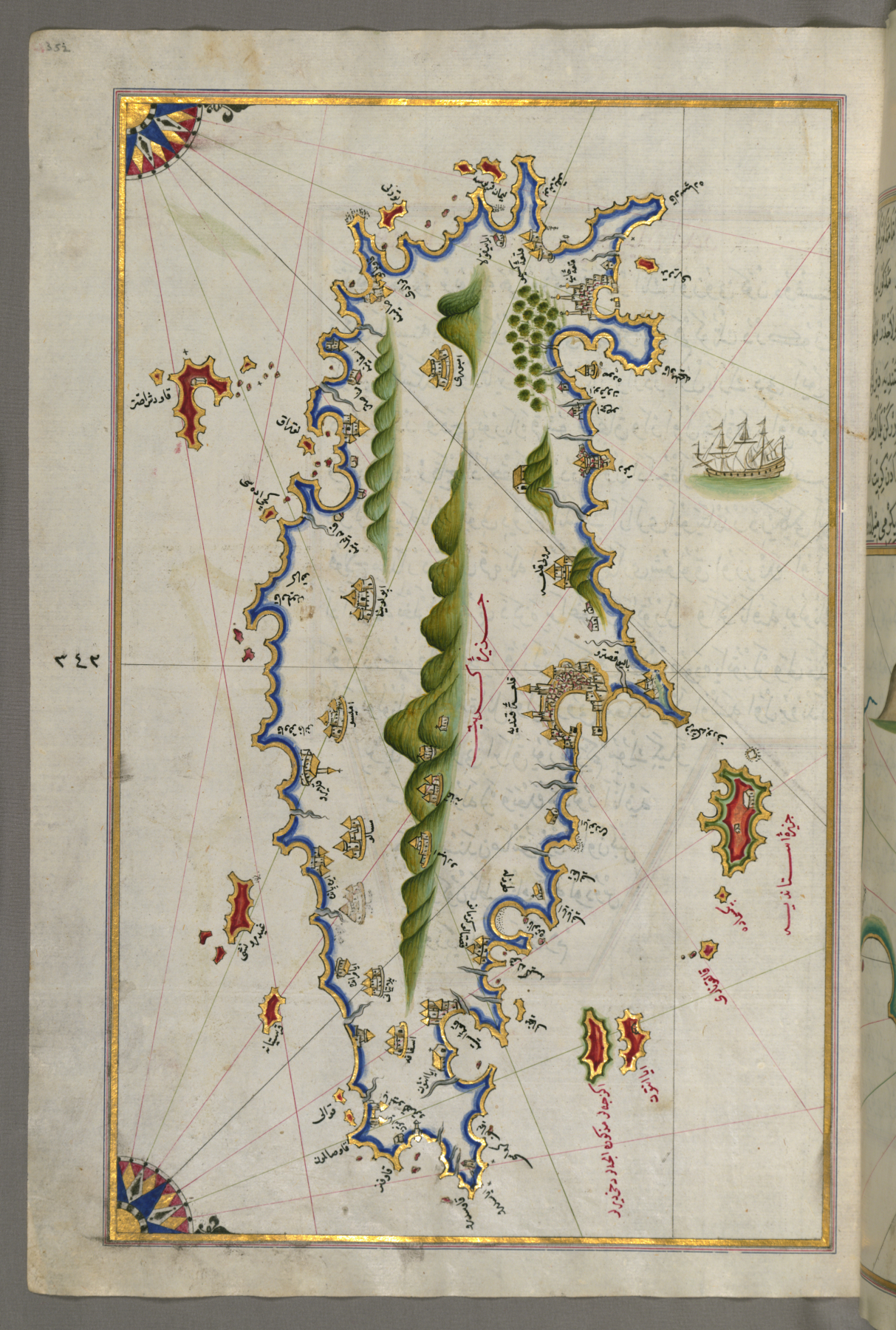
خريطةُ جزيرةِ كريتَ. رسمُ محيي الدين بيري ريس في القرنِ السادسَ عشرَ الميلاديّ.

توجَّهَ خيرُ الدينِ نحوَ «كريتَ» بعدما فرغَ منْ جولاتِهِ في الجزرِ الإيجيّة «سبورادي» و«كيكلاد». كانتْ كريتُ الخاضعةُ للبنادقةِ -منذُ الصليبيَّةِ الرابعةِ (1204م)- موقعاً استراتيجيَّاً لا غنى عنهُ للسيطرةِ على بحرِ إيجه والتحكُّمِ فيه، ولمْ يكُ هذا بِخافٍ على العثمانيّينَ وأنَّ كريتَ بوّابَةُ هذا البحرِ. أدركَ خيرُ الدينِ أنَّ قوّاتِهِ غيرُ كافيةٍ لفتحِهَا والسيطرةِ عليها لكبَرِ مساحتِها (8336 كم²) فخطَّطَ لغاراتٍ لتدميرِ مواقعَ مختارةٍ، وفي الوقتِ نفسِهِ تكونُ استطلاعاً لأيِّ هجومٍ في المستقبلِ، لكنَّ الأرجحَ منْ ذلكَ أنَّهُ لمْ يُرِدِِ الانشغالَ بمعاركَ جانبيَّةٍ قدْ تقتضي أشهراً في الوقتِ الذي يَتوقَّعُ أسطولاً ضخماً يترصَّدُهُ اغتناماً لفرصةٍ لمهاجمتِهِ، ويدلُّ على ذلكَ تفضيلُهُ الاستيلاءَ على جزرٍ صغيرةٍ بغاراتٍ خاطفةٍ بدلاً منِ انْخراطِهِ في معركةٍ طويلةٍ لفتحِ كريتَ التي أدركَ بخبرتِهِ المديدةِ في الجزائرِ وتونسَ وكورفو أنَّ تحصيناتِها ستسمحُ لها بالصمودِ طويلاً [في الحرب العثمانية البندقية الخامسة لفتحِ كريتَ (1645م) صمدتِ العاصمةُ كانديا بمفردِهَا للحصارِ عشرينَ سنةً (49-1669م) ما حدا بالشاعرِ الإنجليزيِّ اللورد بايرون (1788-1824) منْ بعدُ لتشبيهِها بحصارِ طروادةَ].
وصلَ أسطولُ خيرِ الدينِ إلى كريتَ على مشارفِ قلعةِ «كانديا» (الخندق)، وقامَ بإبرارِ جندِهِ لكنَّهُ بدلاً منِ انشغالِهِ بمهاجمتِها هاجمَ نحوَ عشرينَ قريةً قريبةً منْ منطقةِ «ميلابوتاما» ودمَّرَها، ثُمَّ هاجمَ مدينةَ «ريثيمو» الساحليَّةِ. بعدها وصلَ منطقةً يطلقُ عليها «أبوكوران» فاستولى على ثمانيةِ قرىً بما فيها المناطقُ المحيطةُ، ثُمَّ إلى ميناءِ «خانيا» غربَ الجزيرةِ لكنَّهُ واجهَ دفاعاً مستميتاً منَ المحتمينَ بقلعتِها الحصينةِ ما دفعَهُ للتخلّي عنْ حصارِها طويلاً مُؤْثراً الإغارةَ على البلداتِ والقرى المجاورة.
كانَ فتحُ الجزرِ الصغيرةِ وتقليصِ الوجودِ العسكريِّ البحريِّ للبندقيَّةِ منْ ضمنِ استراتيجيَّةِ الحربِ عليها، لكنْ تبقى الإغارةُ على كريتَ مُلْغِزَةً لأوَّلِ وهلةٍ إذْ أنَّى لخيرِ الدينِ أنْ يشغلَ جندَهُ وجُلَّ أسطولِهِ وقدْ كانَ منَ الواضحِ عدمُ نيَّتِهِ فتحُهَا فقدْ استهدَفَ بغاراتِهِ في المقامِ الأوَّلِ مناطقَ زراعيَّةً على الساحلِ الشماليِّ حيثُ أكبرُ موانئِ الجزيرةِ وأهمُّهَا. الرأيُ أنَّهُ أرادَ إلحاقَ أكبرِِ خسائرَ ممكنةٍ باقتصادِ الجزيرةِ -وقدْ داهمَهَا في موسمِ المحاصيلِ- بحيثُ لا تستطيعُ إمدادَ أسطولٍ معادٍ، ولتحقيقِ ذلكَ بأعلى فعّالِّيَةٍ عمدَ لتدميرِ المناطقِ القريبةِ منَ الموانئِ فلا يعودُ بمُكْنَتِهَا تزويدُ أيِّ سفنٍ دونَ إضاعةِ وقتٍ طويلٍ في جلبِ المؤنِ منْ مناطقَ بعيدة. ليسَ هذا فحسبُ؛ إنَّ إنزالَ جنودِهِ وتنقُّلَهُم وإرسالَهم لتدميرِ القرى والمناطقِ الزراعيَّةِ الشاسعةِ تطلّبَ وقتاً فهلْ كانَ على ثقةٍ بأنَّ أسطولَ التحالفِ بعيدٌ عنْ مهاجمتِهِ في أثناءِ ذلكَ، ولماذا -والحالُ هذهِ- لمْ يبدأْ في جولتِهِ بكريتَ أولاً؟! واقعُ الأمرِ أنَّ هذا الأسطولَ لنْ يجتمعَ قبلَ سبتمبرَ/أيلولَ منْ ذاكَ العامِ، وإذا كانَ خيرُ الدينِ تعجَّلَ الخروجَ في حملتِهِ بسببِ توقُّعاتٍ أو معلوماتٍ ثبتَ خَطَؤُهَا إلا أنَّ مخطَّطاتِهِ وأعمالِهِ منْ بعدُ لا توحي بخشيتِهِ منْ هجومٍ وشيكٍ خلالَ أيامٍ، أغلبُ الرأيِ أنَّهُ وردتْهُ معلوماتٌ استخباراتيَّةٌ أثناءَ تجوالِهِ في بحرِ إيجه أنَّ اجتماعَ أسطولِ العدوِّ لايزالُ بعيداً ما جعلَهُ يحوِّلُ أنظارَهُ قِبَلَ كريتَ، الأمرُ الذي يؤشِّرُ -ولوْ جزئيَّاً- على كفاءَةِ مصادرِ المعلوماتِ العثمانيَّةِ في أوروپا، يُلاحَظُ أنَّ البحريَّةَ العثمانيَّةَ في الوقتِ ذاتِهِ (صيفَ 1538م) ساعدتِ الجيشَ باحتلالِ سلسلةِ حصونٍ للنِّمْسا في دالماشيا (شرقيَّ الأدرياتيك).
بعدَ هجماتٍ لشهْرٍ كاملٍ اتَّجَهَ خيرُ الدينِ نحوَ جزيرةِ «كارباثوس» (كربةَ) (بينَ كريتَ ورودسَ) فاستوْلى عليها وأقامَ فيها عشرةَ أيام، وفي الأثناءِ بَسَطَ سيطرتَهُ على جزيرةِ "كاشوت". مرَّ الأسطولُ بعدَ ذلكَ على بعضِ الجزرِ المجاورةِ لرودسَ (منذُ فتحِهَا عامَ 1522م أضْحَتْ رودسُ قاعدةً رئيسيَّةًً للبحريَّةِ العثمانيَّةِ في البحرِ الإيجيِّ)، إلا أنَّ رياحَ السَّمومِ هبَّتْ بشدَّةٍ على سفنِهِ ما أنهكَ مُجدّفِيِ السفنِ، فأمرَهُمْ خيرُ الدينِ بالاستراحةِ في جزيرةِ «كوسَ» حيثُ استعملَ بعضَ اليونانيّينَ منْ أبناءِ الجزرِ للتجديفِ إضافةً لآخرينَ قدِمُوا منَ الأناضولِ ما يدلُّ على نقْصٍ لديْهِ في المجدِّفينَ كافٍ للسفنِ الجديدةِ أو استغنائِهِ عن بعضهِمْ لثبوتِ عدمِ جدارتِهِمْ (كانَ يُعتَمَدُ على اليدِ العاملةِ في التجديفِ كما الأسرى)، وبعدما حصلَ على بعضِ احتياجاتِهِ الضروريَّةِ انطلقَ إلى جزيرةِ «أستروبالاي» فاستوْلى عليها. بلغَ مجموعُ الجزرِ والقلاعِ التي استوْلى عليها كما يشيرُ في مذكراتِهِ ثمانيةً وعشرينَ جزيرةً وسبعِ قلاعٍ تابعةً للبندقيَّةِ رتَّبَ على كلٍّ منها حاميةً ومنها آخرُ معقليْنِ للبندقيَّةِ في المورةِ مونيمفاسيا ونافبليو، كما أغارَ على «وابيةَ» (أغريبوز)، وبلغَ أسراهُ عشرينَ ألفاً عدداً. كانَ هذا على وجهِ التقريبِ في يولْيو/تمُّوزَ 1538م.

#### معركةُبروزةَ

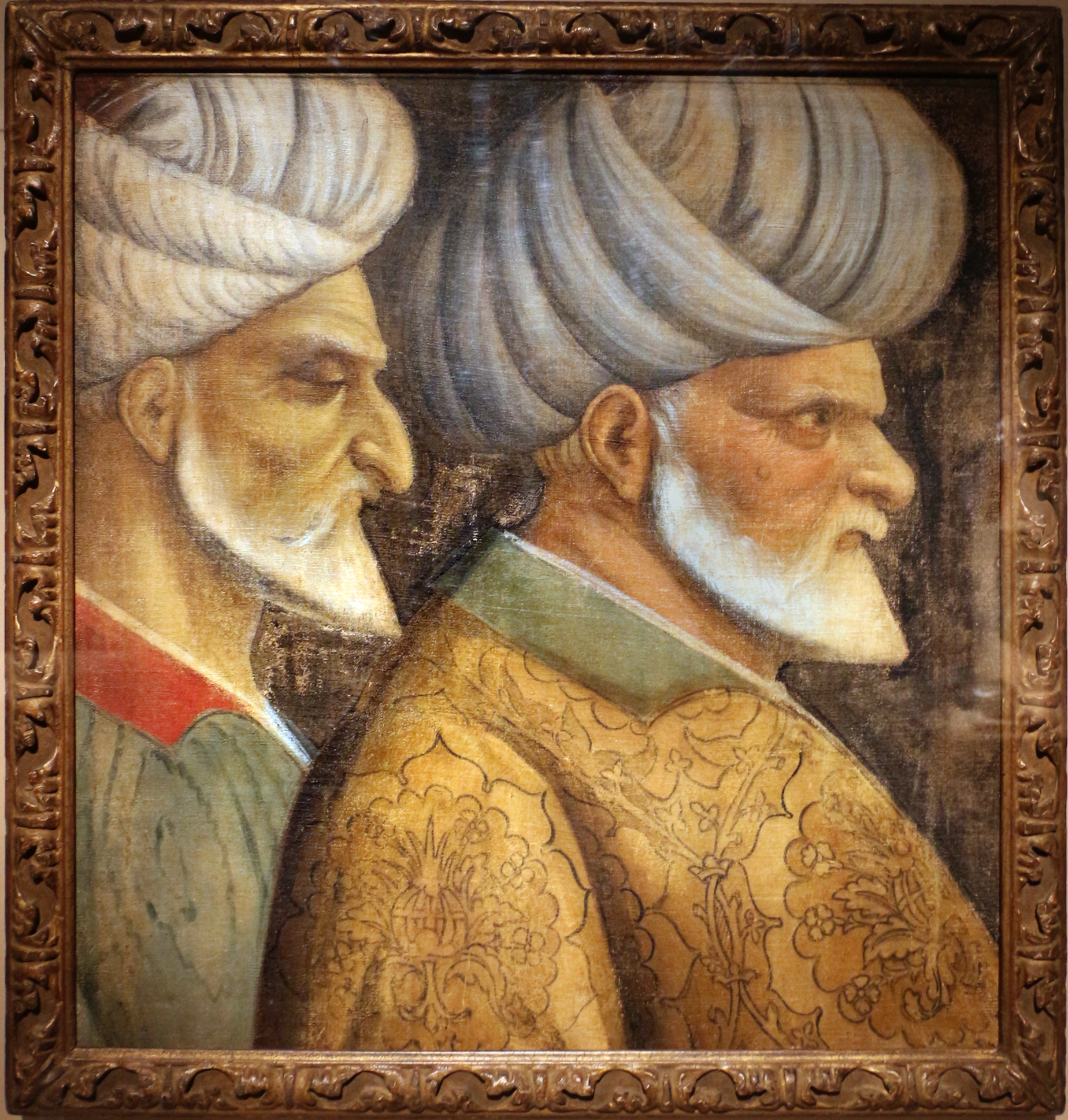
خيرُ الدينِ بربروسَ (يمين) وسنانُ ريِّس (يسار). لوحةٌ لفنّانٍ إيطاليٍّ مجهولٍ منَ عامِ 1535.

«في العيونِ تبدو الهزيمةُ أوَّلَ ما تكون»
نهايةَ المطافِ عقَدَ الحلفاءُ العزمَ على تجميعِ أساطيلِهِمْ عندَ ساحلِ جزيرةِ كورْفو
قدِمَتْ سفنُ البندقيَّةِ بقيادةِ فينشنزو كاپيلو أوَّلاً إلى مكانِ ازدلافِ الأسطولِ المسيحيِّ، ثُمَّ الأسطولُ البابويُّ بقيادةِ الأدميرالِ "ماركو جريماني" الذي أحسَّ بالمللِ منِ انتظارِ بقيَّةِ الأساطيلِ [ولعلَّهُ تطلَّعَ لإحرازِ نصرٍ بمفردِهِ] فبادرَ لمهاجمَةِ قلعةِ «بروزةَ» بأسطولِهِ ذي الثلاثِ والثمانينَ قطعةً، إلا أنَّ «حسينَ شاهِ بك» حاكمَ قلعةِ "قارْلي إيلي" -التي كانتْ بروزةُ تتبعُهَا- صَدَّ هجومَهُ فيما كانَ يُرسِلُ إلى السلطانِ الذي كانَ يغزو «مولدوڤا (إقليم البغدانَ)» لإبلاغِهِ بالتطوُّرات. أخَذَ جريماني يقصِفُ القلعةَ بالمدفعيَّةِ البحريَّةِ لتغطيةِ جندِهِ في إبرارِهِمْ إلى الساحلِ، لكنَّ حسينَ شاهِ بك بهجومٍ مباغِتٍ استطاعَ خطفَ أولئكَ الجنودِ فشدَّدَ جريماني القصفَ وأنْزلَ جنوداً أُخَرَ، لكنَّهُ -متكبِّداً خسائرَ جسيمَةً- لمْ يُفْلحْ بالاستيلاءِ على المدينةِ واضطرَّ في النهايةِ للعودةِ إلى كورْفو عَقِبَ سماعِهِ بالأسطولِ العثمانيِّ في طريقِهِ إلى بروزةَ.

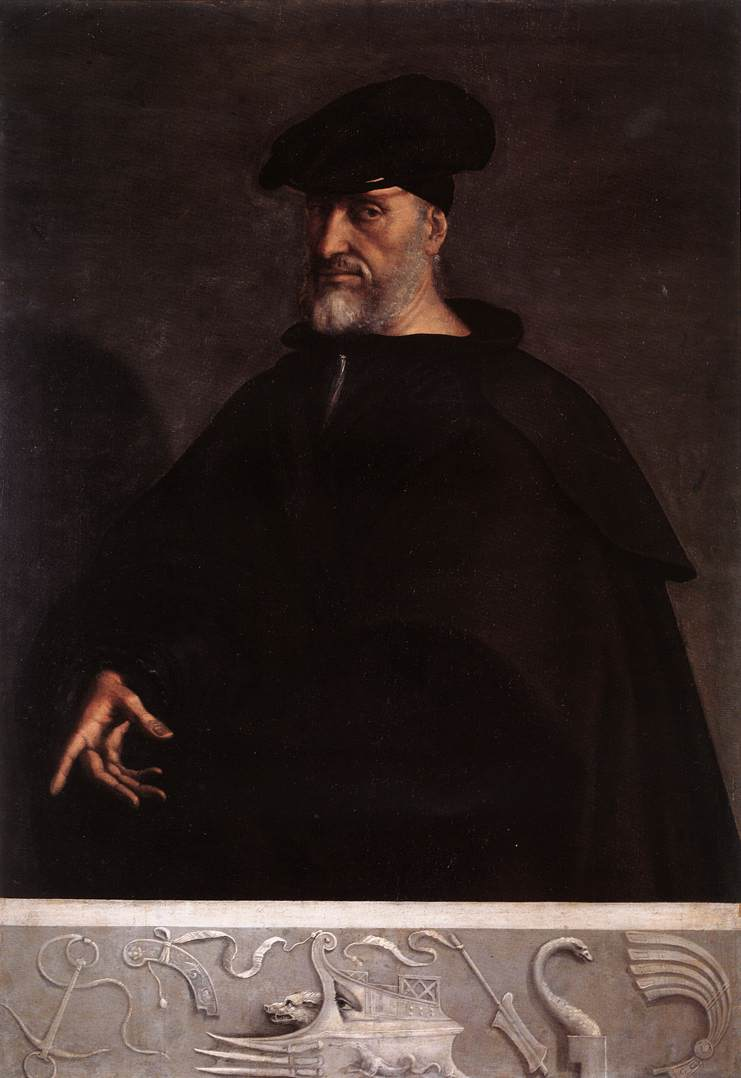
أنْدِرْيا دوريا الجنويِّ أميرالُ الأسطولِ الإسبانيِّ في المتوسِّطِ الذي يشهدُ التاريخُ أنَّهُ لمْ يربحْ معركةً على خيرِ الدين. ريشةُ سباستيانو دِل بيومبو 1526م.

تناهَى إلى علمِ خيرِ الدينِ هجومُ جريماني على بروزةَ بينما كانَ مُرابِطاً في جزيرةِ كوسَ منذُ آخرِ جولةٍ لهُ في بحرِ إيجه وكريتَ، فتحرَّكَ نحوَ جنوبِ غربِيِّ بحرِ إيجه وأرسلَ طرغودَ ريَّسَ في عشرينَ سفينةً لاستطلاعِ الوضعِ، فصادفَ أربعينَ سفينةً للحلفِ، فعادَ مسرعاً مُخْبِراً أنَّهُم تجمَّعُوا عندَ ساحلِ بروزةَ. في الوقتِ نفسِهِ كانَ خيرُ الدينِ يَتَسَقَّطُ الأنباءَ ومستجدّاتِ الأوضاعِ حتى حصلَ على معلوماتٍ عنْ أسطولِ التحالفِ وأنَّهُ في طريقِهِ لهجومٍ مشتركٍ ضدَّهُ، فتحرَّكَ بأسطولِهِ ذي المئةِ والاثنتينِ وعشرينَ سفينةً إلى بروزةَ ومعَهُ عشرونَ ألفَ جنديٍّ منْ رجالِ البحرِ والمدفعية ماعدا المجدفينَ. تتفاوتُ المصادرُ التاريخيَّةُ في تحديدِ عددِ سفنِ أسطولِ التحالفِ. أشارَ خيرُ الدينِ في مذكراتِهِ إلى أكثرَ منْ ستمئةِ سفينةٍ منها ثلاثمئةٍ وثمانيةِ سفنٍ حربيَّةٍ، وعشرينَ ومئةِ سفينةٍ كبيرةٍ ناقلةٍ للجنْدِ معَ آلافِ الجدَّافينَ وينقلُ على متنهِ ستينَ ألفَ جنديّ. عندما وصلَ خيرُ الدينِ إلى بروزةَ استعداداً للنّزالِ كانَ أنْدِرْيا دوريا المكلَّفُ بالقيادةِ قدْ وصلَ أيضاً في 2 جمادى الأولى 945هـ/25 سبتمبر/أيلولَ 1538م.
قبيلَ المعركةِ جمعَ خيرُ الدينِ مجلسَ قيادتِهِ للتشاوُرِ حولَ ما بجبُ اتّخاذُهُ منْ إجراءات. أشارَ طرغودُ ريَّسُ وصالحُ رِّيسُ بالاحتماءِ بالمدفعيَّةِ الساحليَّةِ المنصوبةِ على جانِبَيْ المضيقِ وعدمِ الخروجِ للبحرِ إلا بعدَ انسحابِ الحلفاءِ لضخامةِ أسطولِ العدوِّ، لكنَّّ خيرَ الدينِ كانَ يتحرَّقُ لأخذِ المبادرةِ ومعركةٍ فاصلة.
أوصى سنانُ ريِّس بإنزالِ جندٍ ومدافعَ إلى الساحلِ لمواجهةِ الكثرةِ العدديَّةِ للخصمِ فلمْ يعربْ خيرُ الدينِ عنْ رضاهُ، غيرَ أنَّهُ لمّا علِمَ بمحاولاتِ الحلفاءِ إبرارَ قوّاتهِمْ سارعَ لإنزالِ جندِهِ واستطاعَ وقْفَهُمْ بواسطةِ القصفِ المدفعيّ. بعدَ ذلكَ أخذتْ قوّاتُ التحالفِ بقصفِ ساحلِ المدينةِ بالمدفعيَّةِ، لكنَّ بعضَ قادةِ الأسطولِ بادرُوا لإجبارِ سفنِ الحلفِ على التراجعِ عبرَ الخروجِ بسفنِهِمْ أمامَ الأسطولِ الخصم. تحركتْ بعضُ سفنِ الحلفِ نحوَ مضيقِ بروزةَ وبدأتْ بمهاجمةِ السفنِ العثمانيَّةِ الراسيَةِ في بروزةَ، فأمرَ خيرُ الدينِ بقرعِ الطبولِ ورفعِ رايةِ الحربِ، والخروجِ إلى البحرِ المفتوحِ مانِعاً خصمَهُ منْ قتالِهِ في الخليجِ حيثُ تضيقُ إمكانيَّةُ المناورة. تقدَّمَ الأسطولُ العثمانيُّ ستّةَ أميالٍ في عَرْضِِ البحرِ ثُمَ رَسا، وما إِنْ اجتمعتْ سائرُ سفنِهِ حتى شرعَ بمهاجمةِ الخصمِ بصيّبٍ منْ قصفٍ مدفعيّ. استغرقتْ هذهِ المناوراتُ سحابةَ النهارِ ومعَ المغيبِ بدأ أسطولُ الحلفِ بالتراجعِ وفكِّ الاشتباكِ تحتَ جُنْحِ الظلامِ، فعادَ خيرُ الدينِ إلى الخليجِ وجمعَ قادتَهُ لمناقشةِ المستجدّاتِ وما يجدر إنجازُهُ.
تحرَّكَ دوريا -بموجبِ قراراتِ مجلسِ الحربِ الخاصِّ بالحلفِ الصليبيِّ- جنوباً نحوَ مدينةِ ليبانت (غربيِّ اليونانِ) للهجومِ عليها. انطلقَ أسطولُ الحلفِ تحتَ جُنْحِ الظلامِ منْ ليلةِ 5 جمادى الأولى 945هـ/28 سبتمبر/أيلولَ 1538م، وفي صباحِ اليومِ ذاتِهِ أبحرَ الأسطولُ العثمانيُّ شمالاً نحوَ كورْفو [على ما يبدو بناءً على استطلاعاتِهِ بأنَّها نقطةُ ازدلافِ الأسطولِ المعادي]. أثناءَ ذلكَ كلَّفَ خيرُ الدينِ بعضَ الرجالِ بارتقاءِ صواري السفنِ لاستطلاعِ الأوضاعِ عنْ بعدٍ، فرأى هؤلاءِ بعضَ سفنِ الحلفِ راسيةً على مقرُبَةٍ منْ جزيرةِ ليفْكادا، وعليهِ فَطِنَ خيرُ الدينِ لوجودِ الأسطولِ الخصْمِ في المنطقةِ، فحَوََّلَ وجهتَهُ نحوَ الجنوبِ، وعندما أشرقتِ الشمسُ أدركَ دوريا أنَ الأسطولَ العثمانيَّ يطارِدُهُ مُبْحِراً خلفه.

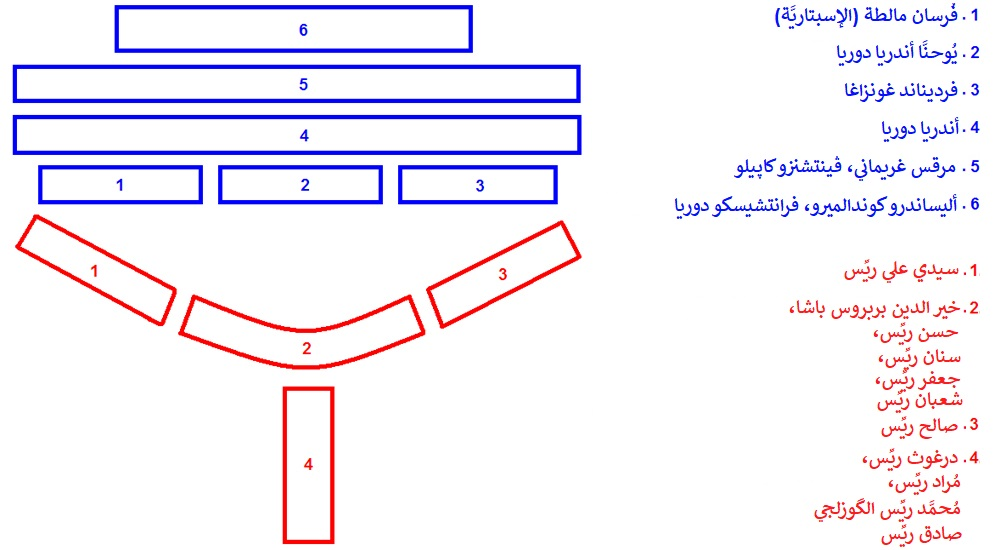
توزُّعُ الأسطولَيْنِ المتحاربَيْنِ في بروزةَ (1538م).

كانتِ الرياحُ في ساعاتِ الصباحِ الأولى تهبُّ في صالحِ أسطولِ التحالفِ حتى أرْهَقَ ذلكَ مجدّفي العثمانيّينَ، لكنْ معَ سطوعِ الشمسِ انقطعَ هبوبُ الرياحِ لتتوقفَ حركةُ سفنِ الحلفِ الشراعيَّةِ الكبيرةِ، وفي الأثناءِ بدأ خيرُ الدينِ هجوماً مدفعيَّاً ممَّا أدْهشَ دوريا وأصابَهُ بالحيرةِ، فقَضى عدَّةَ ساعاتٍ في تردُّدٍ بالغٍ في خوضِ المعركةِ، وبعدَ طولِ تفكيرٍ قرَّرَ دخولَهَا، فأوْقَفَ أسطولَهُ ونشرَهُ في وضعيَّةِ القتالِ. الْتَقى الأسطولانِ على بعدِ 3-4 أميالٍ غربَ ساحلِ جزيرةِ «ليفْكادا». اتَّخَذَ الأسطولُ العثمانيُّ وضْعَ الهلالِ. كانَ بربروسُ في الجناحِ الأوسطِ ومعَهُ في سفينةِ القيادةِ ابْنُهُ حسن وربيبُهُ حسنُ آغا (نائبُهُ على الجزائرِ)، وكانَ على رأسِ الجناحِ الأوسطِ «سنانُ ريّس» و«جعفرُ ريِّس» و«شعبانُ ريِّس»، أمّا الجناحانِ فالأيمنُ كانَ بقيادةِ «صالحِ ريِّس»، والأيسرِ بقيادةِ «سيدي علي ريِّس»، وكانَ على رأسِ الاحتياطِ في المؤخِّرَةِ «طرغودُ ريَّسُ»، وجعلَ خيرُ الدينِ «مرادَ ريِّس» و«صادقَ ريِّس» و«قوزلجةَ محمدٍ» تحتَ إمرتِهِ المباشرة. وأمّا دوريا فقدْ نظَّمَ أسطولَهُ بحيثُ اصْطَفّتِ السفنُ الشراعيَّةُ الكبيرةُ (كانَ لأسطولِ الحلفِ عشرونَ سفينةً ذاتُ ثلاثةِ طوابقَ تُقلُّ الواحدةُ نحواً منْ ألْفَيْ جنديٍّ) كنَسَقٍ أوَّلٍ في المقدِّمَةِ تليها القوادسُ ذاتُ المجاديفِ موزَّعَةً على ثلاثةِ أنساقٍ، ثُمَّ السفنُ ذاتُ المجاديفِ الصغيرةِ، وجاءتِ السفنُ منَ النوعِ الذي يضمُّ الأشرعةَ والمجاديفِ في آنٍ في المؤخِّرَةِ، وكان دوريا يتمركزُ في قوادسِ النسقِ الثاني.

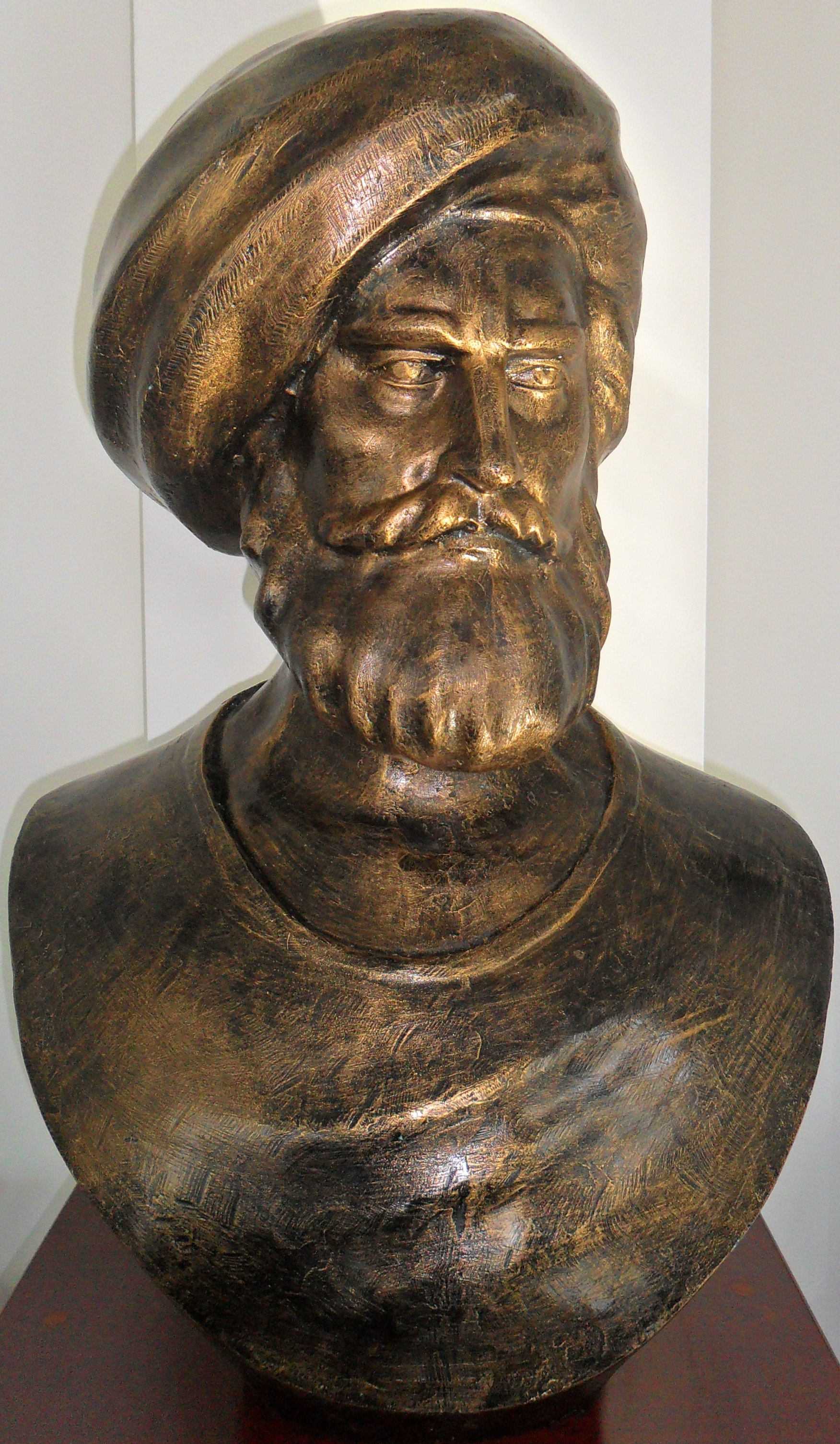
طرغودُ ريَّسُ (1485-1565) قائدُ الاحتياطِ في بروزةََ. تمثالٌ في متحفِ مرسينَ البحريِّ- تركيَّا.

لم يَسِغْ خيرُ الدينِ -إدراكاً منهُ لتفوُّقِ العدوِّ- فكرةَ الهجومِ عليهِ والالتحامِ معه جبهياً وجهاً لوجهٍ، فبدأ بهجومٍ بقصفٍ مدفعيٍّ عنْ بُعدٍ [كانَ كمالُ ريِّس (1451–1511) أميرالُ البحريَّةِ العثمانيَّةِ قدْ طوَّرَ مدافعَ تُنْصَبُ على السفنِ ذاتِ مدىً أبعدَ من أيِّ مدافعَ بحْريَّةٍ موجودةٍ وقتئذٍ]. جعلَ خيرُ الدينِ أسطولَهُ في موقِعٍ يُمَكِّنُ قذائِفَهُ من دكِّ سفنِ خصمِهِ وبالمقابلِ لم تستطعْ مدافعُ التحالفِ الأقصرِ مدىً (ألفانِ وخمسمئةِ مدفعٍ) النّيْلَ منْ سفنِهِ، فبادرَ دوريا بإصدارِ أوامرِهِ بالاقترابِ منَ الأسطولِ العثمانيِّ، وأرادَ تطويقَهُ منَ الخلفِ مُسْتَغِلّاً قوادسَ النسقِ الثاني في أسطولِهِ، لكنَّهُ فَشِلَ لاقترابِهِ منْ مدى المدفعيَّةِ العثمانيَّةِ التي كانتْ تُحرز إصاباتٍ كبيرةً طيلة المعركةِ. عَمَدَ دوريا إلى إعادةِ تنفيذِ الخطَّةِ ثانيةً إلا أنَّ خيرَ الدينِ كانَ أدركَ المخطَّطَ واتَّخذَ التدابيرَ اللازمةَ فبينما كانَ دوريا يحاولُ التطويقَ عمدَ خيرُ الدينِ إلى تغييرِ اتّجاهِ سفنِهِ، وضرْبِ سفنِ التحالفِ منْ مُجنِّبَتِها. وعندما حاولَ دوريا إجراءَ مناورةٍ عكسيَّةٍ تحرَّكَ الأسطولُ العثمانيُّ بالمقابلِ ولمْ يُتِحْ فرصةً لمهاجمتِهِ. كانَ دوريا يتَّخِذُ السفنَ الضخمةَ في النسقِ الأوَّلِ درعاً يحتمي بِهِ، فقامَ خيرُ الدينِ بهجومٍ مباغِتٍ غيرِ متوقَّعٍ قلبَ فيهِ الموازينَ، إذْ هجمَ فجْأةً منَ المُجَنِّبَةِ على قوادسِ النسقِ الثاني لأسطولِ الحلفِ وبدأ بالاشتباكِ معها مُحْدِثاً شَقَّاً في صفوفِها، كما بادرتْ قوَّةُ الاحتياطِ العثمانيَّةِ بمحاولةِ تطويقِ أسطولِ الحلفِ مجدَّداً. أذهلَ هذا الهجومُ الأخيرُ قادةَ التحالفِ وخاصَّةً دوريا بشكلٍ كبيرٍ، فبدأتْ سفنُهُم في التصادمِ ببعضِها ما أحدثَ خسائرَ فادحَةً، فأصدرَ دوريا أمرَهُ بالانسحابِ وقدْ أدركَ أنَّ الأمورَ بدأتْ بالتدهورِ بعدَ المناوراتِ الأخيرة. في الأثناءِ هبَّتْ رياحٌ شديدةٌ أسفرتْ عنْ إصابةِ أسطولِ الحلفِ بحالةٍ منَ التّخبُّطِ غيرَ أنَّها كانتْ سبباً في نجاتِهِ منْ براثِنِ الأسطولِ العثمانيِّ لأنَّها استدارتْ فجعلتِ الرياحَ منْ خلفِها، وانطلقتْ مسرعةً فراراً منْ الميدان. كانَ الليلُ بدأ يُرْخي سُدُولَهُ فانتهزَ دوريا الفرصةَ وأمرَ بإطفاءِ المصابيحَ واستطاعَ أنْ ينجوَ في العتمةِ، لكنْ في الوقتِ نفسِهِ أصيبتْ لهُ عدَةُ سفُنٍ بمدفعيةِ طرغودُ ريَّسُ عندما أمرَهُ خيرُ الدينِ بمطاردتِهِ فيما هوَ يُبْحِرُ نحوَ كورْفو.

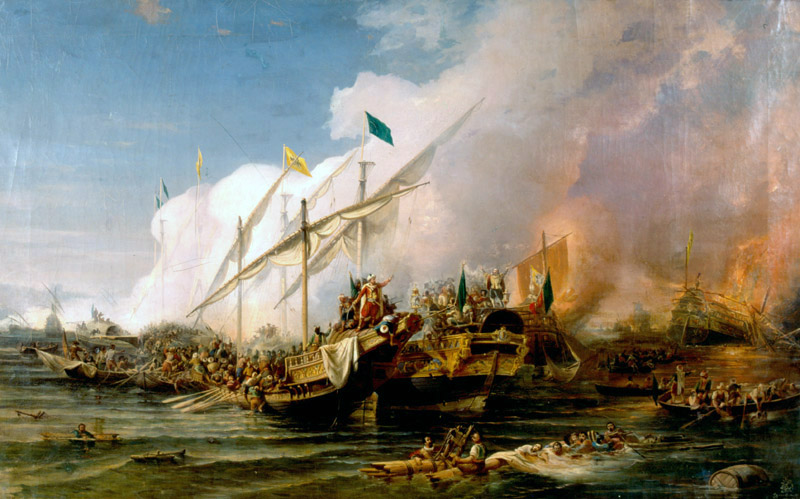
لوحةٌ تخيليَّةٌ تصوِّرُ معركةَ بروزةَ بينَ الأسطوليْنِ العثمانيِّ والصليبيِ، ويبدو كلٌّ منْ خيرِ الدينِ ودوريا فيها. ريشةُ أوهانيس أوميد بهزاد (1866).

دامتْ المعركةُ خمسَ ساعاتٍ فَقَدَ أسطولُ التحالفِ فيها ستينَ سفينةً (بحسبِ المصادرِ الأوروپيَّة دُمّرتْ ثلاثَ عشرةَ وأُسرتْ ستٌّ وثلاثونَ، وثَمَّةَ منْ يقولُ مئةً وثلاثاً وعشرينَ ما بينَ مُغرَقةٍ ومأسورةٍ ومعطوبة) و2775 أسيراً، ولمْ يفقدِ الأسطولُ العثمانيُّ سوى بضعةِ سفنٍ وثمانمئةِ جنديٍّ بينَ قتيلٍ وأسير. وقدْ منعتِ الظلمةُ والرياحُ الشديدةُ الإيغالَ في محاولةِ تعقُّبِ سفنِ دوريا. تاريخياً -وبغضِّ النظرِ عنْ رأيَيْ جريماني وكاپيلو اللَّذَيْنِ أنْحيا باللائمةِ كلِّها على دوريا- ثَمَّةَ رأيٌ عامٌّ يضعُ عبءَ الهزيمةِ المنْكَرَةِ على دوريا لأنَّهُ كانَ يمتلكُ عدَّةَ سفنٍ في الأسطولِ وارتأى عدمَ المجازفةِ لِئَلا يخسرَها، لكنَّ تردُّدَهُ الطويلَ وانسحابَهُ بعدَ ساعاتٍ خمسٍ فقطْ وانسحابِهِ اليومَ السالفَ منْ غيرِ اشتباكٍ وثيقٍ، يضافُ له تاريخُ مصادماتِهِ الأليمةِ معَ بربروسَ يجعلُ منْ هزيمتِهِ النفسِيَّةِ المسبقةِ وخَوَرِ عزيمتهِ بمواجهةِ هذا الأخيرِ احتمالاً لايمكنُ غُفلانُهِ.
أرسلَ خيرُ الدينِ في الحالِ ربيبَهُ حسنَ آغا (1486-1543) إلى السلطانِ سليمانَ، فتلقّاهُ وهوَ عائدٌ منْ غزوِ البغدانِ (مولدوڤا)، واستمعَ إلى رسالةِ النَّصرِ منْ خيرِ الدينِ، ثُمَّ أمرَ بإعلانِ النصرِ في شتَّى الولاياتِ العثمانيَّةِ وبمِنْحَةٍ لخيرِ الدينِ مئةَ ألفِ قطعةِ نقدٍ فضيَّةٍ مكافأةً. بعدما مكثَ خيرُ الدينِ عندَ سواحلِ بروزةَ ما بينَ خمسةَ عشرَ إلى عشرينَ يوماً استوْلى على جزيرةِ كيفالونْيا، ثُمَّ انطلقَ منْ سواحلِ اليونانِ الغربيَّةِ إلى إسطنبولَ لقضاءِ الشتاءِ. أنعمَ السلطانُ بلقبِ «الغازي» (المجاهدِ) على خيرِ الدينِ [وهوَ لقبٌ يُعَدُّ الأرفعَ في الدولةِ العثمانيَّةِ ويُمْنَحُ للقادةِ ممَّنْ يُحقِّقونَ انتصاراتٍ باهرةٍ]. كانَ منْ نتائِجِ المعركةِ أنْ بسطَ العثمانيُّونَ سيطرتَهُمْ المطلقةَ على البحرِ المتوسِّطِ لثلثِ قرنٍ لاحقٍ. كانتْ معركةُ بروزةَ (بالإنجليزية: Battle of Preveza) [أكبرَ معركةٍ في المتوسِّطِ منذُ معركةِ ذاتِ الصَّواري (34هـ/654م) أوْ (بالإنجليزية: Phoenics) بينَ المسلمينَ والبيزنطيّينَ، ذلكَ أنَ الحروبَ الصليبيَّةَ (أعظمُ صدامٍ عسكريٍّ متواصلٍ بينَ الشرقِ والغربِ في القرونِ الوسطى) لمْ تشهدْ صداماً فعليَّاً بحريَّاً مهمَّاً].
لذلكَ -وبسببٍ منْ أهميَّةِ هذهِ المعركةِ ونتائِجٍِهِا- اعتُبِرَ يومُ معركةِ بروزةَ (28 سبتمبر/أيلولَ) يوماً للبحريَّةِ التركيَّةِ.

#### حصار كاستيلنوڤا

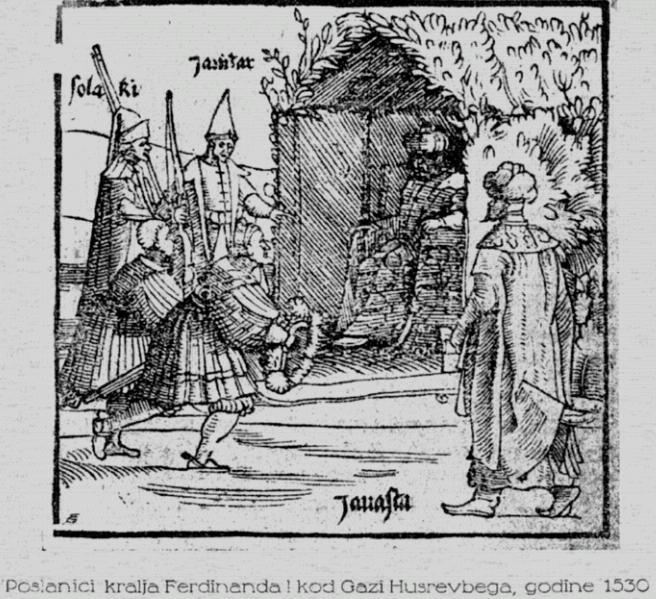
الغازي خِسْرو بك أمير البوسنةِ فاتحُ بلڠرادَ يستقبل وفداً نمساوياً.

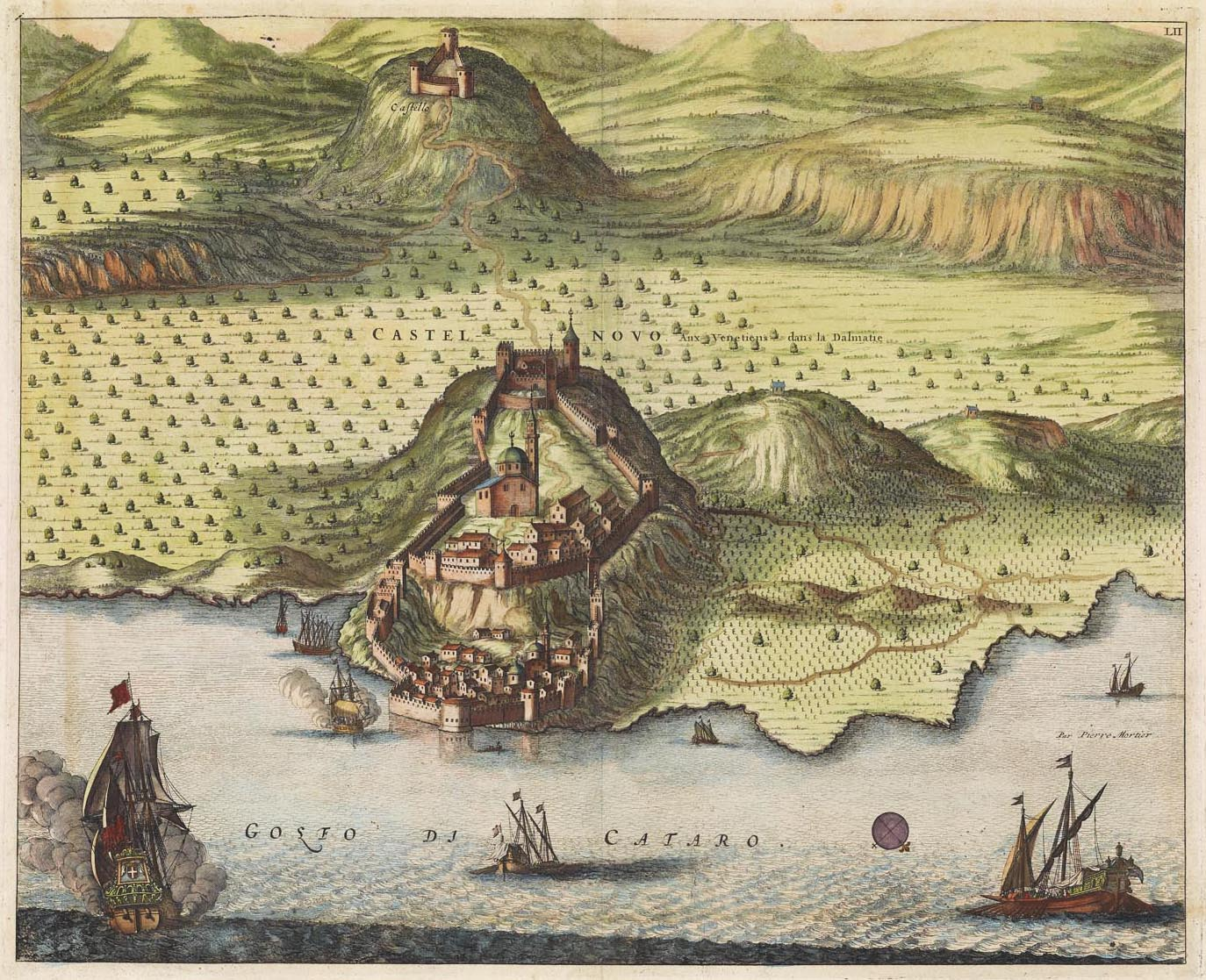
رسمٌ لمدينةِ كاستيلنوڤا في القرنِ الثامنَ عشرَ.

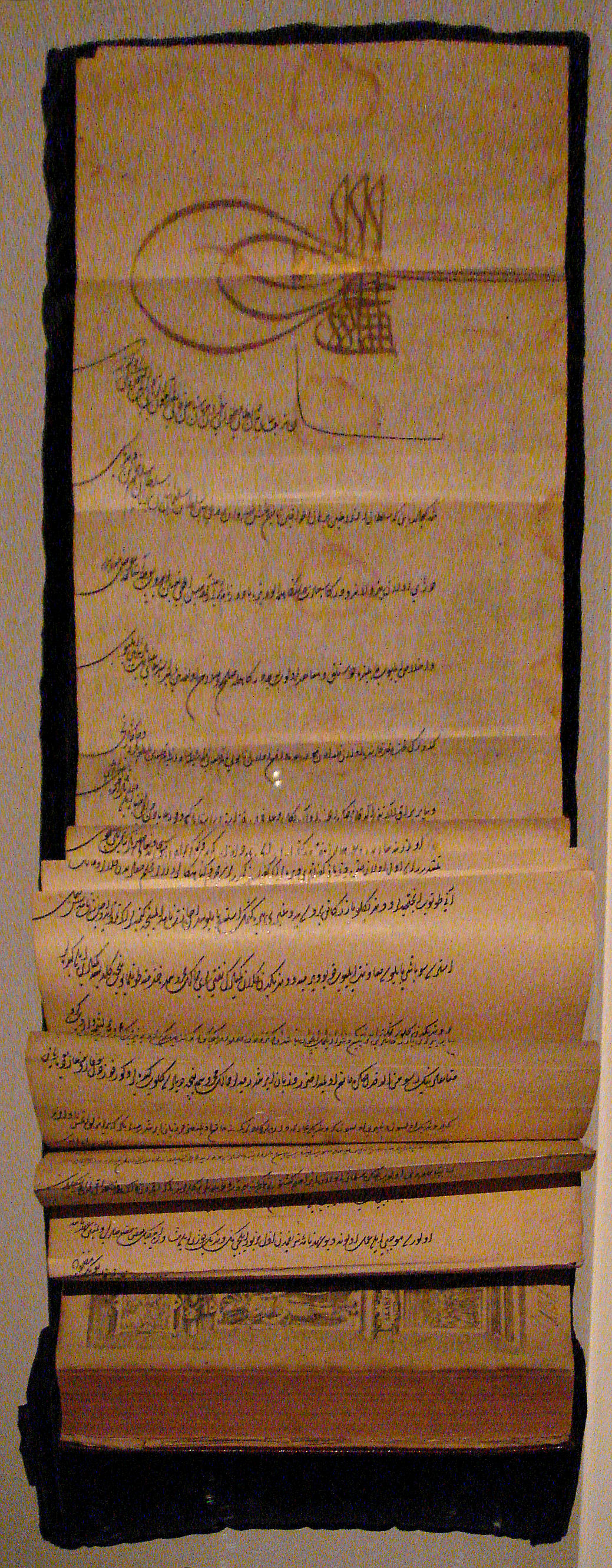
معاهدةُ التجارةِ بينَ الإمبراطوريَّةِ العثمانيَّةِ والبندقيَّةِ في 2 أكتوبرَ/تشرينَ الأوَّلِ 1540م، والتي وُقِّعّتْ معَ معاهدةِ الصلحِ بينَ الطرفين.

كانتِ الحربُ العثمانيةُ-البندقيةُ الثالثةُ ماتزالُ مُسْتَعِرَةً، فبعدَ هزيمةِ الصليبيِّينَ في بروزةَ قامَ البنادقةُ بهجماتٍ عدَّةٍ على الحدودِ الغربيَّةِ للدولةِ العثمانيَّةِ ما دفعَ أميرَ سنجق البوسنة «الغازي خِسْرو بك» (1480-1541م) إلى الاستيلاءِ على قلعةِ «نين» الخاضعةِ للبنادقةِ والواقعةِ شمالَ غربي مدينةِ «زادارَ» الساحليَّةِ على الأدرياتيكِ، كما تمكَنَ منْ إِحباطِ هجومٍ لهمُ على قلعةِ «نادين».
كانتْ مدينةُ «كاستيلنوڤا» (القلعة الجديدة) تتبع سنجق البوسنةِ العثمانيِّ (عاصمَتُهُ سَراييڤو)، وتقعُ على مدخلِ «خليجِ كاتارو» منَ الشمالِ (وتُدْعى اليومَ هرسك نوفي في دولةِ الجبلِ الأسودِ) حازَها العثمانيُّونَ ما بينَ (1482-1797م)، وخليجُ كاتارو عبارةٌ عنْ خليجٍ ضيِّقٍ متعرِّجٍ بطولِ نحوِ ثلاثةِ كيلومتراتٍ يُمْكِنُ حمايَتُهُ بالمدفعيَّةِ منَ اليابسةِ على جانبَيْهِ ويوفِّرُ ملْجأً طبيعيَّاً لعمارةٍ بحريَّةٍ خلالَ الشتاءِ وقاعدةً محميَّةً مثاليَّةً لاستخدامِها للإغارةِ في الأدرياتيكِ ومضيقِ أوترانتو وعلى الساحلِ الشرقيِّ لإيطالْيا، وكانَ أنْدِرْيا دوريا أرادَ الثَّأْرَ لهزيمتِهِ ورأى أنَّ استعادةَ كاستيلنوڤا الحصينةِ سيبعِدُ خطرَ الوجودِ العثمانيِّ عنْ مضيقِ أوترانتو فضْلاً عنْ رمزيَّتِها كمدينةٍ كاثوليكيَّةٍ وسطَ مُحيطٍ منَ الأرثوذكسِ (الصربُ وشعبُ الجبلِ الأسودِ) والمسلمينَ (الألبانُ والبشناقُ) فهي تُمثِّلُ حصناً للحضارةِ في وجهِ البربريَّةِ (منْ وجهةِ نظرِ الرأيِ العامِّ الأوروپي)، فلبِثَ على حَذَرٍ غيرَ بعيدٍ (في كورْفو غالباً) حتّى إذا علِمَ بمغادرةِ خيرِ الدينِ انتظرَ نحوَ عشرةِ أيامٍ (ما يكفي وصولَهُ الأستانةَ) ثُمَّ هاجمَها وحاصرَها بعدَ شهرٍ واحدٍ منْ معركةِ بروزةَ -مستغلّاً الفترةَ الحرجةَ ما بينَ وصولِ الخبرِ واستنفارِ الدَّعْمِ العسكريِّ وإرسالِهِ ووصولِهِ- ليضمنَ أكبرَ هامشِ زمنٍ للتحرُّكِ، وأنْزلَ جندَهُ إلى ساحلِ المدينةِ تحتَ وابلٍ منْ قصفٍ مدفعيٍّ. استماتَ المدافعونَ عنها، وفشلتْ محاولاتُهُم للانسحابِ منْ قلعةِ المدينةِ وسقطَ الكثيرُ منهُمُ في هذهِ المحاولاتِ، وقلَّ عددُهُم ما دفعَهُم إلى الاستسلامِ نهايةَ الأمرِ، فتركَ دوريا حاميةً منْ ستَّةِ آلافِ جنديٍّ فيها، ولمْ يستطعْ «الغازي خُسْرو بك» استردادَها بالرَغْمِ منْ كلِّ ما بذلَهُ منْ مساعٍ، فأوكلَ السلطانُ سليمانُ ذلكَ لخيرِ الدينِ فقَدِمَها في أغسطسَ/آبَ 1539 م على رأسِ عمارةٍ منْ مئةٍ وخمسينَ سفينةً، ووصلَ «خُسْرو بك» هوَ الآخرُ بقوّاتِهِ برَّاً. رفضَ قائدُ الحاميةِ الإسبانيَّةِ استسلاماً مُشَرِّفَاً عرضَهُ خيرُ الدين. حُوصِرتْ المدينةُ وقلعتُها عشرينَ يوماً منَ البرِّ والبحرِ، وبعدَ قصفٍ مدفعيٍّ عنيفٍ، ونقْبِ أسوارِها وتسلُّلِ الجنودِ إلى داخلِها تمكَّنَ منْ استعادتِها في 25 ربيع الأول 946هـ/24 أغسطس/آبَ 1539م.
 وكانَ ذلكَ كلُّ ما استطاعَ دُوريا تحقيقَهُ في حملتِهِ تلك.
اكتسبتْ تلكَ الموقعةُ أهميَّةً إضافيَّةً لأنَّها مثَّلَتْ إقرارَ أوروپا الغربيَّةِ (أوِ العالمِ المسيحيِّ (بالإنجليزية: Christendom) كما كانتْ تُسَمََى وقْتذاكَ) بفقدانِ حوضِ المتوسِّطِ الشرقيِّ وإقلاعِها عنْ محاولاتِ استعادةِ شيْءٍ منَ النفوذِ فيهِ، لكنَّ الأهمَّ أنَّها اتُّخِذت غَرَضَاً في الأدبِ الشعبيِّ الأوروپيِّ (أشعارٌ وأهازيجُ وأغانٍ) بتشجيعٍ منَ الكنيسةِ لإظهارِ بسالةِ الإسبانِ وفروسيَّتِهِم وقلَّتِهِم وتشبيههِمْ بأبطالِ الأساطيرِ الإغريقيَّةِ بوجهِ همجيَّةِ الأتراكِ
، معَ أنَّ الأمرَ نفسَهُ كانَ جرى بالمقابلِ عندما استعادَها دوريا السنةَ السالفة. في ضوءِ الدراساتِ الحديثةِ حولَ المركزيَّةِ الأوروپيَّةِ (التمركزُ حولَ الذاتِ) والاستعلاءِ تجاهِ الآخرَ والاستشراقِ -بالأخصِّ بعدما جاءَ بِهِ إدوارد سعيد والمُحْدَثونَ منْ تحليلاتٍ- سنجدُ معركةً صغيرةً على الحدودِ مثلَ حصارِ كاستيلنوڤا قدْ ضُخِّمَتْ واسْتُغِلَّتْ دِعائيَّاً على أوسعِ نطاقٍ لترسيخِ فكرةِ «الحضارةِ مقابلَ الهمجيَّةِ» مثلما سيُسْتخدمُ حصارُ نيسَ وأسطورةُ كاترين سيجوران (1543م) بعدَهُ بقليلٍ، في حينَ تمَّ التعتيمُ على أحداثٍ حقيقيَّةٍ يندى لها الجبينُ كمذبحةِ تونسَ (1535م)، ومحاكمِ التفتيشِ الإسبانيَّةِ.

#### البندقيَُّةُتطلبُ الصلحَ
عقِبَ استعادةِ كاستيلنوڤا صيفَ 946هـ/1539م استثمرَ خيرُ الدينِ انتصارَهُ لتدعيمِ النفوذِ العثمانيِّ في المنطقةِ، فحازَ الأراضِيَ المجاورةَ لقلعةِ ريسانَ على خليج كاتارو وأغارَ على الحصنِ البندقِيِّ على الخليجِ، ثُمَّ اتَّجهَ شمالاً فأغارَ على حصنٍ إسبانِيٍّ بجوارِ بيزارو (بالإنجليزية: Pesaro) على الساحلِ الغربيِّ للأدرياتيكِ (البرِّ الإيطاليِّ).
ووفقاً لسياسةِ خيرِ الدينِ كانَ حسنُ آغا (1486-1543م) والي الجزائرِ بالنيابةِ لايأْلو جُهْداً في متابعةِ سيرتِهِ في الإغارةِ على ممالكِ شارلكانَ في إيطالْيا وإسبانيا، فمنْ ذلكَ مَثَلاً حملتُهُ في جُمادى الأولى 946هـ/ سبتمبرَ-أيلولَ الشهرَ التّالِيَ لمعركةِ كاستيلنوڤا (24 أغسطسَ/آبَ 1539م) منْ ثلاثَ عشرةَ سفينةً في ألفٍ وثلاثمئةٍ، والتي خرجَ بها للإغارةِ على إسبانيا بغيةَ استثمارِ الانتصارِ الحاسمِ في بروزةَ، فبدَأ غرباً بجبلِ طارقٍ فاحتلَّهُ، ثُمَّ الساحلِ الإسبانيِّ المتوسِّطِيِّ الجنوبِيِّ قبلَ عودتِهِ مٌثْقَلاً بالغنائِمِ ليصطدمَ بعمارةٍ ضخمةٍ بقيادةِ الأميرالِ دي مندوزا وتقعَ ملحمةٌ كبيرةٌ تمكَّنَ فيها الإسبانُ منْ تحريرِ سبعمئةٍ منِ الجدّافينَ النصارى على السفنِ الجزائريَّةِ ولكنَّهُم بالمقابلِ خسرُوا ما ينوفُ عن ثمانمئةِ قتيلٍ
لمْ يَنْوِ العثمانيُّونَ يوماً القضاءَ على البندقيَّةِ. كانَ هدفُهُم منَ الحربِ فرْضَ سيطرتِهِم على مياهِ شرقِيِّ المتوسِّطِ، وأرادُوا منها دوماً تنشيطَ الحركةِ التجاريَّةِ معَ مصرَ والشامِ وما يدرُّهُ هذا عليهِم منْ فوائِدَ وأرباحٍ، لكنَّ غاراتِ خيرِ الدينِ وفتوحاتِهِ شرقَ المتوسِّطِ ومعركةِ بروزةَ، فضلاً عنْ توسُّعاتِ والي البوسنةِ الغازي خُسْرو بك في دالماشيا أشعرتِ البنادقةَ باقترابِ الخطرِ منْ عُقْرِ دارِهِم، وزادَهُم أنَّ الحلفَ المقدَّسَ كانَ وَبَالاً عليهِم، وأنَّ استمرارَهُم فيهِ سيدفعُ العثمانيِّينَ للتشدُّدِ في شروطِهِم، ورأَوْا خيْراً لهُم طلبَ الصّلحِ على ما انتهتْ إليهِ الحربُ من نتيجةٍ، وفي الثاني من أكتوبرَ/تشرينَ الأوَّلِ 1540م أبرمتِ البندقيَّةُ اتفاقيَّةَ صلحٍ بشروطٍ قاسيةٍ مرفَقَةً بمعاهدَةٍ تجاريَّةٍ، إذْ أقرَّتْ للعثمانيِّينَ بما حازُوهُ وبدفْعِ ثلاثمئةِ ألفِ دوقةٍ ذهبيَّةٍ غرامةً.
[وللمقارنةِ فقط فإنَّ البندقيَّةَ وافقت في ينايرَ/كانونَ الثاني 1479م على دفْعِ مئةِ ألفِ دوقةٍ ذهبيَّةٍ للدولةِ العثمانيَّةِ كغرامَةٍ عنْ الحربِ العثمانيَّةِ–البندقيَّةِ الأولى التي دامتْ ستَّةَ عشرَ عاماً (63–1479م)، بينما لمْ تَدُمْ هذهِ الحربُ إلا أربعَ سنواتٍ، في حينِ كانتِ الجزيةُ السنويَّةُ لكلٍّ من ولايَتَيْ الأفلاقِ (في رومانيا حاليَّاً) والبغدانِ (في رومانيا ومولدوڤا حاليَّاً) ثلاثةَ آلافِ دوقةٍ ذهبيَّةٍ].
والحقُّ إنَّ ما أفضى في النِّهايةِ لاضمحلالِ جمهوريَّةِ البندقيَّةِ وإمبراطورِيَّتِها فيما وراءَ البحارِ لم يكنِ العثمانيُّونَ ولا الصراعُ العسكريُّ معهُم، بلْ عاملٌ آخرُ بدَّلَ موازينَ القوى العالميَّةِ تبْديلاً لا رجعةَ فيهِ؛ ذلكَ هُمُ البرتغاليُّونَ واكتشافُهُم طريقَ الهندِ، ليسَ هذا وحسبُ وإنَّما إصرارُهم المتعصِّبُ على تدميرِ التجارةِ الإسلاميَّةِ في المحيطِ الهنديِّ بكلِّ ما أُوتُوا منْ وحْشِيَّةٍ، وتأسيسِ إمبراطوريتِهِمْ الخاصَّةِ على بحارٍ منَ الدَّمِ، والتي ما لبِثَ أنِ استولى عليها في القرنِ التالي -القرنِ السابعَ عشرَ- الهولنديُّونَ فالإنجليزُ، فكانَ أنِ انتقلَ مركزُ التجارةِ الدوليَّةِ منَ المتوسِّط إلى الأطلسيِّ نهائِياً، واضْمَحَلّ طريقُ
التوابلِ البحريِّ الذي دامَ لنحوِ ثلاثةِ آلافِ سنةٍ ما بينَ الهندِ ومرافِئِ أوروپا المتوسطيَّةِ مُروراً بموانِي مصرَ والشَّامِ.
يَعتَبِرُ الكثيرُ منَ المؤرِّخينَ هذا الاتفاقَ بمنزلةِ وفاة الحلفِ المقدَّسِ، لكنَّ شارلكانَ على ما يبدو أبَى إلا أنْ يدفِنَ هذا الحلفَ بيده.

#### محاولة شارلكان استمالة خير الدين وغزو الجزائرِ
«إذا قدِمْتَ عليَّ وقبَّلْتَ الأرضَ بينَ يديَّ فسوفَ أعفو عنكَ.... إنَّ أباكَ وسيِّدَكَ بربروسَ فرَّ فَزِعَاً منِّي بتونسَ لا يلوي على شيْءٍ، فحَذارِ أنْ تفقدَ عقلَكَ
وتُشْهِرَ السلاحَ في وجْهي»
 -شارلكانُ في رسالتِهِ لحسنِ آغا-

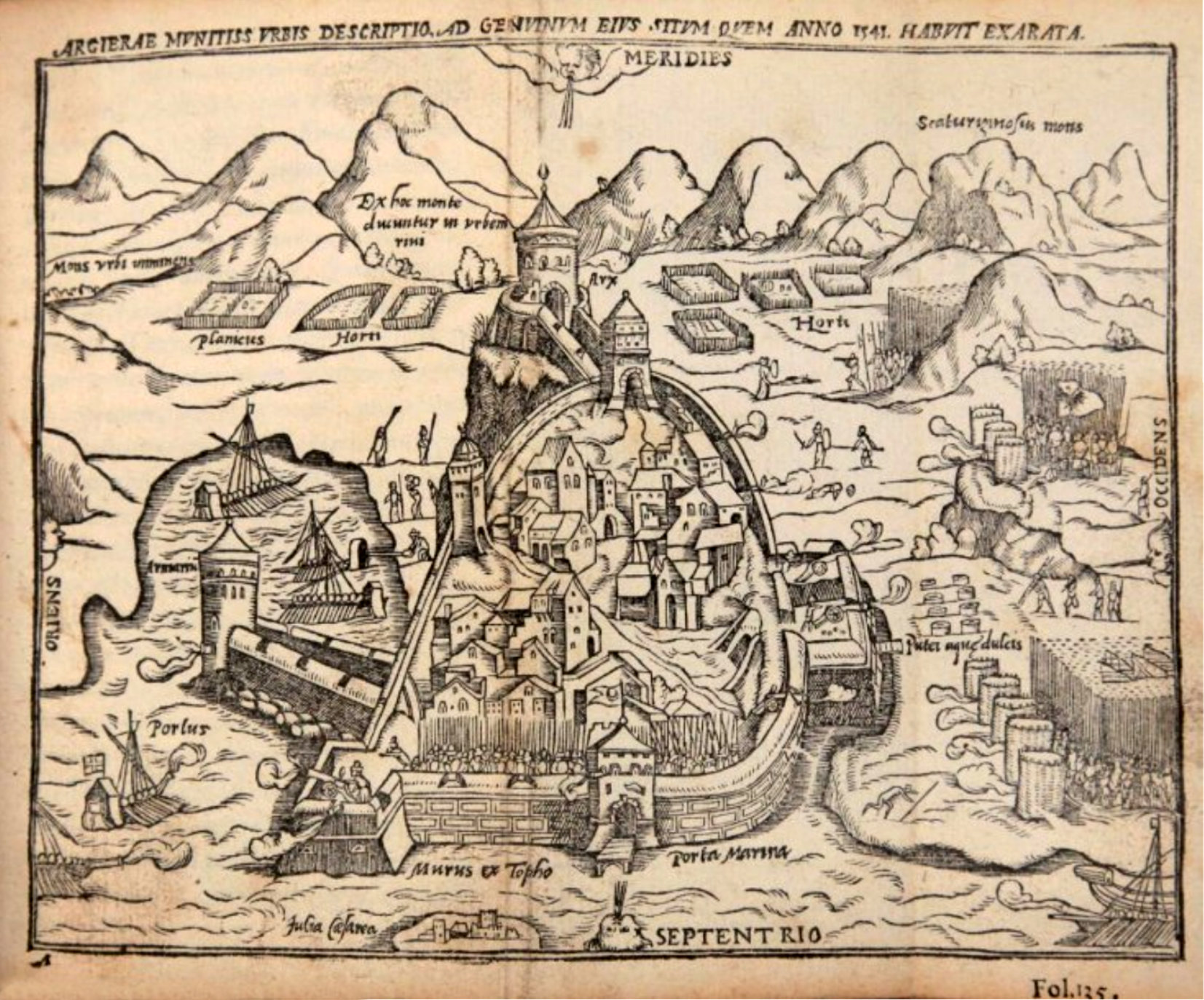
حصارُ الجزائرِ عامِ (1541م). رُسِمَتْ (1555م).

أرسلَ شارلكانُ سرَّاً عنْ طريقِ أندِرْيا دوريا وفْداً إلى خيرِ الدينِ في إسطنبولَ يعرضُ عليهِ منصبَ قائدِ الاًسطولِ الإسبانيِّ في المتوسِّطِ وحاكماً على الممتلكاتِ الإسبانيَّةِ في شمالِيِّ إفْريقيا، وفي بعضِ المصادرِ ملكاً على الشمالِ الإفريقيِّ معَ معاهدةٍ معَ إسبانيا بالتعهُّدِ بدفْعِ إتاوةٍ سنويَّةٍ، وفي سبتمبرَ/أيلولَ 1540م وبجهودِ خيرِ الدينِ اعْتُقِلَ الوفدُ وخابتْ مساعي شارلكانَ في ذلك.

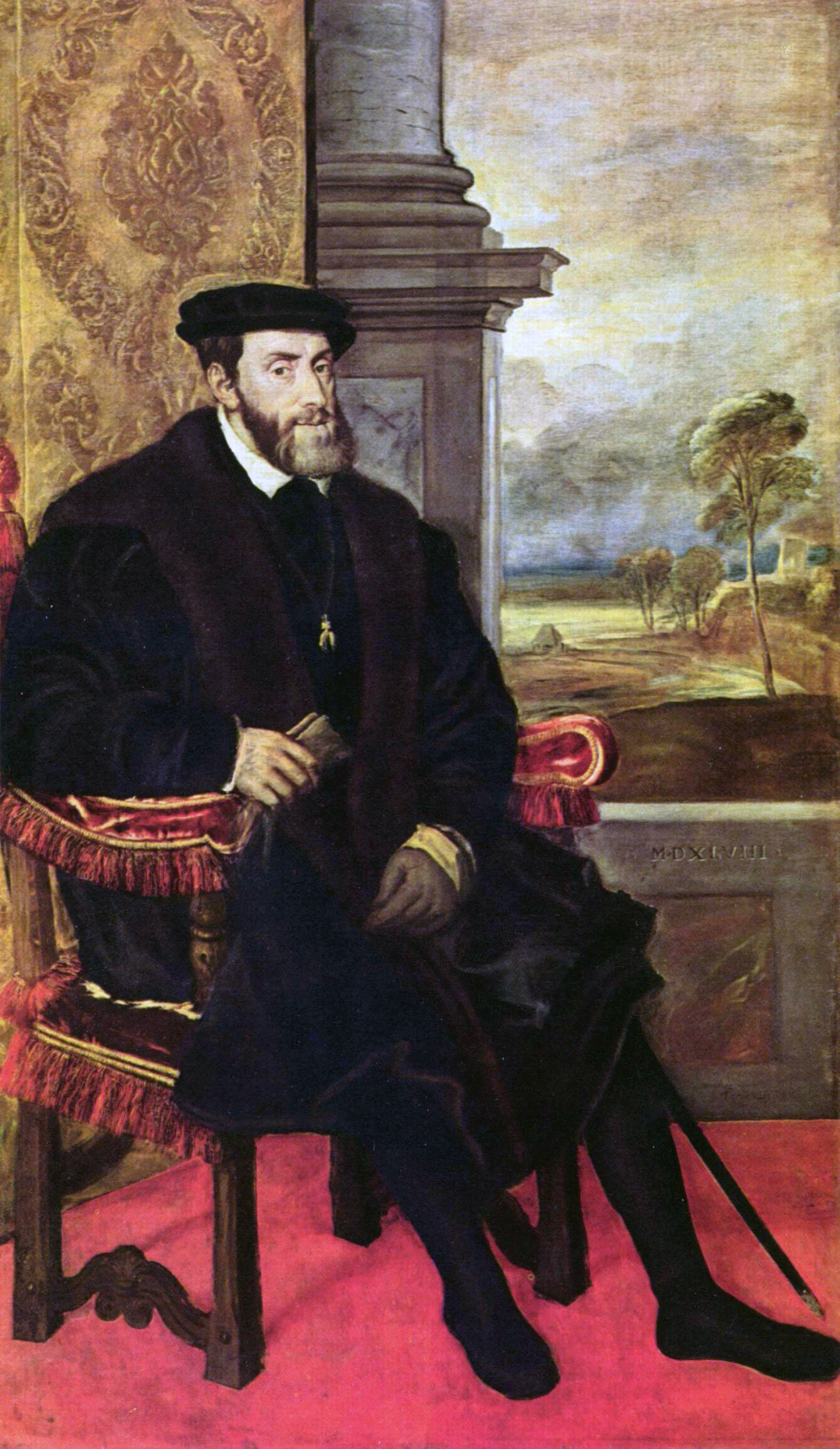
شارلكانُ بريشةِ الرسَّامِ البندقيِّ الشهيرِ تِيتْيَان (1548م).

معَ نهايةِ عامِ 1540م لربَّما لمْ يكُ في أوروپا أحَدٌ أشدَّ تميُّزاً من الغيظِ من شارلكانَ، فقدْ خذلَتْهُ البندقيَّةُ وعقدتْ صُلحَاً معَ العثمانيِّينَ منْسحبَةً من الحلفِ المقدس الذي دعتْ هيَ إليهِ وفشِلَ حتى الآنَ في تحقيقِ أيٍٍّ من أهدافِهِ فضْلاً عن هزيمتِهِ المريرةِ في بروزةَ، وبقيَتِ الجزائرُ تُنازِعُهُ السيطرةَ البحريَّةَ غربَ المتوسِّطِ، وحَبِطَتْ محاولةُ اجتذابِ بربروسَ لتغييرِ ولائِه. لم يكُ كبرياءُ شارلكانَ لِيَقْبَلَ بهذهِ المُحصِّلَةِ وعزمَ على تحقيقِ هدفِهِ الخاصِّ من الحلفِ «احتلالُ الجزائرِ»، فسارعَ في سِرَّيَّةٍ لحشْدِ أسطولٍ هائلٍ شاركت فيهِ الدولُ المتحالفَةُ الباقيةُ وتألّفَ من أربعمئةٍ وخمسينَ ناقلةِ جندٍ وخمسٍ وستينَ سفينةً حربيَّةً شَحَنَها بأربعةٍ وعشرينَ ألفاً منَ جنودِ المشاةِ وألْفَيْ فارسٍ، وأسهمَ البابا بجيشٍ إيطاليٍّ بقيادةِ حفيدِهِ ثُمَّ أعلنَها أخيراً حملةً صليبيَّةً -ما يعني مغفرةَ الخطايا لمن يُشاركُ بها- ومنحَها بركتَهُ ورايةً بابويَّةً وفتحَ لها بابَ التطوُّعِ.
في 28 جُمَادى الآخرةِ 948هـ/ 23 أكتوبرَ/تشرينَ الأوَّلِ 1541 نزلَ شارلكانُ بجيشِهِ في خليجِ الجزائرِ يسارَ وادي الحراشِ بعدما اسْتعرضَ ليوميْنِ أسطولَهُ الضّخمَ في البحرِ قُبالةَ المدينةِ لإرهاب الأهلين، ثُمَّ اتَّجهَ شمالاً بغربٍ حتى وصلَ البحرَ من جهتِها الغربيَّةِ وطوَّقَها برَّاً وبحراً. كانَ حسنُ آغا -والذي لا يملكُ إلا أقلَّ من ستةِ آلافِ مقاتلٍ- عقدَ مجلساً حربيَّاً أجمعَ في إِباءٍ على رفْضِ رسالةِ شارلكانَ بالاستسلامِ، فاسْتنفرَ رجالَ القبائِلِ وأقسمُوا على القتالِ حتى آخرِ قطرةِ دمٍ، فشكَّلَ أولئكَ فرقَ فرسانٍ فدائيَّةً قليلةَ العددِ خفيفةَ الحركةِ للانقضاضِ بأسلوبِ الكرِّ والفرِّ على مجنِّباتِ الجيشِ ومؤخِّرَتِهِ أثناءَ مسيرِه. بعدَ إتمامِ الحصارِ هبَّت عاصفةٌ ليليَّةٌ هوجاءُ ولمْ يكنِ الجيشُ أنزلَ بعدُ المدافعَ والخيامَ من السفنِ غطرسةً وثقةً بالنصرِ، فباتَ الجندُ في العراءِ وعلى الوحْلِ وأفسدَ المطرُ مسحوقَ البارودِ، ومعَ تباشيرِ الصباحِ وعقبَ صلاةِ الفجرِ شنَّ المدافعونَ بقيادةِ الحاجِّ بكرٍ -بالرَّغْمِ من فارقِ العددِ- هجوماً على الطليانِ على الجناحِ الأيسرِ للعدوِّ فأزالوهُم عن مواقعِهِم حتى معسكراتِهِم، فأنجدَهُم فرسانُ مالطا، فانسحبَ المجاهدونَ أمامَهُم فطاردوهُم حتى الأسوارِ -ظنَّاً منهم بفرارِهِم- ففُتِحتِ الأبوابُ ودخلَ المجاهدونَ، ثُمَّ أغلِقَتْ دونَ المهاجمينَ فبقُوا خارجَها والمدافعونَ من فوقِ الأسوارِ يحصِدونَهُم بنيرانِهِم ومدفعيَّتِهِم. هُرِعَ شارلكانُ لنجدةِ قوّاتِهِ وشَنَّ -لِيحفظَ ماءَ وجهِهِ- هجوماً عامَّاً لمْ يُقَدَّرْ لهُ إلا زيادةُ الخسائرِ في ظلِّ معنويَّاتٍ منهارةٍ، وفسادِ البارودِ، وانعدامِ المدفعيَّةِ لقصفِ الأسوارِ وتغطيةِ الهجومِ، وعدمِ تمكُّنِ السفنِ من الاقترابِ من الساحلِ بسببِ العواصف. دُعِيَتْ هذهِ المعركةُ بمعركةِ بابِ الواد.
ورغمَ أنَّ دوريا خرجَ بالأسطولِ إلى البحرِ المفتوحِ تجنُّباً للاصطدامِ بالساحلِ إلا أنَّ العواصفَ القويَّةَ -التي دامتْ أيَّاماً- حطَّمتْ مئةً وخمسينَ سفينةِ نقلٍ بما عليها من مدافعَ ومؤنٍ، وثارَ المجدِّفونَ الأسرى المسلمونَ في السفنِ ففُقدتِ السيطرةُ على ستَّ عشرةَ منها ارتطمتْ بالبرِّ وأنقذَ الجزائريُّونَ نحوَ ألفٍ وأربعمئةٍ منهُم ما جعلَ الطينَ يزيدُ بلّةً. أمامَ هذا الفشلِ الذريعِ ونفادِ مؤنِ الجيشِ -فالمؤنُ أيضاً كانتْ لم تُفرّغْ منَ السفنِ بعدُ- انسحبَ الصليبيُّونَ في ظروفٍ عسيرةٍ جداً في مسيرٍ لمدةِ أربعةِ أيامٍ اضطرُّوا فيهِ لذبحِ الخيولِ للطَّعامِ، وزادَهُم رَهَقاً غاراتُ رجالِ القبائلِ الفدائيِّينَ التي لم تتوقفْ ليلاً أو نهاراً، ولم يُقلِعِ الأسطولُ إلا في الثالثِ من نوفمبرَ/تشرينَ الثاني نحوَ بُجَّايَةَ التي كانَ المجاهدونَ حاصرُوها ومنعُوا عنها التموينَ، فلم يجدِ شارلكانُ ما يتقرَّبُ بِهِ إلى اللهِ سوى الأمرِ بجمعِ اليهودِ منَ المدينةِ فقتَلَ بعضَهُم واسْترقَّ الباقي.
[كانَ التضامنُ الشعبيِّ معَ الحكمِ والإصرارِ على مقاومةِ الإسبانِ نتيجةَ السُّمعةِ التي لحِقَتْ بهؤلاءِ جرَّاءَ الأهوالِ التي اقترفُوها سواءً بحقِّ المسلمينَ الموريسكيّينَ ومنها محاكمُ التفتيشِ، أو بحقِّ أبناءِ البلادِ كمذبحةِ تونسَ عامَ 1535م (من ذلكَ مثلاً أنَّه خلالَ الحملةِ الإسبانيِّةِ عامَ 1573م على تونُسَ انسحبتِ الحاميةُ العثمانيَّةِ منَ المدينةِ انسحاباً تكتيكيّاً فهجرَها عشراتُ الآلافِ من سُكّانِها خوفاً على أرواحِهِم)].
[أسْفرتِ الحملةُ -التي لم تَدُمْ سوى اثْنَيْ عشرَ يوماً يومانِ منها فقط في حصارِ الجزائرِ- عنِ اثْنيْ عشرَ ألفاً بينَ قتيلٍ وغريقٍ وأسيرٍ، وخسارةِ مئتيْ سفينةٍ منها ثلاثونَ حربيَّةً، ومئتيْ مدفعٍ فضلاً عن الخسائرِ التموينيَّةِ والماديَّةِ، فكانتْ أسوأَ ما أصابَ البحريَّةَ الإسبانيَّةَ من كوارثَ [وربَّما لمْ تُوازِها إلا هزيمةُ أسطولِ الأرمادا الإسبانيَّةِ أمامَ إِنجِلْتِرا سنة 1588م]. هَبَّ خيرُ الدينِ على رأسِ عمارةٍ كبيرةٍ منَ الأستانةِ لكنَّهُ وصلَ بعدَ انسحابِ شارلكانَ، فبقيَ فترةً قصيرةً ثُمَّ أبحرَ باتّجاهِ السواحلِ الإسبانيَّةِ والإيطاليَّةِ ليُوَقِّعَ ردَّهُ على تلكَ الحملةِ المنكوبة.
كانَ من نتائجِ هذهِ الحملةِ أنِ انفرطَ عقْدُ الحلفِ المقدَّسِ نهائيِّاً فلم تقُمْ له قائمةٌ من بعدُ، وأقلعَ شارلكانُ عن أوهامِهِ في غزوِ الجزائرِ، بل عنِ منافسةِ العثمانيِّينَ في السيطرةِ على غربِِيِّ المتوسِّطِ حتى أضْحى يُشارُ له بالبحيرةِ العثمانيَّةِ، وأعلنَ صاحبُ تِلِمْسانَ ولاءَهُ لوالي الجزائرِ وخلْعَ رِبْقةِ الخضوعِ للأجنبي، ولم يعُدْ نفوذُ الإسبانِ بذي بالٍ في الجزائرِ، وجعلَ تمركزُهُم في بُجّايةَ ووهرانَ منهُما مدينتَيْنِ معزولتَيْنِ، فكانتْ هذهِ الحملةُ بدايةَ التصفيةِ النهائيَّةِ للوجودِ الإسبانيِّ في شمالي إفريقيا].

### حملةُفرنْسا
«الدولةُ العثمانيَّةُ القوَّةً الوحيدةُ القادرةُ على ضمانِ وجودِ الدولِ الأورپيَّةِ في وجهِ شارلكانَ»
 -فرانْسْوا الأوَّلُ في مقابلةٍ معَ السفيرِ البندقِيِّ-

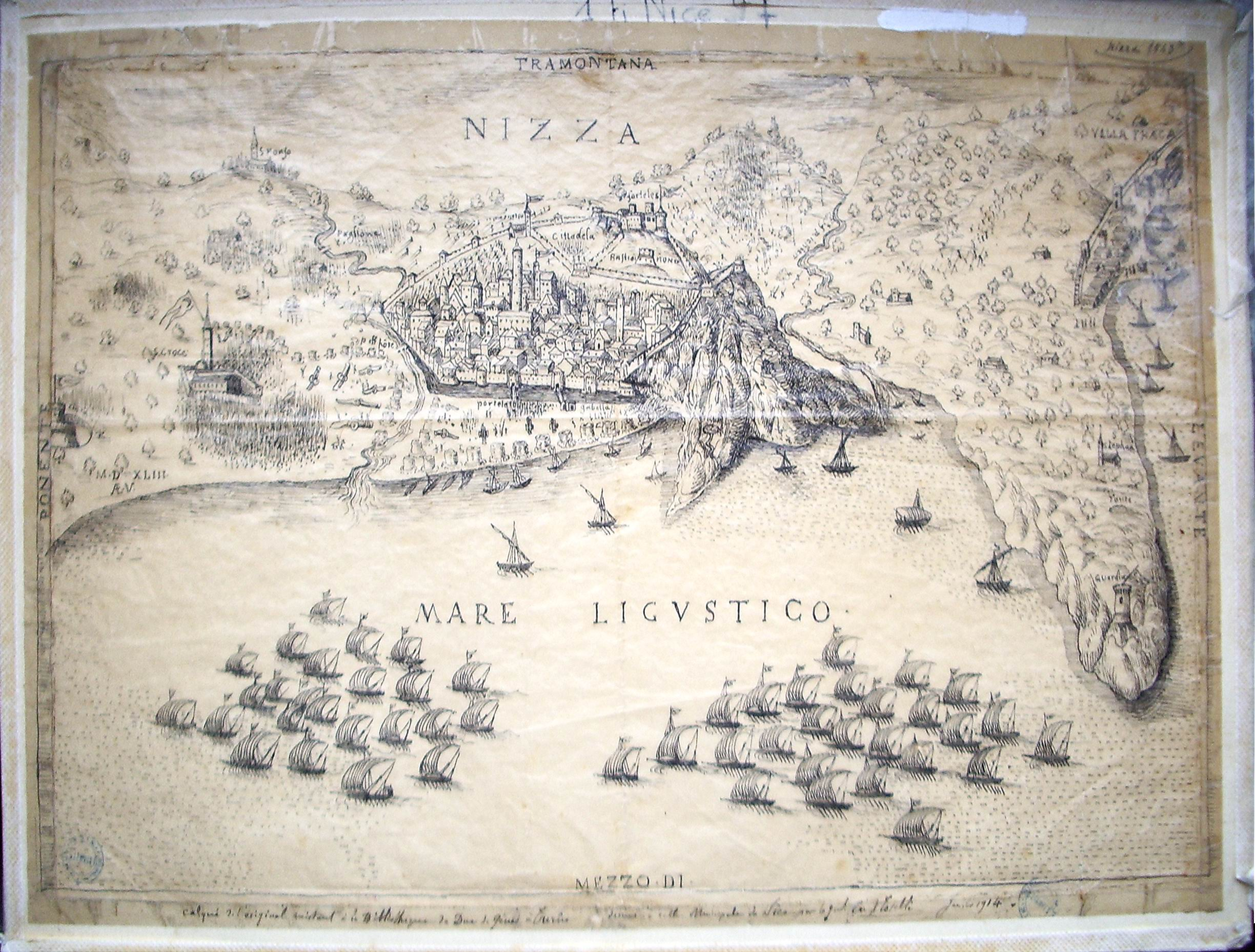
الأسطولُ العثمانِيِّ يحاصرُ نيسَ (1543م) بالاشتراكِ معَ الأسطولِ الفرنسِيِّ قٌبَيْلَ سقوطِها.

كانَ رأيُ العاهلِ الفرنسِيِّ أنَّ وجودَ الدولةِ العثمانيَّةِ «صارَ ضرورِيَّاً لحفظِ التوازنِ الدولِيِّ بأوروپا» بفعلِ طغيانِ شارلكانَ -المستندِ إلى نفوذِهِ الذي شمِلَ نصفَ أوروپا الغربيَّةِ- والذي بلغَ الذِرْوَةَ، وممّا زادَهُ سوءاً خسارَتُهُ الساحةَ المتوسطيَةَ فلمْ يبْقَ لهُ سوى الساحةِ الأوروپيَّةِ يحاولُ فيها تدعيمَ سمعتِهِ التي نالتْ منها كثيراً نكبَتُهُ في الجزائرِ حتى اجترأَ عليهِ الأمراءُ البروتستانتُ الألمانُ وأقامُوا حلفاً ضدَّهُ ما دفعَهُ لأنْ يكونَ أشدَّ تعالِيَاً وأكثرَ صفاقة.

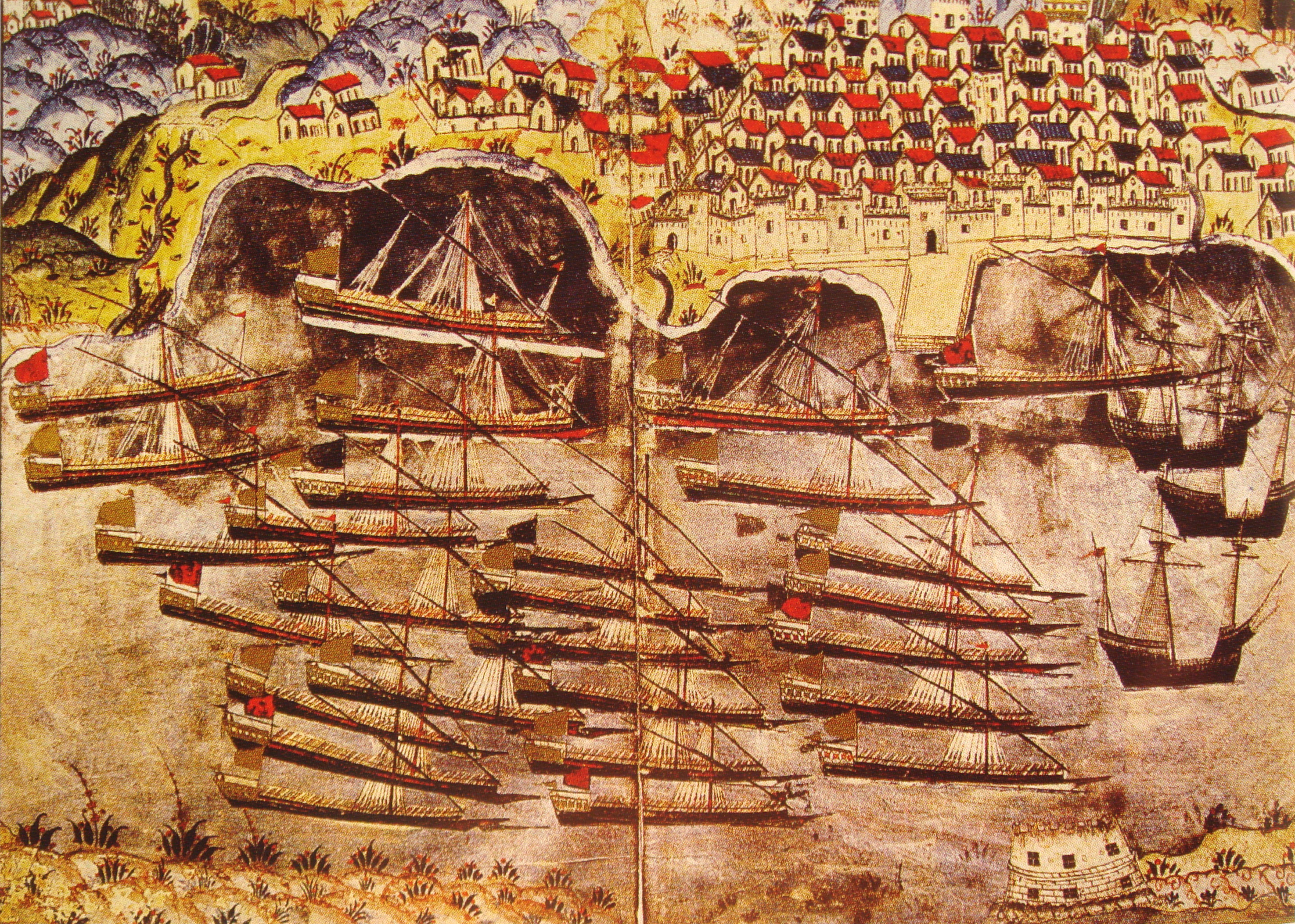
أسطولُ خيرِ الدينِ في طولونَ، (شتاءَ 1543م).

استأنَفَ فرانْسْوا الأوَّلُ الحربَ على شارلكانَ في شمالِيِّ إيطالْيَا (الحربُ الإيطاليَّةِ (42-1544م)) بعدما تدهورتِ العلاقاتُ بينهُما مجدَداً إثْرَ مقتلِ مبعوثٍ فرنسِيٍّ إلى الأستانَةِ وآخرَ إلى البندقيَّةِ كانا يسافرانِ عبرَ شمالِيِّ إيطالْيا. كانَ العاهلُ الفرنسِيُّ مسروراً ولاشكَّ بالارتماءِ ثانيةً في أحضانِ العثمانيّينَ يستعْديهِم على شارلكانَ وسُرعانَ ما طلبَ دعمَهُم. اغتنَمَها السلطانُ سليمانُ فرصةً فأرسلَ خيرَ الدينِ على رأسِ أسطولٍ كبيرٍ من مئتيْنِ وعشرِ سفنٍ تُقِلُّ ثلاثينَ ألفاً ما بينَ جنديٍّ وملاحٍ وجدّافٍ نحوَ مَرْسيلْيا. لمْ تكُ جولةُ خيرِ الدينِ هذهِ كسابقاتِها، ولكنْ حملةً عسكريةً بحريَّةًً تصْحبُها فرقةٌ منَ الجيشِ (14000 جنديٍّ) لمساعدةِ فرنْسا لحينِ انتهاءِ الحربِ.
في طريقِهِ احتلَّ مدينةَ ريدجو على مضيقِ مسِّينا، ورَسا على سواحلِ كامبانيا ولازيو، ثُمَّ على مصبِّ نهرِ التيبرِ ما بعثَ الذعرَ في رومَا نفسِها لولا تأكيداتِ السفيرِ الفرنسِيِّ في إسطنبولَ المرافقِ للحملةِ، وبعدما غزا عدداً منَ الجزرِ الإيطاليَّةِ والإسبانيَّةِ والمدنِ الساحليَةِ وصلَ طولونَ (10 تمُّوزَ/يولْيو 1543م) ثُمَّ مَرْسيلْيا (21 منَ الشهرِ).

#### حصارُنيسَ
في الخامسِ منْ آبَ/أغسطسَ أقلعَ بربروسُ لاحتلالِ نيسَ وبإمرتِهِ الأسطولُ الفرنسِيُّ في خمسينَ سفينةً وقائدُهُ حاكمُ مَرْسيليا فرانسوا دي بوربون (كونتُ إنجيانَ) والذي كانَ فشِلَ في احتلالِها بمواجهةِ أنْدِريا دورْيا. أرادَ فرانسوا الأوَّلُ احتلالَ نيسَ -التابعةِ لدوقيَّةِ ساڤوا- لأنَّ الدوقَ شارلَ الثالثَ (1486-1553) تزوَّجَ ابنةَ ملكِ البرتغالِ -بنتَ أختِ شارلكانَ- ممّا عنى بالنسبةِ لهُ انحيازَ هذا الأخيرِ إلى الحلفِ المعادي. لمْ تصمدِ المدينةُ طويلاً منْ 6 آبَ/أغسطسَ وحتى 22 منْهُ (بلغَ ذِروتَهُ يومَ 15 منهُ) لضعفِ دفاعاتِها على مايبدو، لكنَّ القلعةَ لمْ تسقطْ بسببِ تخاذلِ الفرنسيّين في إمدادِ حلفائِهم بكميَّاتٍ كافيةٍ منَ البارودِ ما أغضبَ خيرَ الدينِ حتّى وبَّخَهُم قائلاً: «أأنتمْ بحارةٌ لكيْ تملؤوا البراميلَ بالنبيذِ بدلَ البارودِ؟!!».

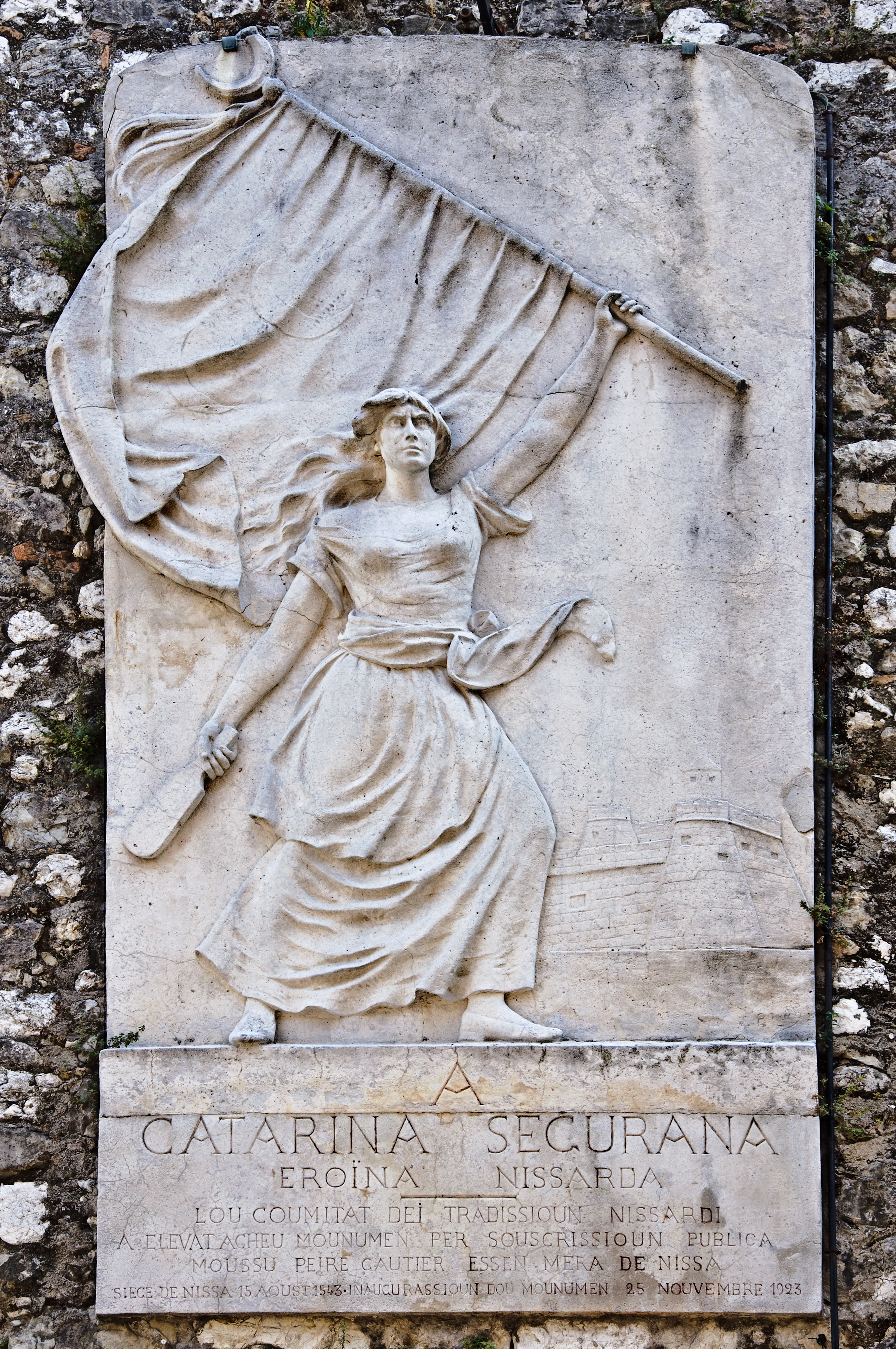
نُصُبُ كاترين سيجوران Catherine Ségurana وهي تحملُ مضربَ غسيلٍ وعلماً يعلو ساريَتَهُ هلالٌ تذكيراً بالروايةِ الشعبيَّةِ (نقشٌ بارزٌ).

ويظهرُ أن الأهالي والحامية أبلَوْا حسناً في الدفاع، ومنه تدميرُ الأهالي لجسرٍ حيويّ. وأدتْ هذه الحوادثُ -على ما يبدو- إلى ظهورِ قصةِ كاترين سيجوران (بالإنجليزية: Catherine Segurane) وكانت امرأةً تمتهن غسل الثياب ابتدعتها المخيلة الشعبية تقودُ الأهالي في المعركة وتلهبُ الخيالَ الشعبي للمقاومة، وحسبَ الروايةِ الشعبيةِ فإنها ضربت جندياً عثمانياً بمضربِ الغسيل واستخلصت العَلَمَ منه. على أن الأهم في أصلِ الروايةِ أنه لا توجد أدلةٌ على وجودِ هذهِ المرأة، فحتى المؤرخ جان بادات الذي شهدَ الحصارَ لم يأتِ على ذكرها، وتبدو قصتُها مختَلَقَةً أو جدُّ مبالغٍ فيها، لكنها مع الزمن استقرتْ في الذاكرةِ الشعبيةِ حتى أقاموا لها نصباً تذكارياً عام 1923، ويُحتفل سنوياً بذكراها في يوم القديسة سانت كاترين (25 تشرين الثاني/نوفمبر).

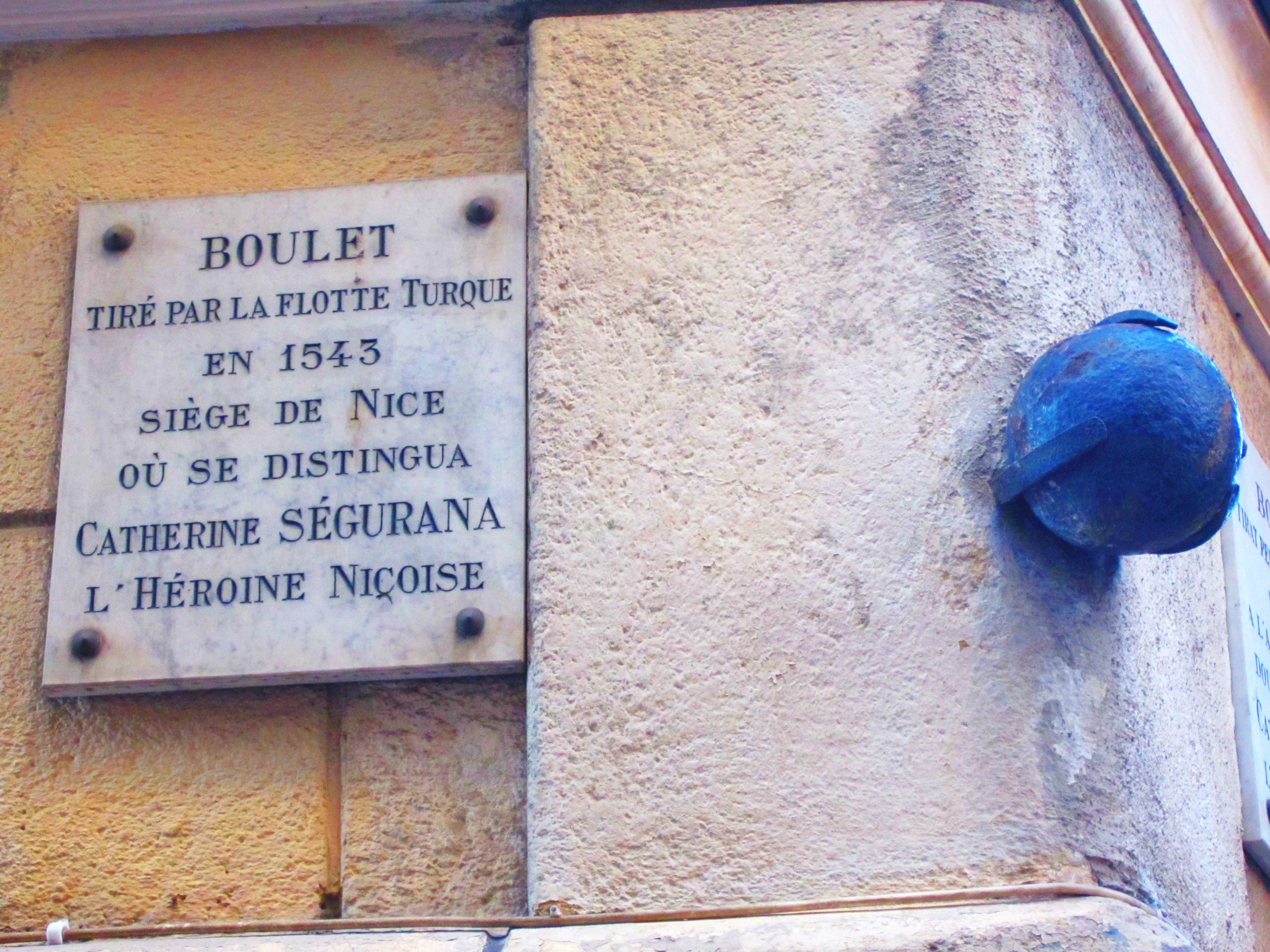
قذيفة في نيس يقال لاتزال موجودةً منذ الحملة العثمانية، وبجانبها لوحة قرب زقاق كاترين سيجوران كتب فيها:
«قذيفة كرة مدفعٍ من الأسطول التركي عام 1543 أثناء حصار نيس حيث برزت البطلة كاترين سيجوران»

فكّ الحلفاء الحصارَ عن قلعةِ نيس بمجيء دوق سافوا على رأس جيشٍ وانسحبوا من المدينة في سبتمبر/أيلول 1543. أغار بربروس بعد ذلك على كان وموناكو وسان ريمو غرب جنوا، وأخلى فرانسوا الأول طولونَ لتصبحَ قاعدةً للحملةِ العثمانيةِ لقضاءِ الشتاء، فحُوّلت كاتدرائية سانت ماري إلى مسجدٍ، واستعمل الجند نقدهم العثماني في المدينةِ في تعاملاتهم. وكما في حصار كاستيلنوڤا فقد استُنفِرتْ حملات التجييش الشعبي -التي لم تك قصة كاترين سيجوران إلا مثالاً لها- عبر الكنيسةِ -خاصةً- بوسائِلِها الإعلاميةِ المؤثرةِ ضد العثمانيين «الهمج» «أعداءِ الحضارةِ والإنسانيةِ»، وضُخّمتِ المشاركة الشعبية -التي شحنها الإعلام- لتسهم في صياغةِ رأيٍ عامٍّ يتكتّلُ في مواجهتهم ويحاول شيطنتهم، فمن ذلك ما أشيعَ مثلاً بأنّ العثمانيين اقتلعوا أثناءَ إقامتِهم في طولون أجراسَ الكنائس. وكان من أثرِ هذا تواني الجندِ الفرنسيين خلال العملياتِ العسكريةِ في التعاونِ مع الحملةِ العثمانيةِ، وهو ما كانَ مؤثّراً في حصارِ قلعةِ نيس. [لم تك معركة نيس بالمعركةِ الهامةِ أو الاستراتيجيةِ أو الحاسمةِ، إنما شَهَرَتها الدعاية (بالإنجليزية: Propeganda) التي ضخّمتها وجعلت منها رمز مقاومةٍ وتحدٍّ دونما أهميةٍ إلى أي حدٍّ كان ذلك صحيحاً أو لم يكن].
في الأثناء توفي في نوفمبر/تشرين الأول 1543 حسن باشا والي الجزائر (منحه السلطان الباشوية ولقب «الغازي» بعد هزيمة الصليبيين على أسوار الجزائر) فاختير مؤقتاً الحاج بكر الذي أبدى بسالةً نادرةً أثناء الغزو الصليبي كقائدٍ للمتطوعة من المهاجرين الموريسكيين حتى يونيو/حزيران 1544 عندما عين خير الدين ابنه حسن نائباً له على الجزائر.
ربيع 1544 غزا خير الدين سان ريمو ثانيةً، وبعدما هزم أسطولاً إسبانياً-إيطالياً مشتركاً أغار بضراوةٍ على مملكة نابولي، ثم أبحر شمالاً نحو جنوا وهدد بمهاجمتها مالم يُفرج عن طرغود ريس الذي أسر في غارةٍ له على كورسيكا عام 1540 وأجبر على التجديف في سفينةٍ جنويةٍ قبل أن ينقل ليسجن في جنوا. دعاه أندريا دوريا إلى قصره حيث انتهت المفاوضات بينهما عن الإفراج عن طرغود ريس مقابل فديةٍ ثلاثةِ آلافٍ وخمسمئة دوقةٍ ذهبية. ثم صد عدة هجماتٍ إسبانيةٍ على جنوبي فرنسا قبل إنهاء مهمته لإبرام فرانسوا الأول معاهدةً مع شارلكان (18 سبتمبر/أيلول 1544م). في إيابه غزا سان ريمو للمرة الثالثة في مايو/أيار قبلما تصالحه جمهورية جنوا على مبلغٍ كبيرٍ لوقفِ غاراته. وفي يونيو/حزيران ظهرَ بأسطولِهِ أمام جزيرةِ إلبا واحتل مدينةَ بيومبينو (على البر الإيطالي- 20كم شرقي إلبا) وقصف حصنها متوعداً طالباً إطلاقَ سراحِ ابن سنانِ ريس وكان أُسرَ (حوالي 1540) في سفينةٍ وعمَّده وتبنّاه سيدُ جزيرةِ إلبا لكنه اضطر لإطلاقِهِ عندئذٍ. بعد أسابيعَ من الهجمات على مدنٍ إيطاليةٍ عدةٍ هاجم سواحل سردينيا فخليج نابولي وأجبر جيانتينو ابن أندريا دوريا على الهرب بعمارته (ثلاثين قادساً) والاحتماء في مسّينا، ثم هاجم عدة مدنٍ على البحر التيراني وأنهاها بقصفٍ لخمسة عشر يوماً على قلعة مدينةٍ قرب مسّينا (صقلية) فدمرها واحتلها قبل أن يكمل رحلته إلى إسطنبول.
كان من نتائج الحملة أن كرست الأسطول بمنزلة الذراع الطويلة للدولة العثمانية في البحر الأبيض المتوسط.

## تقاعده ووفاته

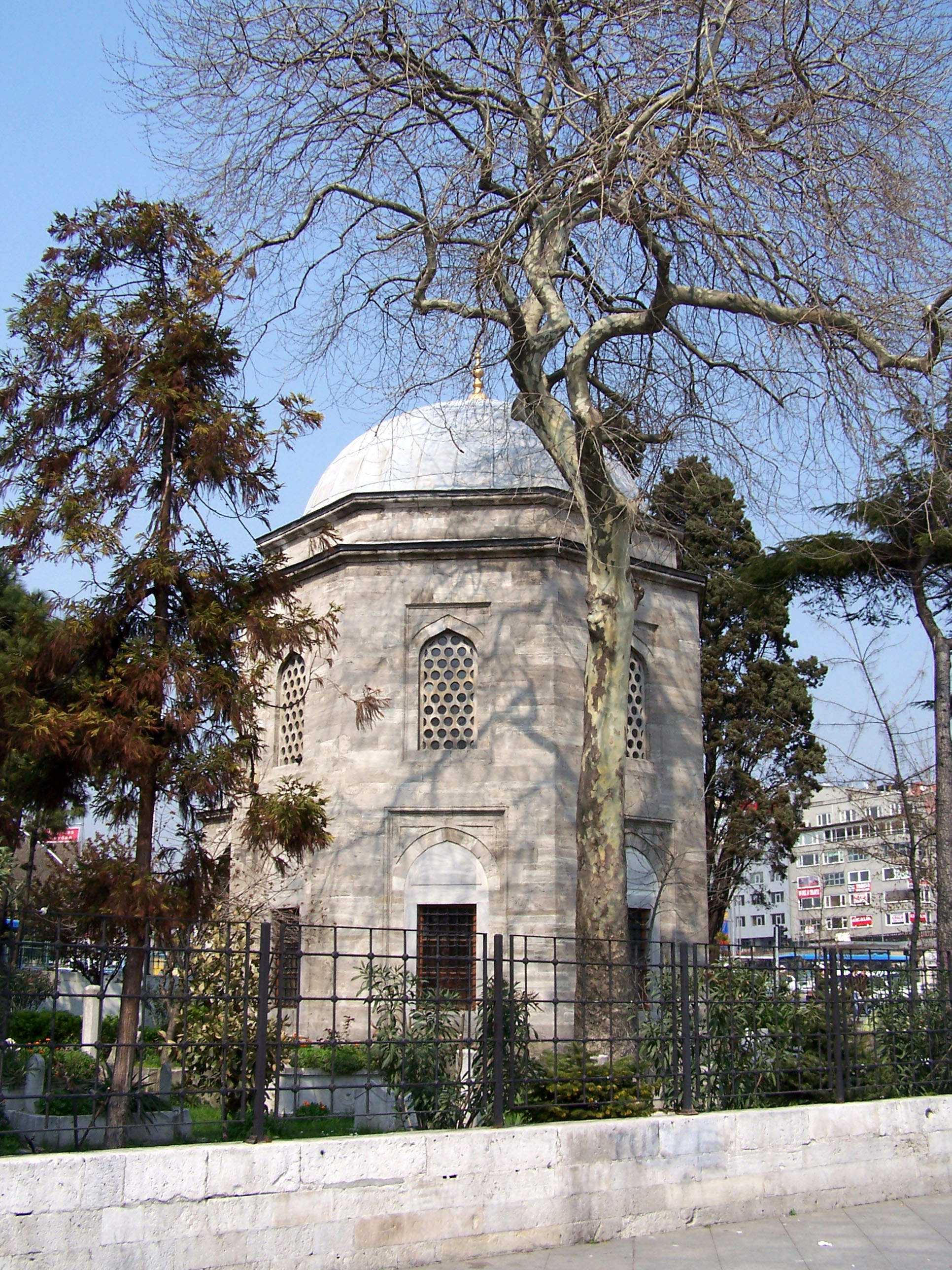
ضريحُ خير الدين من تنفيذِ المعمارِ سنان.

عام 1545م في نحو الخامسة والسبعين تقاعد خير الدين في إسطنبول في داره على شاطئ بيوكديري (بالتركية: Büyükdere) شمال غرب البوسفور، وتفرغ ليملي مذكراته -بطلبٍ من السلطان سليمان- على سنان مُرادي ريَّس والتي بلغت خمسةَ أجزاءٍ بخطِّ اليدِ معروضةً في متحف قصر طوب قابي (بالتركية: Topkapı) ومكتبة جامعة إسطنبول. نُشرتِ المذكراتُ من قبل الأكاديمي التركي أحمد شيمشيرجيل، وحُوِّلت إلى روايةٍ بعنوان «البحر المتوسط كان لنا» من قبل م. إرطغرل دوزداغ.
وفي 4 يوليو/تموز 1546م توفي خير الدين ودُفن في ضريحه الذي بناه المعمارُ سنان عامَ 1541م على الطراز المعماريِّ العثمانيِّ في بشيكطاش مجاوراً للمتحفِ البحريِّ حاليّاً في الجزءِ الأوروبيِّ من إسطنبولَ شماليَّ القرنِ الذهبيِّ.
وأقيم النصب التذكاري المجاور لضريحه تخليداً لذكراه عام 1944.

## أثرُهُ

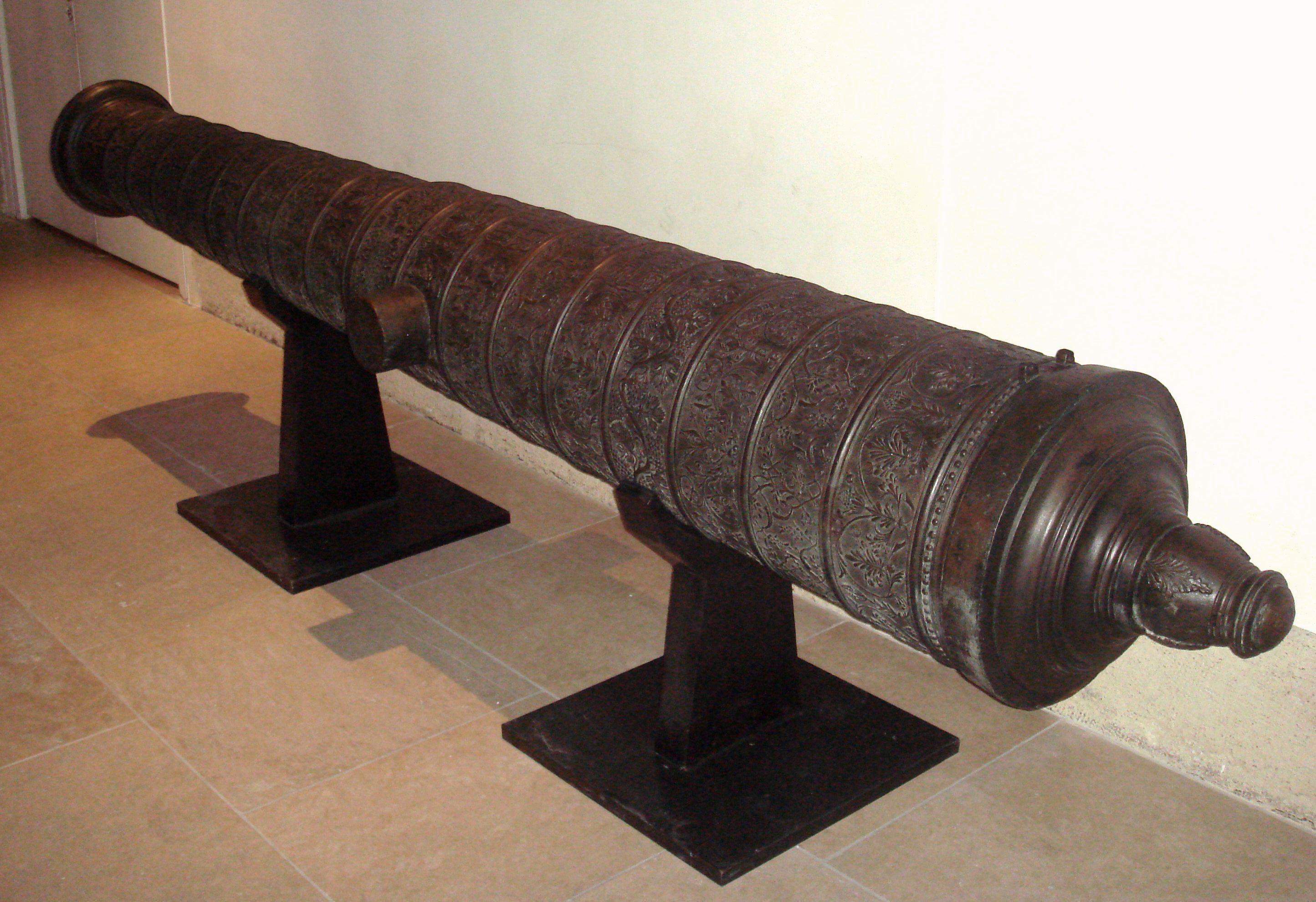
مدفعٌ عثمانيٌّ صُنِعَ في 8 تشرينِ الأولِ/أكتوبرَ 1581م في الجزائرِ، طولُهُ 385 سم، ووزنُهُ 2910 كغم، يوجد الآن في متحفِ الجيشِ الفرنسيّ.

لمْ يكنْ خيرُ الدينِ بربروسَ نجماً عابراً في سماءِ النصفِ الأوَّلِ من القرنِ السادسَ عشرَ الميلاديّ، كانَ مدرسةً خلَّفَتْ آثاراً عميقةً في الجزائرِ وشماليِّ إفريقيا والدولةِ العثمانيةِ عامَّةً. بدأَ في التجارةِ والْتَفَتَ وإخوَتَهُ إلى الجهادِ البحريِّ بفعلِ القرصنةِ التي كانَ يُمارِسُهَا فرسانُ رودسَ خاصّةً والقوى الصليبيّةِ الأخرى في حوضِ المتوسطِ، فتعلَّمَ القتالَ وفنونَ الحربِ بنفسِهِ، ثمَّ قيادةَ السفنِ الحربيَّةِ، ثمَّ قيادةَ قوَّاتٍ بحريَّةٍ بإمْرَتِهِ، ثمَّ إمارةَ قلعةٍ، فإمارةَ ولايةٍ بما فيهَا منْ تنظيمٍ وإدارةٍ وسياسةٍ وتجييش جيوشٍ وتدريبِهَا وقيادَتِها، ثمَّ إدارةَ الأسطولِ العثمانيِّ بأجمعِهِ بما فيهِ رسمُ السياسةِ البحريَّةِ لدولةٍ عُظْمَى بحجْمِ الدولةِ العثمانيَّةِ وتخطيطِهَا وإدارَتِهَا، ونجحَ في ذاكَ كلِّهِ. كانتْ لهُ كاريزْمَا شخصيَّةٍ مميَّزَةٍ فتخرَّجَ على يديْهِ قباطنةٌ عِظامٌ وإداريُّونَ كبارٌ كربيبِهِ حسنٌ نائبَهُ على الجزائرِ، وابنِهِ حسنٌ والي الجزائرِ لثلاثِ مرّاتٍ، ثمَّ قبطانِ باشا الأسطولِ، وصهْرِهِ طرغودَ ريّس والي طرابُلسِ الغربِ ومحرِّرِها منْ فرسانِ مالطا، وسنانِ ريّس، وبيري ريّس، وآيدين ريّس، وصالحِ ريّس والي الجزائرِ ومحرَّرِ بُجَّايَةَ وكوردغلو ريّس ودلي محمدِ ريّس زمرادِ ريّس وغيرِهِم كُثُر. ولمْ تكُ هزائِمُهُ هيِّنَةً لكنْ قليلةً بالمقارنةِ بما حقَّقَهُ لأنَّهُ عَرفَ دائماً بالجهدِ والمواظبةِ والعملِ الدؤوبِ كيفَ يُحوِّلُ الهزيمةَ إلى نصرٍ، ومعَ كونِهِ مُخطِّطاً بارِعاً فقد كانَ منفِّذاً جيِّداً أيضاً، فمعْ أنَّهُ لمْ يكُ ضابطَ مدفعيةٍ لكنَّهُ استخدَمَها بكَفاءَةٍ كما في بروزةَ، ولمْ يكُ يسمحُ لعدوِّهُ أنْ يجُرَّهُ إلى ميدانٍ يَخْبُرُه أكثرَ منهُ، فهوَ لمْ يسمحْ في بروزةَ بالمواجهةِ إلاَّ في البحرِ المفتوحِ ليستطيعَ استغلالَ إمكاناتِ سفنِهِ الخفيفةِ في سرعةِ الحركةِ والمناورةِ ويَحْرِمَ خصمَهُ من ميّزَةِ سفنِهِ الضخمةِ البطيئةِ ضعيفةِ المناورةِ، وعندما خسرَ الأسطولُ العثمانيُّ في ليبانتَ (1571) -لرفضِ قائدِهِ نصيحةَ قباطنتِهِ بعدمِ الاشتباكِ في المضيقِ والخروجِ للبحرِ المفتوحِ- كانَ والي الجزائرِ قلج علي باشا (بالتركية: Kılıç Ali) قائدُ المَيْسَرَةِ تلميذُ طرغودَ ريّسَ -والذي يُمكنُ عدُّهُ منَ الجيلِ الثاني لهذي المدرسةِ- وفيَّاً لهذهِ المبادئِ فاستطاعَ بسلسلةِ مناوراتٍ ماهرةٍ أنْ يُدَمّرَ أسطولَ فرسانِ مالطا وينجوَ بأسطولِهِ (الجزائرِيِّ) سليماً ما دفعَ السلطانَ لأنْ يجمعَ لهُ منصِبَيْ قيادةِ الأسطولِ وإيالةِ الجزائرِ بعدَ مقتلِ قائدِ الأسطولِ في تلكَ المعركةِ.

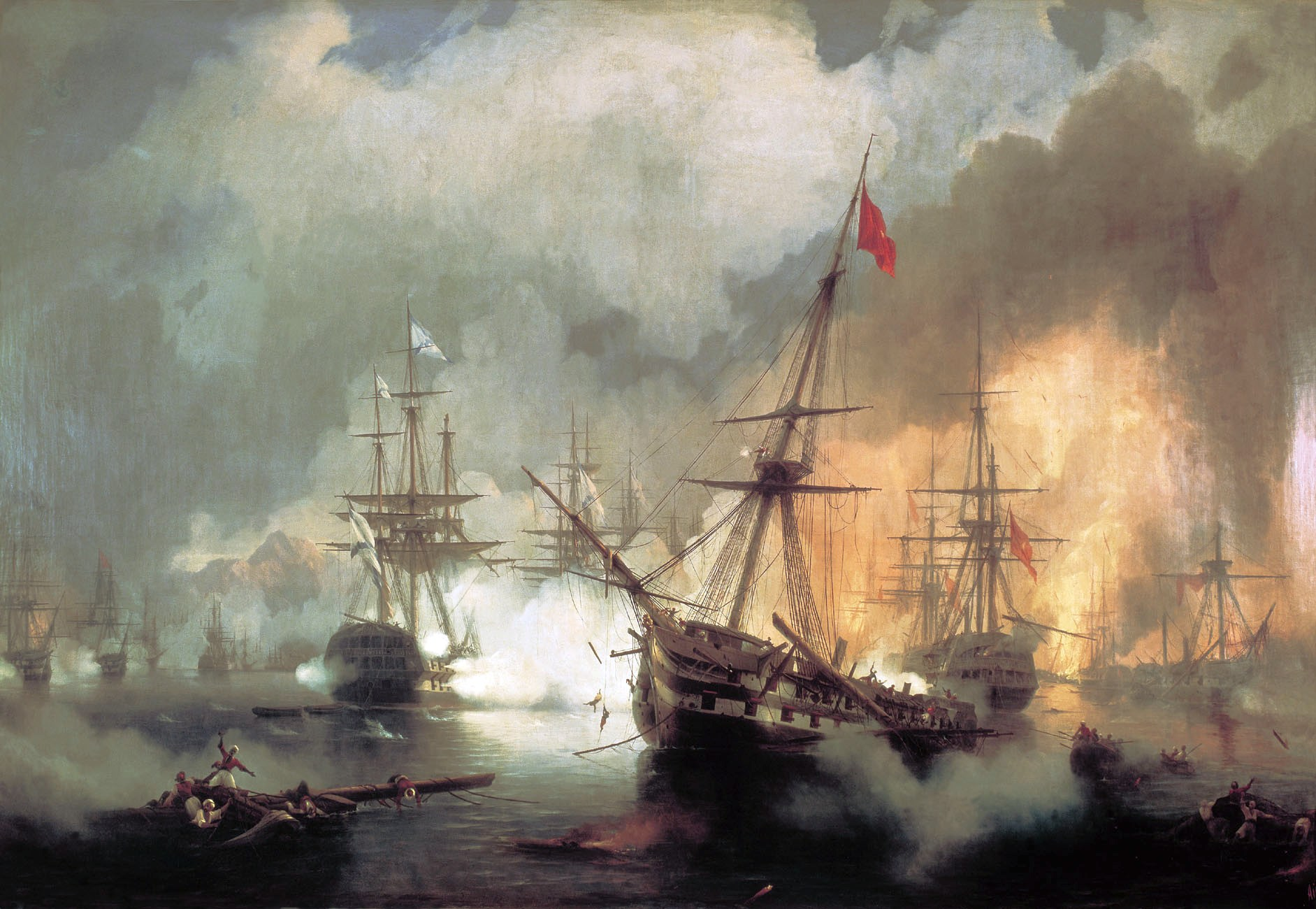
معركةُ ناڤارين بريشةِ إيڤان آيڤازوڤسكي Aivazovsky.

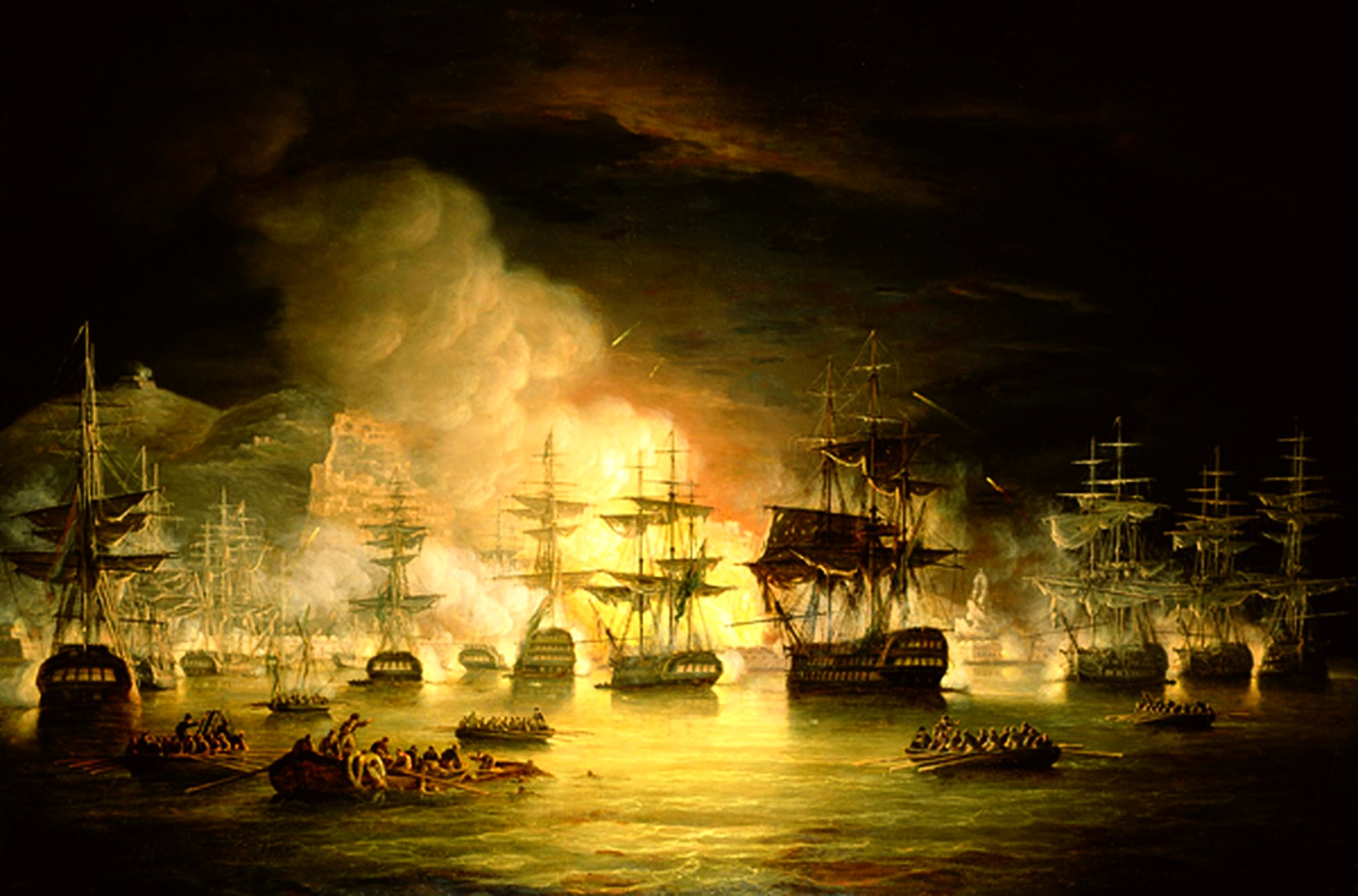
هجوم إنجليزي-هولندي على مدينةِ الجزائرِ (1618).

وبربروسُ هوَ الذي رسَمَ للجزائرِ شخصيّتَها التي وَلَجَتْ بها العصرَ الحديثَ. كانتْ تتناهَبُ الجزائرَ قوىً كثيرةٌ داخليّةٌ وخارجيّةٌ كلٌّ بما يستطيعُ، لكنَّهُ -مُصيباً- رأى بثاقبِ بصيرتِهِ أنّ الخطرَ الحقيقِيَّ في العدوِ الخارجيِّ، فمعَ عدمِ إهمالِهِ توحيدَ الجزائرِ وتحصينِ جبهتِهِ الداخليّةِ حَرِصَ دوماً على الإبقاءِ على أسطولٍ قويٍّ مدرَّبٍ يحمي الجزائرَ ويكْفَلُ لها درعاً حصيناً، وهوَ منْ أسَّسَ بالاشتراكِ معَ أخيهِ عُرُوجَ هذا الأسطولَ، ولثلاثةِ قرونٍ تاليةٍ كانَ الأسطولُ أقوى وأهمَّ مؤسَّسَةٍ في الجزائرِ، وحامِي استقلالِها، وفي مؤتمرِ اكس لا شابيل (1818) اتّفَقَتْ الدولُ الأورپية مجتمعةً على القضاءِ على الجزائرِ، لكنَّ ذلكَ لمْ يَتَسَنَّ لفرنسا إلاَّ عامَ (1830) بعدما قُضِيَ على الأسطولِ الجزائرِيّ قضاءً مبرماً في ناڤارين عامَ 1827 بينَ تحالفِ الأساطيلِ العثمانيِّ والمصريِّ والجزائريّ من جهةٍ وتحالفِ الأساطيلِ الإنجليزيّ والفرنسيّ والروسيّ من جهةٍ أخرى.

## الآراء والمواقف تجاه خير الدين بربروس
«لو كان للبحر أسدٌ، فهو خيرَ الدين...»
 -مقولة عثمانية-
كان القرنُ السادسَ عشرَ حاسماً من وجوهٍ عديدةٍ، فقد شهد اندلاع الإصلاح البروتستانتي وانقسام أوروپا الغربية، والتوسع في العالم الجديد، وانضواء معظم الوطن العربي تحت الراية العثمانية، واستخلاص المحيط الهندي من سيطرة المسلمين، واحتدام الصراع في المتوسط وشمال إفريقيا ووسط أوروپا بين الدولة العثمانية وبين الإمبراطورية الرومانية المقدسة وإسبانيا. وشهد النصف الأول من القرن على وجه الخصوص ثباتاً في اللاعبين الرئيسيين وبالتالي في السياسة الدولية لربع قرنٍ على الأقل؛ سليمان القانوني (حكم 20-1566)، فرانسوا الأول (حكم 15-1547)، شارلكان (إمبراطور 20-1556)، هنري الثامن (حكم 09-1547)، فرديناند الأول (حكم 21-1564)، خير الدين بربروس (18-1545)، أندريا دوريا (توفي 1560). وكان أهم ما ميّز القرنَ في ميدان السياسة الدولية الصراع العثماني-الأوربي وسمته الرئيسة الثقة المنعدمة لدى كلٍّ من الطرفين في الآخر.

### رأي الغربيين

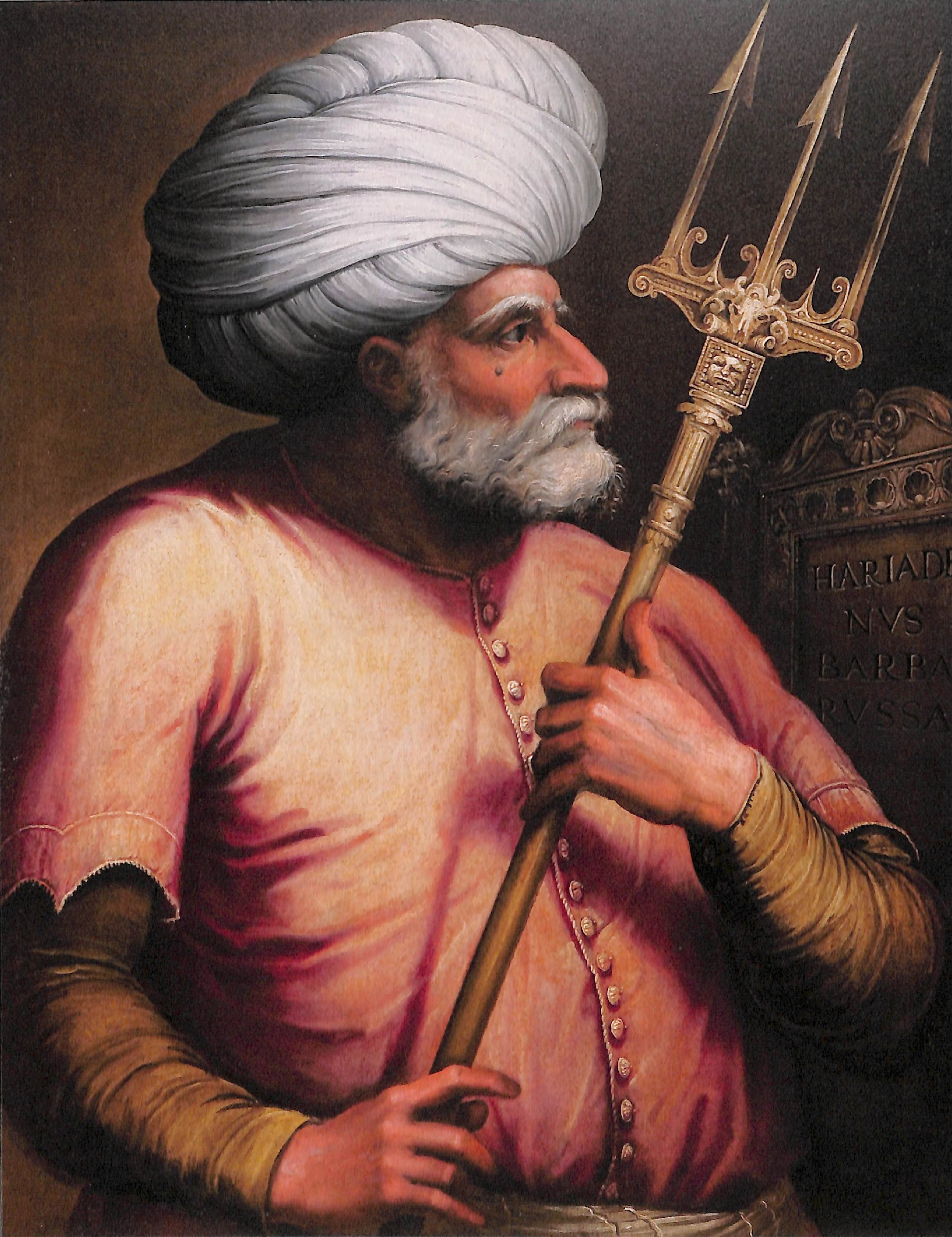
رسم تخيلي أوروپي لخير الدين وهو يحمل رمحاً من أسِنّةٍ ثلاثٍ في مقاربةٍ مع بوسيدون، إله البحر الإغريقي، في إشارة إلى سيادته وسلطته على البحار.

لم تكنِ البؤرةُ في الصراعِ العثمانيِّ الأوروبيِّ قصةَ عداءٍ بين دولتينِ أو طرفيْ حرب. كانتْ بالحريّ قضيّةَ مواجهةٍ بين ثقافتينِ وعقيدتينِ وحتى نمطيْ حياة. كانتْ أوروپا الغربيّةُ قد دشّنتْ إسهاماتِها الحضاريّةَ المتمثلةَ بعصرِ النهضةِ (بالإنجليزية: The Renaissance) وإنجازاتِهِ مما أكسبَها ثقةً بنفسها كحضارةٍ في مواجهةِ الغزوِ الثقافيِّ والعقديِّ الذي أثارَهُ العثمانيّونَ -والذي كانَ الخطرُ العسكريُّ رأسَ حربتِهِ وحسب- فارتأتْ لكي تحصّنَ نفسَها أنْ تجنّدَ قواها في حملاتٍ إعلاميّةٍ دعائيّةٍ (بالإنجليزية: Propeganda) تشيطنُ العثمانيَّ وتظهرُه بمظهرِ الهمجيِّ والعدوِّ الأرعنِ الذي لا همّ له إلا محقُ الحضارةِ الإنسانيّةِ من الوجود. في هذا الإطارِ يمكننا رؤيةُ التضخيمِ الذي حظيت بهِ معاركُ صغيرةٌ مثلُ «كاستيلنوڤا» و«نيسَ» من خلالِ إبرازِها نموذجاً للمواجهةِ بينَ المدنيّةِ والبربريّةِ، وكذلكَ المسوّغاتِ التي أنتجتْ مخازيَ مثلَ محاكمِ التفتيشِ. تفشّى هذا اللونُ من التجييشِ الإعلاميِّ عبرَ أوروپا الغربيّةِ بأسرها مستغلاً التطوراتِ التي أفرزها عصرُ النهضةِ كالطباعةِ وشيوعِ اللغاتِ المحليّةِ (القوميّةِ فيما بعدُ) في النشرِ (من ذلكَ استخدامُ الكنائسِ الإصلاحيّةِ (البروتستانتيّةِ) هذهِ اللغاتِ بدلَ اللاتينيّةِ)، وشملَ ذلكَ المجتمعَ الغربيَّ بشعوبِهِ وطبقاتِهِ كافّةً، فحتى في ألمانيا عندما أرادتْ نشرةٌ للّوثريّينَ (1590) إبّانَ ذروةِ الصراعِ الدينيّ أن تجيّشَ أنصارَها ضدّ «جنسِ الأفاعي» الكالفينيّةِ (أتباعُ «كالفنَ»، وهيَ كنيسةٌ إصلاحيّةٌ بروتستانتيّةٌ) لم تجدْ أفضلَ من نعْتِهم باليهودِ والمسلمينَ،
 وكتبَ واعظٌ لوثريٌّ عامَ 1576: «إنَّ البابويينَ كغيرهمْ من التركِ واليهودِ والوثنيينَ هم خارجُ نطاقِ النعمةِ الإلهيّةِ، ومغفرةِ الخطايا، والخلاصِ. لقدْ كتبَ عليهمُ العويلُ والبكاءُ وصريرُ الأسنانِ إلى الأبدِ في نارِ الجحيمِ المشتعلةِ وكبريتِها»، وفي إنجلترا البعيدةِ عن مسارحِ الحربِ معَ العثمانيينَ كانتْ تلكَ هيَ النظرةُ العامّة. لخّصَ الناقدُ «لويس وان» الموضوعاتِ التي تناولتْها المسرحيّاتُ الشرقيّةُ الطابعِ والتي يُعتقدُ أنّها تمثلُ بمجموعِها المفهومَ الإليزابيثيَّ [بلْ ومفهومَ عصرِ النهضةِ بالإجمالِ] عن الشرقِ، وهيَ موضوعاتُ الحربِ والغزوِ وقتلِ الأخِ لأخيهِ (الغدرِ) والخيانةِ والشهوةِ. تقولُ رنا قباني:
«ولمّا كانَ العصرُ الإليزابيثيُّ [عصرُ إليزابيث الأولى (1558-1603)] هو العصرُ الذي سادتْ فيهِ نزعاتُ الميلودراما والعواطفِ الجيّاشةِ والعنفِ، فقدْ وجدَ كتّابُ هذا العصرِ في الشخصيّاتِ الشرقيّةِ الجاهزةِ والراسخةِ في خيالِ عامّةِ الناسِ معيناً لاينضب. ومنْ هنا أصبحَ المسلمُ والتركيُّ والمغربيُّ والزنجيُّ "الأشرارَ" الرئيسيينَ في مسرحياتِ تلكَ الفترة، فالكتابُ المسرحيّونَ العاديّونَ وصفوا هؤلاءِ بقسوةٍ مفضوحةِ السذاجةِ، بينما رفعَ كتّابٌ من أمثالِ (مارلو) و(شكسبيرَ) من شأنِ بعضِ الشخصيّاتِ بعضَ الشيءِ بطريقةٍ مبطنةٍ.» [كشخصيّةِ عطيلٍ مثلاً في مسرحيّةِ شكسبيرَ الشهيرةِ «عطيل» (بالإنجليزية: Othello)].
من هنا تأتي محاولةُ شيطنةِ خيرِ الدينِ بربروسَ بتوصيفهِ قرصاناً لا بغيةَ له إلا الغزوُ والسلبُ والنهب. ولكنْ هل كانَ كذلكَ فعلاً؟
القرصان كقاطعِ الطريق، إنه يركب البحر ويعيش حياته بحثاً عن المتعة والملذات وفي سبيلها يخوض غمرات المغامرة كي يقتنصها من غير طريقٍ شرعي بدل أن يسعى إليها جاهداً مكافحاً بدأبٍ وصبر، فهو يجد نشوته في اقتناصها ثم في إسرافها ليعاود مجدداً مغامرة قنصٍ أخرى، وهو في سبيل ذلك لايزعُهُ وازعٌ من ضميرٍ أو أخلاقٍ أو دين، وخيرُ الدين لم يكُ صاحبَ مروءةٍ كامرئٍ حرٍّ وحسب، بل إنه سخر إمكانات دولته التي أنشأها ورعاها ونمّاها بالسهر والمواظبة والعمل المجدّ سعياً لإنقاذ الموريسكيين والدفاع عن حياض تلك الدولة وتحصينها من براثن الإسبان والقوى الصليبية الأخرى في المتوسط، وليس هذا من شيمة القرصان. يبدو خير الدين في مذكراته رجلاً متديناً عفيفاً يحنو على الفقراء والمساكين ويغدق عليهم. وهو يروي قصة استشهاد أخيه عروج بأنه بعدما عبر النهر بقسمٍ كبيرٍ من قواته تخلف البعض بسبب وهن قواهم فنادوه -مستغيثين- بلقبه الذي عرف به «بابا عروج»، فما وسعه إحساسه بالواجب إلا العودة لإغاثتهم فحاصره الإسبان ولقي حتفه وهو يصارعهم ولم يهن ولم يستسلم.
ومحاولة استمالة خير الدين لتغيير ولائه خير دليلٍ على البون الشاسع في طريقة التفكير. فشارلكان -الوفي لمكيافيلية (بالإنجليزية: Machiavellianism) عصر النهضة الأوروبية- لم يرَ في الأمر سوى شراءِ ولاءٍ، وذاك المعتاد في أوروپا وقتئذٍ، فأندريا دوريا نفسه كان مرتزِقاً وكان في خدمة فرانسوا الأول قبل أن يغير ولاءه ليدخل في خدمة شارلكان -الأغنى والأوسع نفوذاً- في حين رأى خير الدين في ذلك خيانةً لما كان عاش عليه -وإخوتَه- طيلة حياتهم من مبادئَ وقيم.

### رأي المسلمين

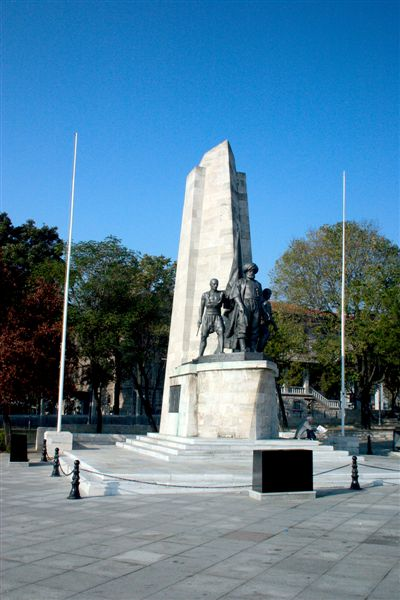
نصب "خير الدين بربروس" عند المتحف البحري باسطنبول.

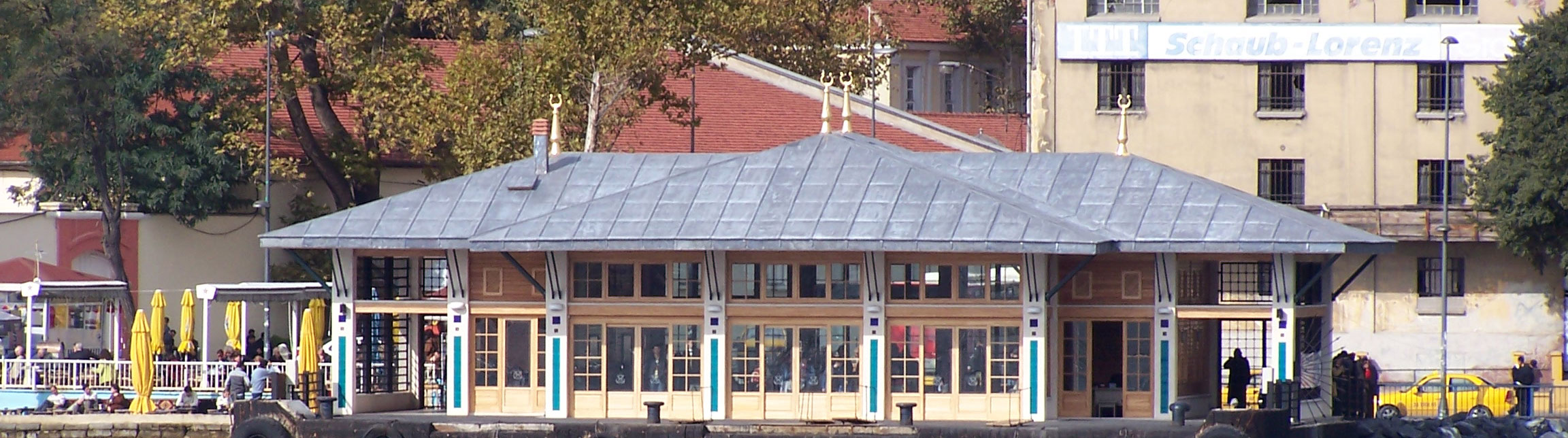
رصيف "خير الدين" البحري، بشكطاش-اسطنبول.

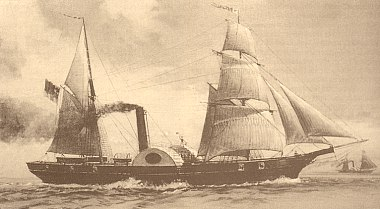
السفينة "بربروس" (1840م).

كان بربروس من القلائل الذين وصلوا أعلى المراتب في الدولة العثمانية ولم يتدرجوا في مدرسة الإدارة العثمانية الإندرون. لقد عرف العثمانيون كما الجزائريون لخير الدين بروبروس فضله فكان قباطين (باش قبودان) الدولة العثمانية يقفون على ضريحه في بشكطاش وهم يرتدون القفاطين (بالتركية: Kaftan) يدعون الله ويوزعون الطعام صدقةً للفقراء. وكانت سفن الحرب التركية إذا خرجت إلى مهمةٍ أو تدريبٍ تطلق قذيفة مدفعٍ تحية لبربروس لدى مرورها أمام ضريحه.
أُطلق اسم «رصيف خير الدين» على الرصيف البحري في منطقة بشكطاش، وجدّده المهندسان المعماريان إركان إنجي (بالتركية: Erkan İnce) و م. حلمي شينالب (بالتركية: M. Hilmi Şenalp) على الطرازالعثماني، كما سميت عدة سفنٍ في البحرية التركية باسم خير الدين بربروس، وأنتج فيلمٌ تركي باسم «بربروس خير الدين باشا» (بالتركية: Barbaros Hayreddin Paşa) عام 1951م.
وقام النحاتان علي هادي بارا (06-1971م) (بالتركية: Ali Hadi Bara) وزهدي مريد أوغلو (06-1992م) (بالتركية: Zühtü Müridoğlu) أعوام (41-1943) بتصميم وتنفيذ نُصُبٍ لذكرى خير الدين أقيم بجوار ضريحه في «ميدان بربروس» بمنطقة بشكطاش باسطنبول.
ونقشت أمام التمثال الأبيات التالية للشاعر والكاتب والسياسي والدبلوماسي التركي يحيى كمال بياتلي (1884-1958م) (بالتركية: Yahya Kemal Beyatlı): 
من أين تأتي أصوات المدافع تلك الآتية من أفق البحر؟
ربما بارباروس، مع البحرية!
هل هم راجعون من الجزر؟ أم من تونس أو الجزائر؟
مئتا سفينةٍ مزينةٍ في الأفقِ الحر
آتون من أرض الهلال الصاعد 
من أي مدينة قادمة تلك السفن المباركة؟

## عائلته
اخوته
- إسحق ريس (لديه ابن اسمه مصطفى بك).[174]
- عروج ريس.
- إلياس ريس.

زوجاته
- جزائرية هي بنت أخ سليم التومي حاكم مدينة الجزائر قبل دخول الأخوين بربروس إليها، ووالدة حسن باشا.
- دونا ماريا (بالإسبانية: Doña Maria) ابنة القائد الإسباني دون دييغو دي غايتانو (بالإسبانية: Don Diego Gaetano).[175][ِ 16]

أولاده
- حسن باشا وأمه جزائرية كما أسلفنا.[60] وتذكر بعض المصادر اسمه حسان.
- ابنة وهي زوجة طرغود باشا.[174]

## معرض الصور

رسم لخير الدين بربروس 1535م.
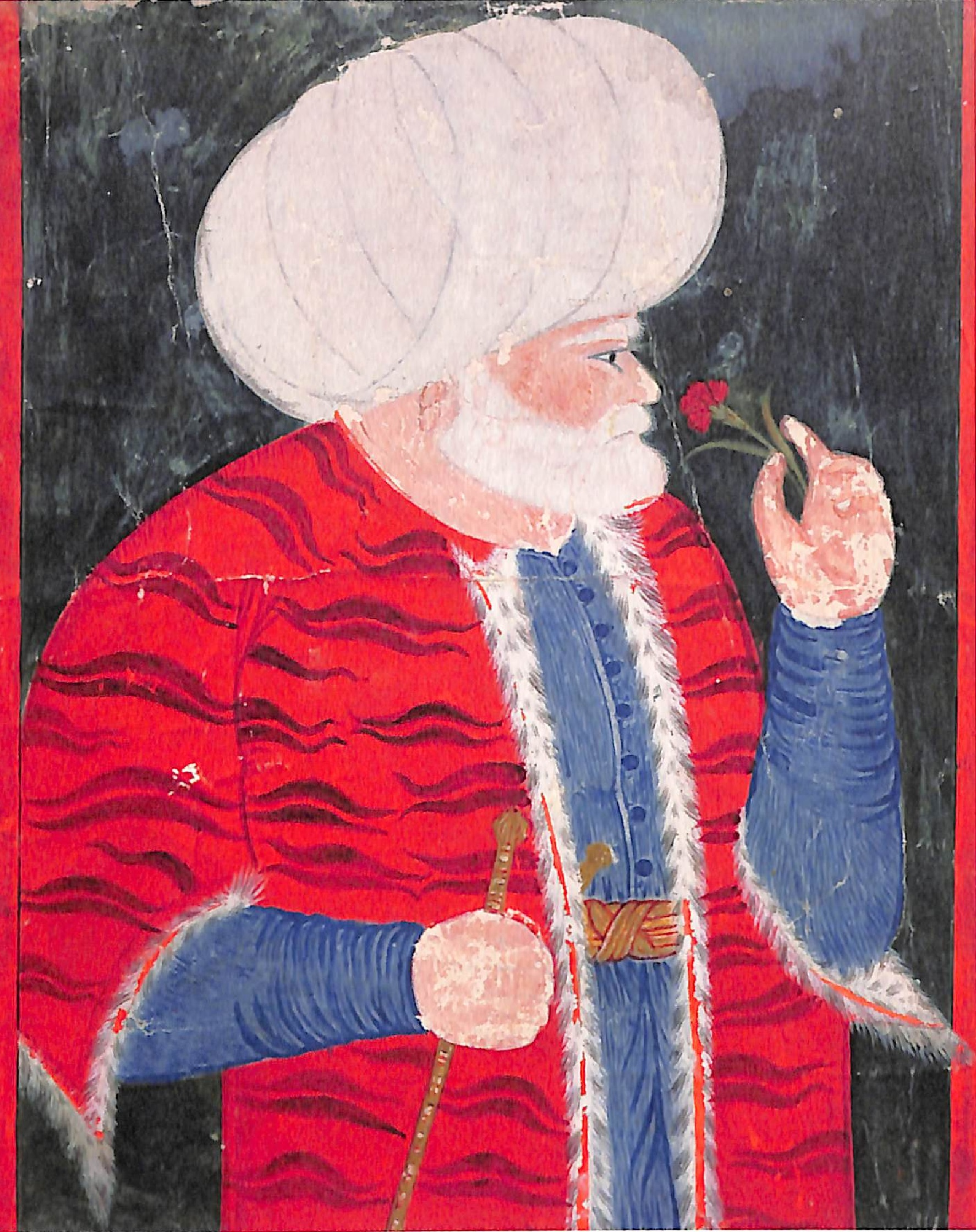
منمنمة عثمانية تصور خير الدين وهو يستنشق عبير وردة.
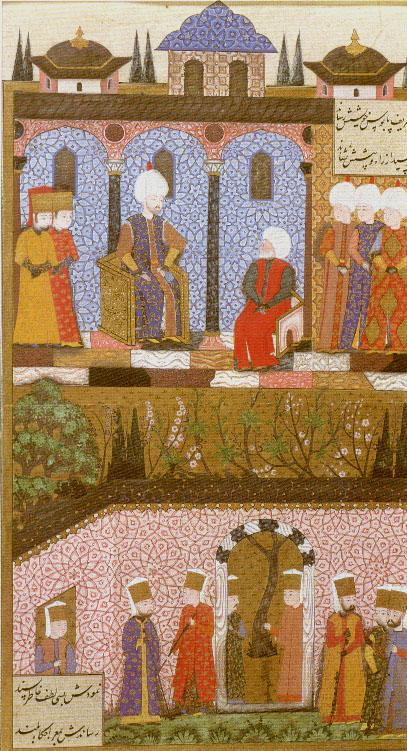
السلطان سليمان القانوني في استقبال خير الدين بربروس.
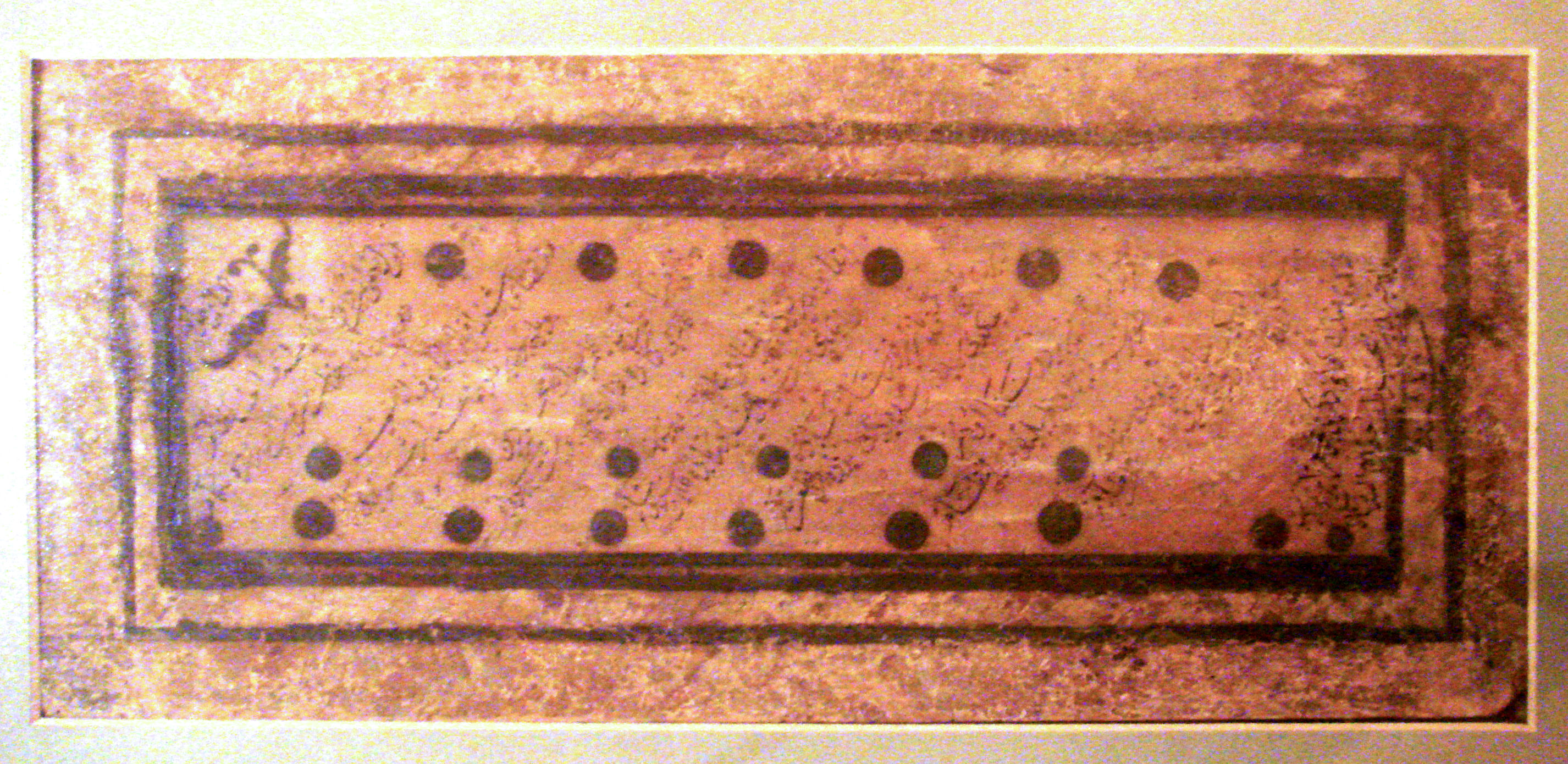
رسالة ثناء أرسلها خير الدين إلى السلطان سليمان القانوني سنة 1541م.
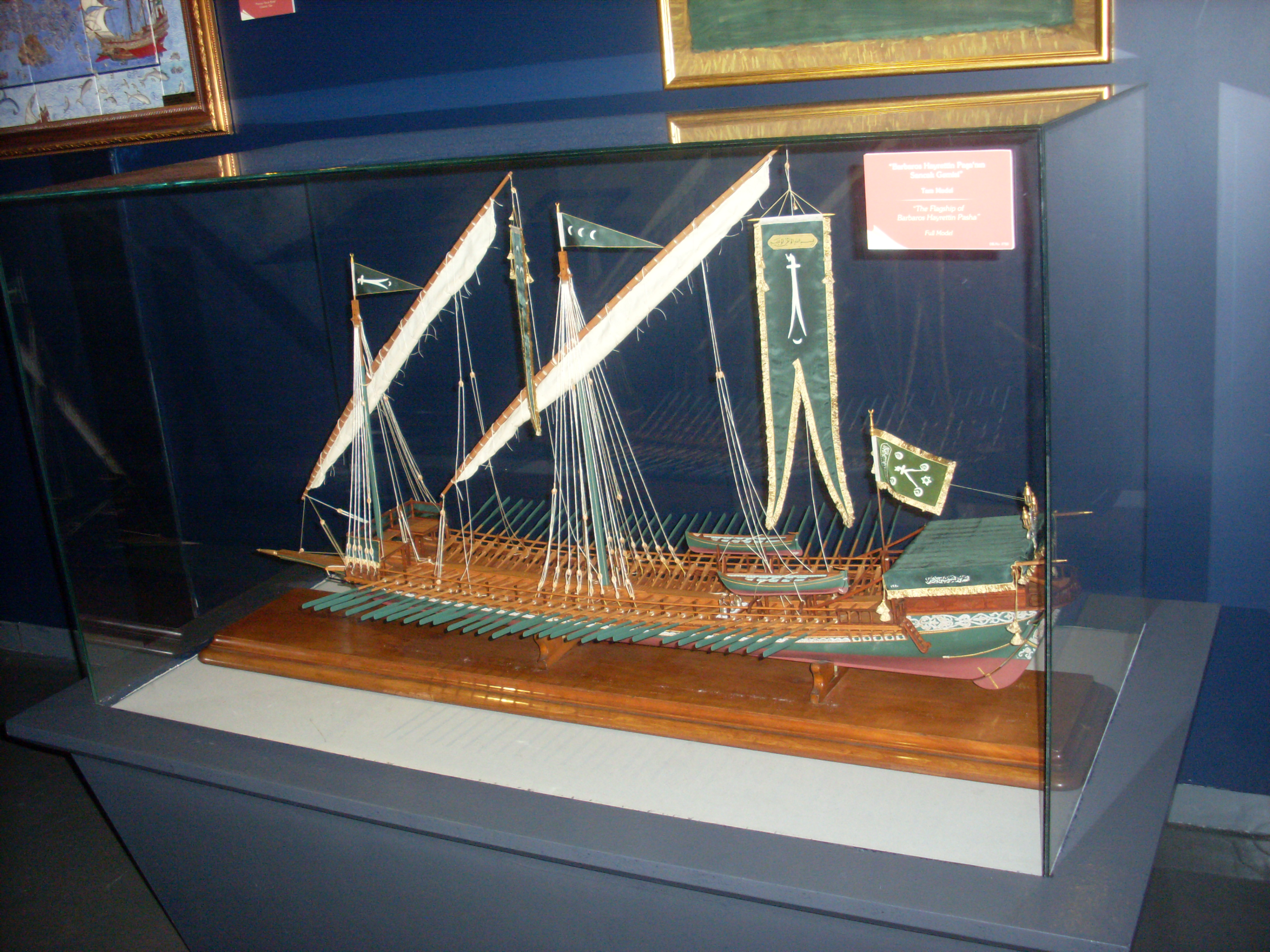
نموذج لسفينة خير الدين الرئيسية بمتحف إسطنبول البحري.
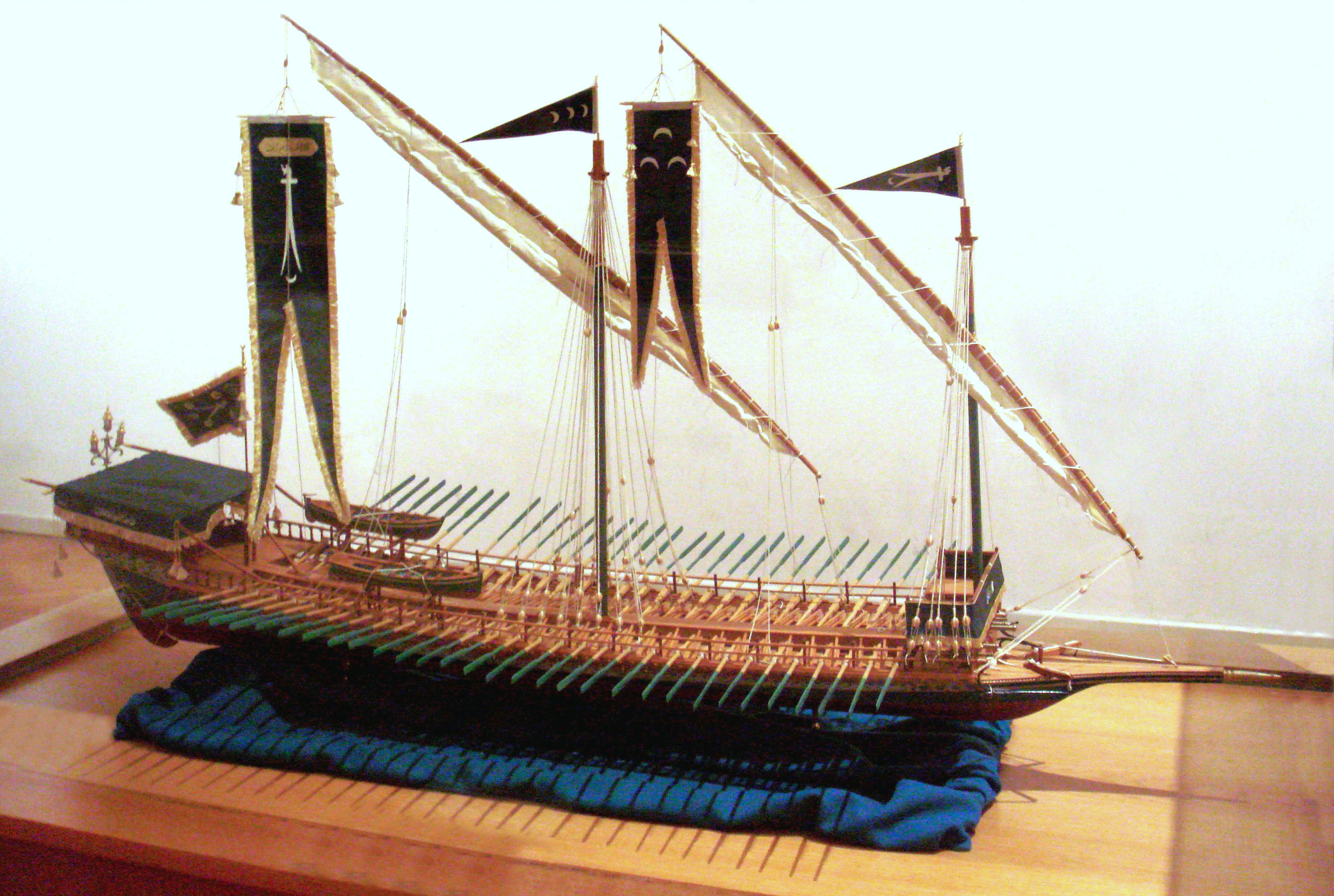
نموذج لقادرغة خير الدين أثناء حملته على فرنسا عام 1543م بمتحف إسطنبول البحري.

## الهوامش
1. ↑  التسميةُ العثمانيةُ لرعايَا الدولةِ البيزنطيَّةِ السابقةِ ممَّنْ بقُوا على النصرانيةِ.
2. ↑  فرسانَ رودسَ: أخويَّةٌ رهبانيَّةٌ حملتْ اسمَ «الإسبتاريَّةِ» أو «فرسانَ المشفى» منذُ أيَّامِ الحروب الإفرنجية. استقرُّوا منذُ سقوطِ عكّا عام 1291م ما بينَ جزيرةِ أروادَ قُبالةَ طرطوسَ على الساحلِ الشاميِّ حتى 1302م، ومدينة ليماسولَ في (قبرصَ)، ثمَّ شنُّوا حملةً فاحتلُّوا جزيرةَ رودسَ ما بين (08-1310م)، وتابعُوا منها القرصنةَ على السفنِ المسلمةِ، وتلقَّبُوا -من ثَمَّ- بفرسانِ رودسَ.
3. ↑  كان شارلكان أقوى وأغنى عاهلٍ أوروپيٍّ شمِلَت سلطتُهُ فيما شمِلَت النِّمْسا، وممالكَ البنيلوكسَ أو الأراضيَ المنخفضةِ (هولَّنْدا وبِلْجيكا ولوكسمبورݝ معاً)، والدويلاتِ الألمانيَّةِ، وبورجونديا Burgundy، ولومبارديا وشمالِيَّ إيطاليا، وجزيرةَ سِرْدانيا، وجنوبِيَّ إيطاليا مملكَتَيْ نابولي وصِقِلِّيَةَ (ورِثَهُمَا بوصْفِهِ وريثَ عرشِ أراجونَ الإسبانيَّةِ)، والمملكةَ الأغنى إسْبانْيا (بممتلكاتها الشاسعةِ في أمريكا) -بعْدَما وَحَّدَ عرْشَيْ أراجونَ وقشتالةَ- وعاصِمَتُها يومئذٍ (قبل نقْلِهَا إلى مدريدَ عامَ 1561م) غرناطةُ عاصمةُ شارلكانَ.
4. ↑  كانتِ إسبانيا أغنى دولةٍ في العالم في ذلك الوقت فقد احتلت إمبراطوريتي الأزتيك عام 1521 (في أمريكا الوسطى) والإنكا عام 1532 (في أمريكا الجنوبية) بكل ثرواتهما الخيالية من الذهب والفضة. انظر "التاريخ الاقتصادي العالمي، مقدمة قصيرة جداً: روبرت سي آلن، تر. محمد سعد طنطاوي، مؤسسة هنداوي للتعليم والثقافة، القاهرة، 2014، ط1، ص 27".
5. ↑  كانت التسمية الرسمية "الدولة البابوية"، ولم تتخذ تسمية "دولة الفاتيكان" إلا بعد اتفاقيات لاتيران عام 1923 مع الدولة الإيطالية.
6. ↑  نصَتْ معاهدةُ إسطنبولَ الموقّعة بتاريخ (22/ 7/ 1533م) بينَ الدولةِ العثمانيةِ والإمبراطوريّة الرومانيّة المقدسّة التي كان يحْكُمُها فرديناندُ الأوَّلُ أخو شارلكانَ نائباً عنْهُ على دفعِ النِمسا ثلاثينَ ألفَ (30000) دوقةٍ ذهبيَّةٍ سنويّاً، وألاَّ يُطلقُ لقبُ إمبراطورٍٍ إلا على الخليفةِ العثمانِيِّ، أمّا سواهُ منْ ملوكِ أوروپا فيكونون مُوازينَ للصدرِ الأعظمِ العثمانِيِّ.

### باللغة العربية
1. 1 2  Emmanuel K. Akyeampong; Henry Louis Gates, Jr., eds. (2012), Dictionary of African Biography (بالإنجليزية), New York City: Oxford University Press, OL:24839793M, QID:Q46002746
2. ↑   https://al-sharq.com/article/03/01/2020/%D8%AA%D8%AD%D8%AF%D8%AB-%D8%A8%D9%80-6-%D9%84%D8%BA%D8%A7%D8%AA-%D9%88%D8%A3%D9%86%D9%82%D8%B0-%D9%85%D8%B3%D9%84%D9%85%D9%8A-%D8%A7%D9%84%D8%A3%D9%86%D8%AF%D9%84%D8%B3-%D9%85%D9%86-%D9%87%D9%88-%D8%A8%D8%B1%D8%A8%D8%B1%D9%88%D8%B3-%D8%A7%D9%84%D8%B0%D9%8A-%D8%A7%D8%B3%D8%AA%D8%B4%D9%87%D8%AF-%D8%A8%D9%87-%D8%A3%D8%B1%D8%AF%D9%88%D8%BA%D8%A7%D9%86. {{استشهاد ويب}}: |url= بحاجة لعنوان (مساعدة) والوسيط |title= غير موجود أو فارغ (من ويكي بيانات) (مساعدة)
3. ↑  محمد فريد (1981)، تاريخ الدولة العليَّة العُثمانيَّة، تحقيق: إحسان حقي (ط. 1)، بيروت: دار النفائس للطباعة والنشر والتوزيع، ص. 230، OCLC:6150666، QID:Q113541212
4. ↑  Lindsay Armstrong (2014). "Charles Quint fédère l'Italie". Charles Quint (1500-1558) (بالفرنسية). Flammarion. p. 574. ISBN:978-2-0813-4652-9. {{استشهاد بكتاب}}: تجاهل المحلل الوسيط |numéro chapitre= لأنه غير معروف (help) and تجاهل المحلل الوسيط |sous-titre= لأنه غير معروف (help)
5. ↑  فريد بك المحامي & تحقيق: حقي 1981، صفحة 230
6. ↑  شاكر 2000، صفحة 104
7. ↑  المدني 1976، صفحة 192
8. ↑  دوبرا, بيشرو & ترجمة: السباعي 2015، صفحة 90
9. 1 2 3  Capponi 2007، صفحة 30
10. ↑  المدني 1976، صفحة 156
11. 1 2  العسلي 1980، صفحة 27
12. ↑  بربروس & ترجمة: دراج 2010، صفحة 22
13. ↑  العسلي 1980، صفحة 28
14. ↑  التر & ترجمة: عامر 1989، صفحة 72-73
15. ↑  العسلي 1980، صفحة 26
16. ↑  التر & ترجمة: عامر 1989، صفحة 27
17. ↑  المدني 1976، صفحة 156-157
18. ↑  أوزتونا & ترجمة: سلمان 1988، صفحة 241-242
19. ↑  بربروس & ترجمة: دراج 2010، صفحة 23: 33
20. ↑  أوزتونا & ترجمة: سلمان 1988، صفحة 242
21. ↑  أوزتونا & ترجمة: سلمان 1988، صفحة 242:243
22. ↑  بربروس & ترجمة: دراج 2010، صفحة 34: 41
23. ↑  التر & ترجمة: عامر 1989، صفحة 34-35
24. ↑  بربروس & ترجمة: دراج 2010، صفحة 41: 46
25. ↑  بربروس & ترجمة: دراج 2010، صفحة 10
26. ↑  أوزتونا & ترجمة: سلمان 1988، صفحة 245
27. ↑  التر & ترجمة: عامر 1989، صفحة 42-43
28. ↑  خنوف 2007، صفحة 58-59
29. ↑  بربروس & ترجمة: دراج 2010، صفحة 49
30. ↑  بربروس & ترجمة: دراج 2010، صفحة 50-51
31. ↑  بربروس & ترجمة: دراج 2010، صفحة 49: 53
32. 1 2  خنوف 2007، صفحة 60
33. ↑  المدني 1976، صفحة 162: 165
34. ↑  الميلي 1964، صفحة 35-36
35. ↑  أوزتونا & ترجمة: سلمان 1988، صفحة 246
36. ↑  بربروس & ترجمة: دراج 2010، صفحة 54: 56
37. ↑  المدني 1976، صفحة 167
38. ↑  بربروس & ترجمة: دراج 2010، صفحة 57: 61
39. ↑  بربروس & ترجمة: دراج 2010، صفحة 61-62
40. ↑  أوزتونا & ترجمة: سلمان 1988، صفحة 246-247
41. ↑  بربروس & ترجمة: دراج 2010، صفحة 62: 67
42. ↑  بربروس & ترجمة: دراج 2010، صفحة 67: 69
43. ↑  بربروس & ترجمة: دراج 2010، صفحة 71
44. 1 2  خنوف 2007، صفحة 58
45. 1 2 3 4  أوزتونا & ترجمة: سلمان 1988، صفحة 247
46. ↑  المدني 1976، صفحة 166
47. ↑  عبد القادر 2006، صفحة 49
48. ↑  عبد القادر 2006، صفحة 48-49
49. ↑  المدني 1976، صفحة 166-167
50. ↑  الميلي 1964، صفحة 36
51. ↑  بربروس & ترجمة: دراج 2010، صفحة 67-70-71
52. ↑  المدني 1976، صفحة 169
53. ↑  المدني 1976، صفحة 169: 171
54. ↑  خنوف 2007، صفحة 61-62
55. 1 2  الميلي 1964، صفحة 37-38
56. ↑  بربروس & ترجمة: دراج 2010، صفحة 71: 73
57. 1 2  خنوف 2007، صفحة 62
58. 1 2 3  بربروس & ترجمة: دراج 2010، صفحة 74
59. ↑  الميلي 1964، صفحة 43
60. 1 2  سعد الله 1998، صفحة 141
61. ↑  التر & ترجمة: عامر 1989، صفحة 50
62. ↑  عبد القادر 2006، صفحة 53
63. ↑  التر & ترجمة: عامر 1989، صفحة 50-51
64. 1 2  الميلي 1964، صفحة 44
65. ↑  المدني 1976، صفحة 174
66. ↑  التر & ترجمة: عامر 1989، صفحة 51
67. ↑  بربروس & ترجمة: دراج 2010، صفحة 74: 76
68. ↑  الميلي 1964، صفحة 44: 46
69. ↑  المدني 1976، صفحة 174: 183
70. ↑  التر & ترجمة: عامر 1989، صفحة 51: 56
71. ↑  بربروس & ترجمة: دراج 2010، صفحة 77: 79
72. ↑  بربروس & ترجمة: دراج 2010، صفحة 79
73. ↑  التر & ترجمة: عامر 1989، صفحة 57
74. ↑  بربروس & ترجمة: دراج 2010، صفحة 80: 85
75. ↑  التر & ترجمة: عامر 1989، صفحة 57: 59
76. ↑  المدني 1976، صفحة 184: 186
77. ↑  بربروس & ترجمة: دراج 2010، صفحة 92-93
78. ↑  بربروس & ترجمة: دراج 2010، صفحة 92
79. ↑  بربروس & ترجمة: دراج 2010، صفحة 86: 92
80. ↑  التر & ترجمة: عامر 1989، صفحة 59: 67
81. ↑  المدني 1976، صفحة 186: 192
82. ↑  الميلي 1964، صفحة 47: 51
83. ↑  عبد القادر 2006، صفحة 55
84. ↑  فيلافي 2002، صفحة 77
85. ↑  التر & ترجمة: عامر 1989، صفحة 70
86. ↑  الميلي 1964، صفحة 51
87. ↑  المدني 1976، صفحة 196-197
88. ↑  التر & ترجمة: عامر 1989، صفحة 72
89. ↑  الصلابي 2001، صفحة 211-212
90. ↑  بربروس & ترجمة: دراج 2010، صفحة 95: 100
91. ↑  التر & ترجمة: عامر 1989، صفحة 71-72
92. ↑  المدني 1976، صفحة 198
93. ↑  صالح 2006، صفحة 106: 108
94. ↑  صغيري 2011، صفحة 22: 25
95. ↑  التر & ترجمة: عامر 1989، صفحة 71
96. ↑  التر & ترجمة: عامر 1989، صفحة 75
97. ↑  الميلي 1964، صفحة 53-54
98. ↑  بربروس & ترجمة: دراج 2010، صفحة 93
99. ↑  بربروس & ترجمة: دراج 2010، صفحة 93-94
100. ↑  المدني 1976، صفحة 205: 211
101. ↑  التر & ترجمة: عامر 1989، صفحة 75: 78
102. ↑  التر & ترجمة: عامر 1989، صفحة 78
103. ↑  بربروس & ترجمة: دراج 2010، صفحة 102: 105
104. ↑  بربروس & ترجمة: دراج 2010، صفحة 106: 109
105. ↑  بربروس & ترجمة: دراج 2010، صفحة 98: 101
106. ↑  بربروس & ترجمة: دراج 2010، صفحة 109-110
107. ↑  بربروس & ترجمة: دراج 2010، صفحة 109: 117
108. ↑  بربروس & ترجمة: دراج 2010، صفحة 117: 122
109. ↑  المدني 1976، صفحة 211: 213
110. ↑  التر & ترجمة: عامر 1989، صفحة 79: 81
111. ↑  الميلي 1964، صفحة 55
112. ↑  التر & ترجمة: عامر 1989، صفحة 83: 85
113. ↑  بربروس & ترجمة: دراج 2010، صفحة 123: 131
114. ↑  المدني 1976، صفحة 213-214
115. ↑  بربروس & ترجمة: دراج 2010، صفحة 131: 133
116. ↑  بربروس & ترجمة: دراج 2010، صفحة 133-134
117. ↑  عبد القادر 2006، صفحة 57
118. ↑  التر & ترجمة: عامر 1989، صفحة 85: 88
119. ↑  بربروس & ترجمة: دراج 2010، صفحة 134: 138
120. ↑  المدني 1976، صفحة 214: 218
121. ↑  التر & ترجمة: عامر 1989، صفحة 88-89
122. ↑  بربروس & ترجمة: دراج 2010، صفحة 138: 142
123. ↑  المدني 1976، صفحة 218: 220
124. ↑  التر & ترجمة: عامر 1989، صفحة 92: 95
125. ↑  المدني 1976، صفحة 221: 225
126. ↑  بربروس & ترجمة: دراج 2010، صفحة 148: 151
127. ↑  بربروس & ترجمة: دراج 2010، صفحة 152: 159
128. ↑  بربروس & ترجمة: دراج 2010، صفحة 159: 169
129. ↑  التر & ترجمة: عامر 1989، صفحة 101: 104
130. ↑  أوزتونا & ترجمة: سلمان 1988، صفحة 289: 291
131. ↑  أوزتونا & ترجمة: سلمان 1988، صفحة 291
132. ↑  التر & ترجمة: عامر 1989، صفحة 112: 110
133. ↑  أمجان & ترجمة: فاروق، كمال 2014، صفحة 189-190
134. ↑  أوزتونا & ترجمة: سلمان 1988، صفحة 291: 294
135. ↑  أمجان & ترجمة: فاروق، كمال 2014، صفحة 190: 196
136. ↑  التر & ترجمة: عامر 1989، صفحة 112: 123
137. ↑  العروسي المطوي، محمد: الحروب الصليبية في المشرق والمغرب، (نسخةpdf)، دار الغرب الإسلامي، تونس، ط2، (1982م)، ص 270
138. ↑  بربروس & ترجمة: دراج 2010، صفحة 171: 180
139. 1 2  أوزتونا & ترجمة: سلمان 1988، صفحة 294-295
140. ↑  كوندوز، أوزتورك & ترجمة: علي، لطفي أوغلي 2008، صفحة 239
141. ↑  فريد بك المحامي & تحقيق: حقي 1981، صفحة 234
142. ↑  أوزتونا & ترجمة: سلمان 1988، صفحة 276-277
143. ↑  أمجان & ترجمة: فاروق، كمال 2014، صفحة 203-204
144. ↑  ويل ديورانت: ج 30 / ص 171.
145. 1 2  بربروس & ترجمة: دراج 2010، صفحة 183-184
146. ↑  أمجان & ترجمة: فاروق، كمال 2014، صفحة 206-207
147. ↑  أوزتونا & ترجمة: سلمان 1988، صفحة 295
148. ↑  بربروس & ترجمة: دراج 2010، صفحة 181: 183
149. ↑  أمجان & ترجمة: فاروق، كمال 2014، صفحة 208-209
150. ↑  أمجان & ترجمة: فاروق، كمال 2014، صفحة 215-216
151. ↑  بربروس & ترجمة: دراج 2010، صفحة 184: 189
152. ↑  بربروس & ترجمة: دراج 2010، صفحة 185: 189
153. ↑  أمجان & ترجمة: فاروق، كمال 2014، صفحة 217: 219
154. ↑  بربروس & ترجمة: دراج 2010، صفحة 190: 192
155. ↑  أمجان & ترجمة: فاروق، كمال 2014، صفحة 219-222
156. ↑  أمجان & ترجمة: فاروق، كمال 2014، صفحة 234-235
157. ↑  Martínez Laínez, Fernando; Sánchez de Toca Catalá; José María (2006). Tercios de España: la infantería legendaria (in Spanish), Madrid
158. ↑  الجميعي، أ. د. عبد المنعم: الدولة العثمانية والمغرب العربي، (نسخةpdf)، دار الفكر العربي، القاهرة، ط1، 2007م، ص 9
159. ↑  العسلي، بسام: خير الدين بربروس، (نسخةpdf)، دار النفائس، بيروت، ط1، (1400هـ-1980م)، ص 149
160. ↑  السرجاني، د. راغب: "تعرّف على حدث تاريخي غيّر تاريخ أوروبا"، (فيلم مسجل على اليوتيوب)، 2019م، اطّلع عليه بتاريخ 17 /4 /2020.
161. ↑  بربروس & ترجمة: دراج 2010، صفحة 199
162. ↑  العسلي، بسام: خير الدين بربروس، (نسخةpdf)، دار النفائس، بيروت، ط1، (1400هـ-1980م)، ص 150
163. ↑  الناصر رائسي، إدريس: العلاقات العثمانية الأوروبية في القرن السادس عشر، (نسخةpdf)، دار الهادي، بيروت، ط1، (1428هـ-2007م)، ص 86.
164. ↑  العسلي، بسام: خير الدين بربروس، (نسخةpdf)، دار النفائس، بيروت، ط1، (1400هـ-1980م)، ص 150-165
165. ↑  الناصر رائسي، إدريس: العلاقات العثمانية الأوروبية في القرن السادس عشر، (نسخةpdf)، دار الهادي، بيروت، ط1، (1428هـ-2007م)، ص 95، نقلاً عن خليل إينالجيك: "الدولة العثمانية من النشوء إلى الانحدار".
166. ↑  الناصر رائسي، إدريس: العلاقات العثمانية الأوروبية في القرن السادس عشر، (نسخةpdf)، دار الهادي، بيروت، ط1، (1428هـ-2007م)، ص 95، نقلاً عن محمد فريد بك المحامي: "تاريخ الدولة العلية العثمانية".
167. 1 2  العسلي، بسام: خير الدين بربروس، (نسخةpdf)، دار النفائس، بيروت، ط1، (1400هـ-1980م)، ص 165-166
168. ↑  العسلي، بسام: خير الدين بربروس، (نسخةpdf)، دار النفائس، بيروت، ط1، (1400هـ-1980م)، ص 166
169. ↑  ول ديورانت: ج 30/ص 190
170. ↑  ول ديورانت: ج 30/ص 192
171. ↑  قباني، رنا: أساطير أوربا عن الشرق لفق تسد، تر. صباح قباني، دار طلاس، دمشق، ط3، 1993، ص43.
172. ↑  بربروس & ترجمة: دراج 2010، صفحة 92-91
173. ↑  Barbaros Hayrettin Pasa، مؤرشف من الأصل في 2017-02-09، اطلع عليه بتاريخ 2017-12-05
174. 1 2  أوزتونا & ترجمة: سلمان 1988، صفحة 303
175. ↑  أوزتونا & ترجمة: سلمان 1988، صفحة 301
176. ↑  بربروس & ترجمة: دراج 2010، صفحة 73

### بلغاتٍ أجنبيَّة
1. ↑  Bagley & Kissling 1997، صفحة 106
2. ↑  Aksan & Goffman 2007، صفحة 114
3. ↑   & Boularès 2011، صفحة 328
4. ↑  1911 Encyclopædia Britannica/Barbarossa, Volume 3، (بالإنجليزية: على موقع ويكي مصدر Wikisource)، اطلع عليه بتاريخ 30 شعبان 1439 هـ الموافق 16 مايو 2018م
5. ↑  Piracy: the complete history, Angus Konstam, page 80, 2008
6. ↑  Feeding people. feeding power: imarets in the Ottoman Empire, Nina Ergin, Christoph K. Neumann, Amy Singer, page 98, 2007
7. ↑  Between Venice and Istanbul: colonial landscapes in early modern Greece, Siriol Davies,Jack L. Davis, page 36, 2007
8. ↑  The Turks: Ottomans, Hasan Celâl Güzel, Cem Oğuz, Osman Karatay, Murat Ocak, 2002
9. ↑  İsmail Hâmi Danişmend, Osmanlı Devlet Erkânı, pp. 172 ff. Türkiye Yayınevi (Istanbul), 1971. (بالتركية)
10. ↑  Bozbora، Nuray (1997)، Osmanlı yönetiminde Arnavutluk ve Arnavut ulusçuluğu'nun gelişimi، ص. 16
11. ↑  Virginia H. Aksan & Daniel Goffman, The early modern Ottomans: Remapping the Empire, Cambridge University Press, 2007, ISBN 978-0-521-81764-6, p. 106.
12. ↑  Daniel Goffman, The Ottoman Empire and Early modern Europe, Cambridge University Press, ISBN 978-0-521-45908-2, p. 145.
13. ↑  Frank Ronald Charles Bagley et al., The Last Great Muslim Empires: History of the Muslim World, Brill Academic Publishers, 1997, p. 114.
14. ↑  Die Seeaktivitäten der muslimischen Beutefahrer als Bestandteil der staatlichen Flotte während der osmanischen Expansion im Mittelmeer im 15. und 16. Jahrhundert, p.548, Andreas Rieger, Klaus Schwarz Verlag, 1994
15. ↑  Konstam, Angus (25 Aug 2016). The Barbary Pirates 15th-17th Centuries (بالإنجليزية). Bloomsbury Publishing. ISBN:9781472815446. Archived from the original on 2018-08-17.
16. ↑  Clot 2005، صفحة 145

### باللغة العربية
- الجزائري، مسعود مجاهد (1966)، كتاب تاريخ الجزائر، الجزء الأول (pdf) (ط. الأولى)، القدس: مطابع دار الأيتام الإسلامية
- الجميعي، أ. د. عبد المنعم (2007)، الدولة العثمانية والمغرب العربي (نسخةpdf)، القاهرة-مصر: دار الفكر العربي، ISBN:977-10-2148-6
- المدني، أحمد توفيق (1976)، كتاب حرب الثلاثمائة سنة بين الجزائر واسبانيا 1492 – 1792 (ط. الثانية)، الجزائر: الشركة الوطنية للنشر والتوزيع، مؤرشف من الأصل (pdf) في 2019-12-15
- العسلي، بسام (1980)، خير الدين بربروس (والجهاد في البحر) 1470 - 1547م (ط. الأولى)، بيروت-لبنان: دار النفائس، مؤرشف من الأصل (pdf) في 2022-03-27
- الناصر رائسي، إدريس (1428هـ-2007م)، العلاقات العثمانية الأوروبية في القرن السادس عشر (نسخةpdf) (ط. الأولى)، بيروت-لبنان: دار الهادي، ISBN:9953-484-29-5 {{استشهاد}}: تحقق من التاريخ في: |سنة= (مساعدة)
- بربروس، خير الدين؛ ترجمة: دراج، محمد (2010)، مذكرات خير الدين بربروس (ط. الأولى)، الجزائر: شركة الأصالة للنشر والتوزيع، ISBN:978-9961-9963-1-7، مؤرشف من الأصل (pdf) في 2020-12-04
- التر، عزيز سامح؛ ترجمة: عامر، محمود علي (1989)، كتاب الأتراك العثمانيون في أفريقيا الشمالية (ط. الأولى)، بيروت-لبنان: دار النهضة العربية، مؤرشف من الأصل (pdf) في 2022-03-14
- فريد بك المحامي، محمد؛ تحقيق: حقي، إحسان (1981)، كتاب تاريخ الدولة العلية العثمانية (pdf) (ط. الأولى)، بيروت-لبنان: دار النفائس، ISBN:9953-18-084-9
- بيومي، زكريا سليمان (1411هـ/1991م)، كتاب قراءة جديدة في تاريخ العثمانيين، التحالف الصليبي الماسوني الاستعماري وضرب الإتجاه الإسلامي (ط. الأولى)، جدة-السعودية: عالم المعرفة، مؤرشف من الأصل (pdf) في 2016-07-07 {{استشهاد}}: تحقق من التاريخ في: |سنة= (مساعدة)
- أوزتونا، يلماز؛ ترجمة: سلمان، عدنان محمود (1988)، كتاب تاريخ الدولة العثمانية، المجلد الأول (pdf) (ط. الأولى)، إسطنبول-تركيا: مؤسسة فيصل للتمويل
- شاكر، محمود (2000)، كتاب التاريخ الإسلامي، الجزء 8، العهد العثماني (PDF) (ط. الرابعة)، بيروت-لبنان: المكتب الإسلامي، مؤرشف من الأصل (pdf) في 2022-11-26
- دوبرا، آن؛ بيشرو، إيميلي؛ ترجمة: السباعي، محمد عبد الفتاح (2015)، كتاب مرآة الشرق عرب وعثمانيون في الأدب الأوروبي خلال القرون الوسطى (على موقع جوجل للكتب) (ط. الأولى)، الجيزة-مصر: دار صفصافة، ISBN:978-977-5154-41-5، مؤرشف من الأصل في 2020-02-23
- خنوف، علي (2007)، كتاب تاريخ منطقة جيجل قديمًا وحديثًا (pdf) (ط. الأولى)، الجزائر: دار منشورات الأنيس، ISBN:978-9961-707-88-3
- الميلي، مبارك بن محمد الهلالي (1964)، كتاب تاريخ الجزائر في القديم والحديث، الجزء الثالث (PDF) (ط. الأولى)، الجزائر: مكتبة النهضة الجزائرية، مؤرشف من الأصل (pdf) في 2022-05-17
- عبد القادر، نور الدين (2006)، كتاب صفحات من تاريخ الجزائر من أقدم عصورها إلى انتهاء العهد التركي (ط. الأولى)، الجزائر: دار الحضارة، ISBN:9961-767-54-3، مؤرشف من الأصل (pdf) في 2022-04-07
- سرهنك، إسماعيل (1895)، كتاب حقائق الأخبار عن دول البحار، الجزء الأول (PDF) (ط. الأولى)، بولاق-مصر: المطبعة الأميرية، مؤرشف من الأصل (pdf) في 2015-09-12
- سعد الله، أبو القاسم (1998)، كتاب تاريخ الجزائر الثقافي 1500 - 1830، الجزء الأول (PDF) (ط. الأولى)، بيروت-لبنان: دار الغرب الإسلامي، مؤرشف من الأصل (pdf) في 2022-12-05
- صالح، كليل (2006)، سياسة خير الدين في مواجهة المشروع الأسباني لاحتلال المغرب الأوسط. رسالة ماجستير (pdf)، باتنة-الجزائر: قسم التاريخ، كلية الآداب والعلوم الإنسانية. جامعة العقيد الحاج لخضر (باتنة)
- الجزائري، محمد بن عبد القادر (1903)، كتاب تحفة الزائر في مآثر الأمير عبد القادر وأخبار الجزائر، الجزء الأول.  (ط. الأولى)، الإسكندرية: المطبعة التجارية-غرزوزي وجاويش. (على ويكي مصدر).
- الصلابي، محمد علي (2001)، كتاب الدولة العثمانية: عوامل النهوض وأسباب السقوط (PDF) (ط. الأولى)، بورسعيد-مصر: دار التوزيع والنشر الإسلامية، ISBN:977-265-314-1، مؤرشف من الأصل (pdf) في 2022-10-04
- العقاد، صلاح (1993)، كتاب المغرب العربي في التاريخ الحديث والمعاصر "الجزائر، تونس، المغرب الأقصى" (pdf) (ط. السادسة)، مصر: مكتبة الأنجلو المصرية
- صغيري، سفيان (2011)، العلاقات الجزائرية العثمانية خلال عهد الدايات في الجزائر (1671-1830)م. رسالة ماجستير، باتنة-الجزائر: شعبة التاريخ، قسم العلوم الإنسانية، كلية العلوم الإنسانية والاجتماعية والعلوم الإسلامية. جامعة العقيد الحاج لخضر (باتنة)، مؤرشف من الأصل (pdf) في 2022-12-26
- فيلافي، عبد العزيز (2002)، تلمسان في العهد الزياني: دراسة سياسية، عمرانية، اجتماعية، ثقافية. الجزء الأول (pdf)، الجزائر: موفم للنشر والتوزيع، ISBN:996162247-2
- قباني، رنا؛ ترجمة: قباني، صباح (1993)، أساطير أوروبا عن الشرق لفق تسد (ط. 3)، دمشق: دار طلاس
- كوندوز، أوزتورك، أحمد آق، سعيد؛ ترجمة: علي، لطفي أوغلي، أورخان، عوني (2008)، الدولة العثمانية المجهولة: 303 سؤال وجواب توضح حقائق غائبة عن الدولة العثمانية، إسطنبول-تركيا: وقف البحوث العثمانية، ISBN:978-975-7268-39-0
- أمجان، فريدون؛ ترجمة: فاروق، كمال، جمال، أحمد (2014)، سليمان سلطان البرين والبحرين: حقائق في ضوء المصادر، القاهرة-مصر: دار النيل، ISBN:978-975-315-648-6

### بلغاتٍ أجنبيَّة
- Aksan, Virginia H.; Goffman, Daniel (2007). The early modern Ottomans: Remapping the Empire (بالإنجليزية). Cambridge-UK: Cambridge University Press. ISBN:978-0-521-81764-6.
- Bagley, Frank Ronald Charles; Kissling, Hans Joachim (1997). The Last Great Muslim Empires: History of the Muslim World (بالإنجليزية). Brill-Netherlands: Brill Academic Publishers.
- Boularès, Habib (2011). Histoire de la Tunisie : les grandes dates de la préhistoire à la révolution (بالفرنسية). Tunis: Cérès Ed.
- Capponi, Niccolò (2007). Victory of the West : the great Christian-Muslim clash at the Battle of Lepanto (بالإنجليزية) (الأولى ed.). Cambridge, MA: Da Capo Press. ISBN:0306815443. OCLC:86222610. Archived from the original on 2022-05-21.
- Clot, André (2005). Suleiman the Magnificent (بالإنجليزية). London: Saqi. ISBN:0863565107. OCLC:57118515.
- Martínez Laínez, Fernando; Sánchez de Toca Catalá; José María (2006). Tercios de España: la infantería legendaria (بالإسبانية). Madrid: EDAF. ISBN:9788441418479.